# فهرست نقشه‌ها و نقاشی‌های پاسکال کوست و اوژن فلاندن
نقشه‌ها و نقاشی‌های پاسکال کوست و اوژن فلاندن، معمار و نقاش فرانسوی، در سال ۱۲۲۰ هجری شمسی به دوران محمدشاه قاجار. این مجموعه شامل ۲۰۰ تصویر است. ۱۳۰ نقاشی از فلاندن و ۷۰ طراحی و نقشه از کوست که از دو کتاب سفر به ایران و عمارت‌های ایران مدرن استخراج شده‌است.

## ماکو،خسرواوتبریز

### اوژن فلاندن

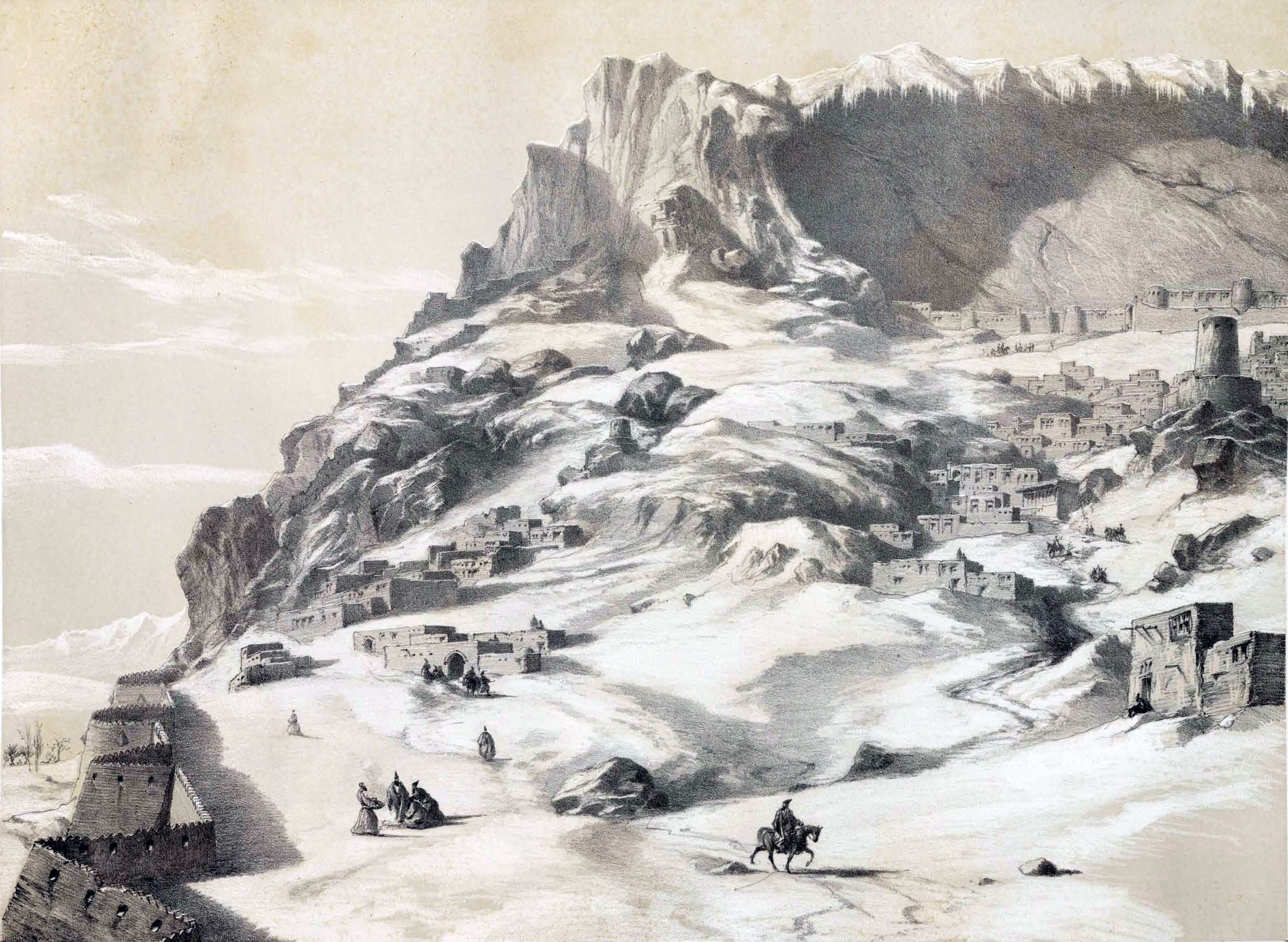
شهرستان ماکو مرز ارمنستان
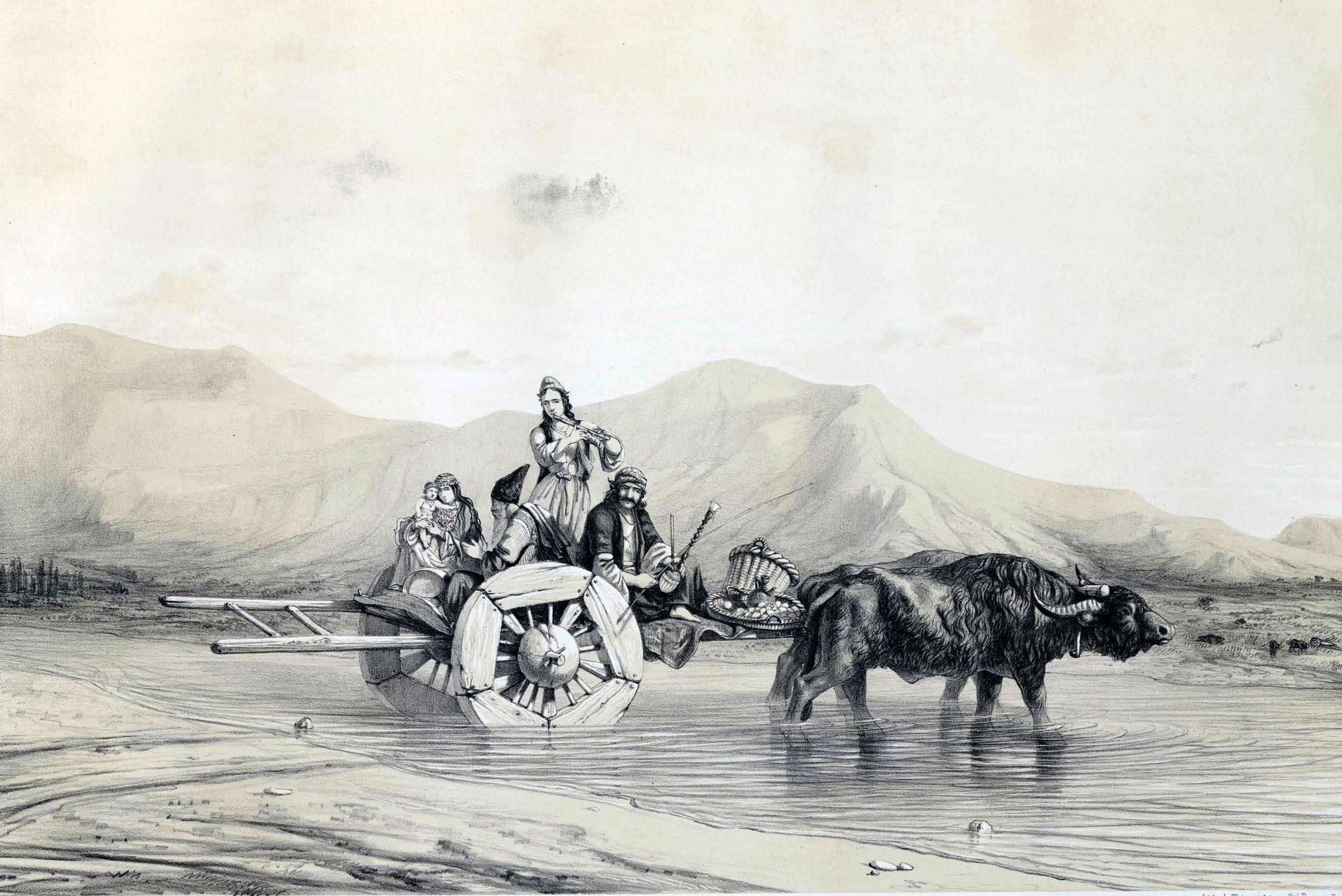
کارگران خسروا آذربایجان
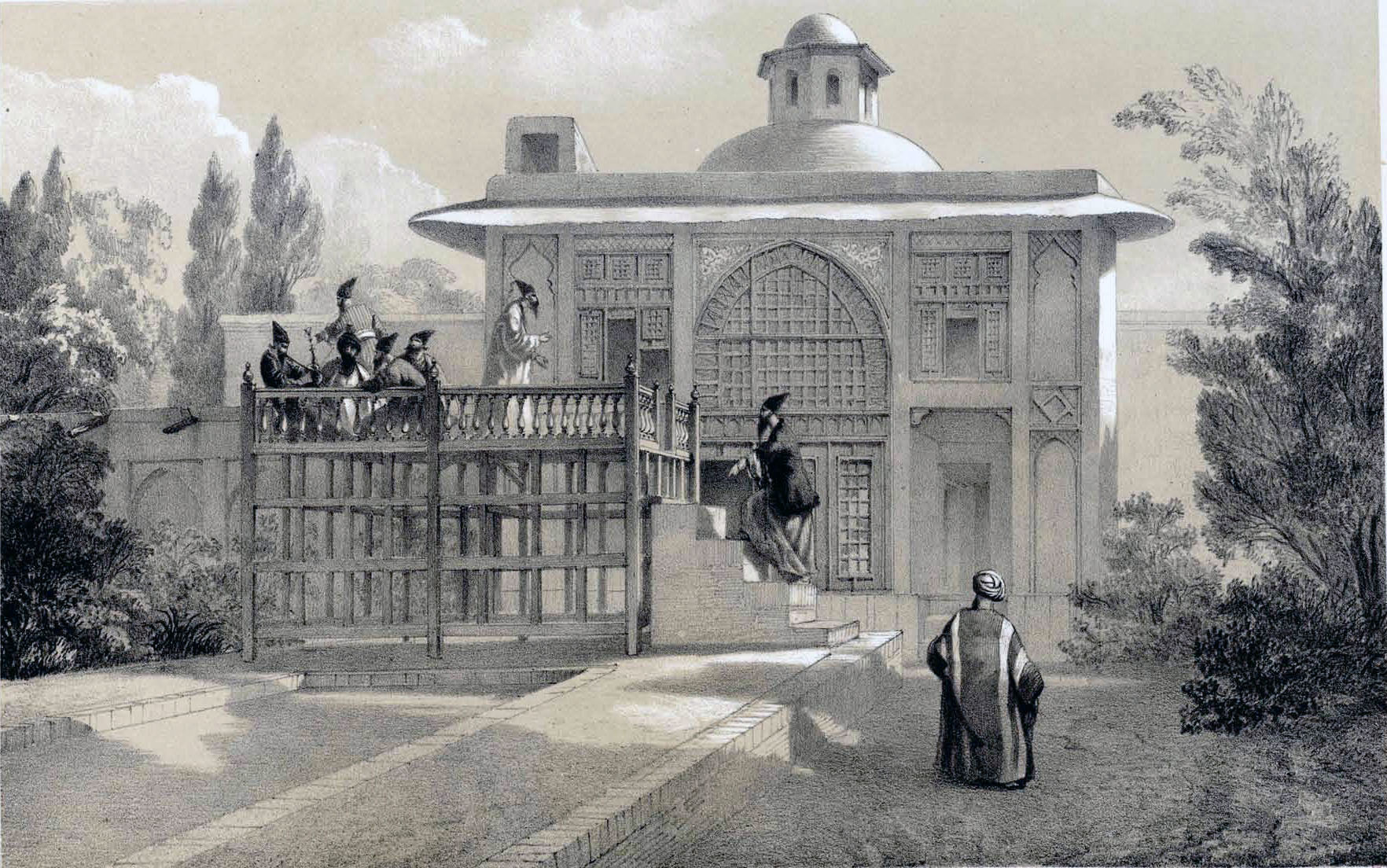
مسکن خان، ماکو
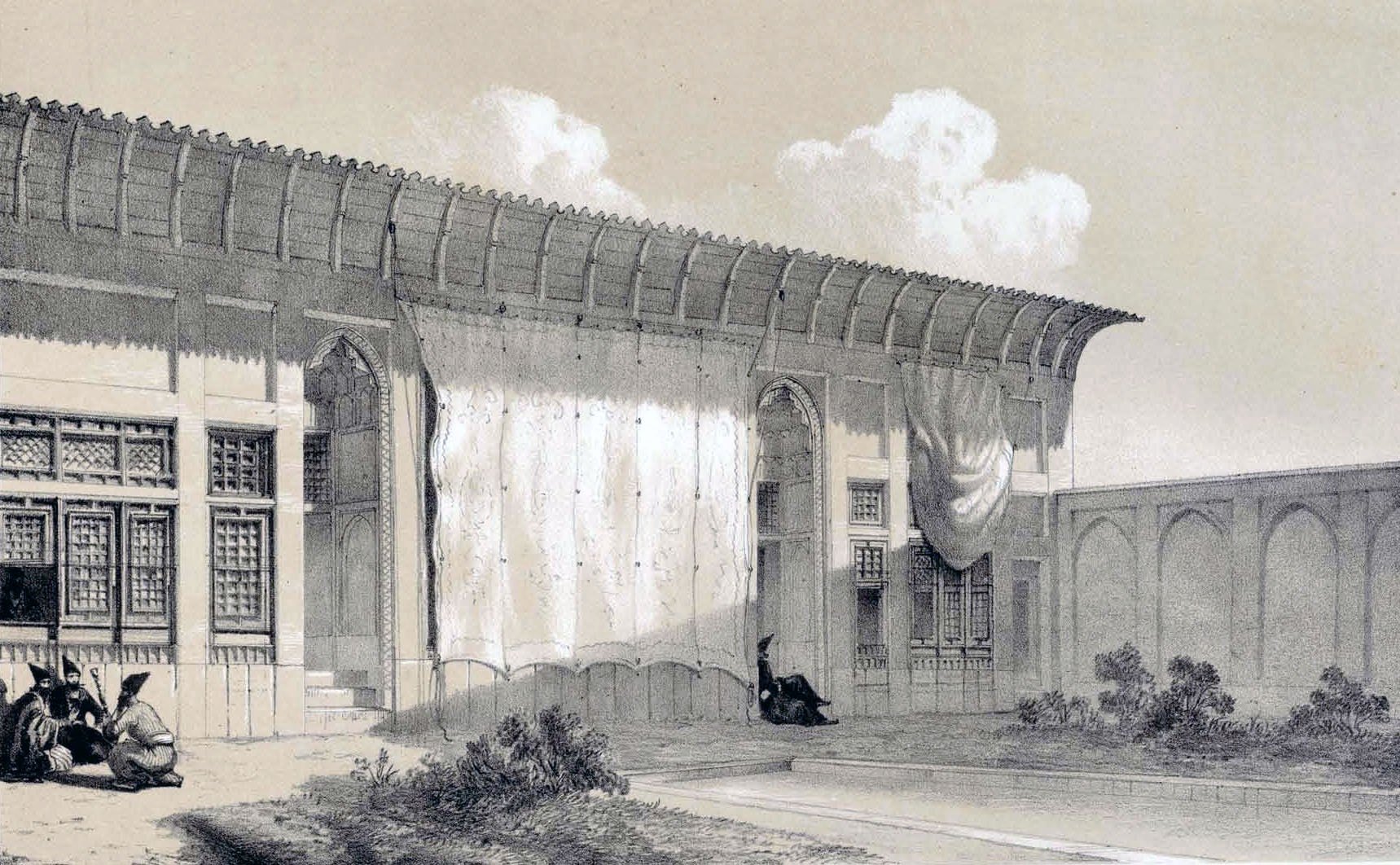
خانه‌میرزا(کاخ استانداری آذربایجان شرقی)
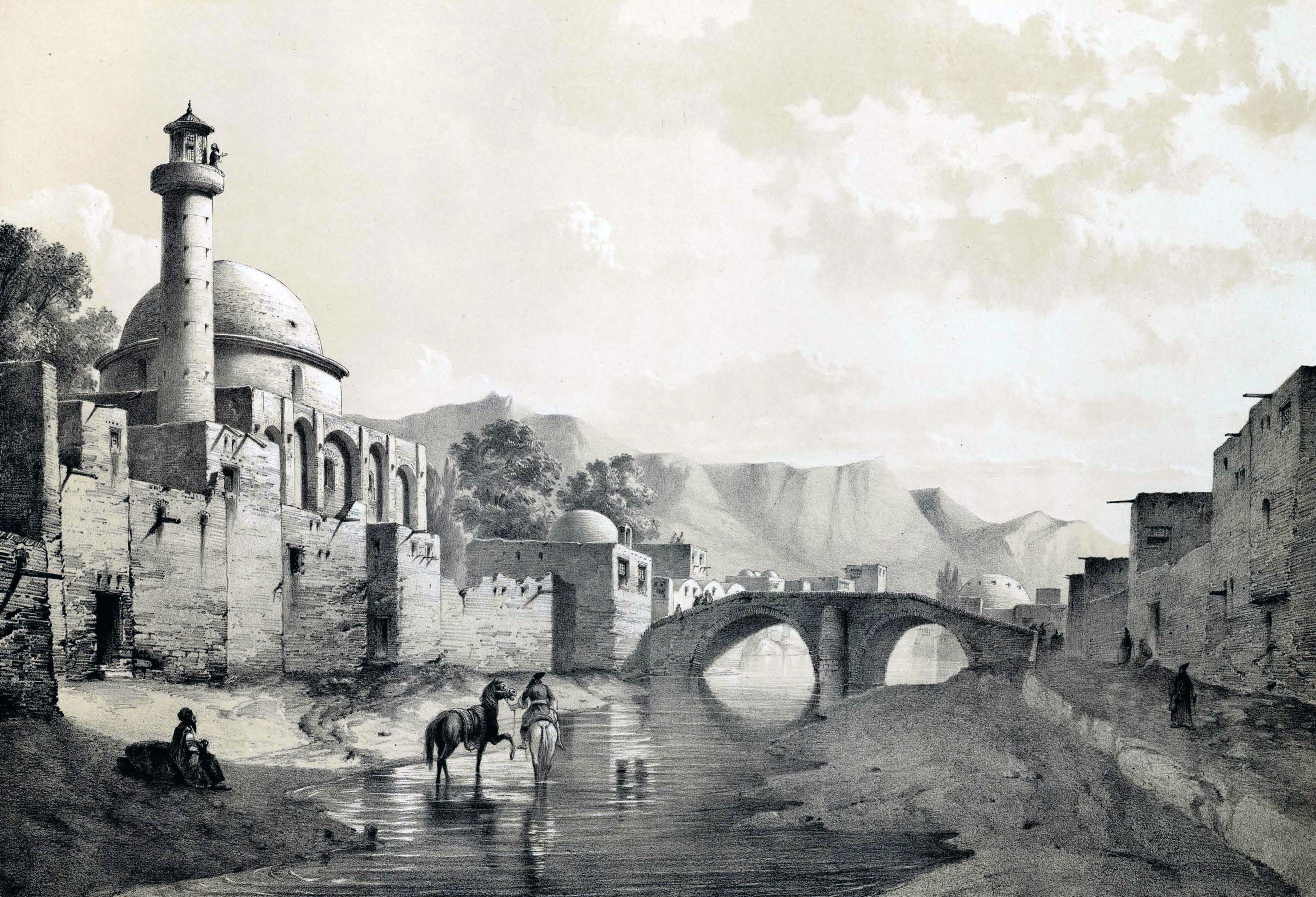
تبریز (مسجد صاحب‌الامر)
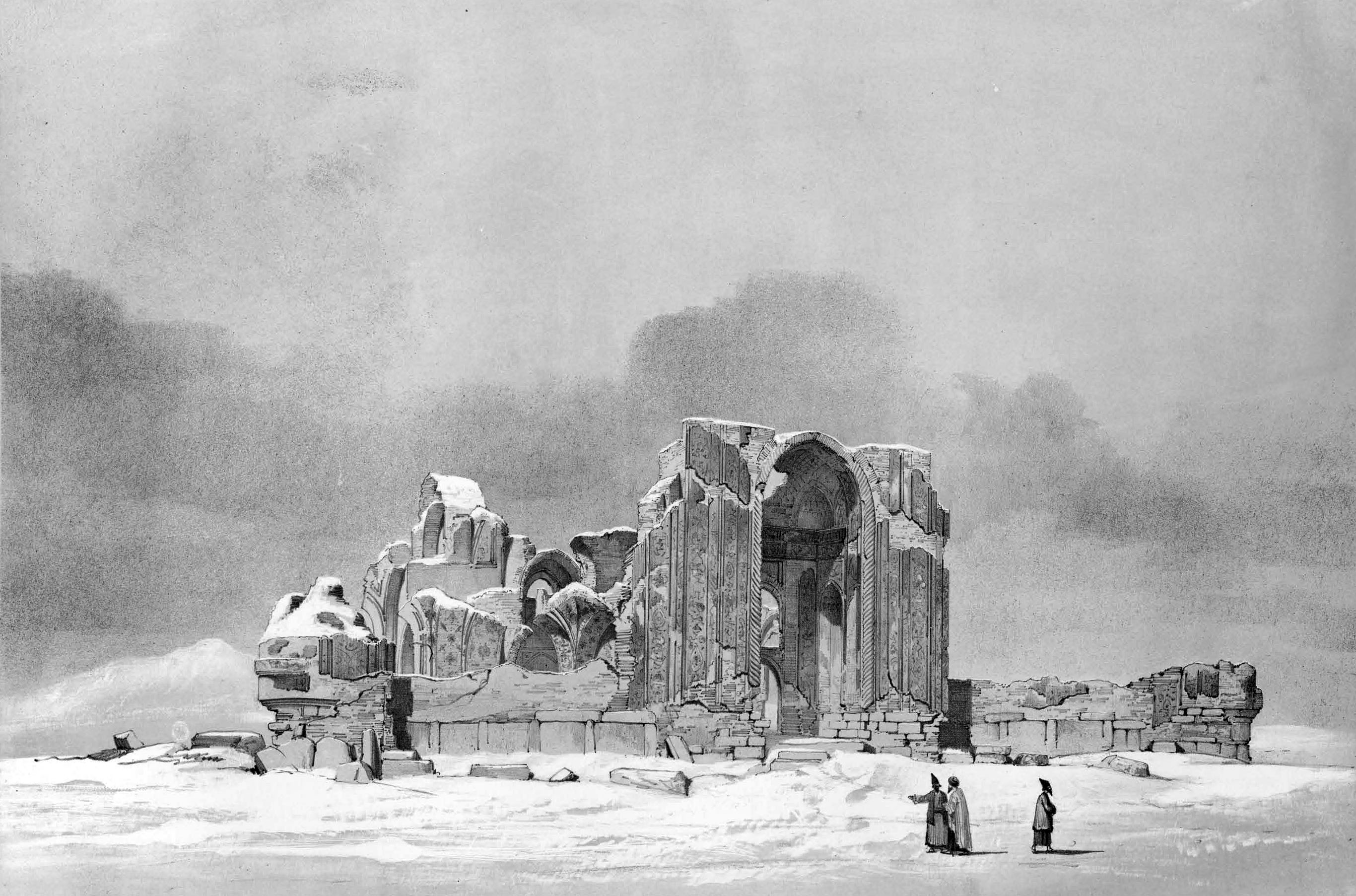
مسجد مخروبه، تبریز  (مسجد کبود)
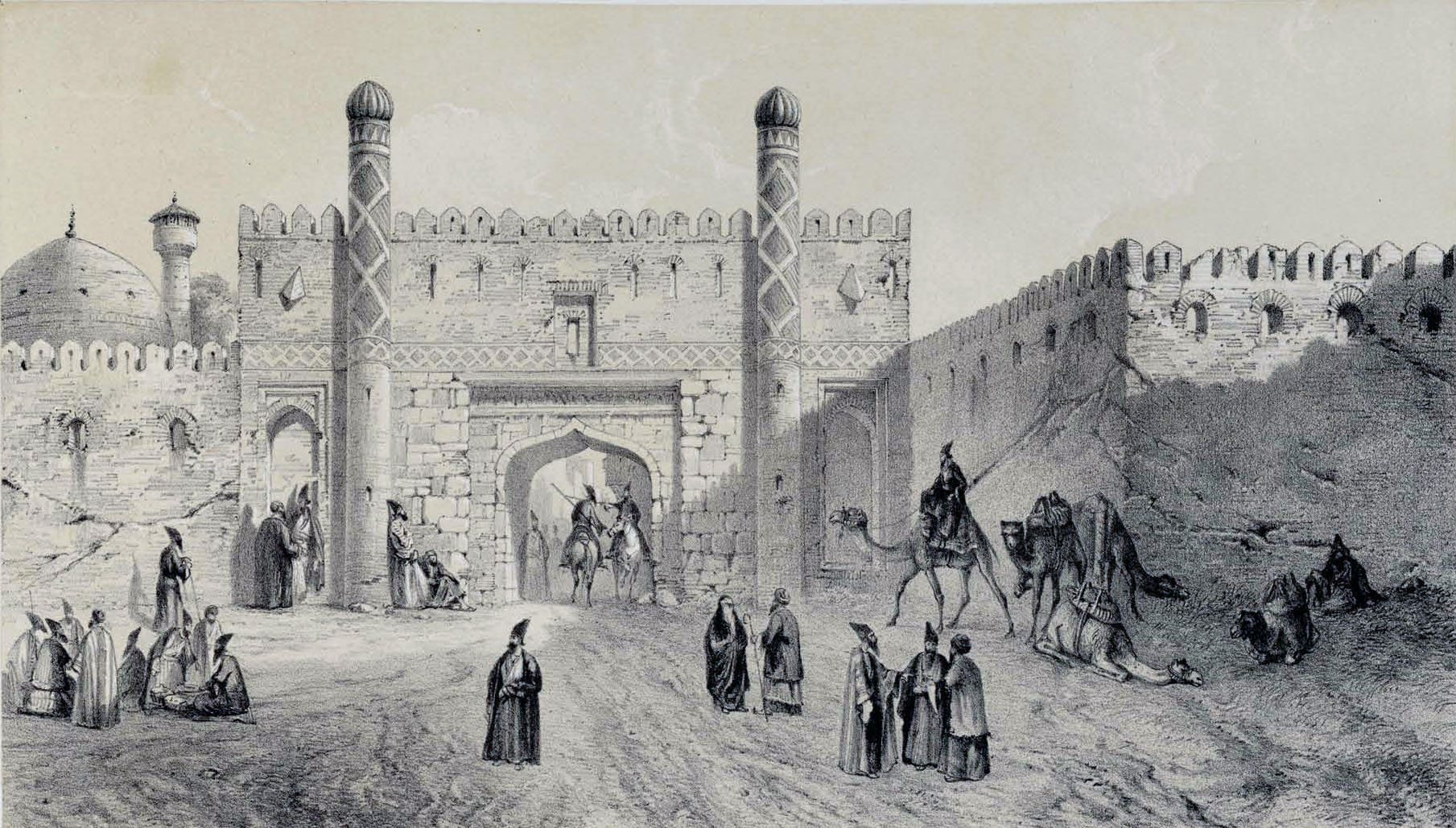
دروازه تبریز
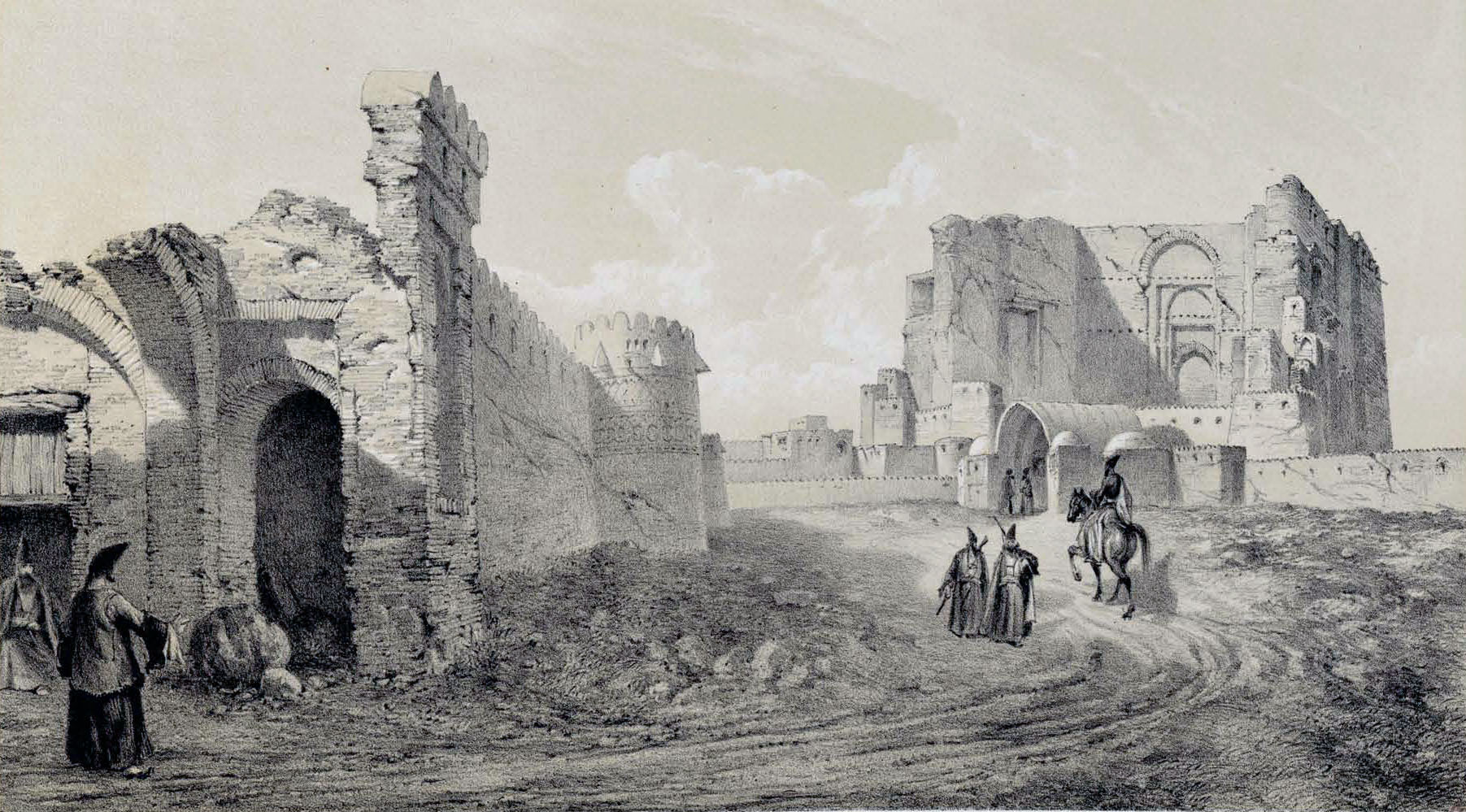
بقایای کاخ زبیده (ارگ تبریز)
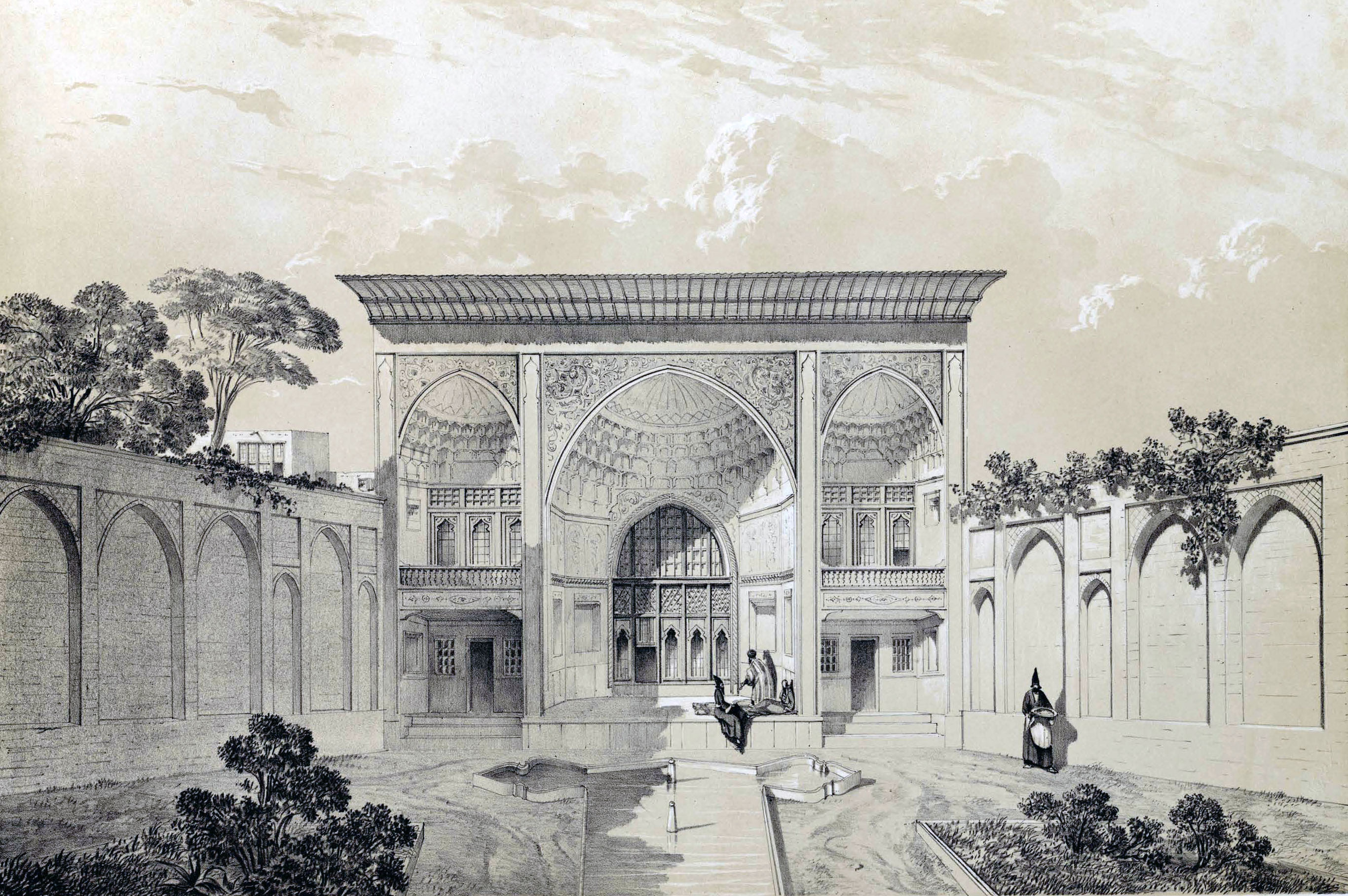
خانه حسین خان ، تبریز

### پاسکال کوست

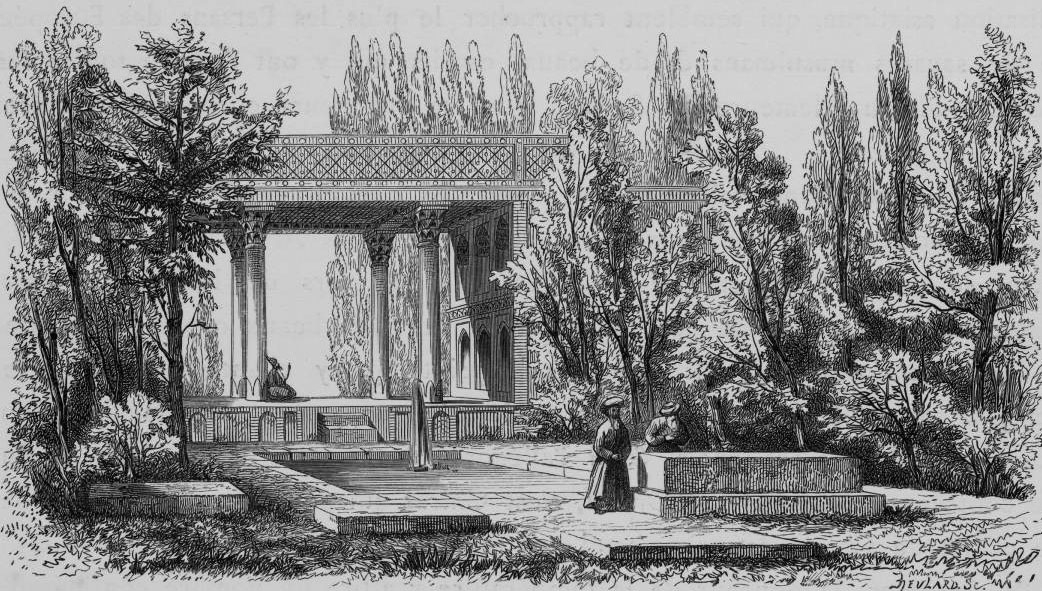
آرامگاه حافظ
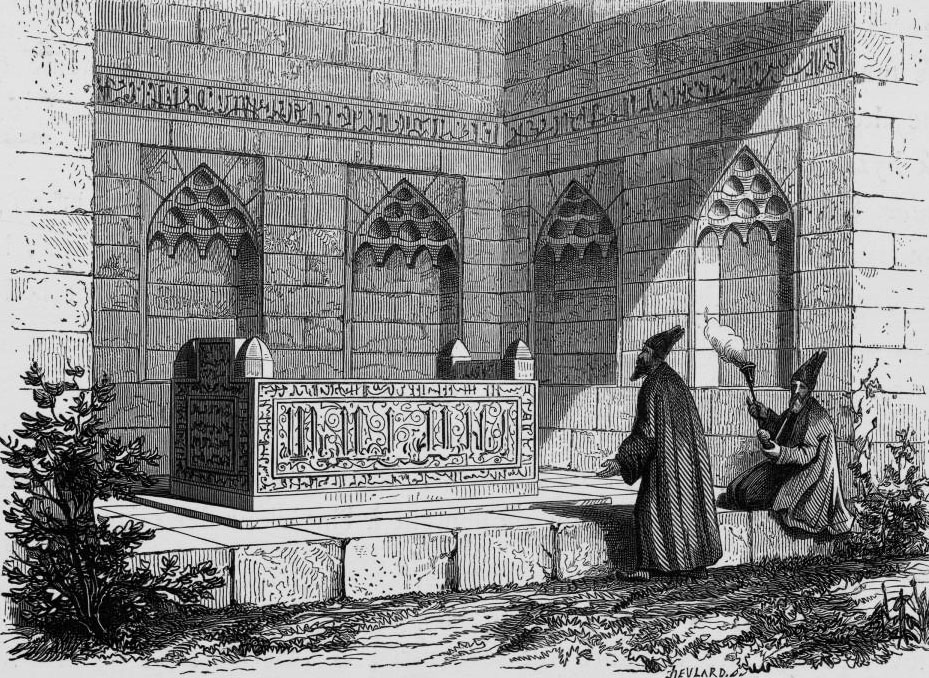
آرامگاه سعدی

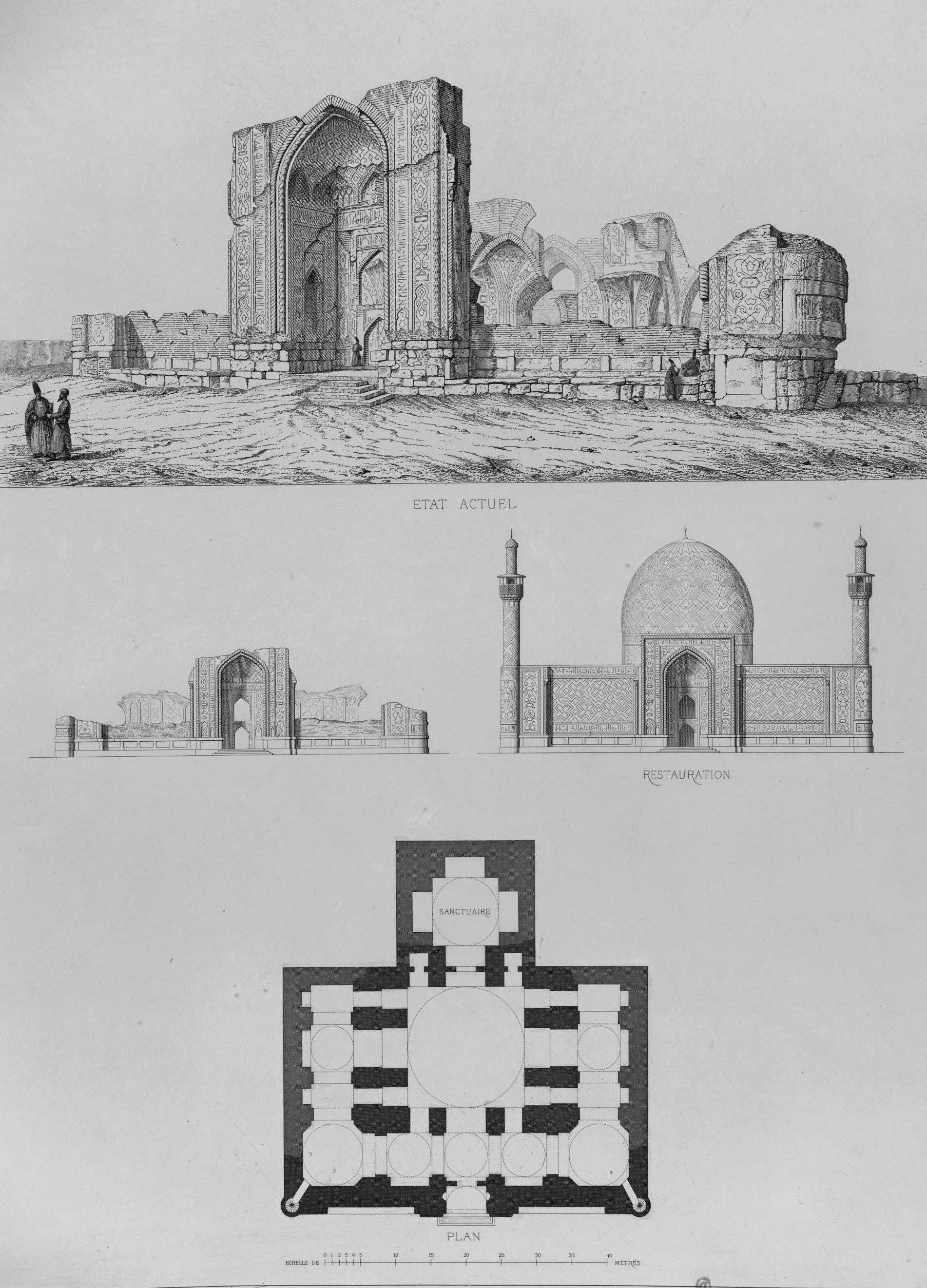
مسجد سنی (مسجد کبود) ، تبریز
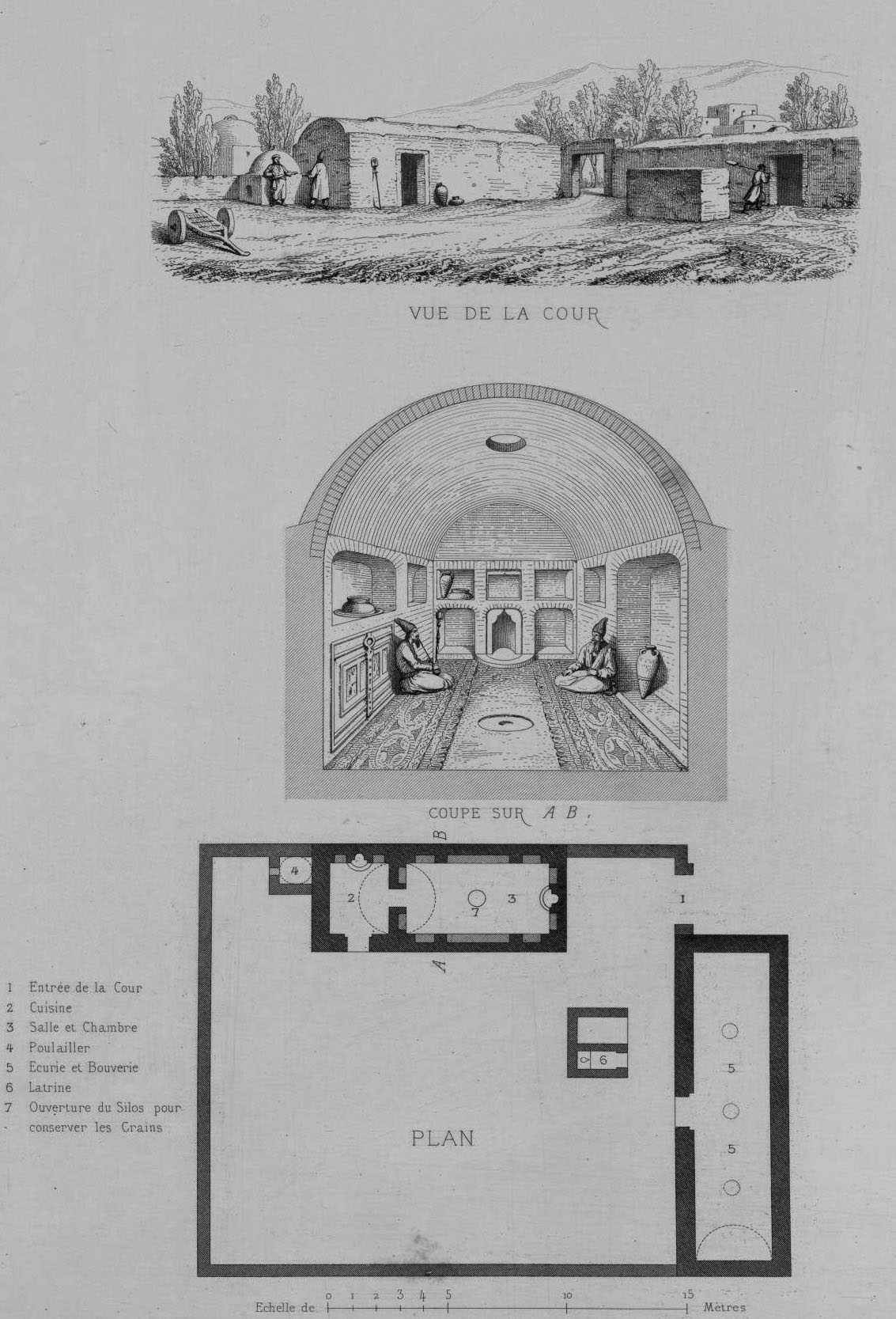
خانه اعیانی در روستای الوار
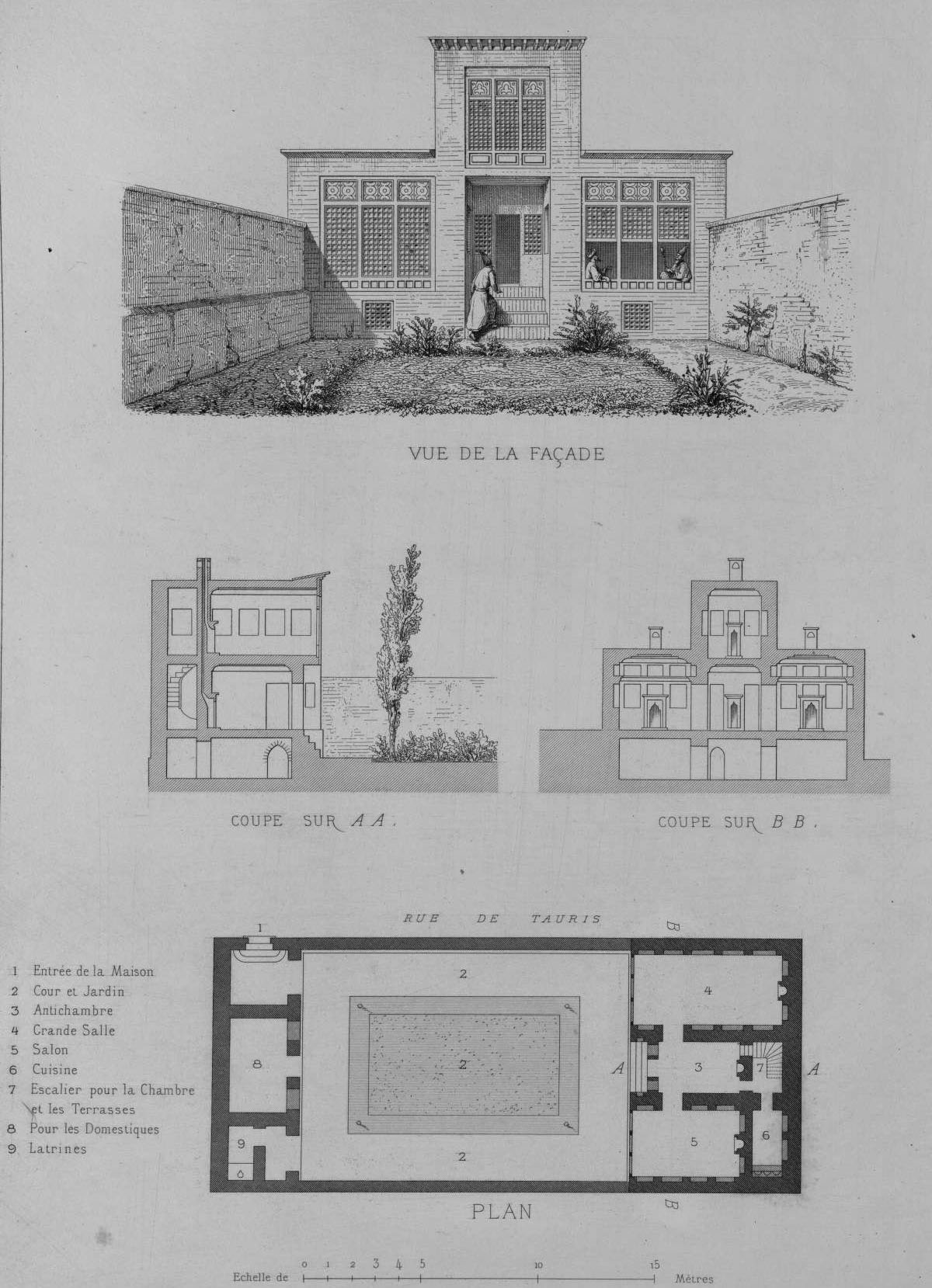
خانه اعیانی تبریز

## زنجان،ابهروسلطانیه

### اوژن فلاندن

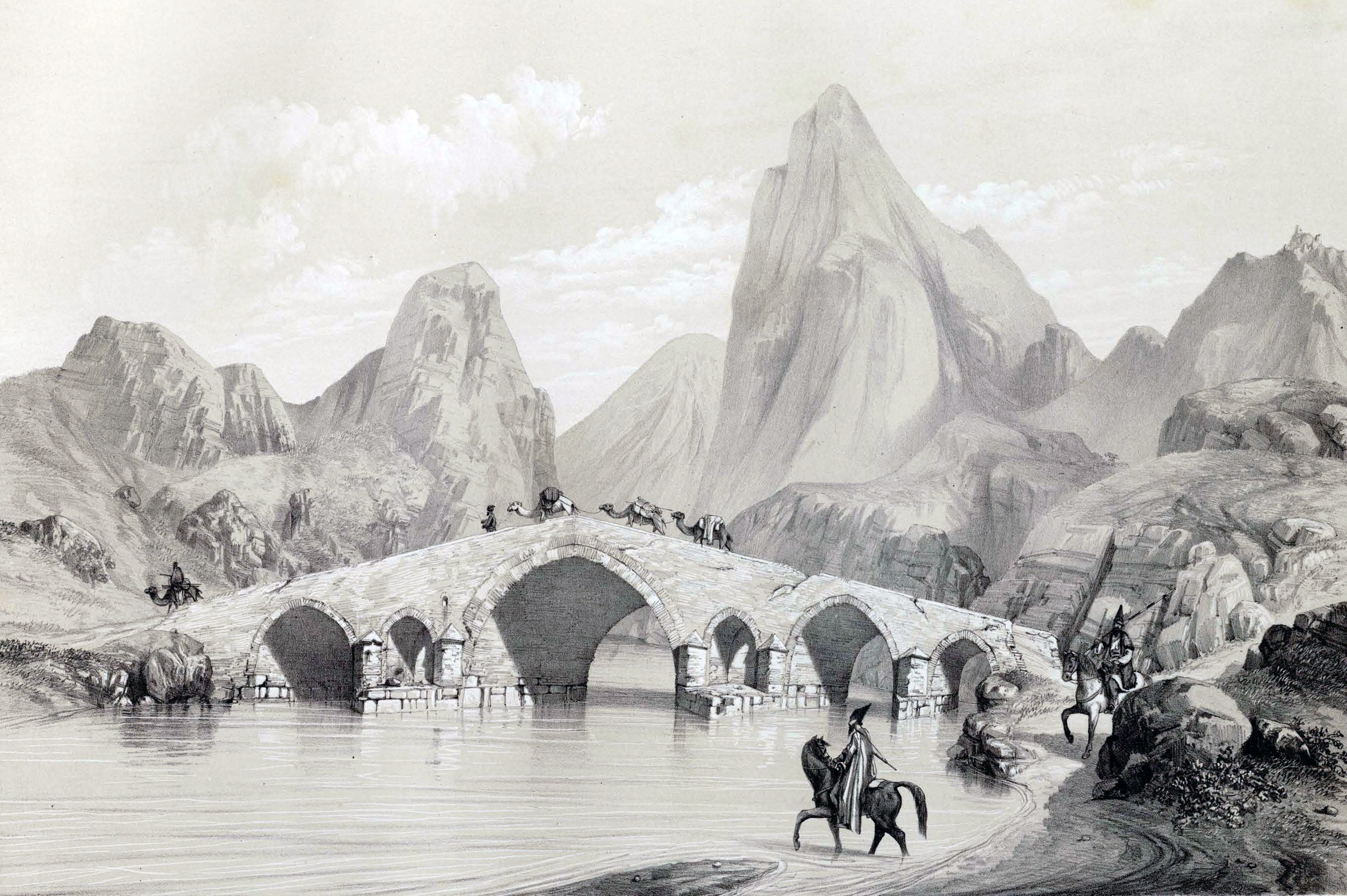
پل قزل‌اوزن (پل دختر میانه)
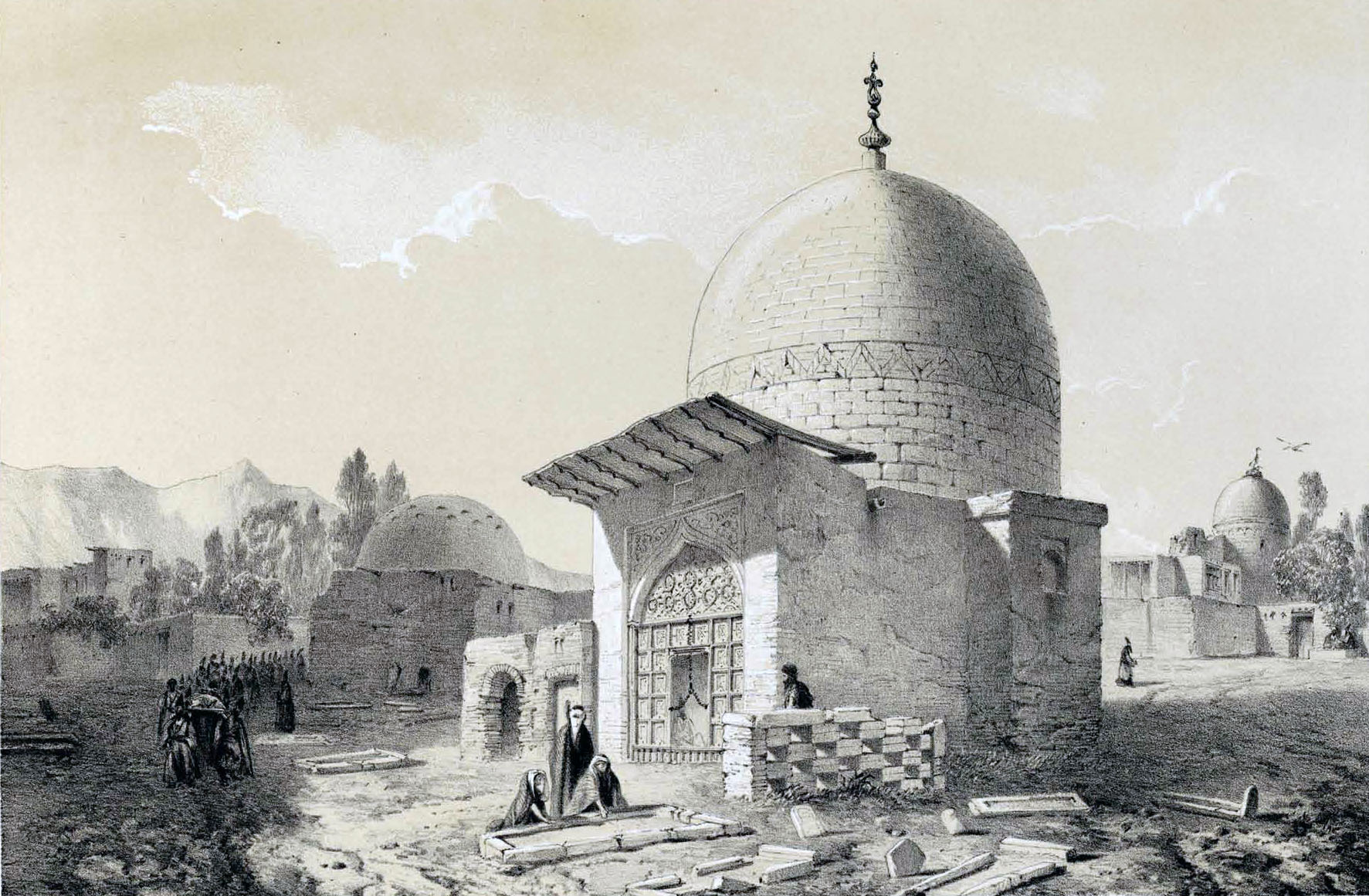
امامزاده و قبرستان زنجان (آرامگاه قیدار نبی)
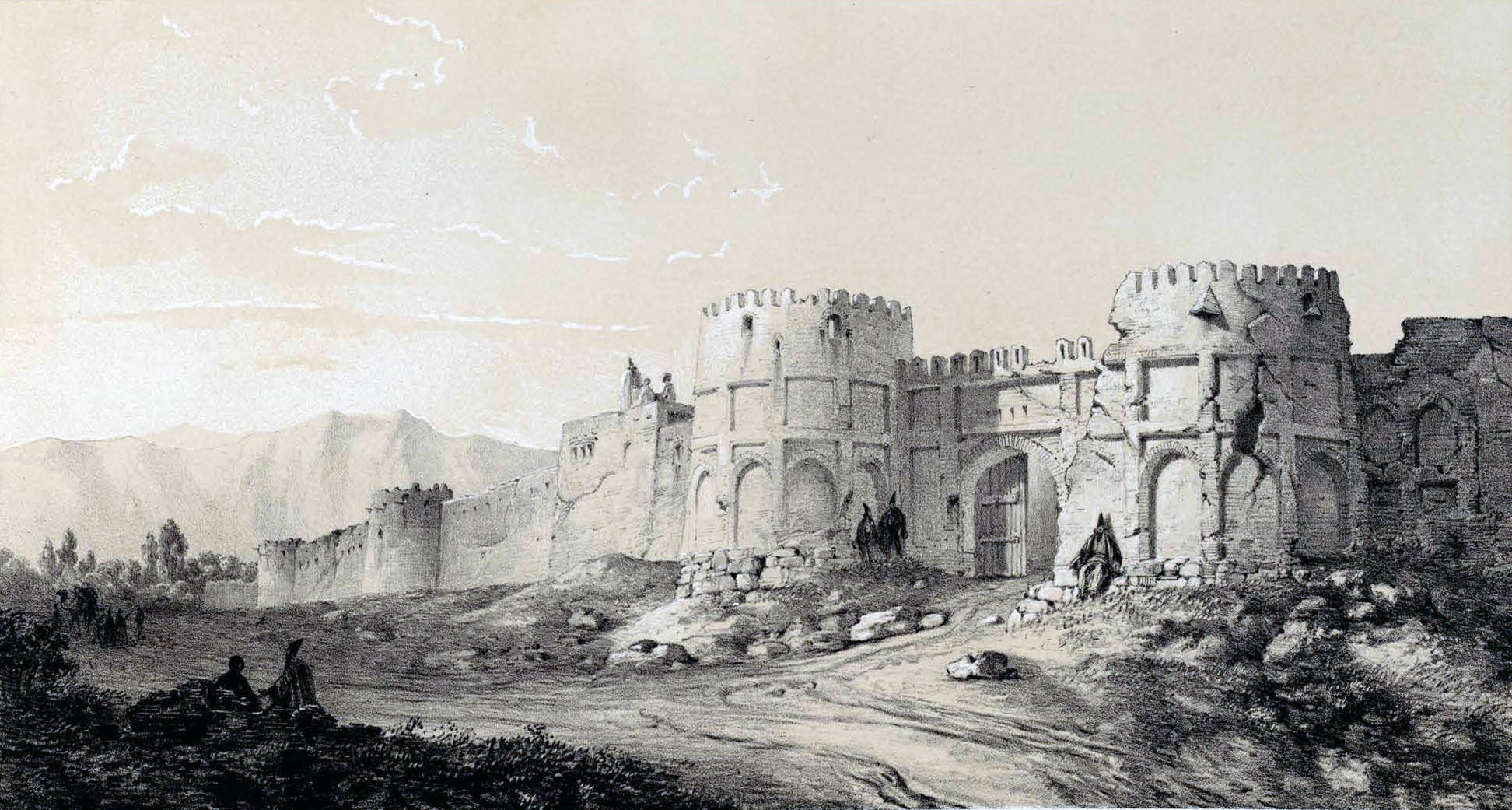
دیوار شهر زنجان
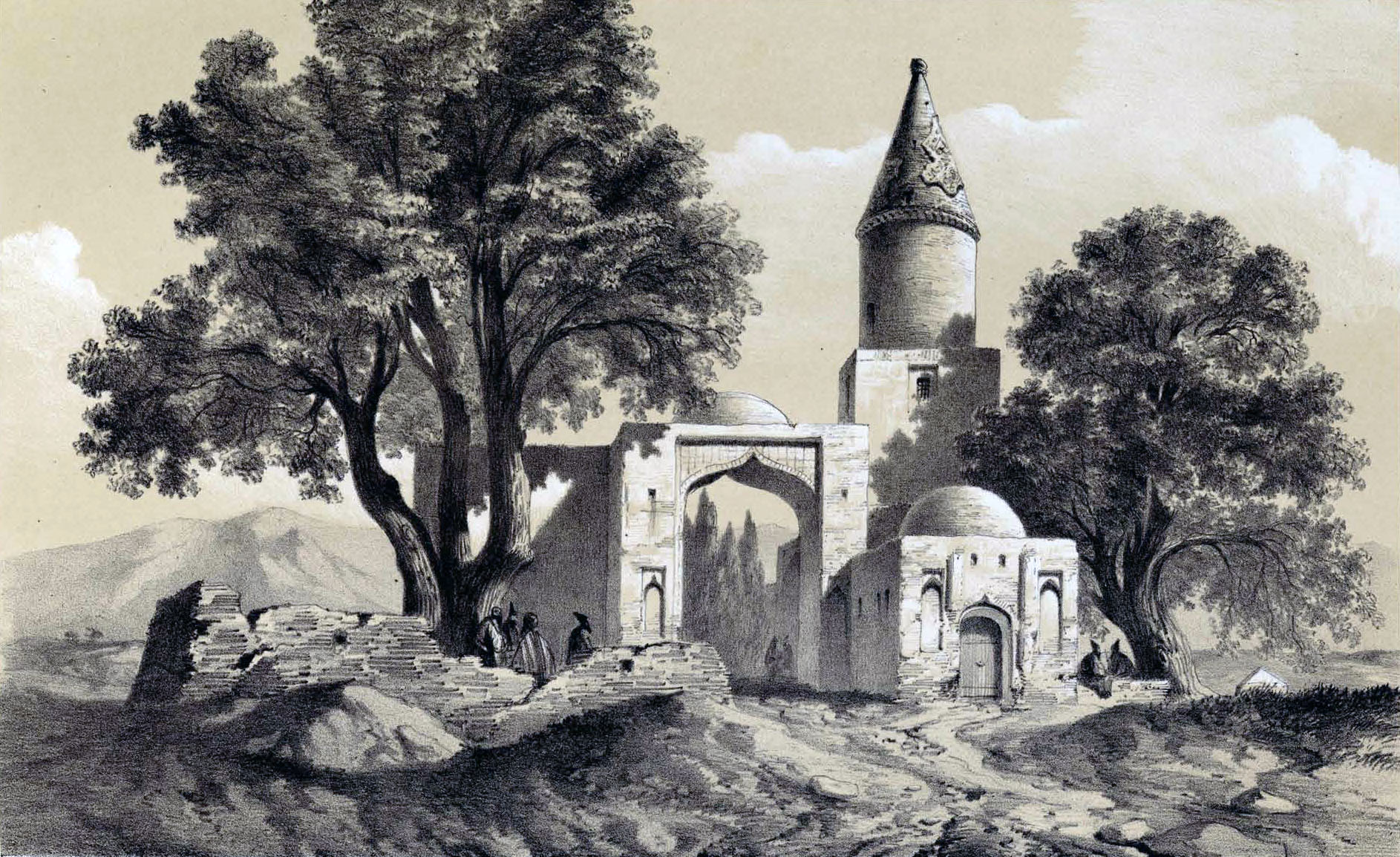
آرامگاه امام‌زاده ابهر (کهریز)
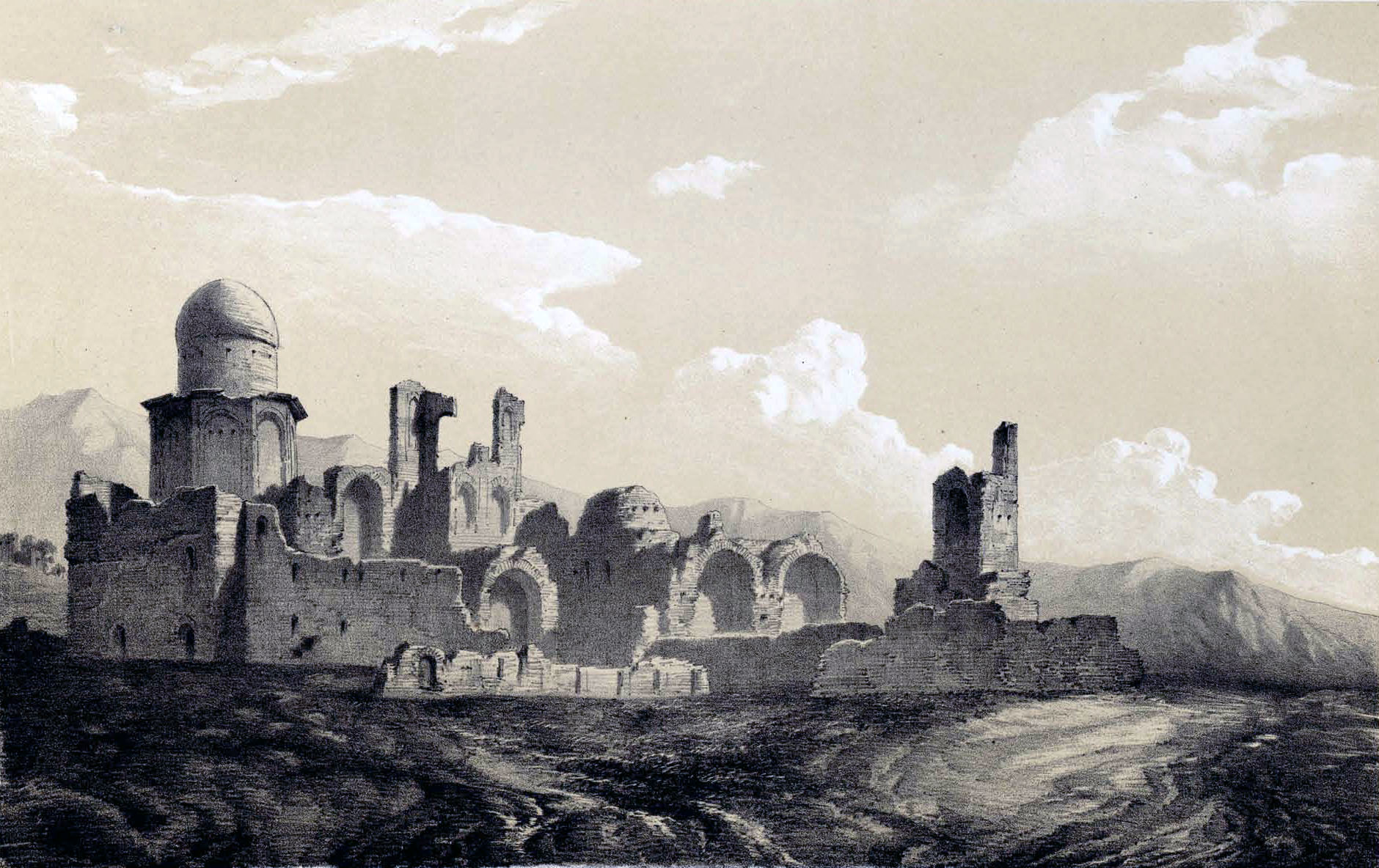
ویرانه‌های شهر سلطانیه
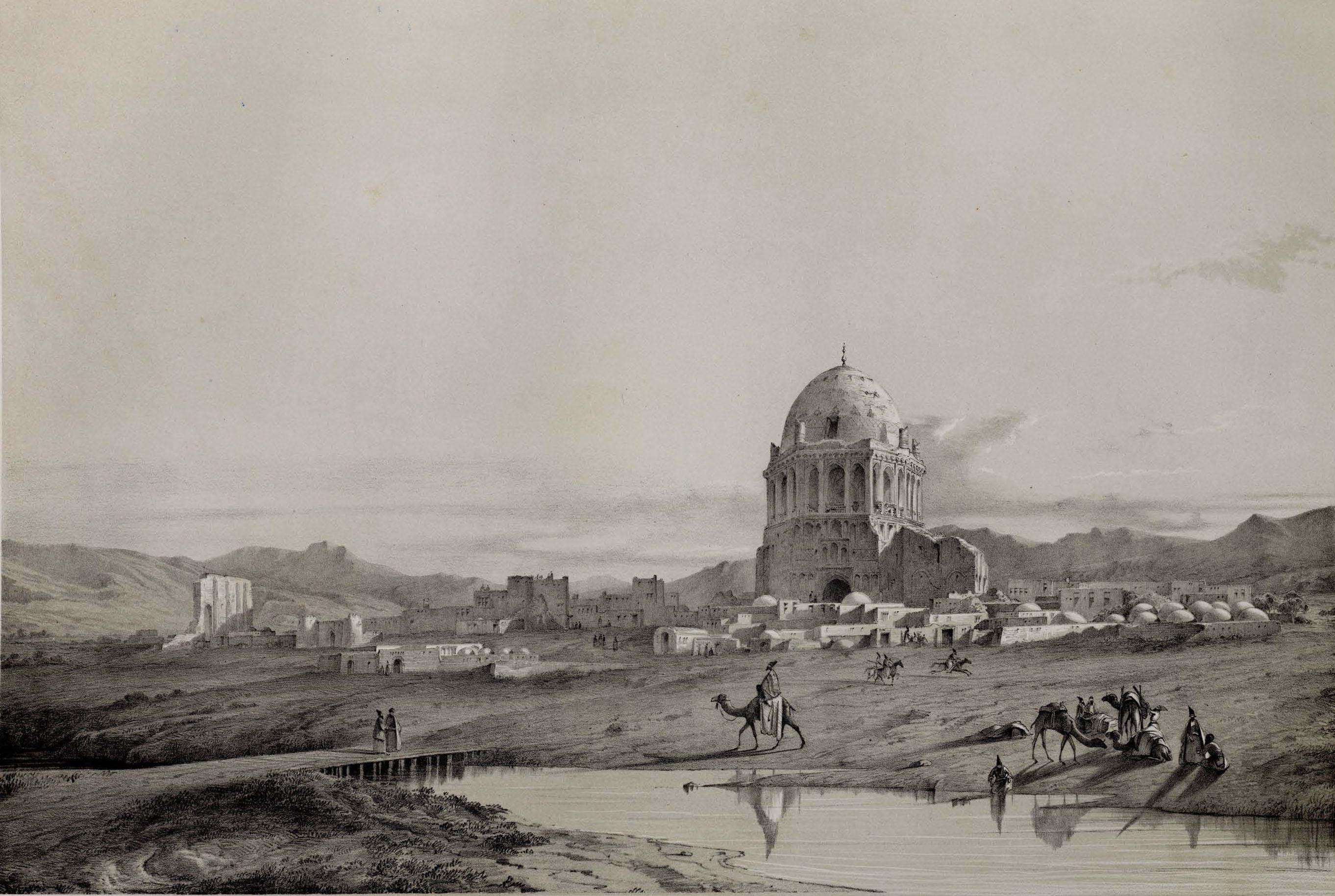
گنبد سلطانیه و روستای سلطانیه
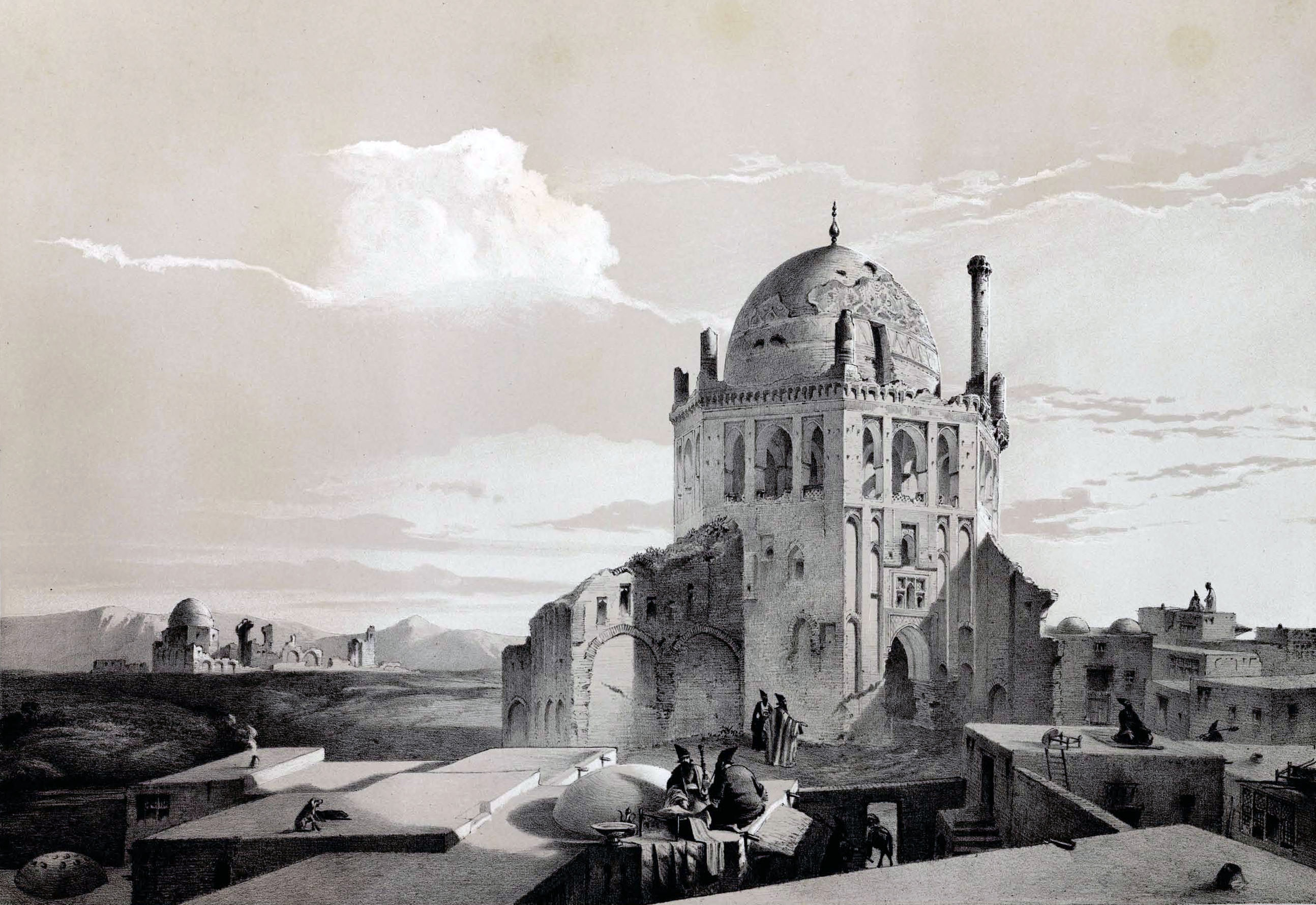
مسجد شاه خدابنده (گنبد سلطانیه)

### پاسکال کوست

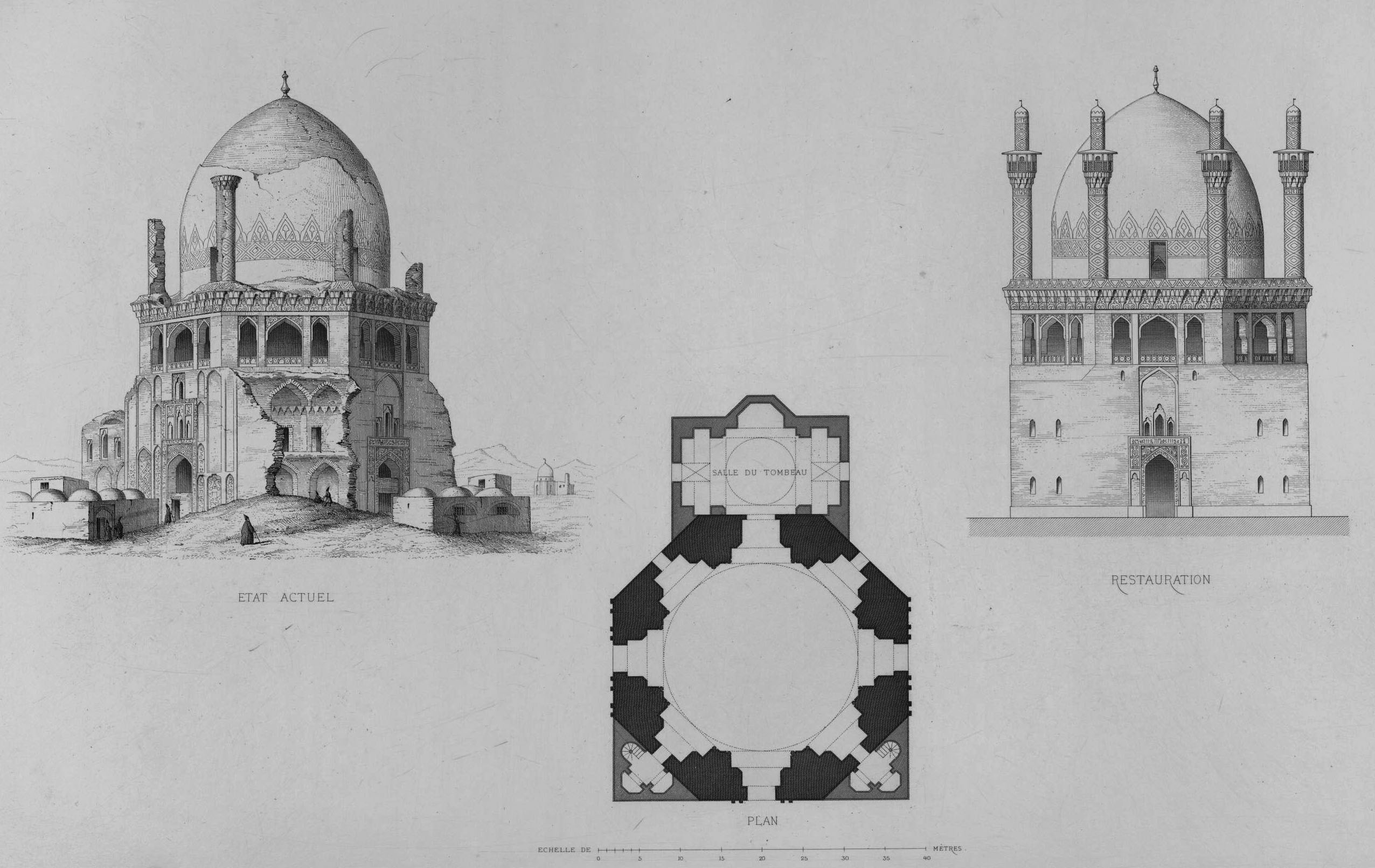
مسجد شاه خدا بنده در سلطانیه
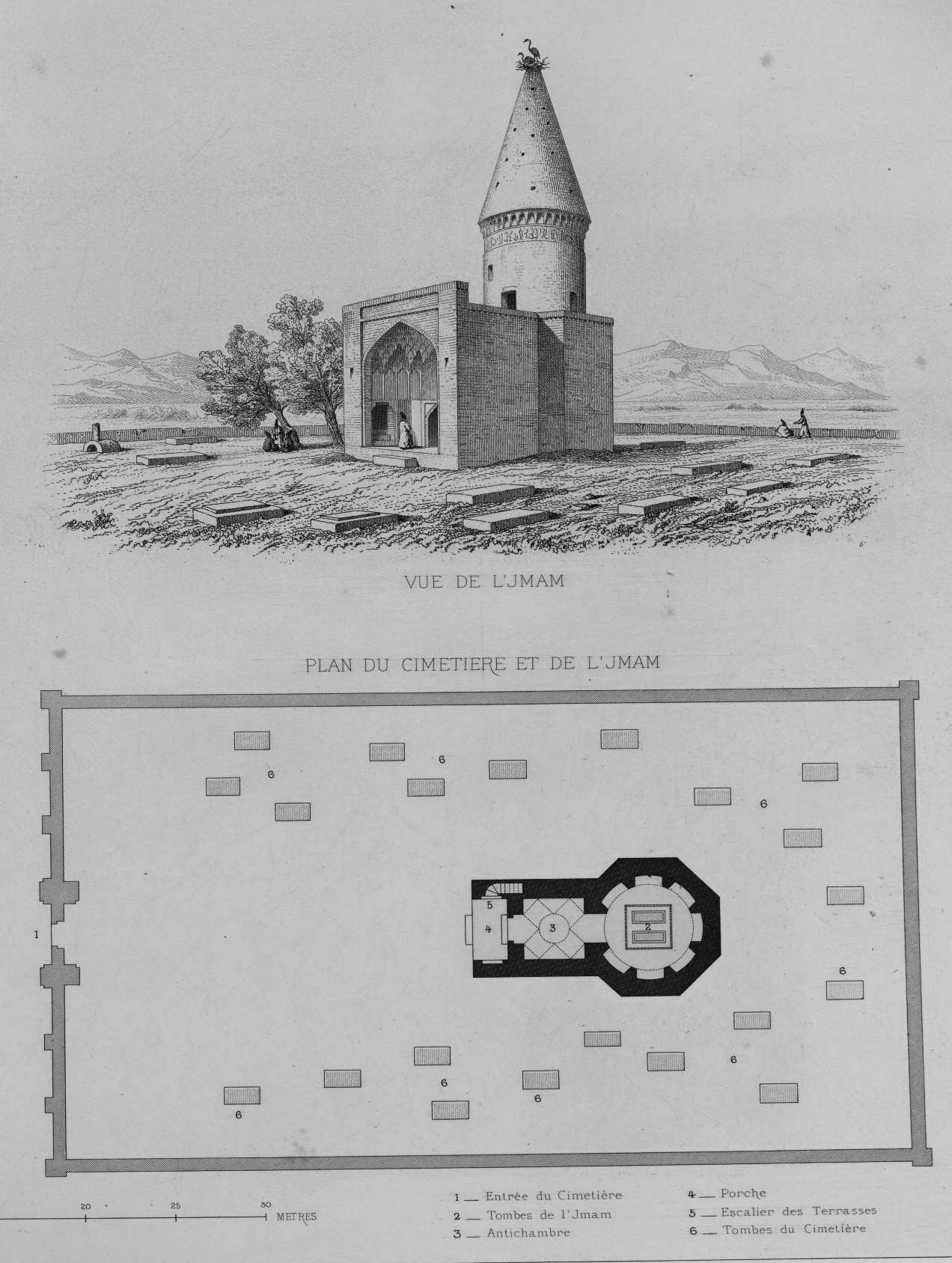
جم گورستان فارسیجه (امامزاده کهریز)
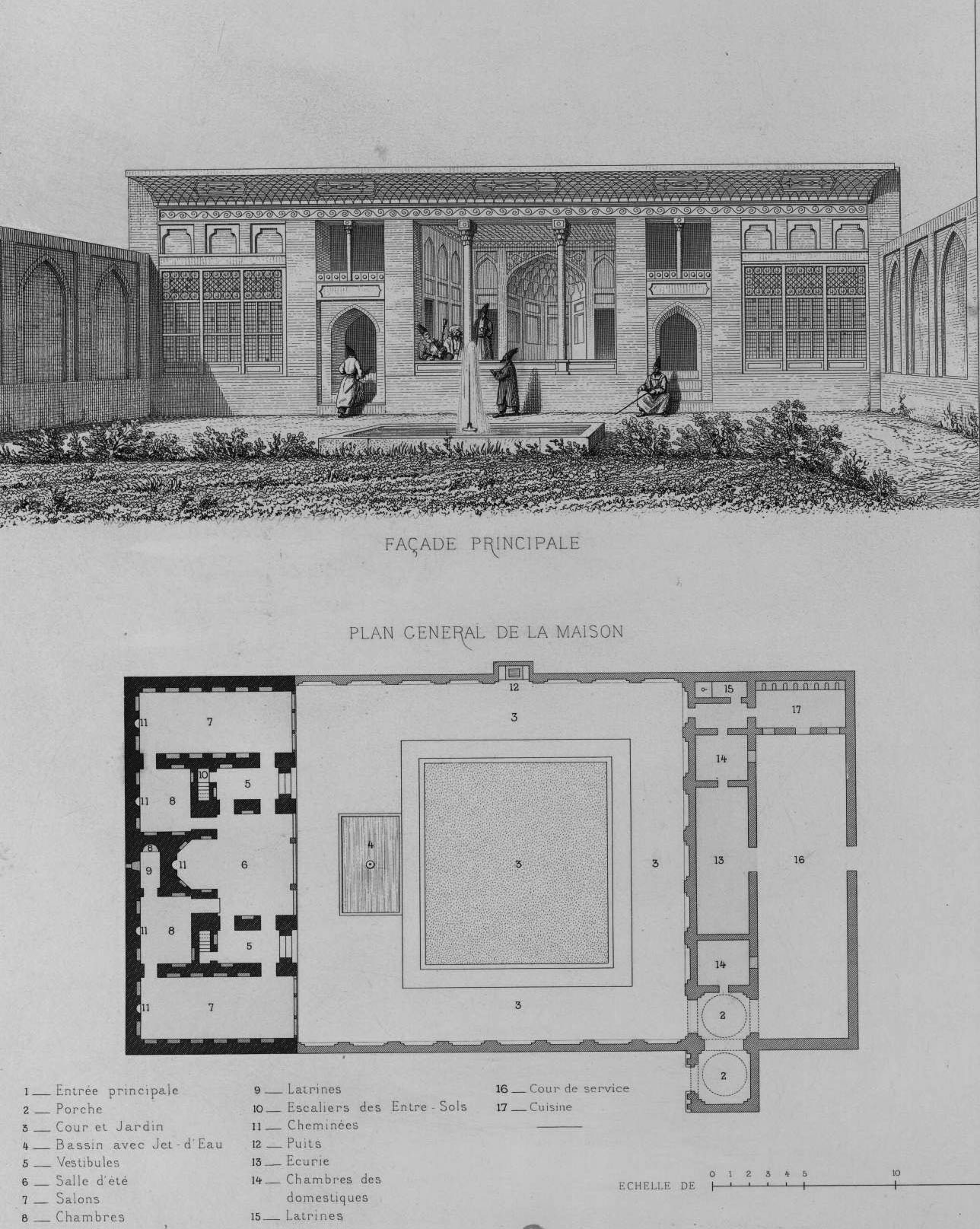
خانه اعیانی در ابهر

## قزوینوتاکستان(سیاده)

### اوژن فلاندن

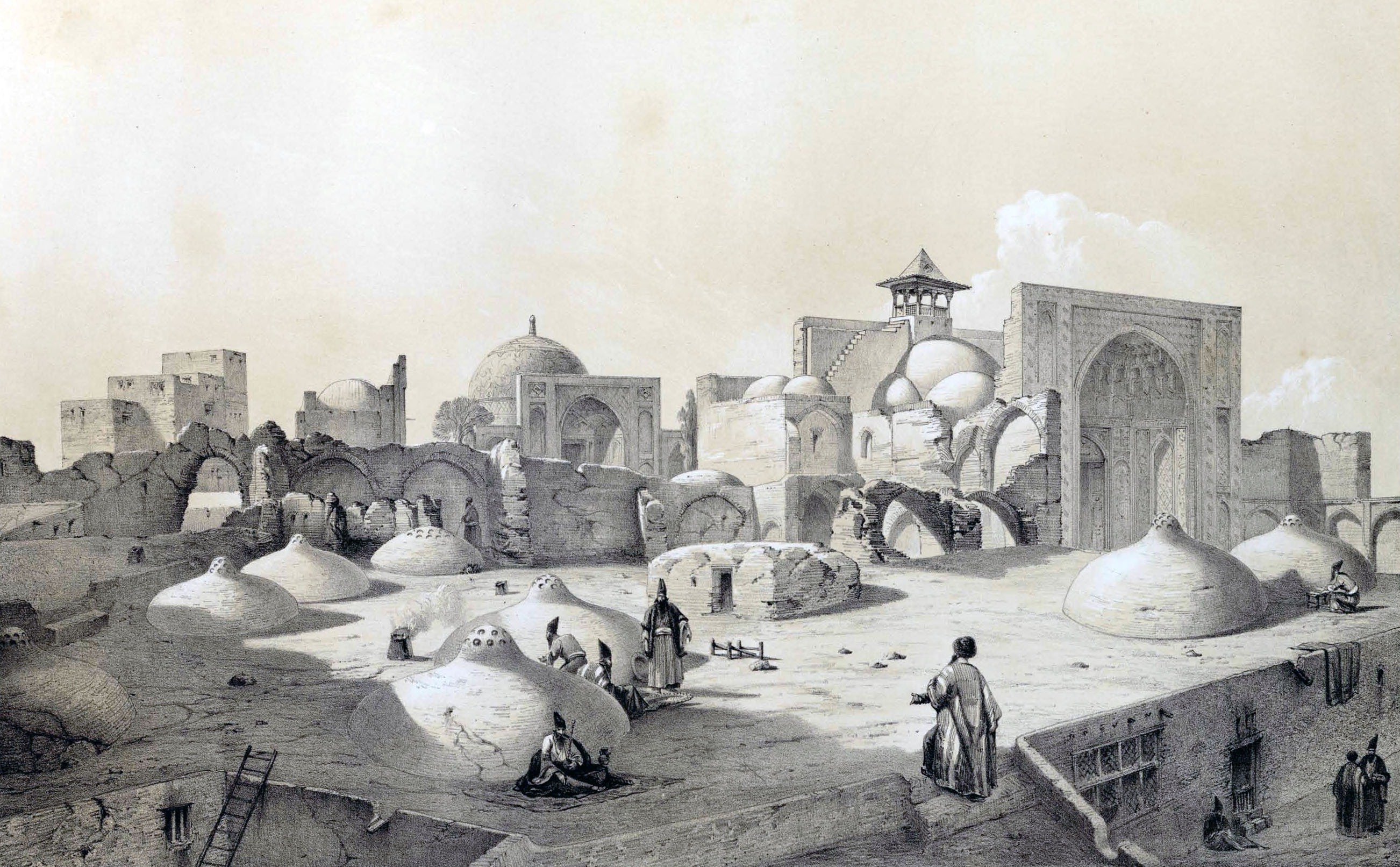
مسجد سلطانی و بام منازل ، قزوین
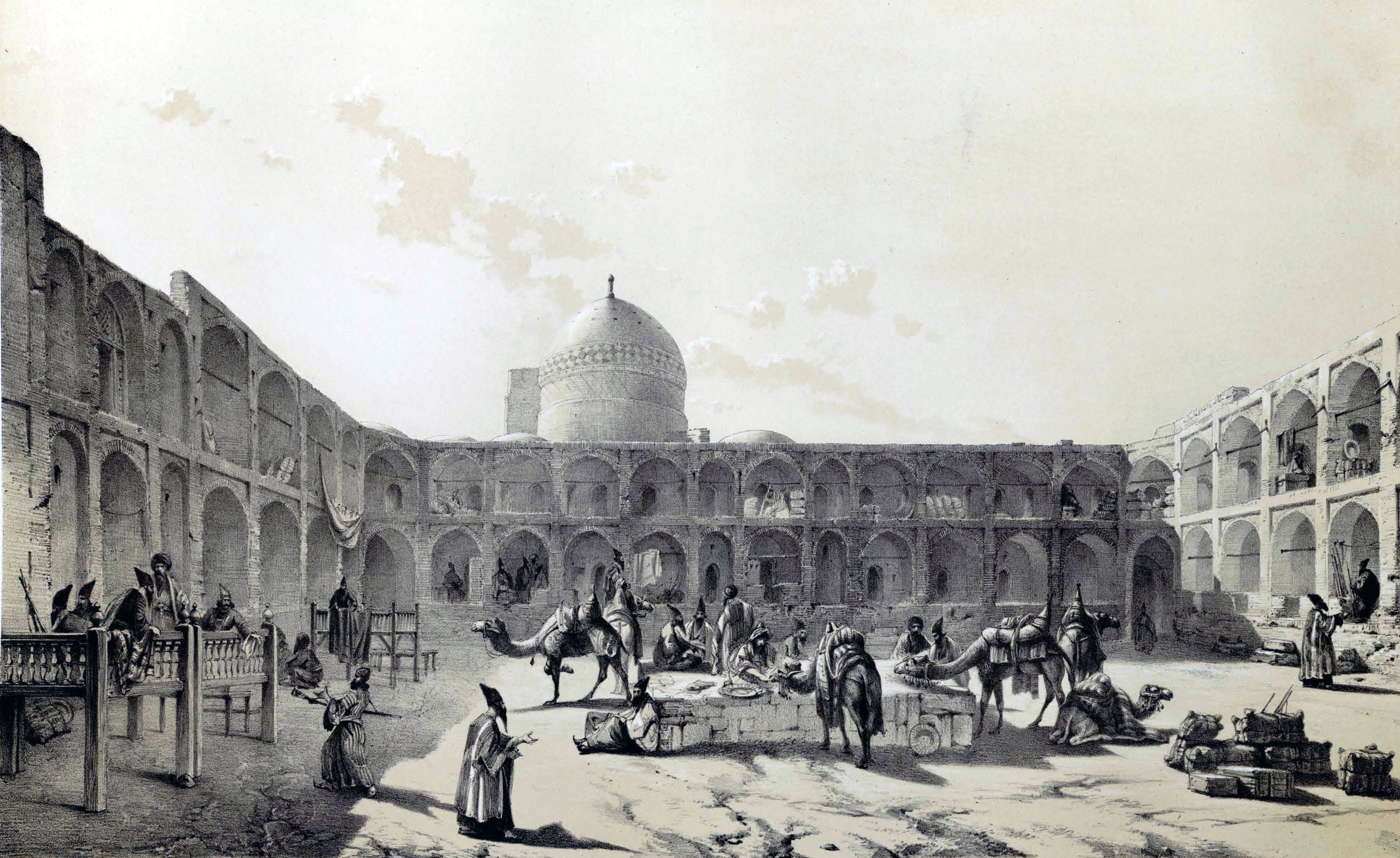
کاروانسرای شاه ، قزوین
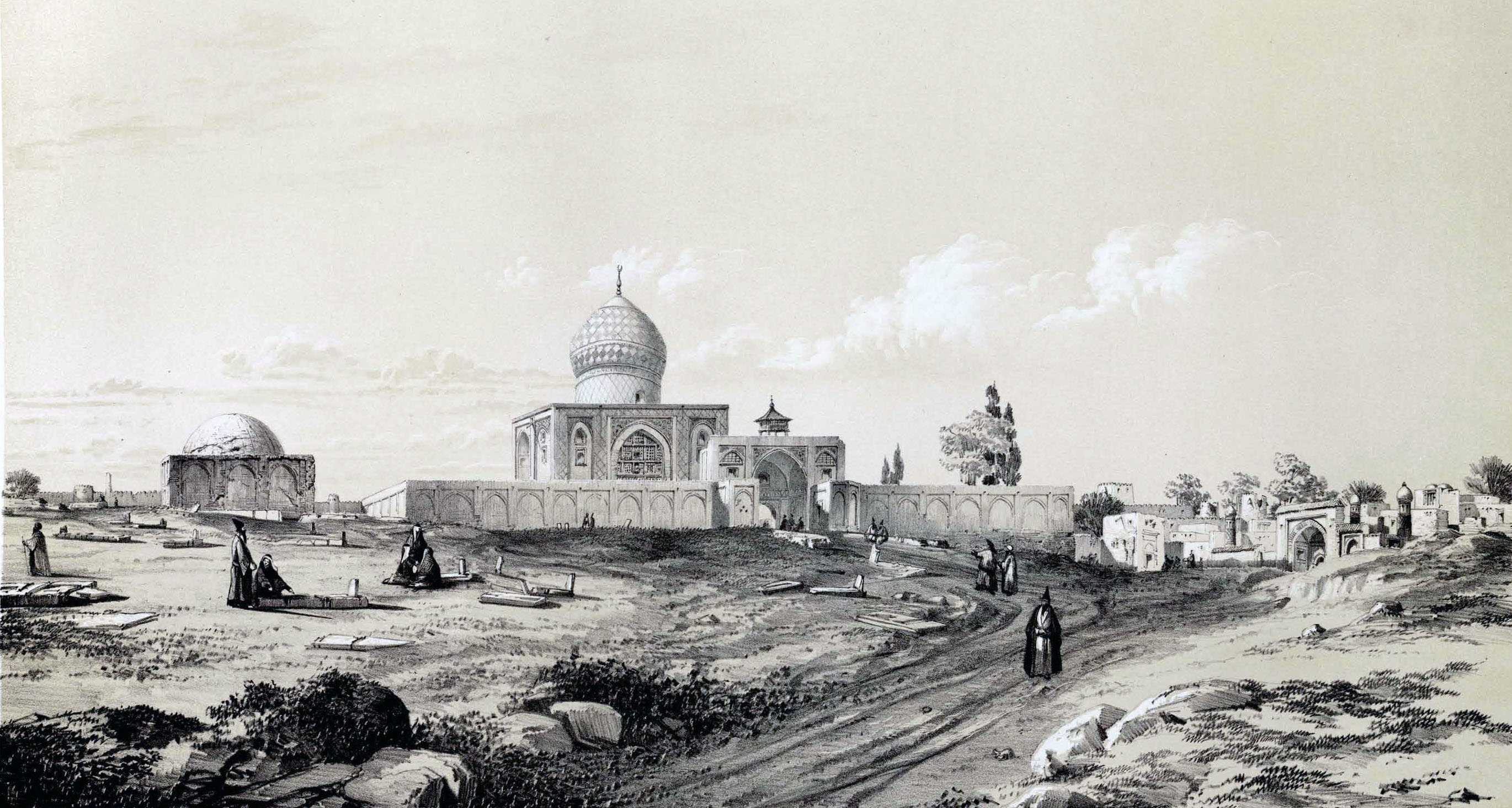
شازده حسین، قزوین
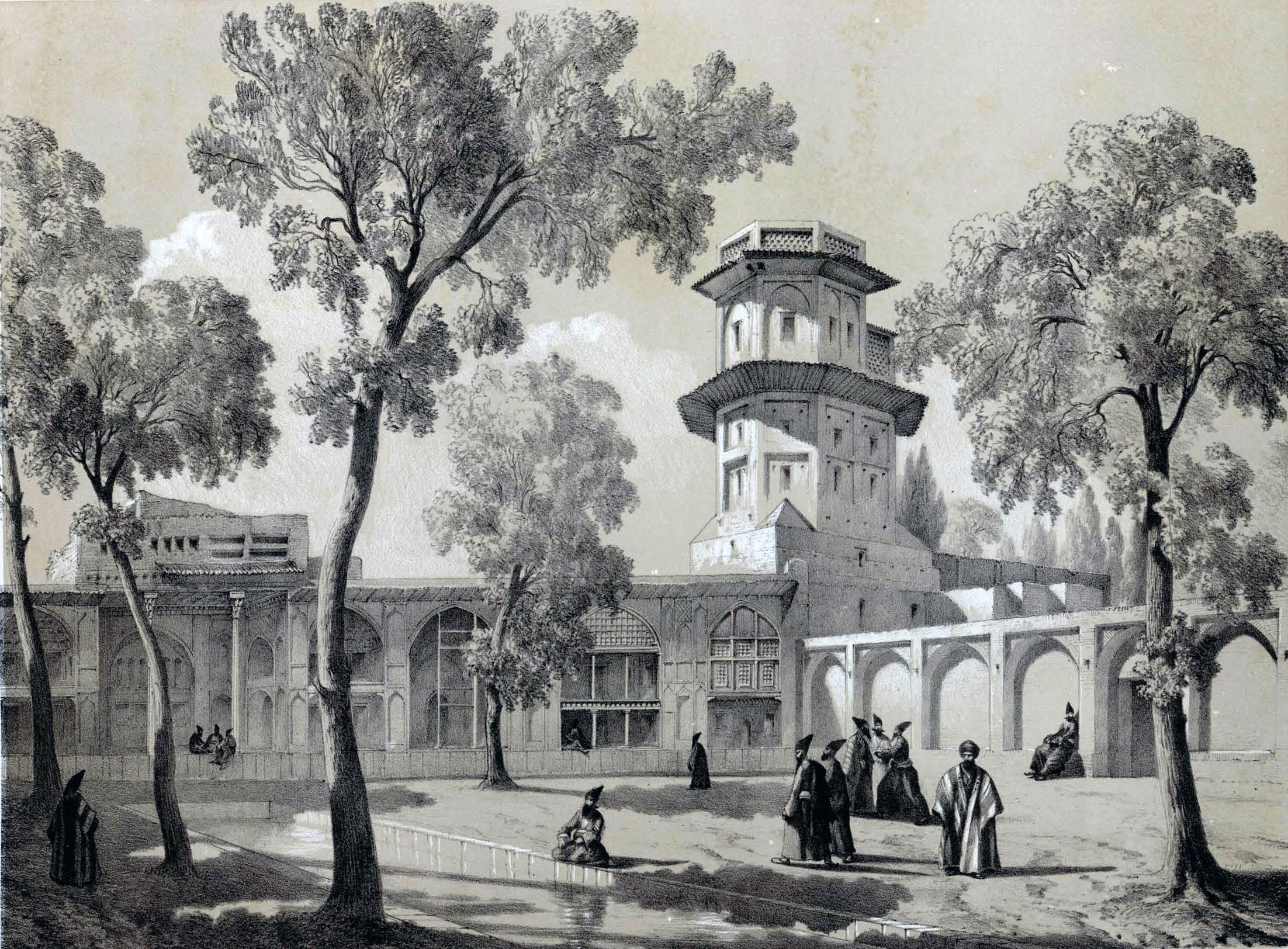
صحن اندرون ، قزوین
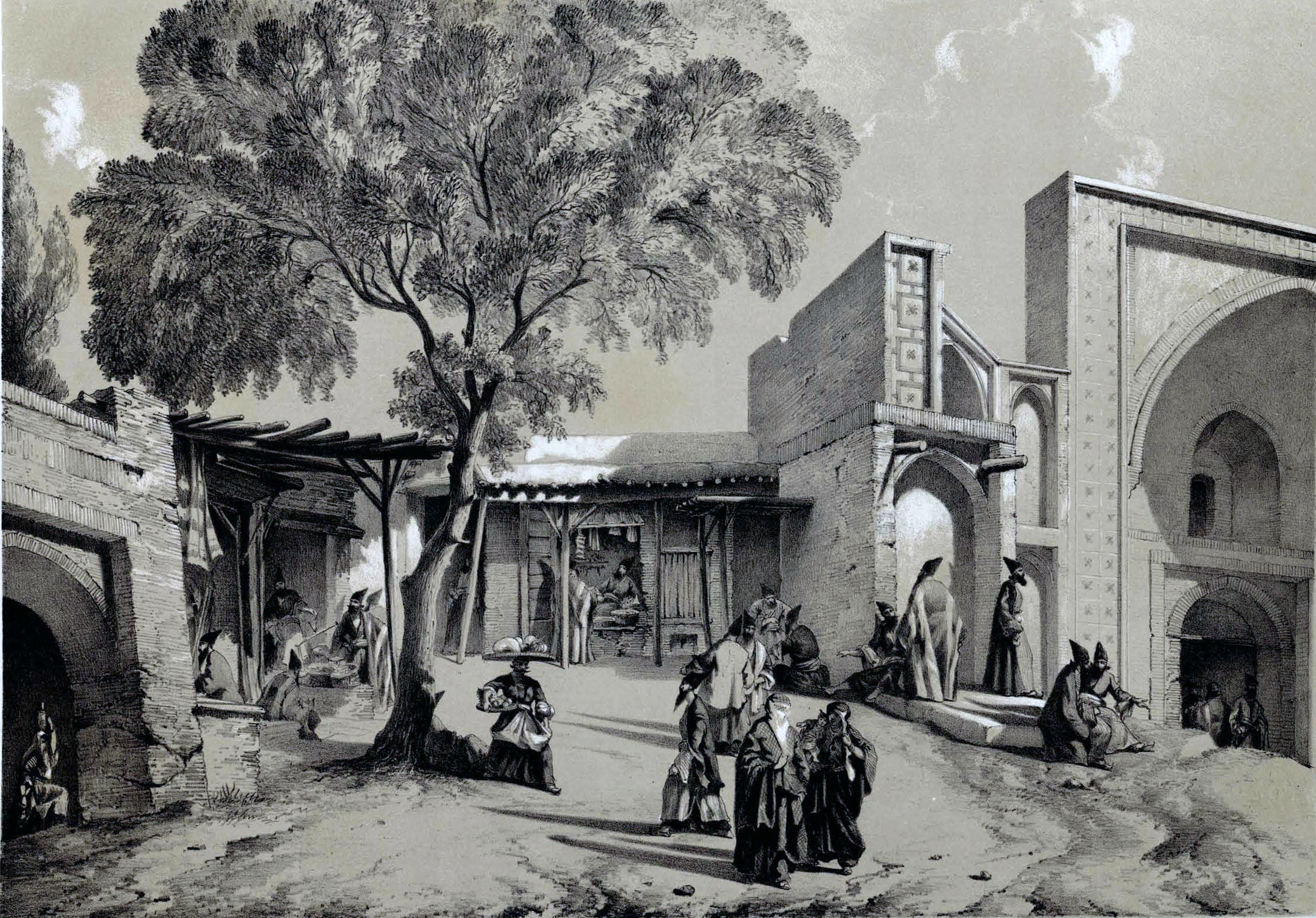
بازار و ورودی مسجد، قزوین
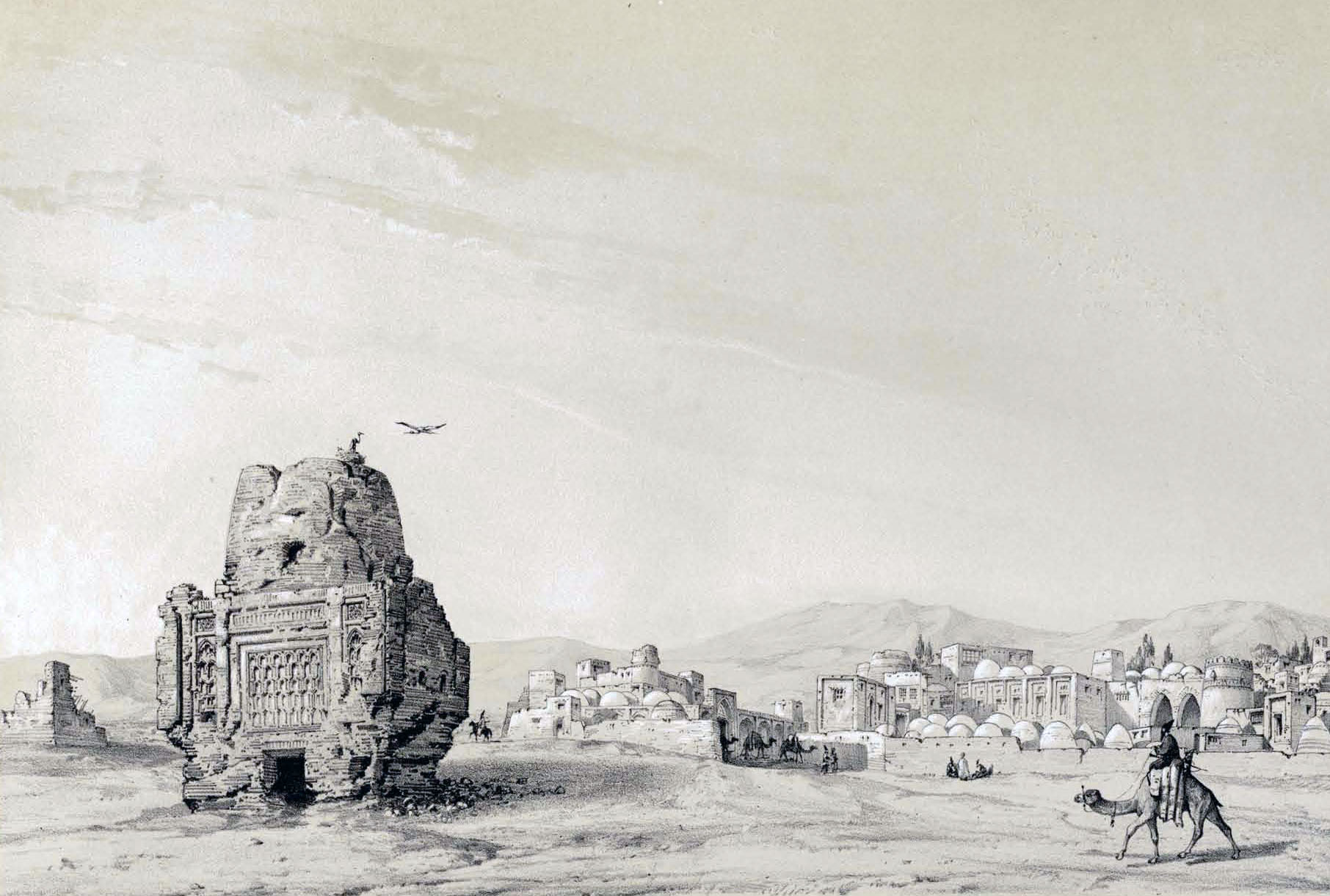
روستای سیاده (تاکستان)
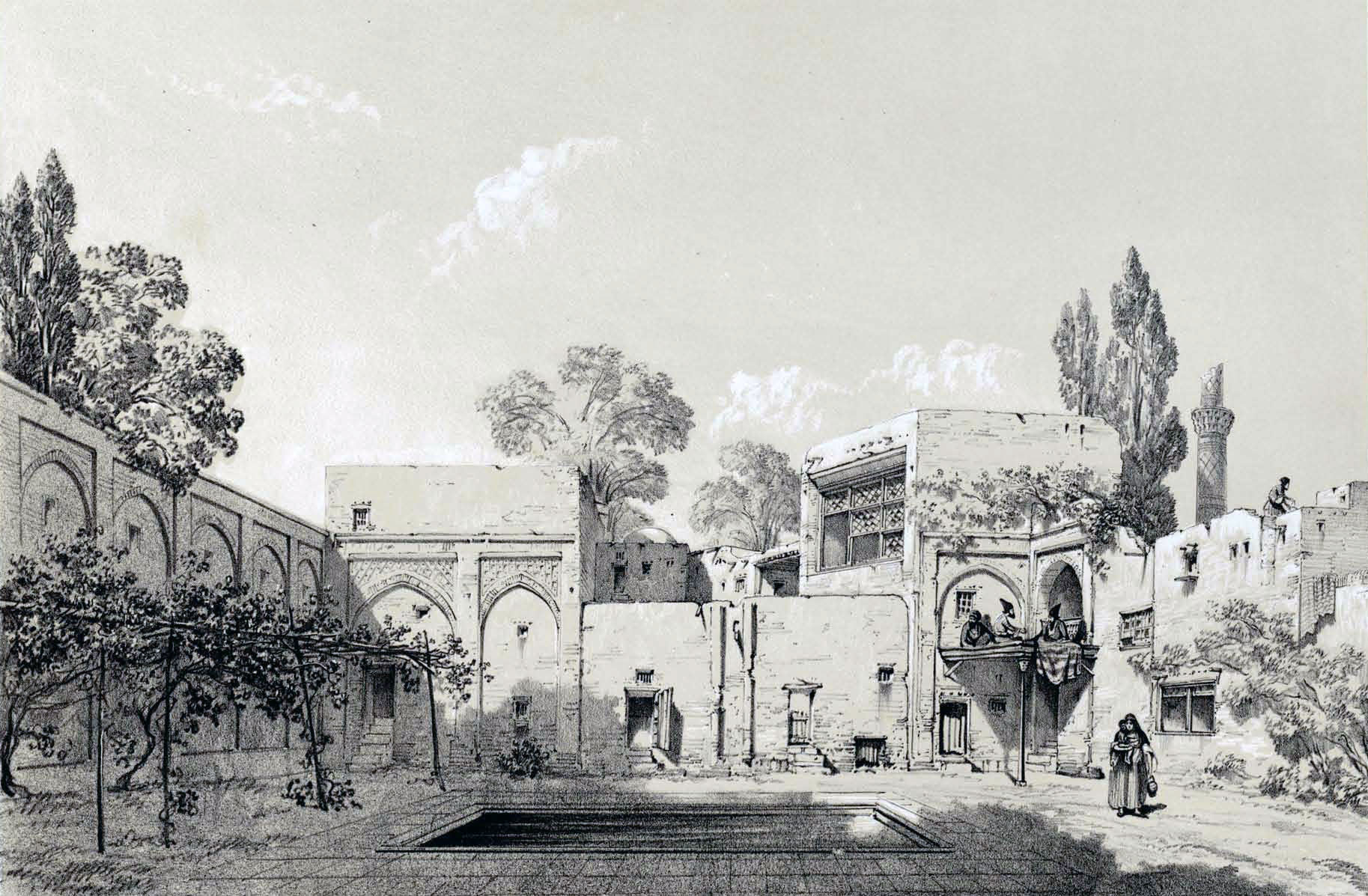
داخل خانه، قزوین

### پاسکال کوست

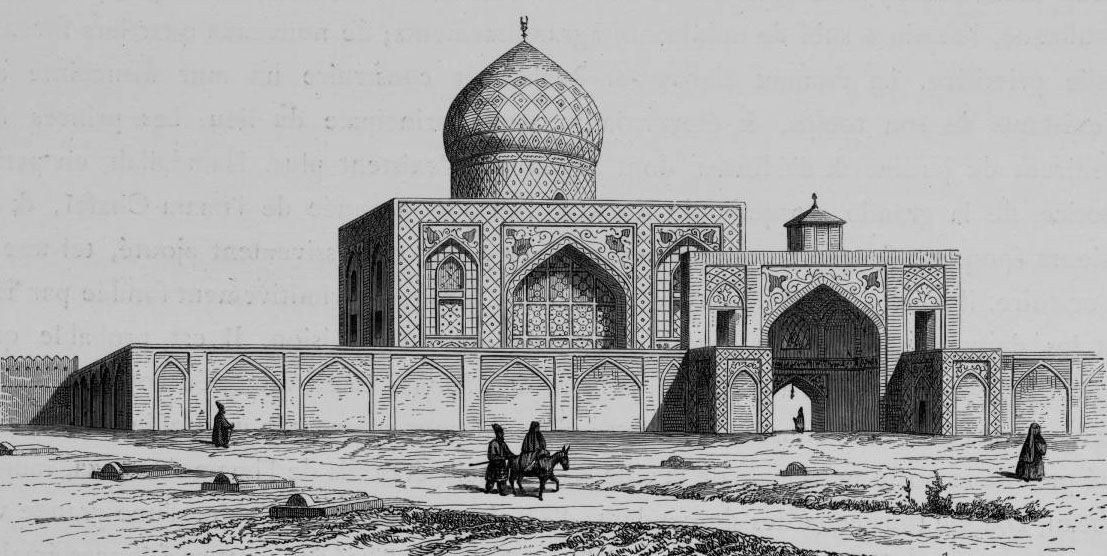
شازده حسین، قزوین

## تهرانوکرج(سلیمانیه)

### اوژن فلاندن

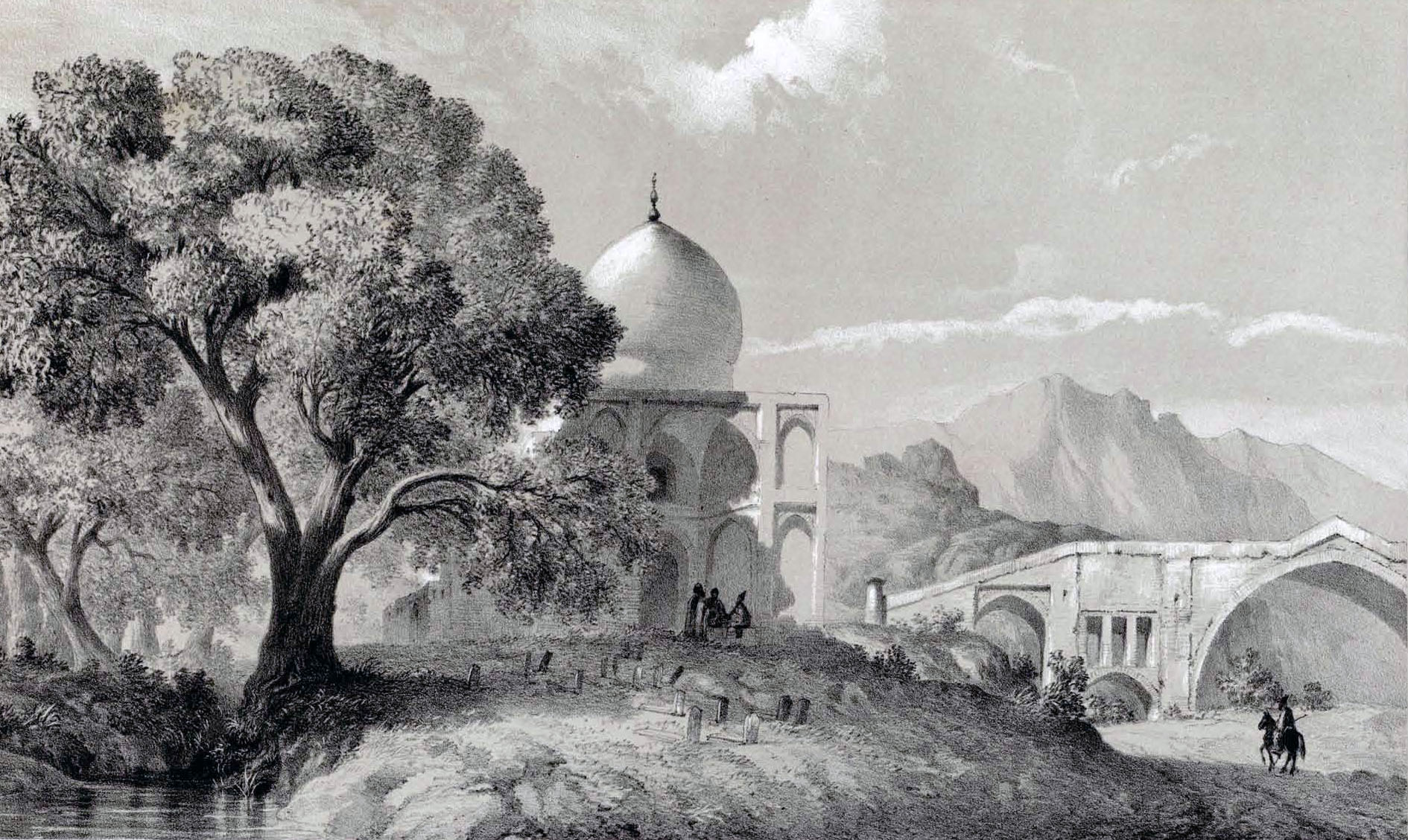
پل سلیمانیه و امامزاده
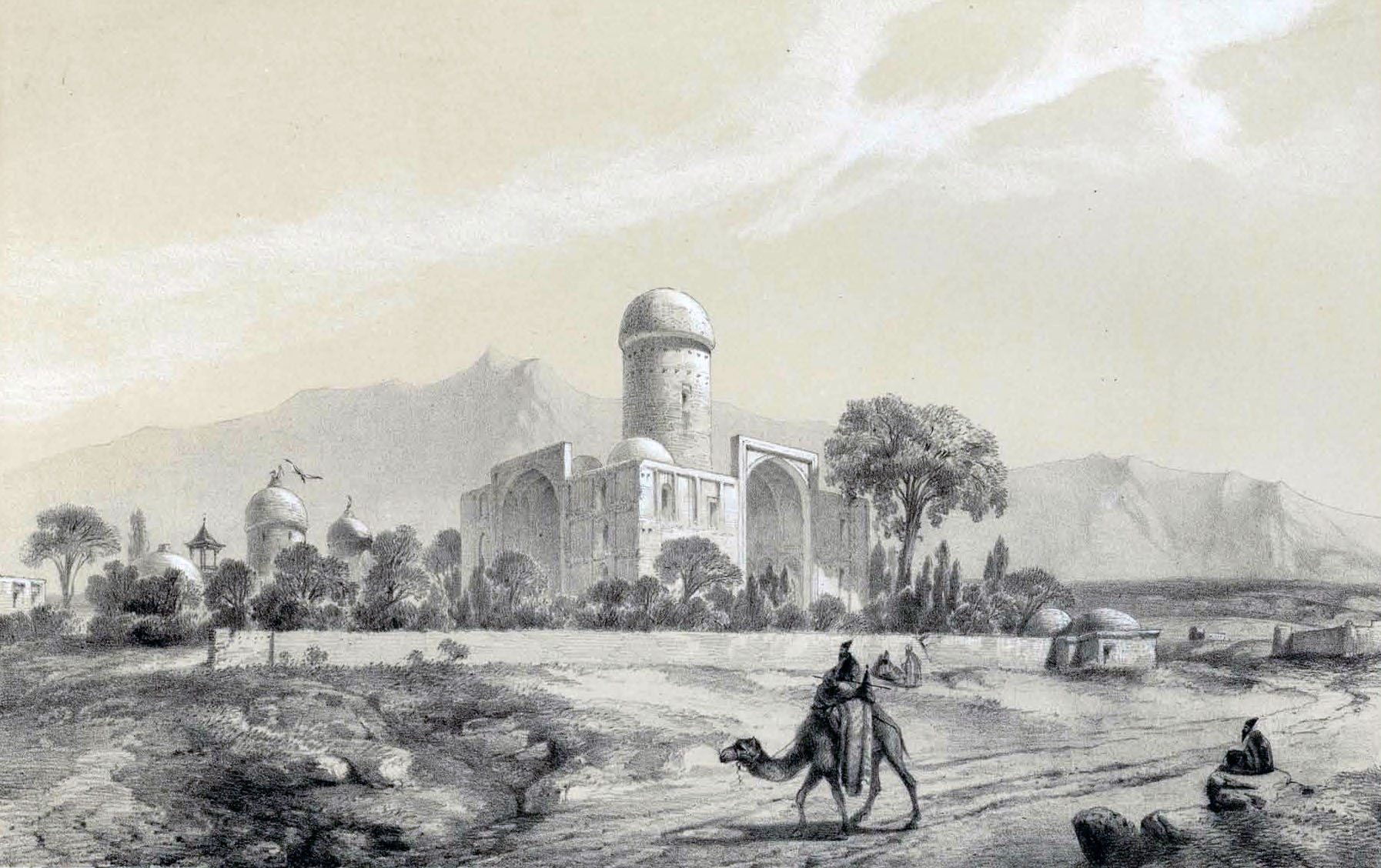
شاه عبدالعظیم ، در نزدیکی تهران
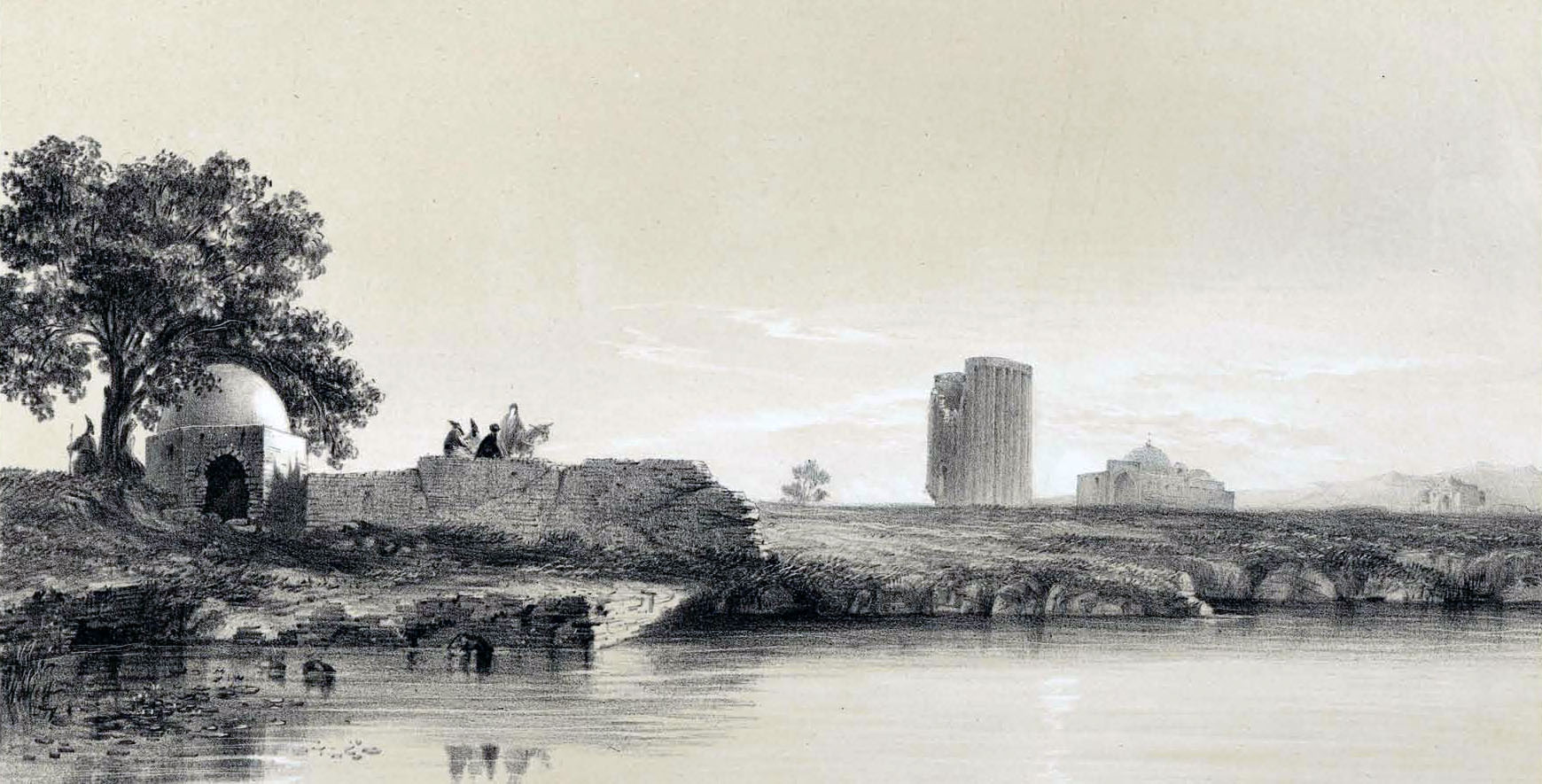
برج خلیفه یزید (طغرل) ، ری
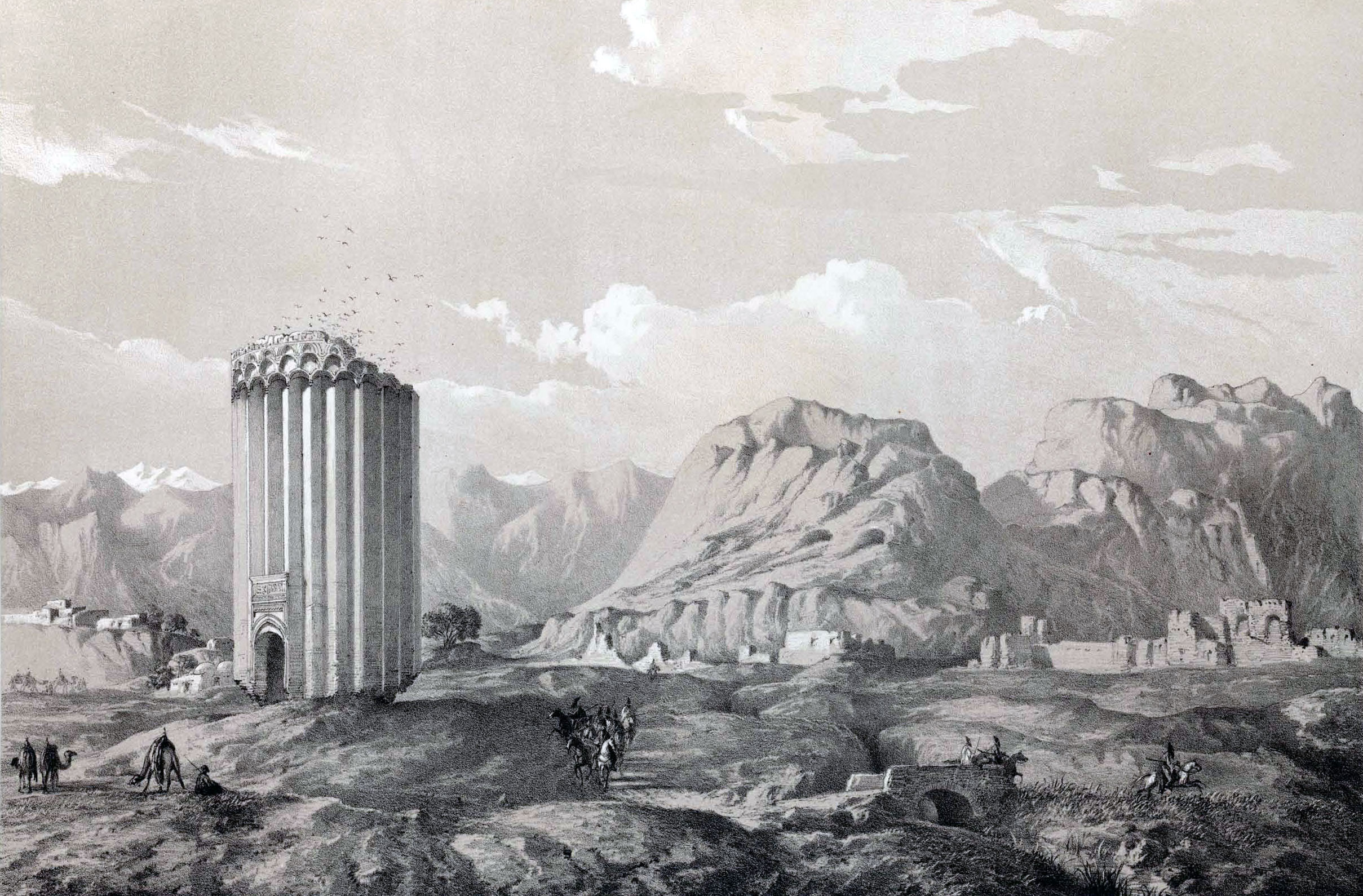
برج (طغرل) و خرابه‌های یزید ری ، در نزدیکی تهران
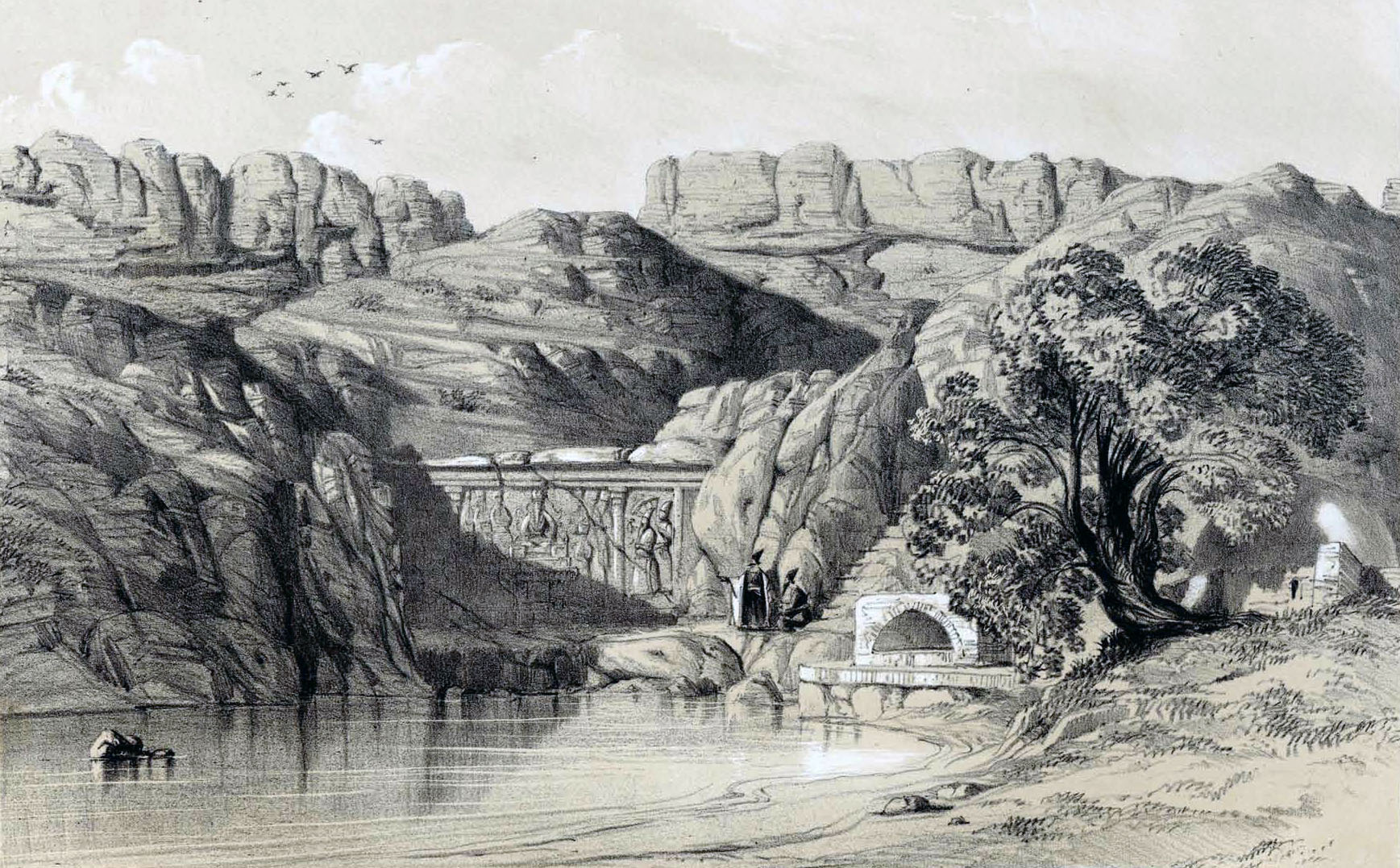
چشمه علی ، ری
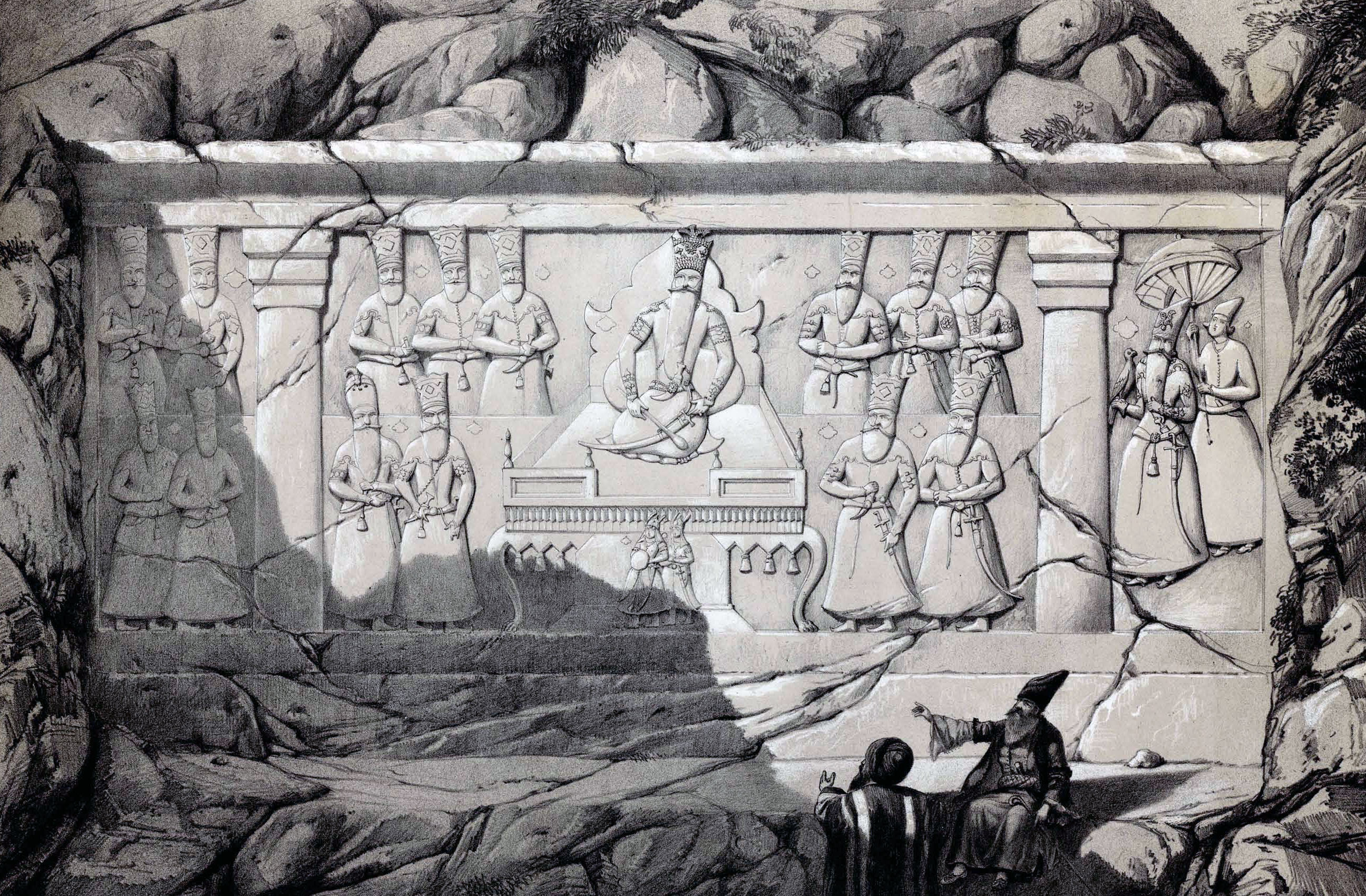
سنگ‌نگاره فتحعلی‌شاه (چشمه علی) و پسرش شاهزاده ، در نزدیکی تهران
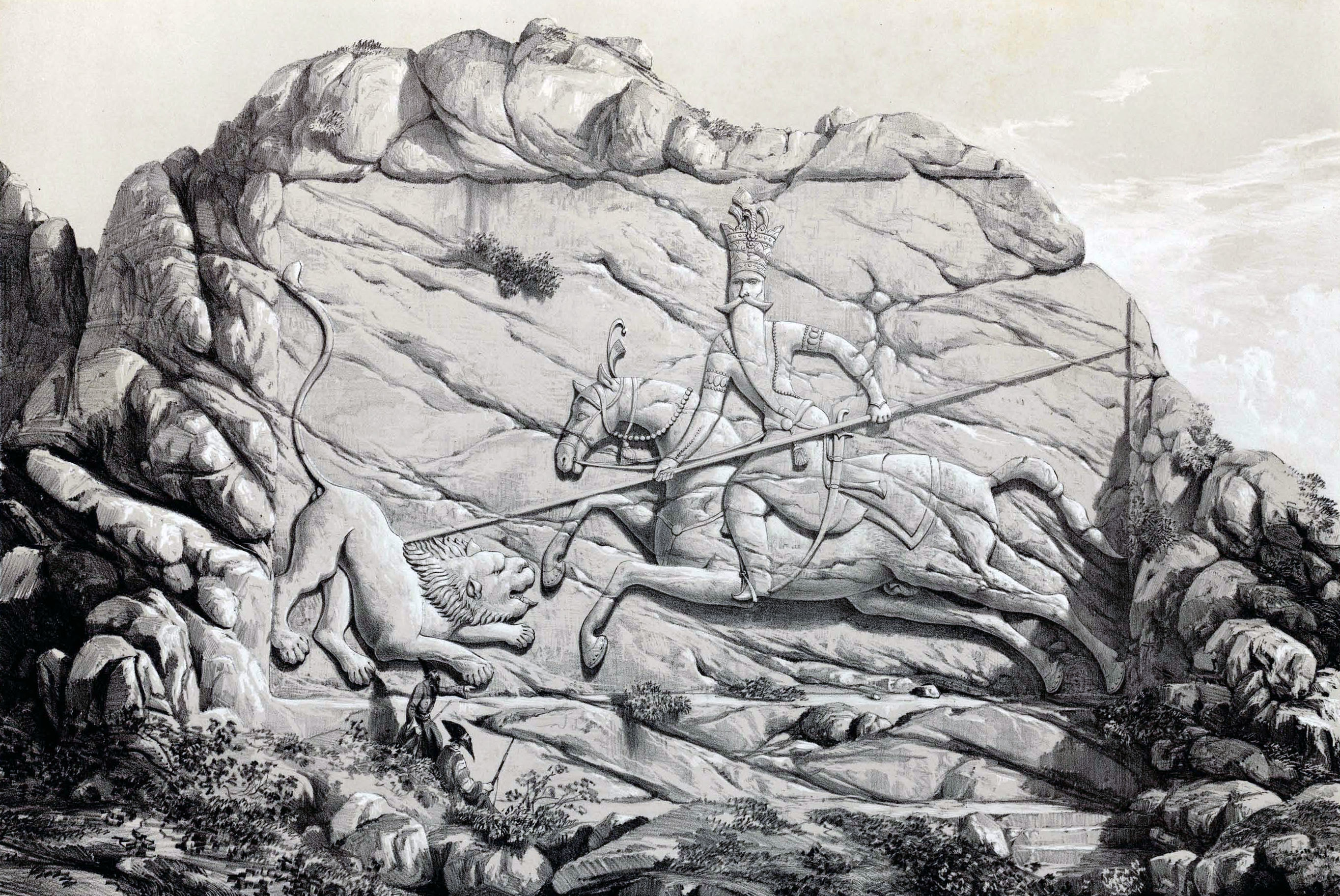
سنگ‌نگاره فتحعلی‌شاه (چشمه علی)، تهران
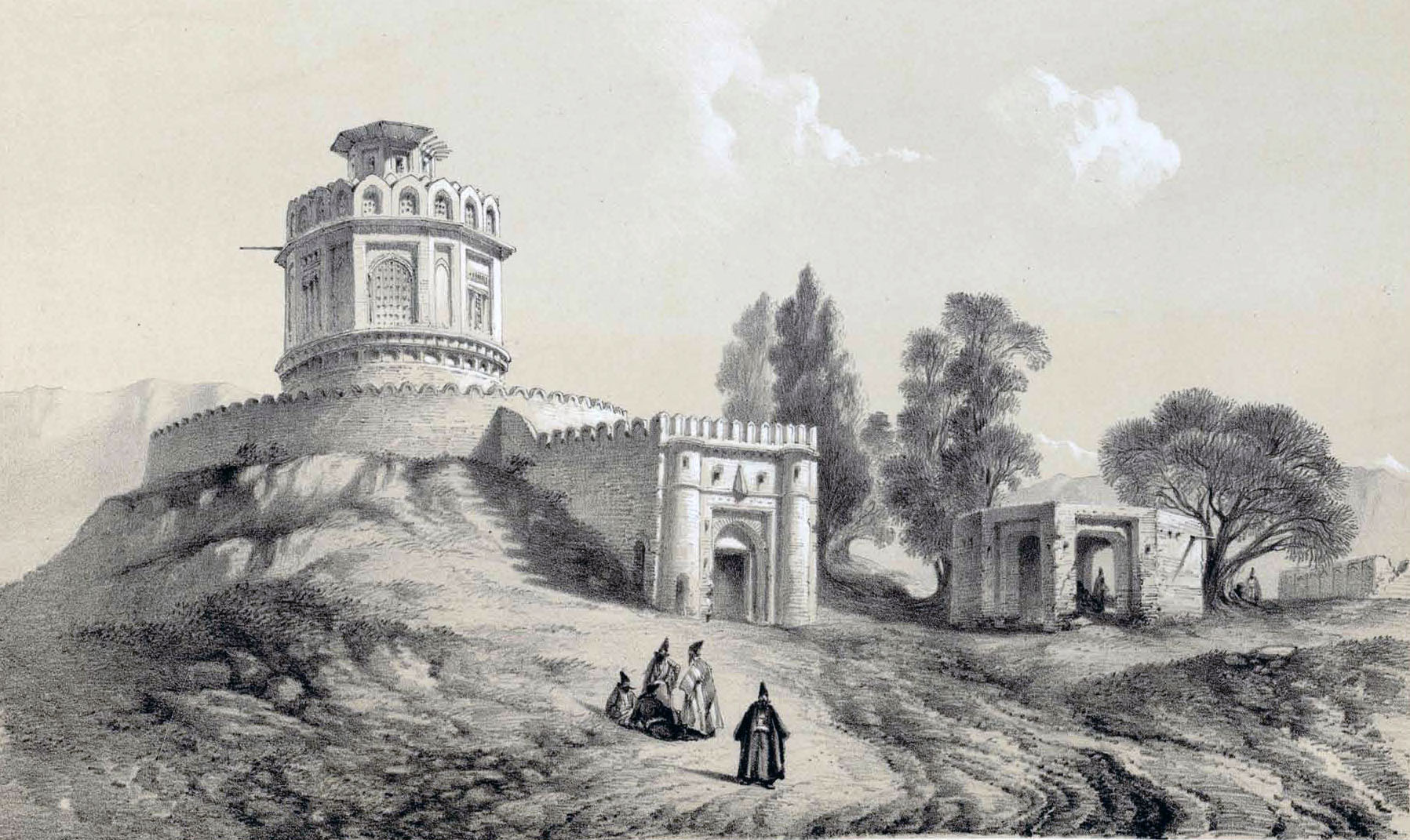
باروتخانه تهران
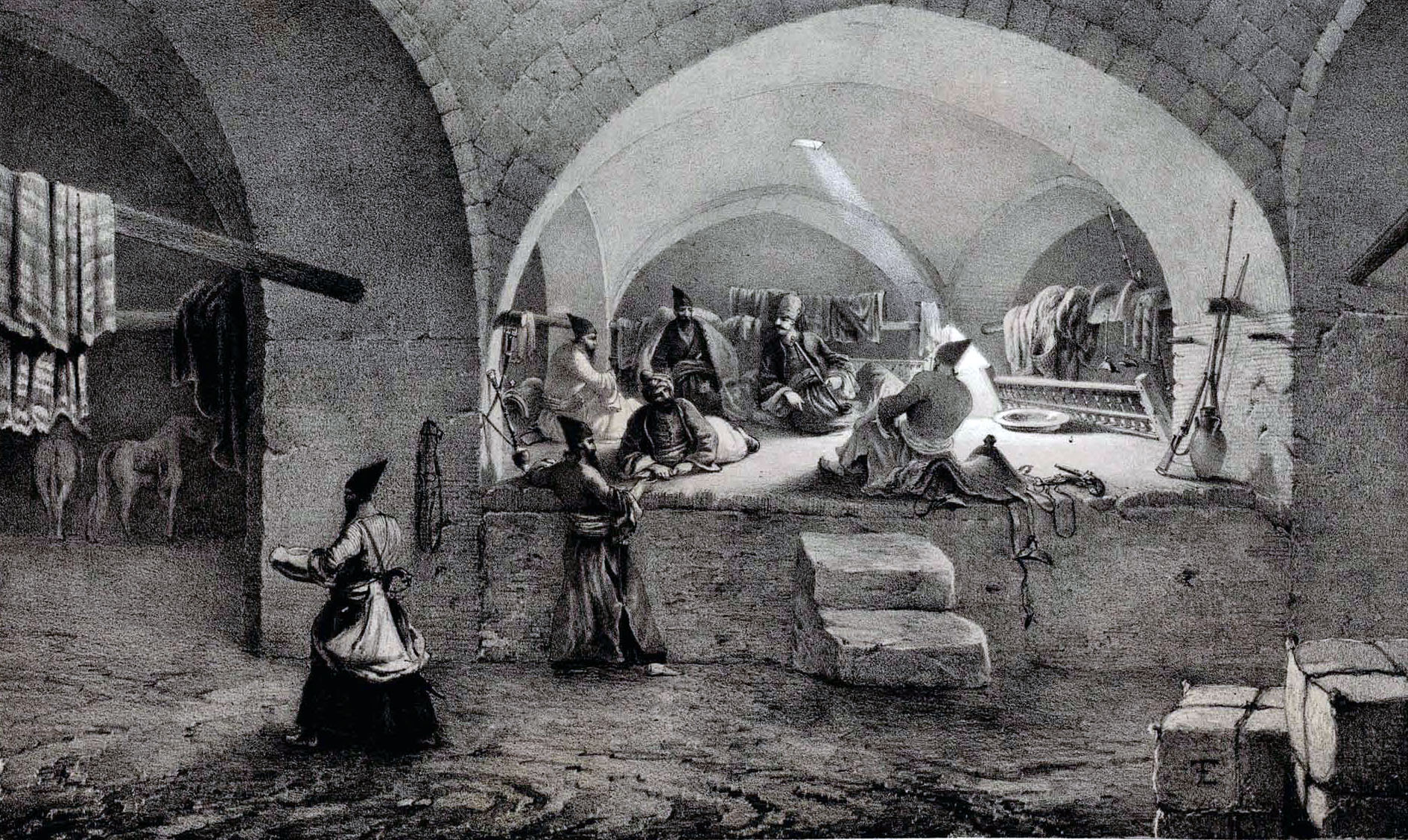
در داخل یک اصطبل
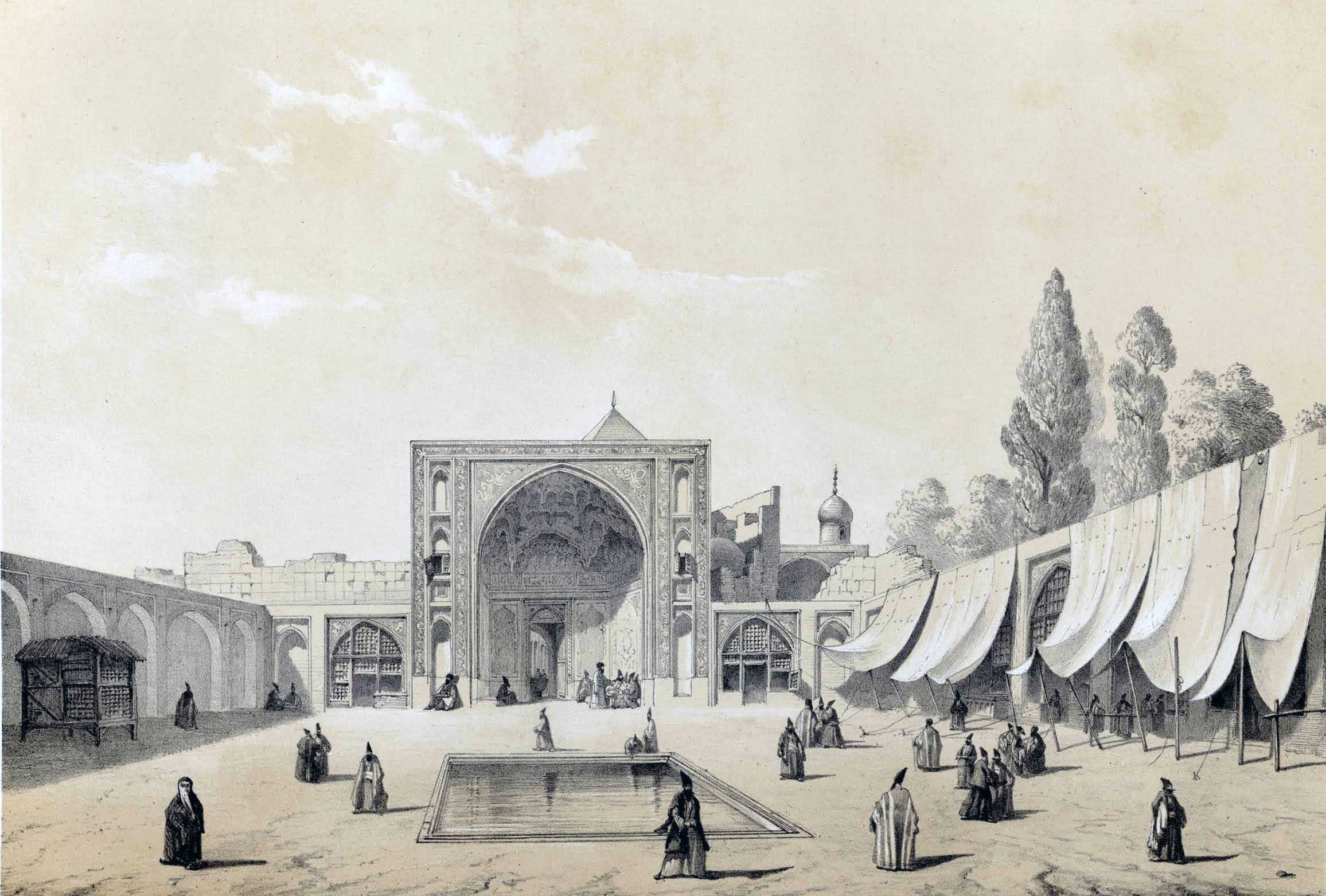
مسجد شاه تهران
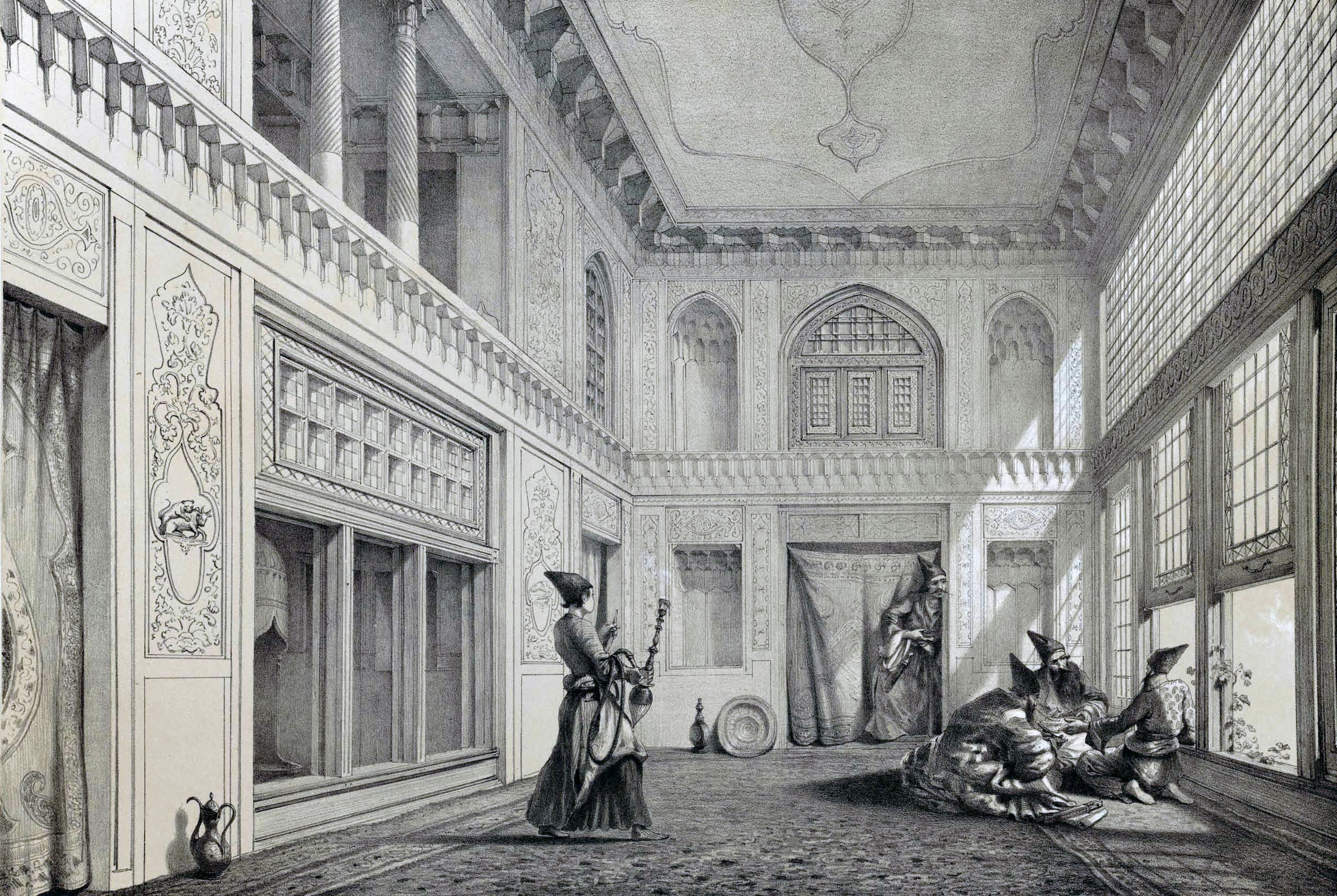
داخل دیوان‌خانه ، تهران
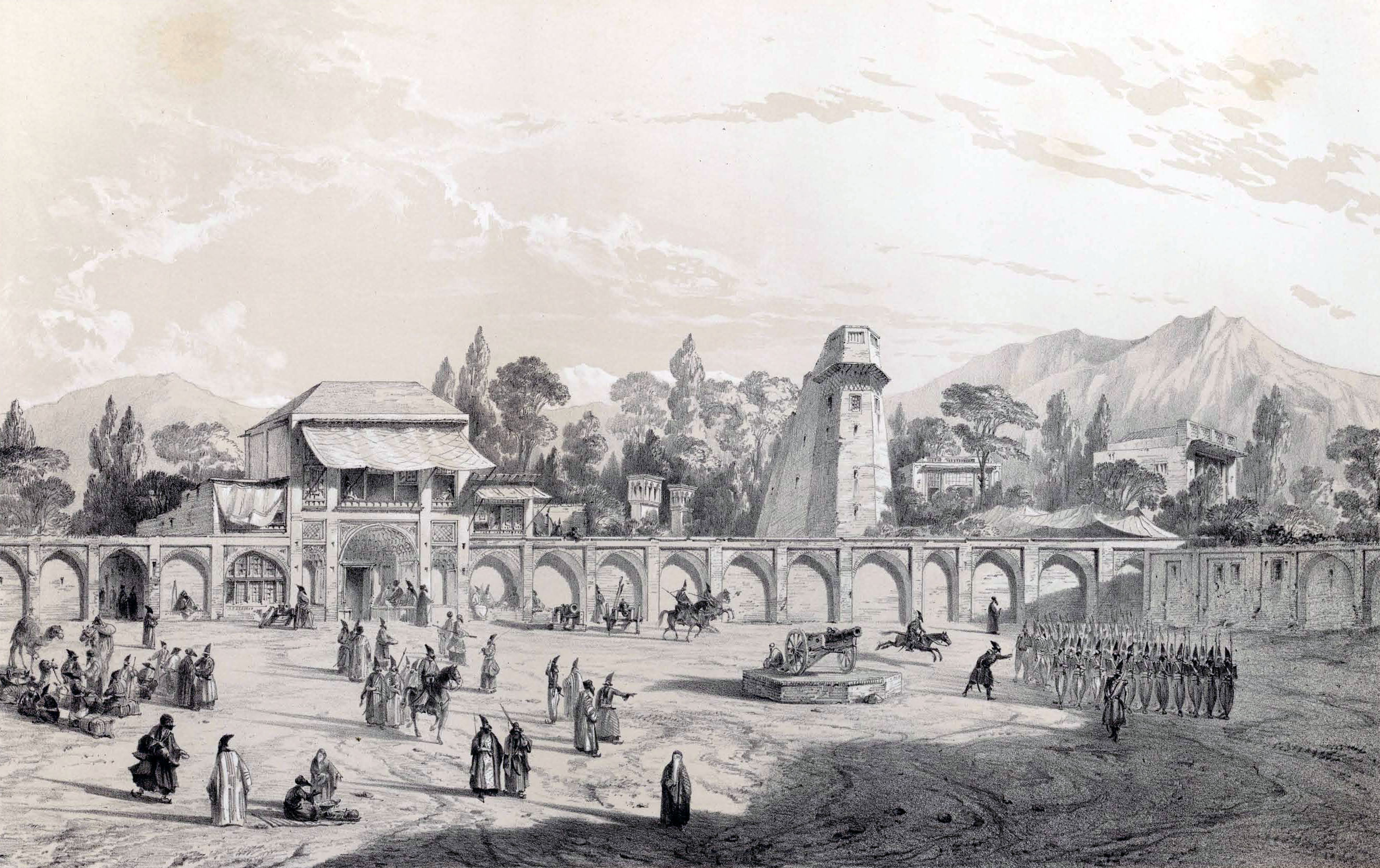
میدان شاه ، میدان سلطنتی ، تهران
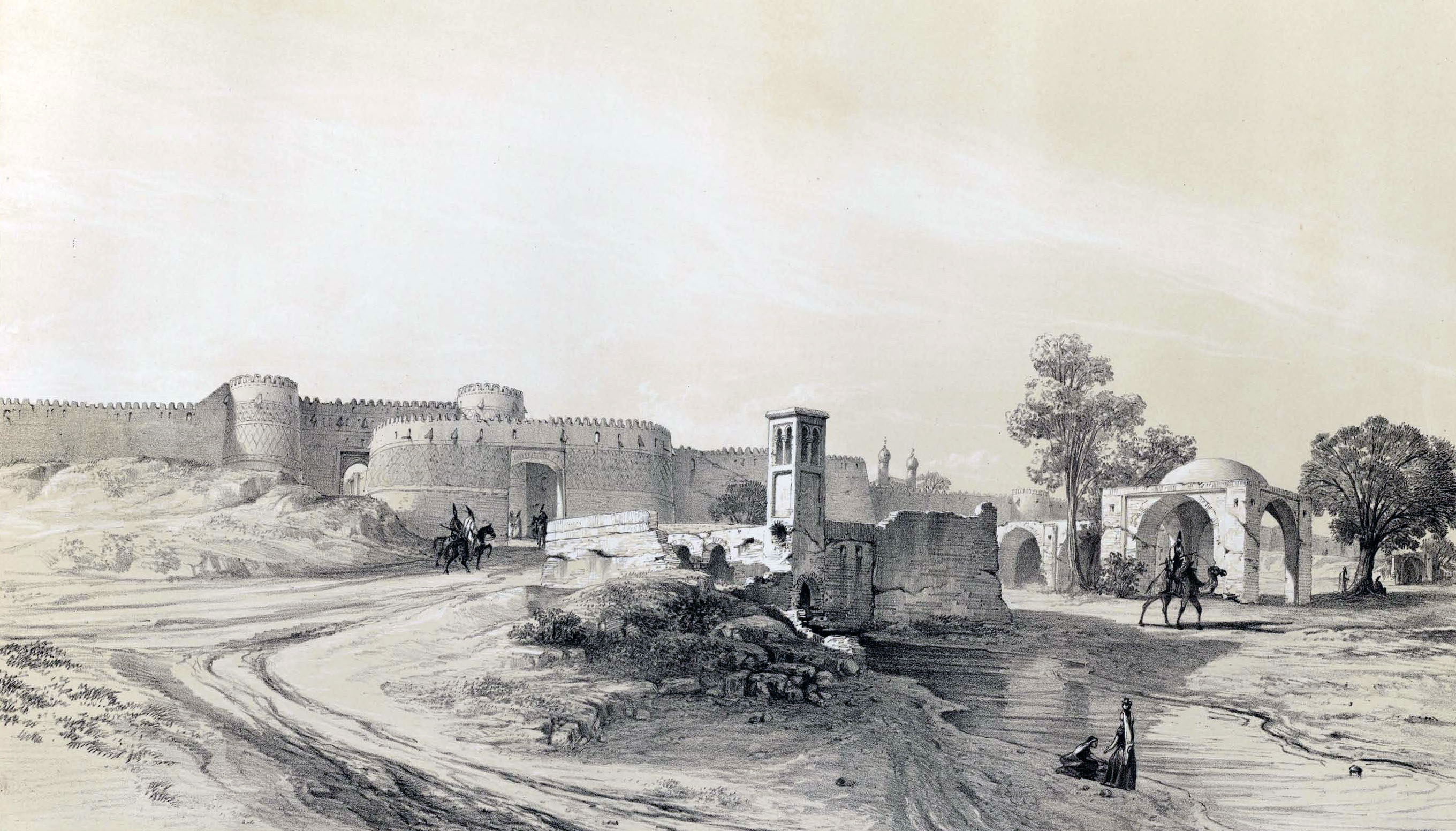
دروازه شمیران ، تهران
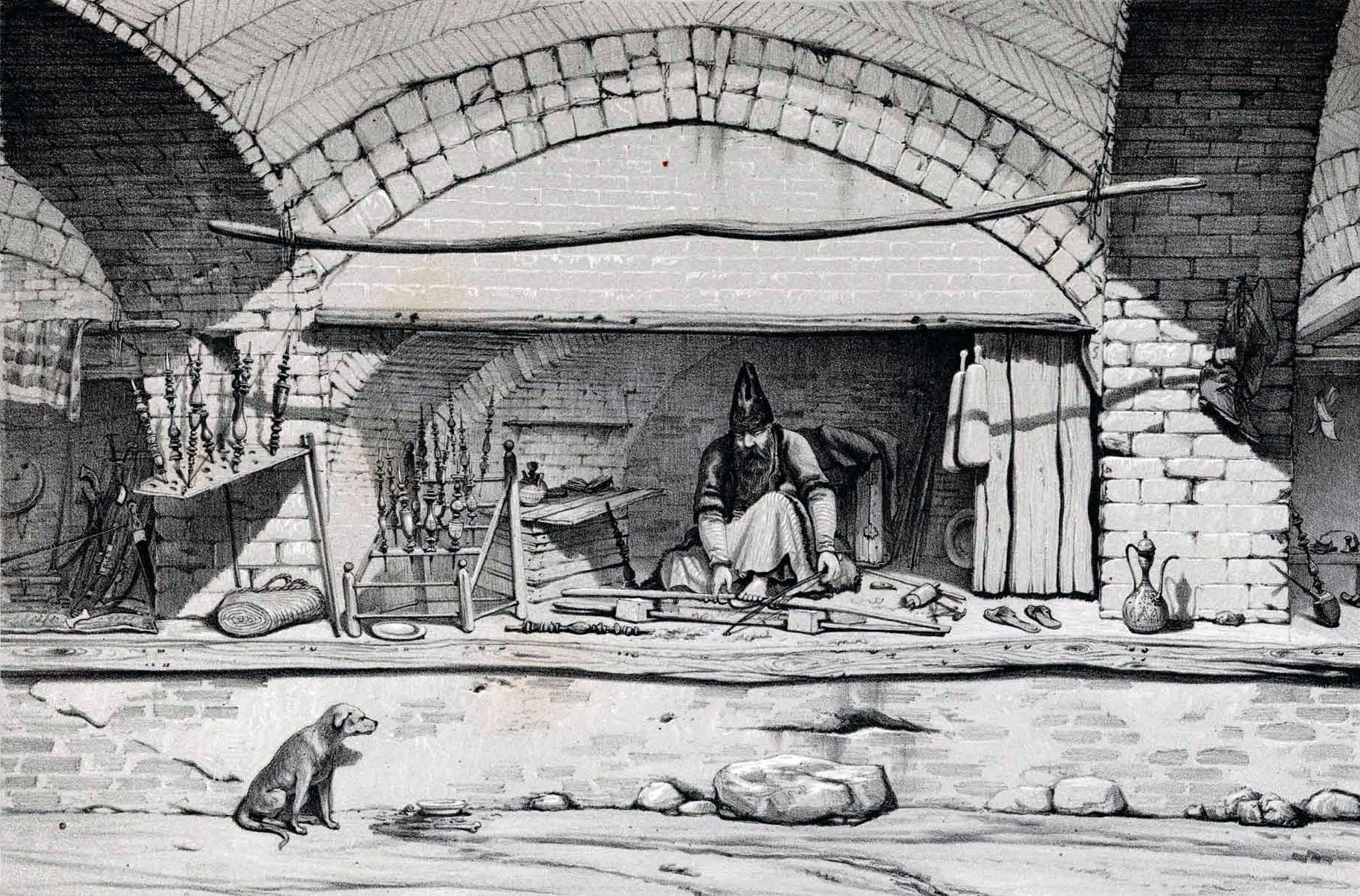
خراط
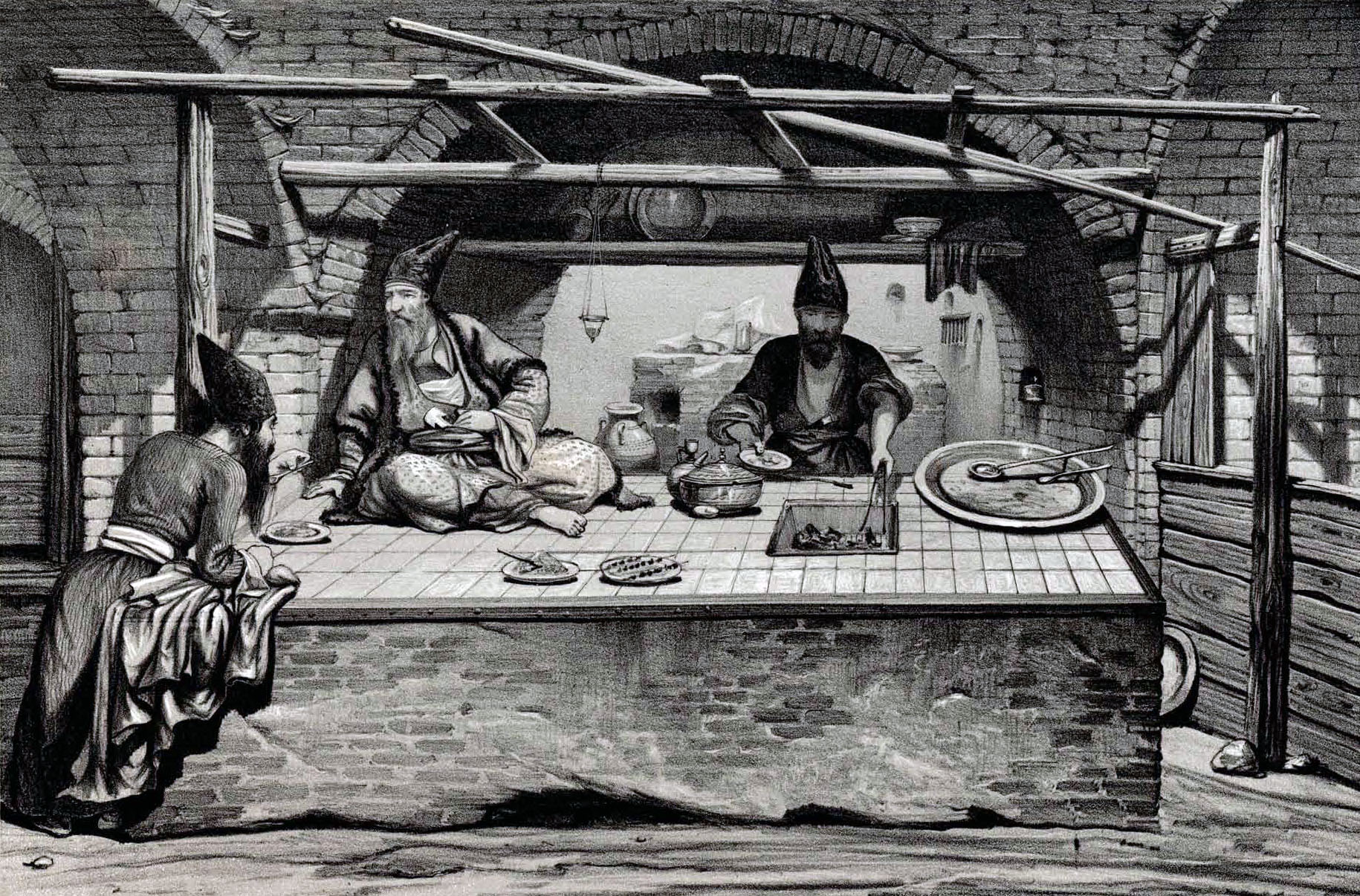
آشپزخانه بازار
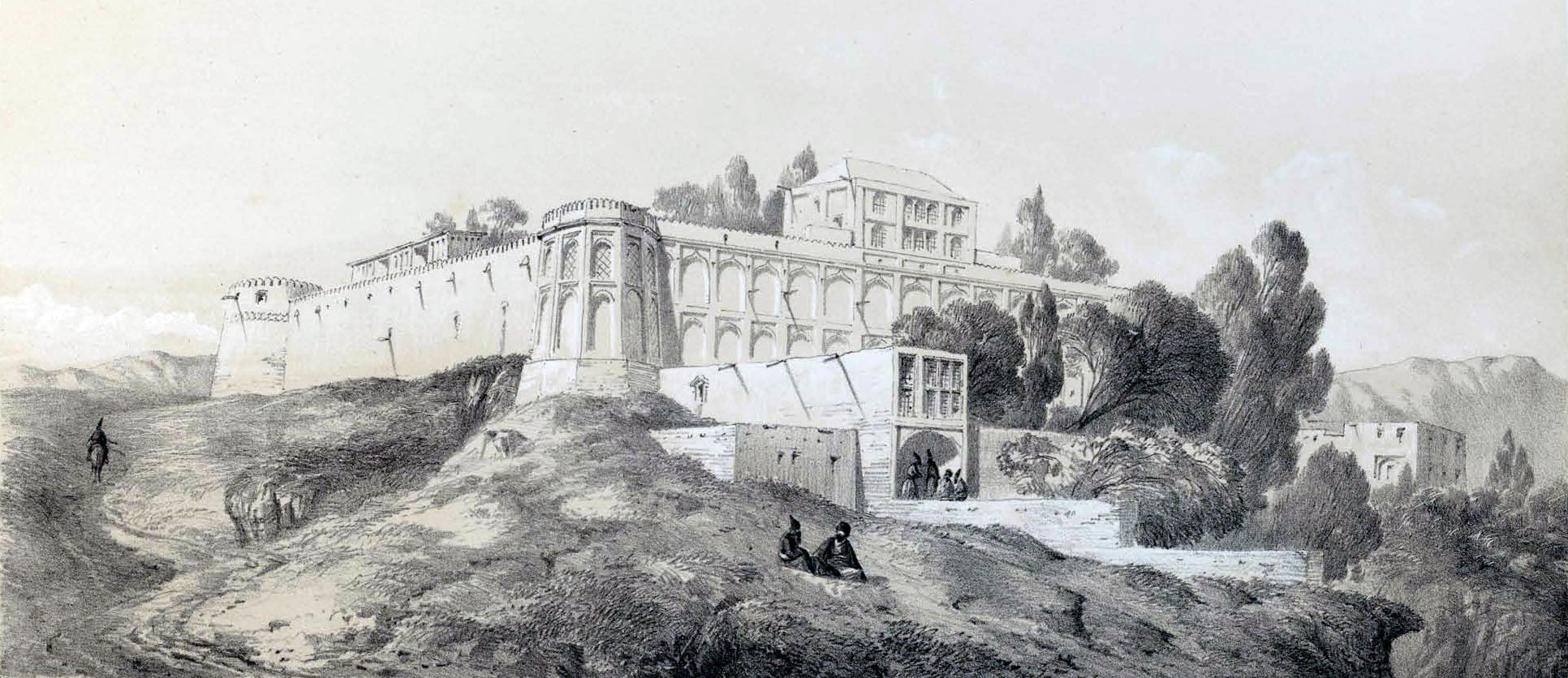
قصر قاجار ، در نزدیکی تهران
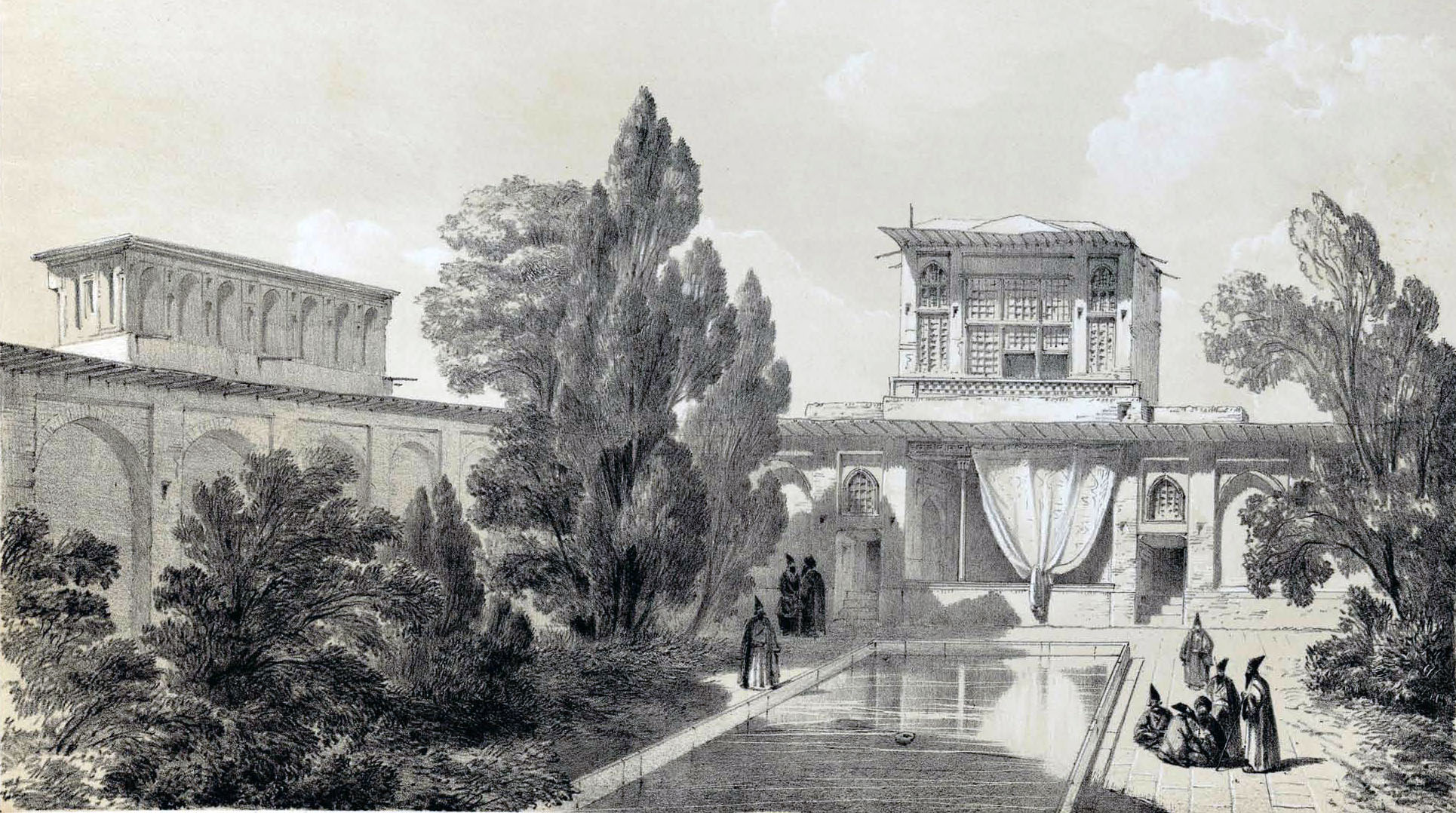
حیاط قصر قاجار ، در نزدیکی تهران
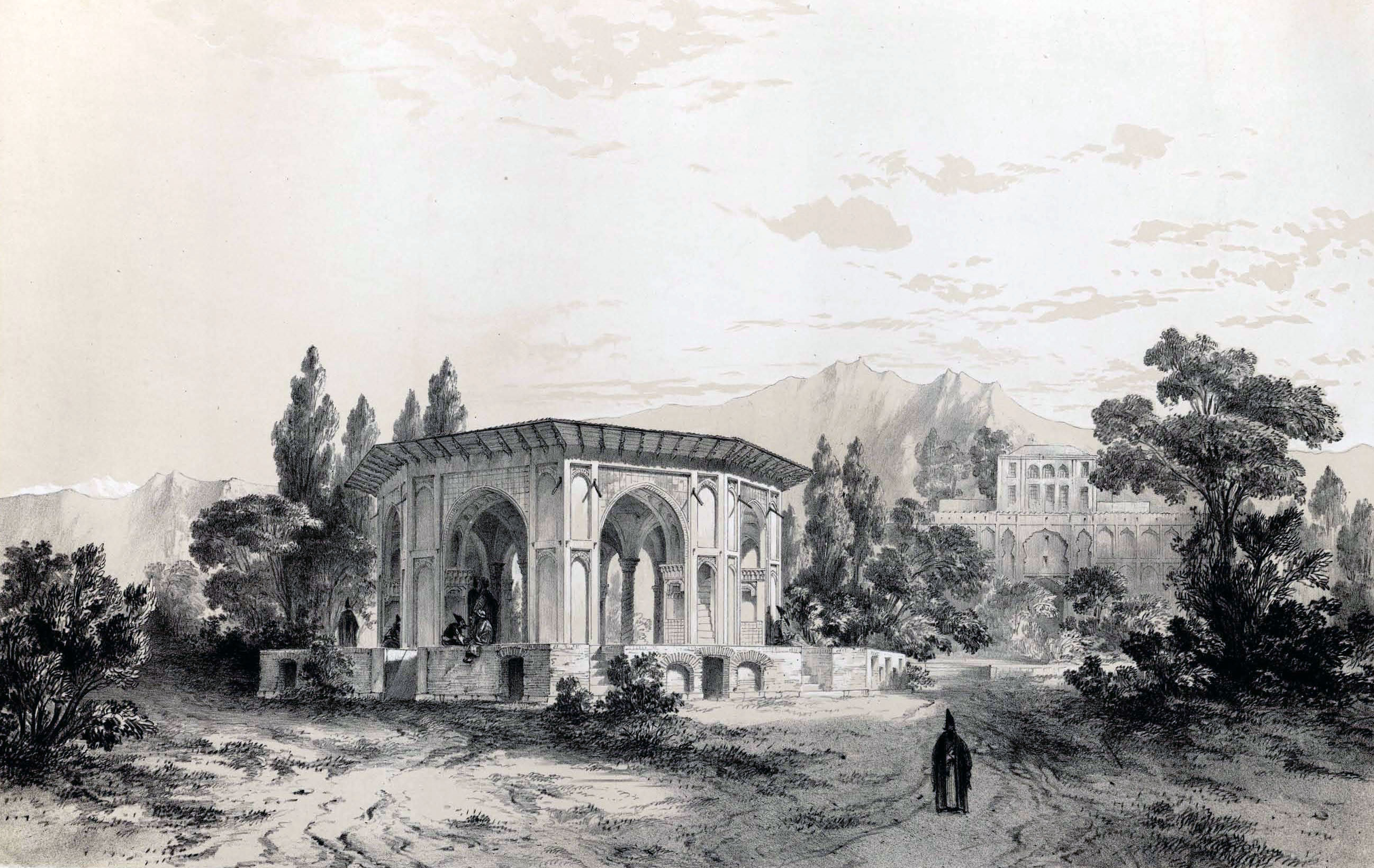
الاچیق و باغ قصر قاجار ، تهران
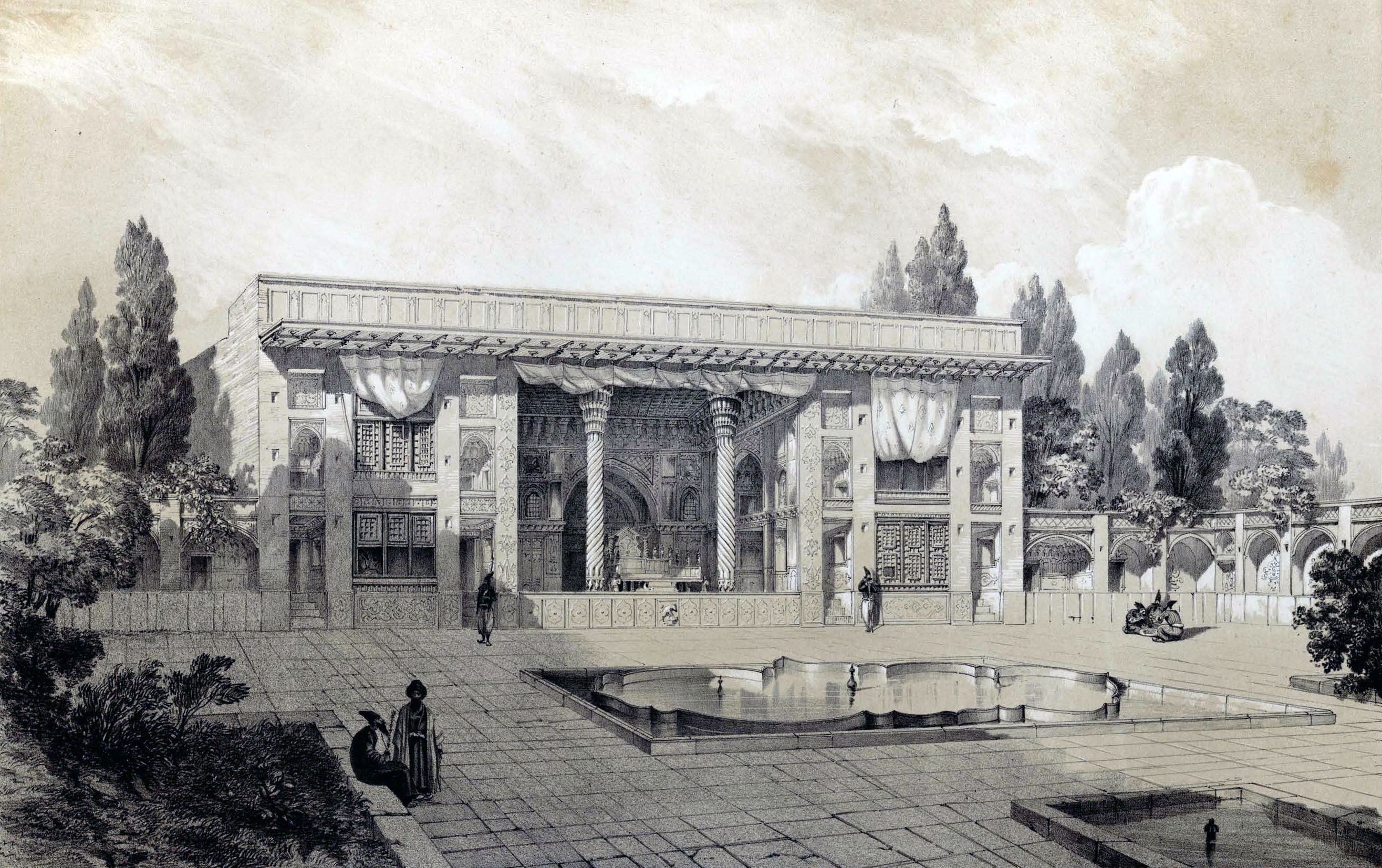
نمای خارجی تخت مرمر ، تهران
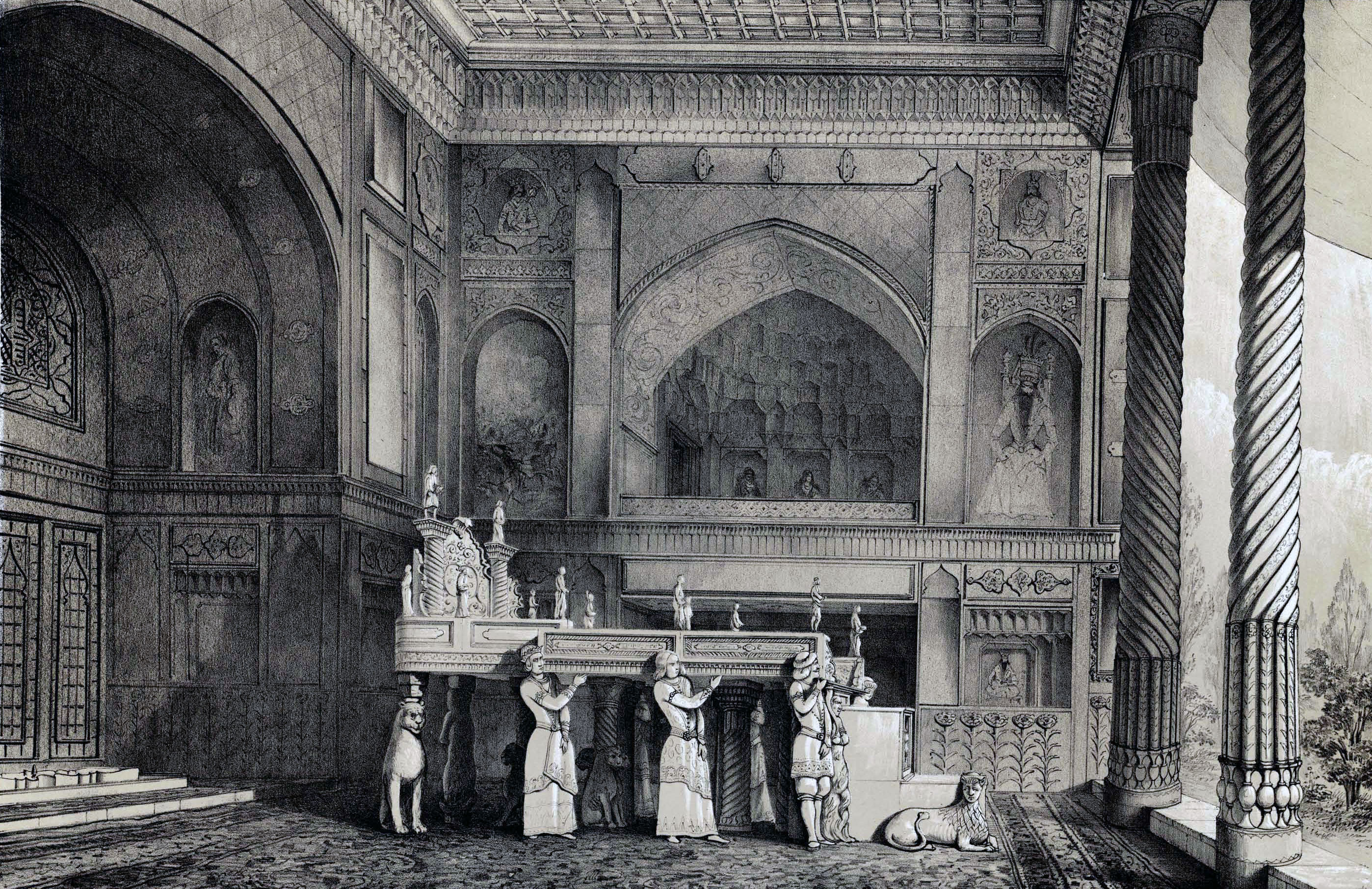
نمای داخل تخت مرمر، تهران
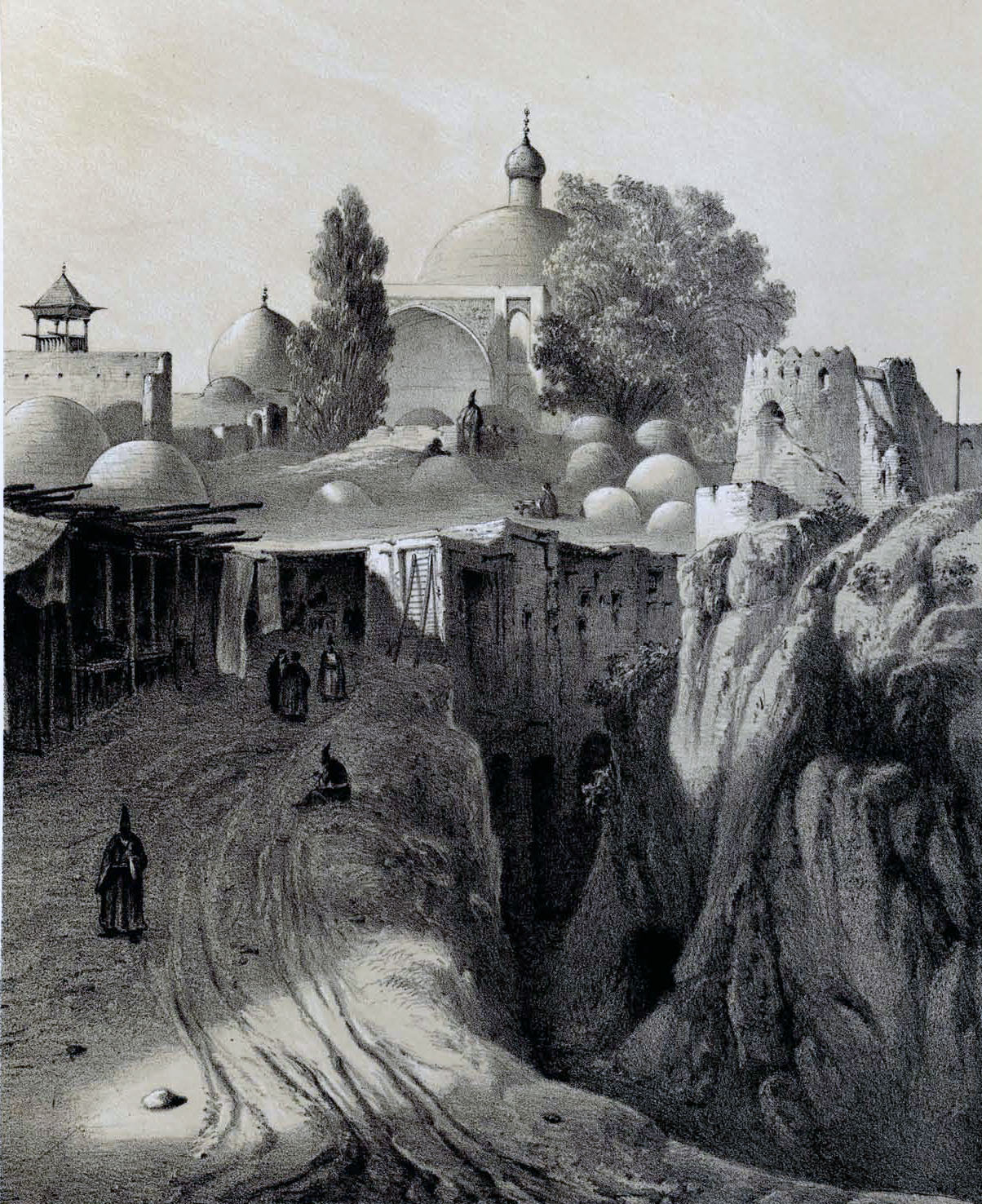
خیابان‌های تهران
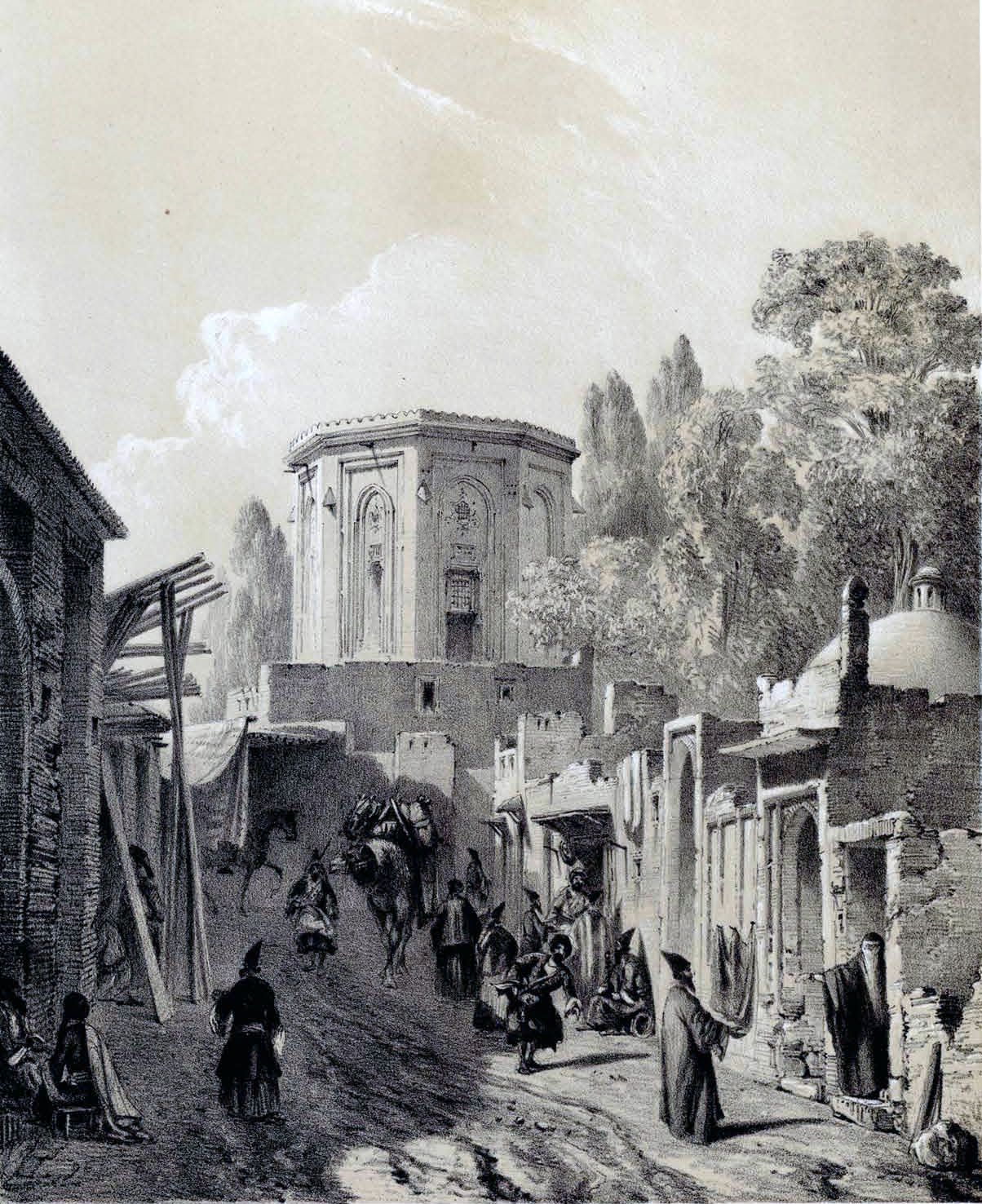
خیابان‌های تهران
تصویر رنگی شده نقاشی فلاندن از کوچه‌های تهران بر روی جلد مجله خواندنیها تاریخ انتشار ۱۴ امرداد ۱۳۵۱
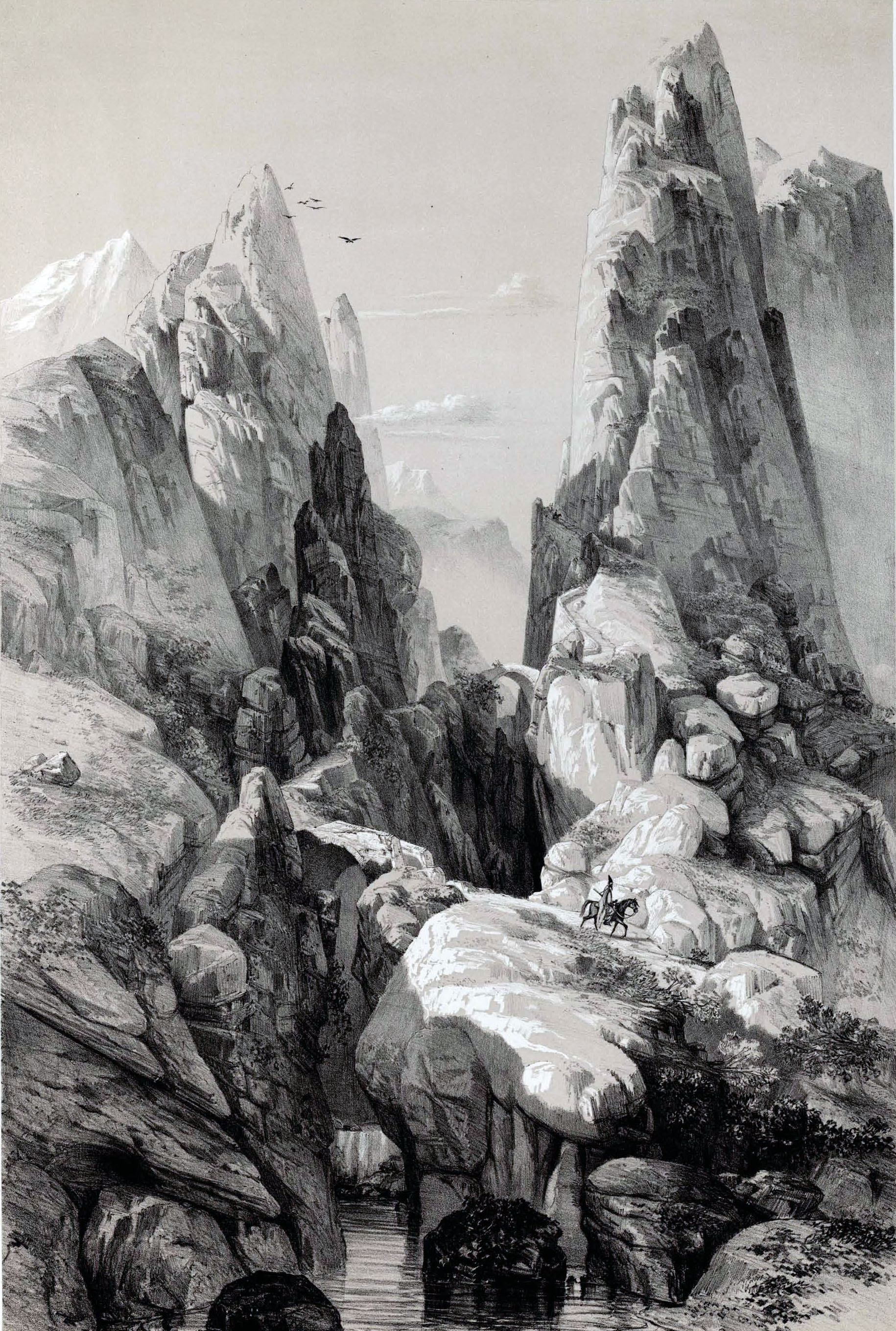
گردنه پیرزن (در نزدیکی امامه)

### پاسکال کوست

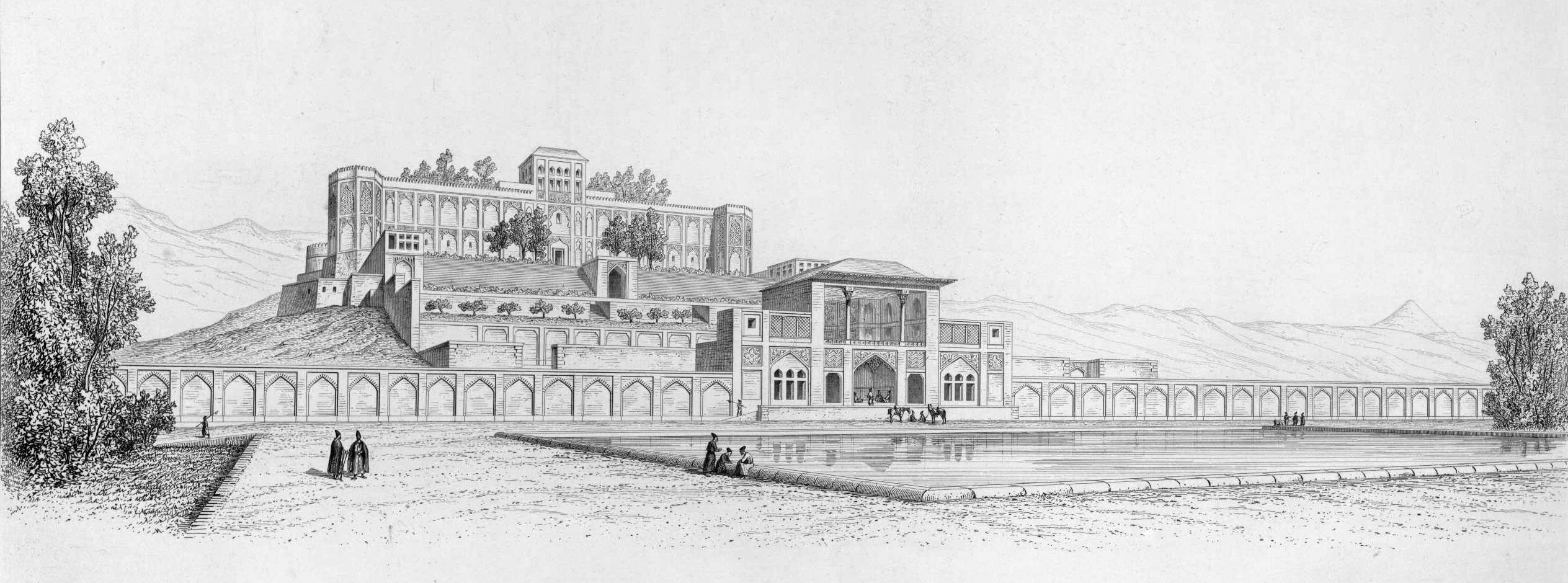
چشم انداز، قصر قاجار
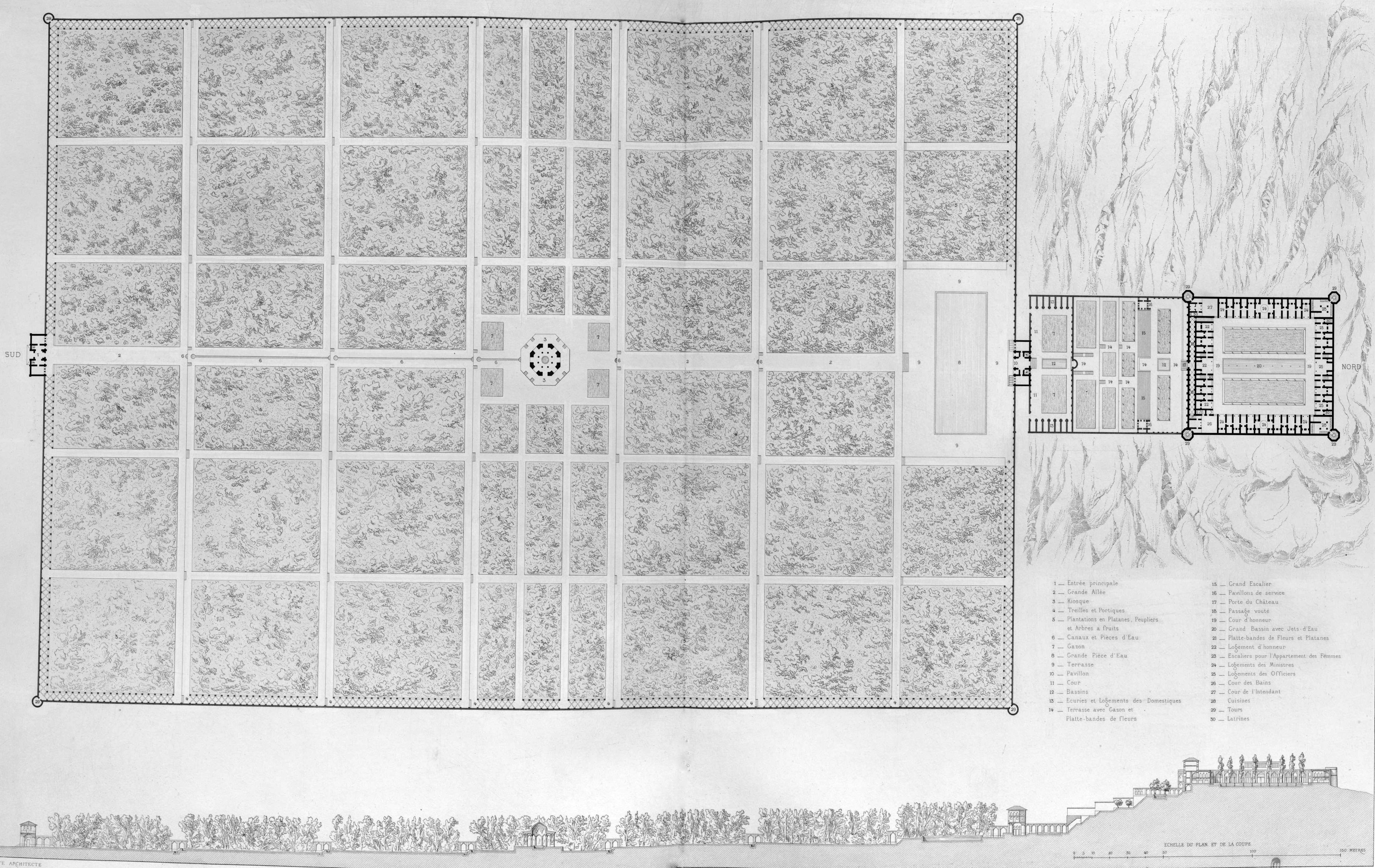
روبرو، قصر قاجار
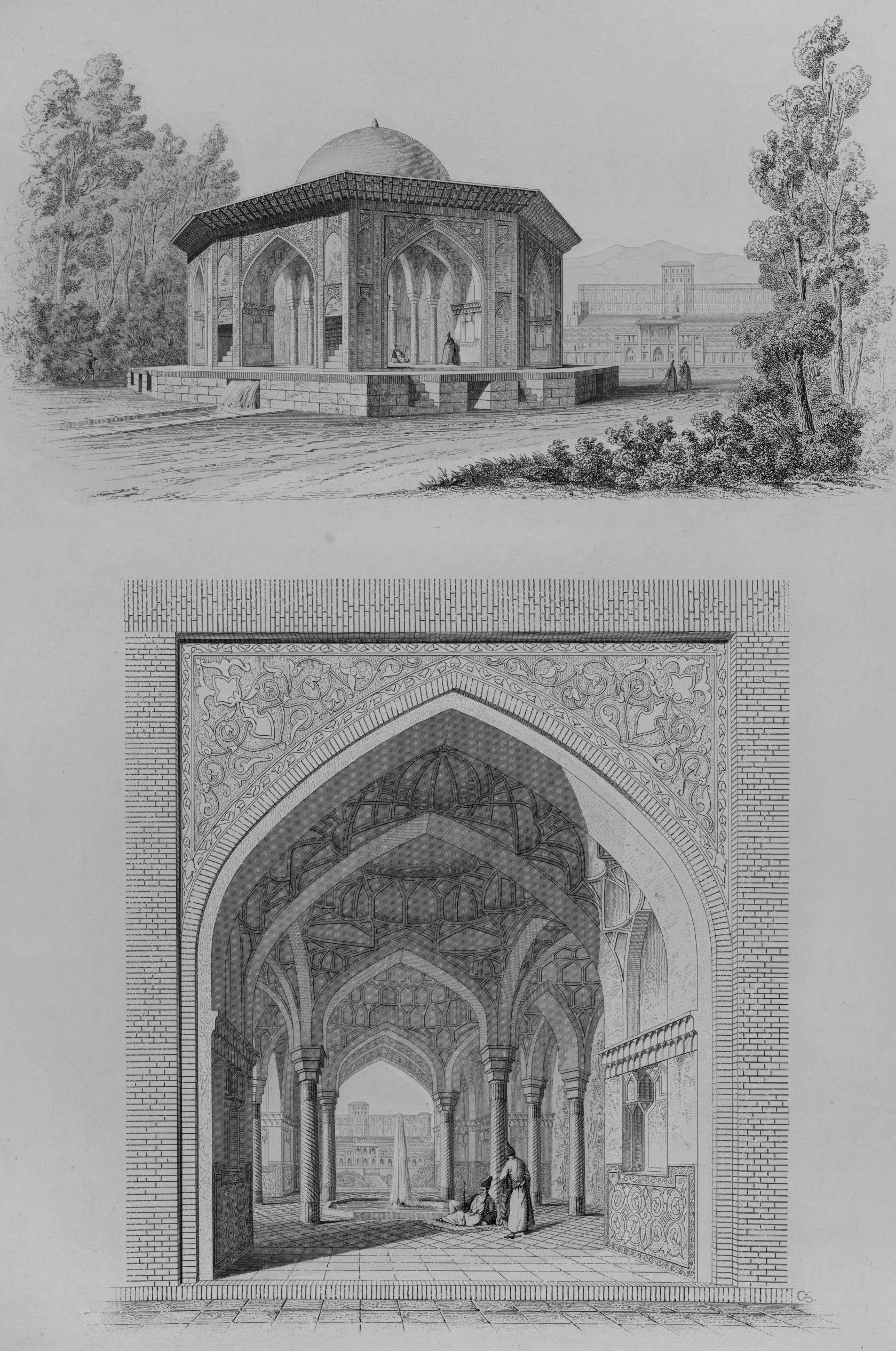
کوشک، قصر قاجار
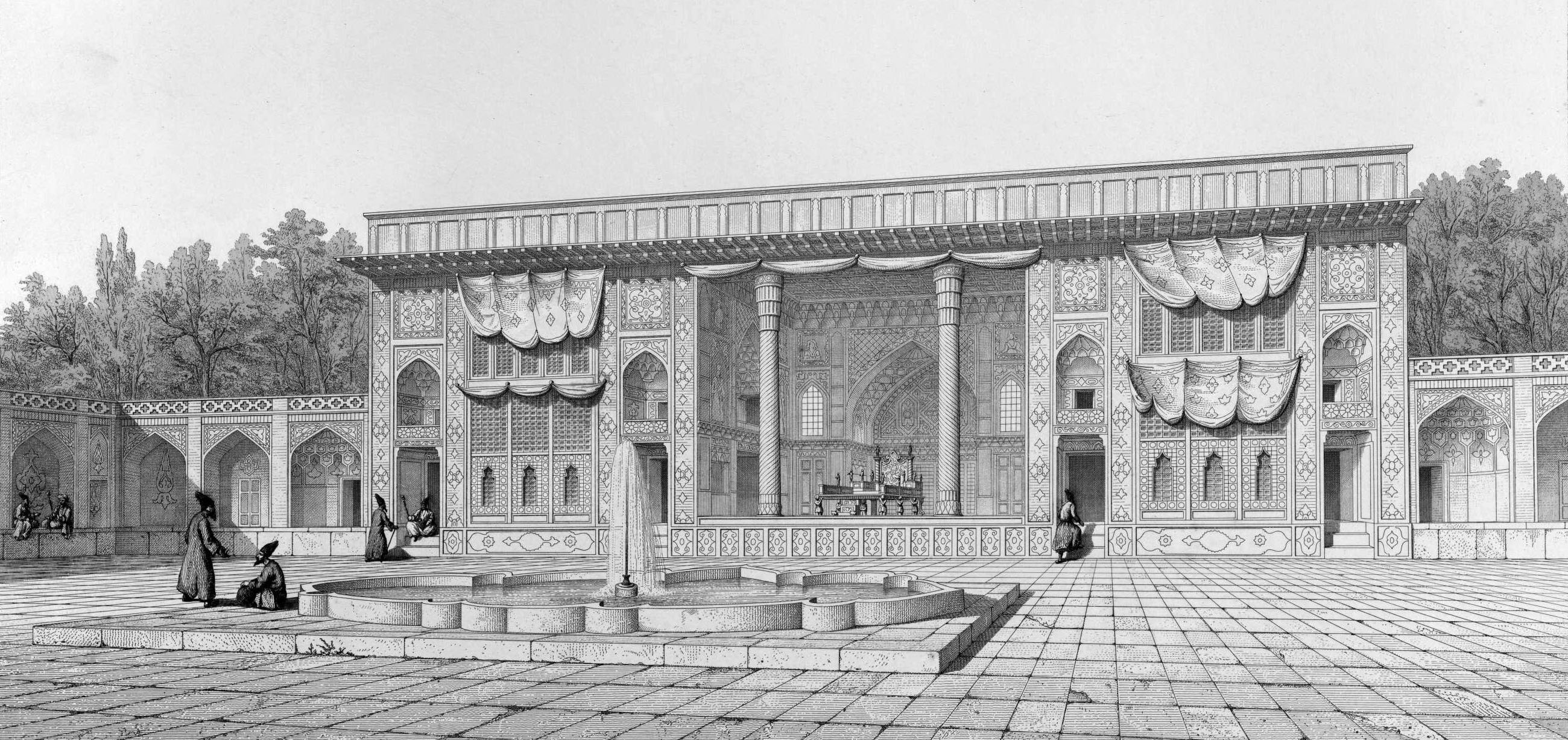
تخت مرمر کاخ گلستان
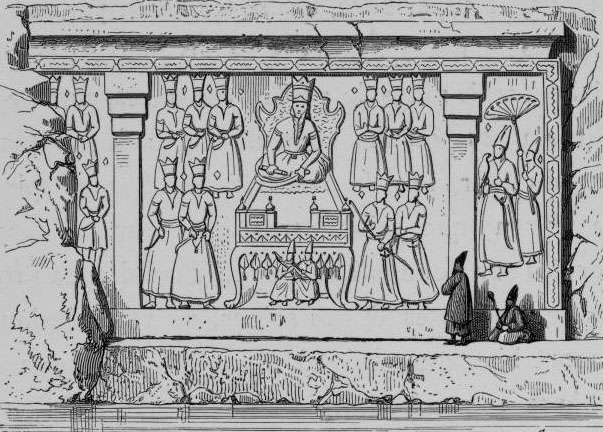
حجاری ری
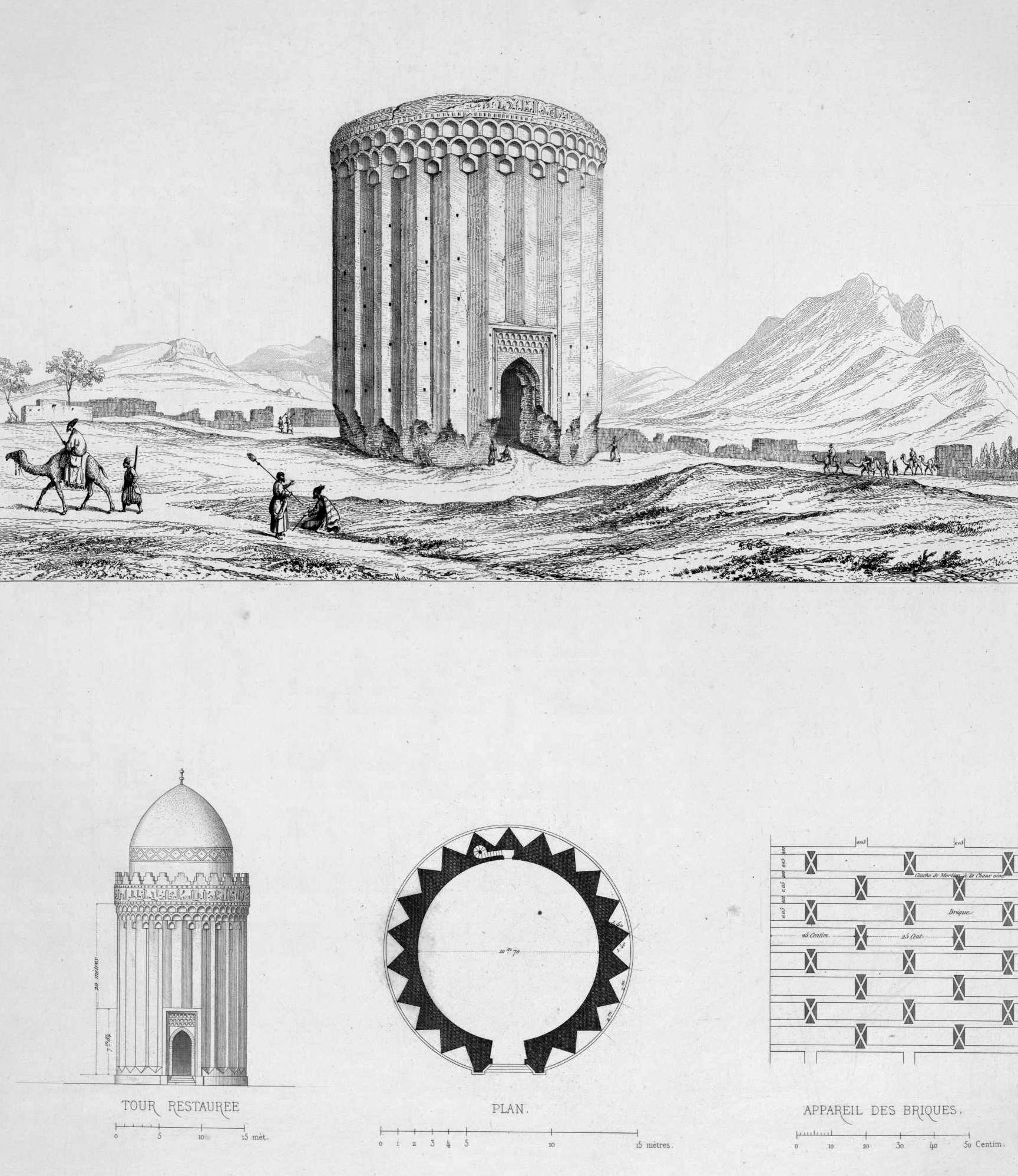
جزئیات برج‌آجری (طغرل) ویرانه‌های ری
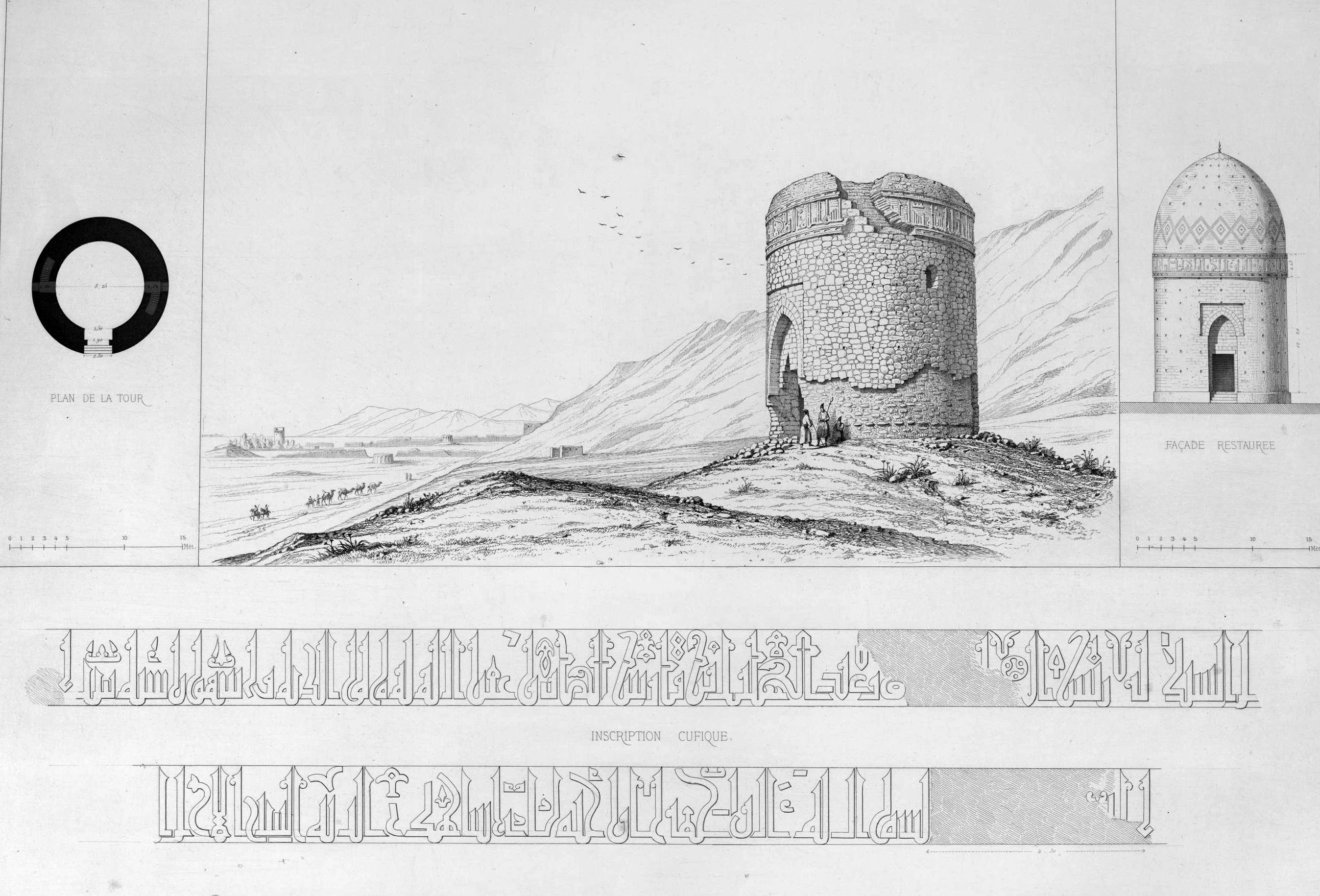
جزئیات‌برج‌سنگی(گنبدفخرالدوله  گورستان سلطنتی‌آل‌بویه)، ویرانه‌های‌ری، کوه نقارخانه

## قم،طغرودوکاشان

### اوژن فلاندن

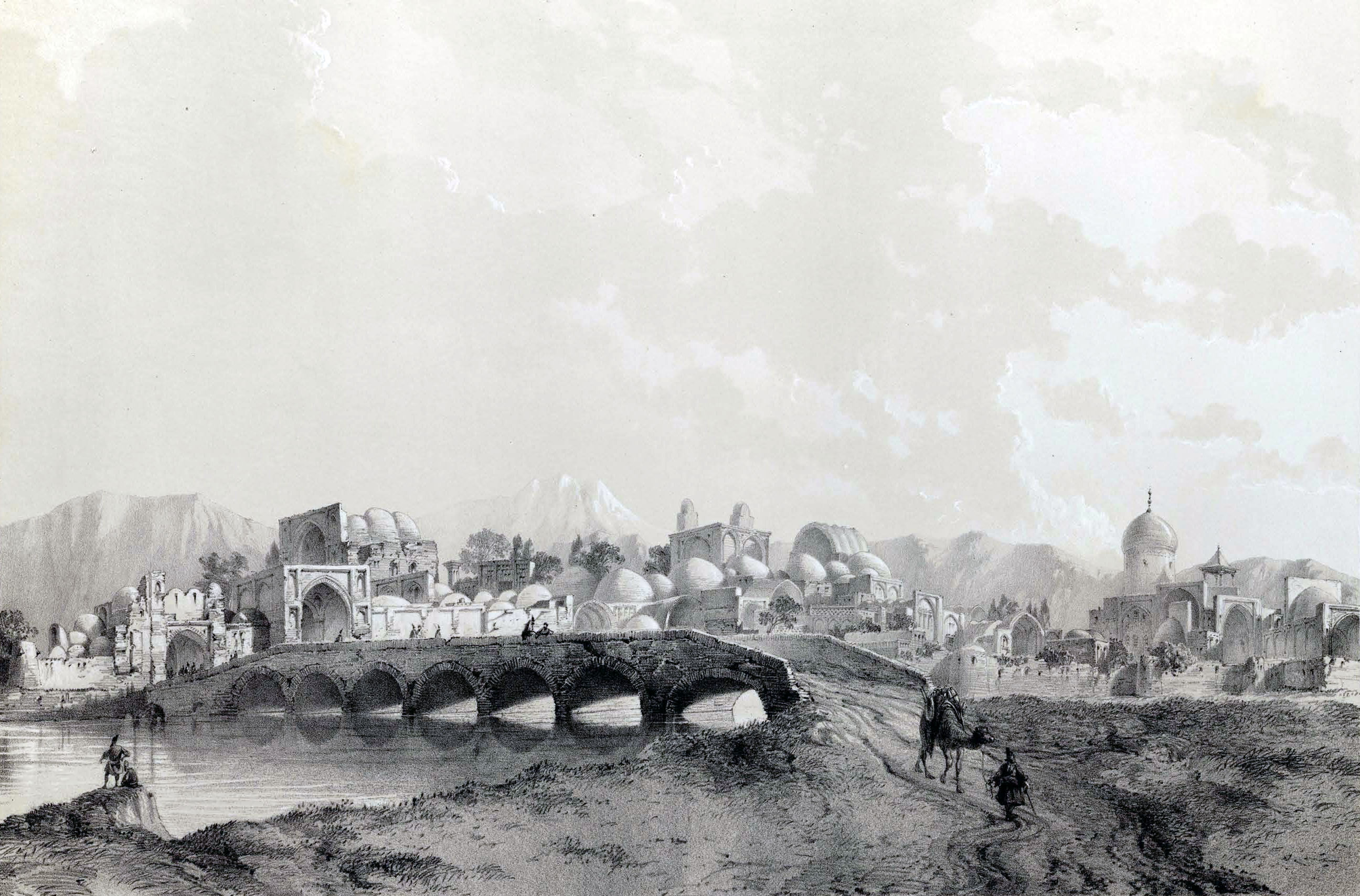
نمایی از پل و شهر قم
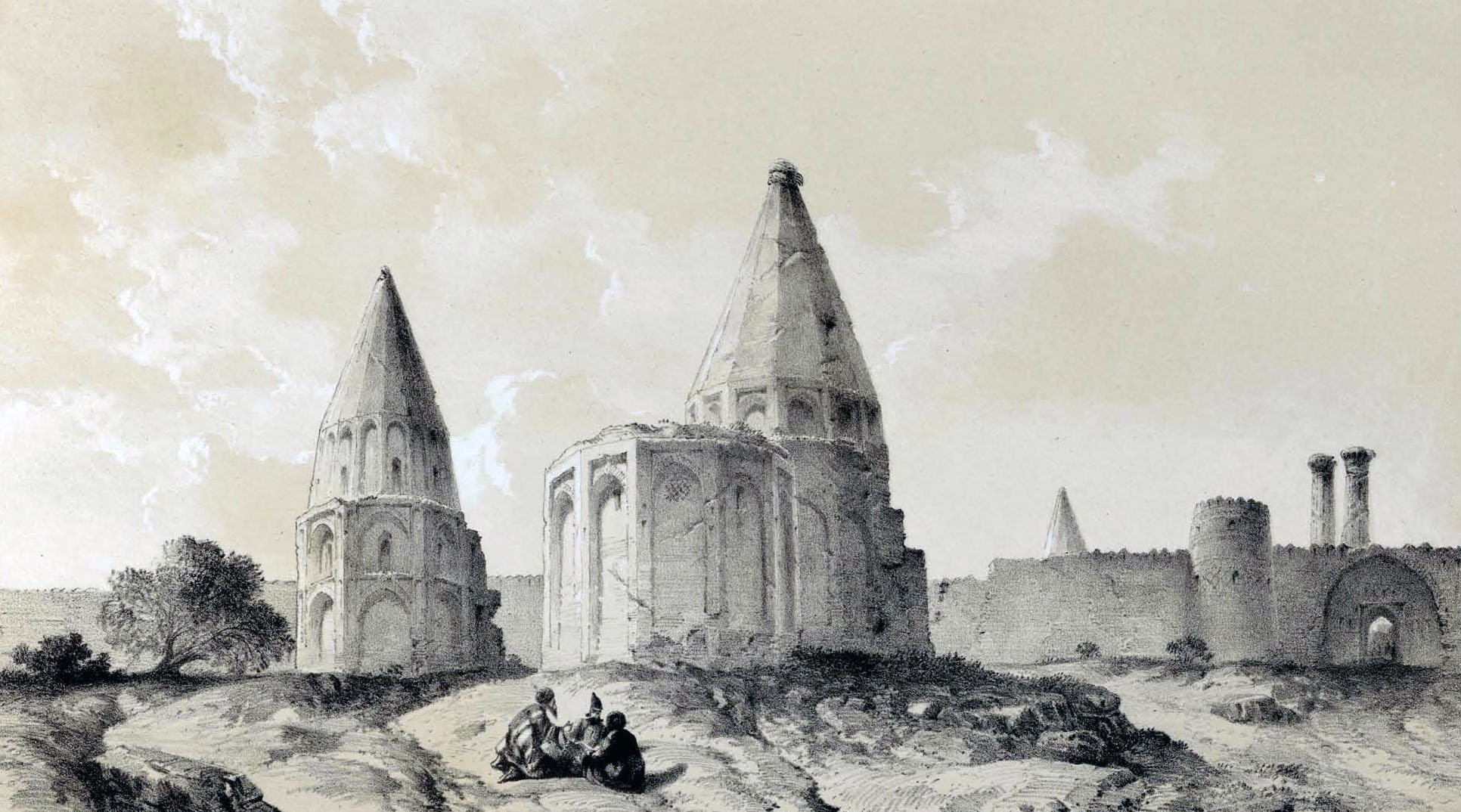
مقبره قم (امامزاده ابراهیم و احمد)
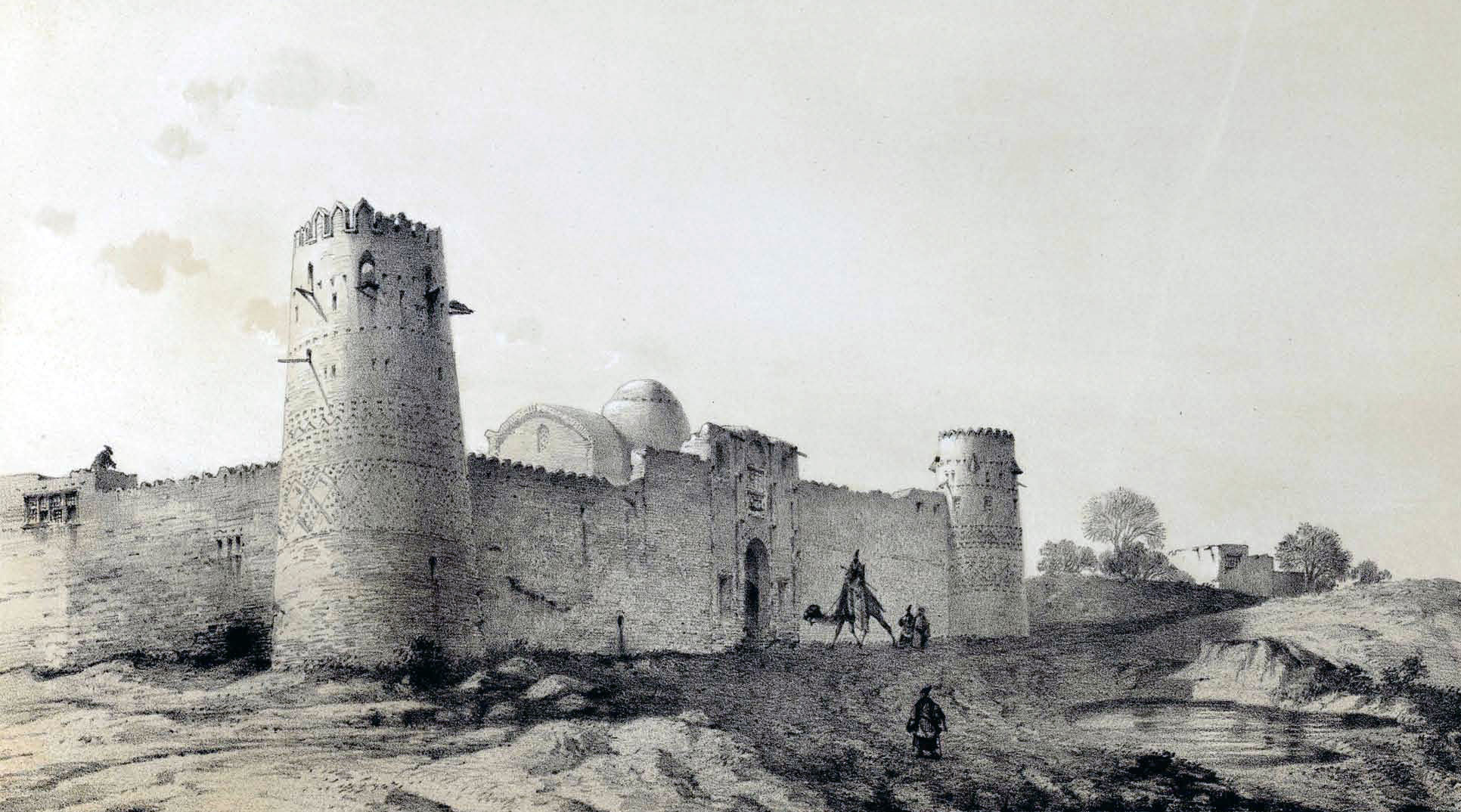
روستای مستحکم طغرود
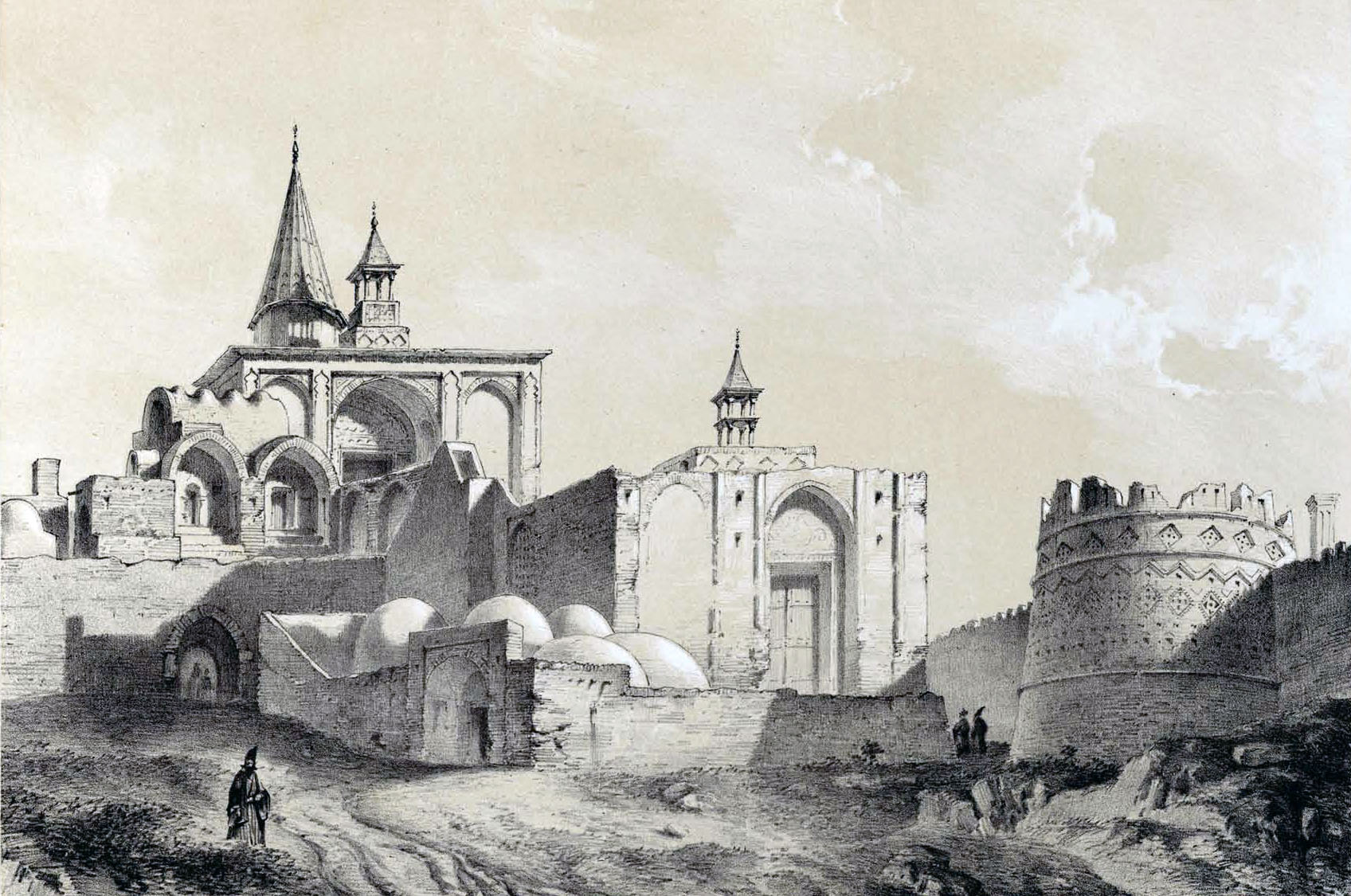
امامزاده در کاشان (سلطان‌عطابخش)
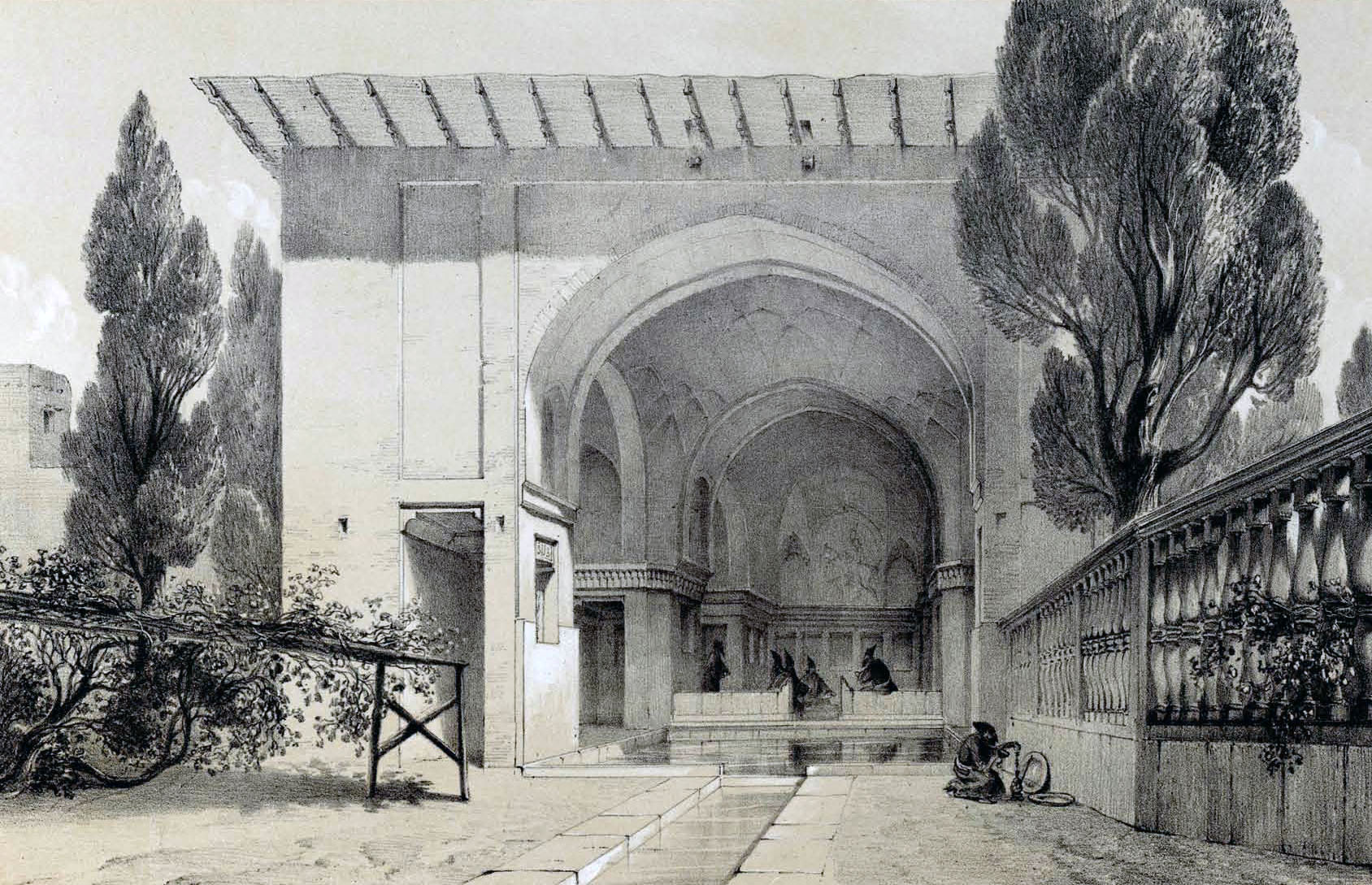
کوشک فین فین در نزدیکی کاشان
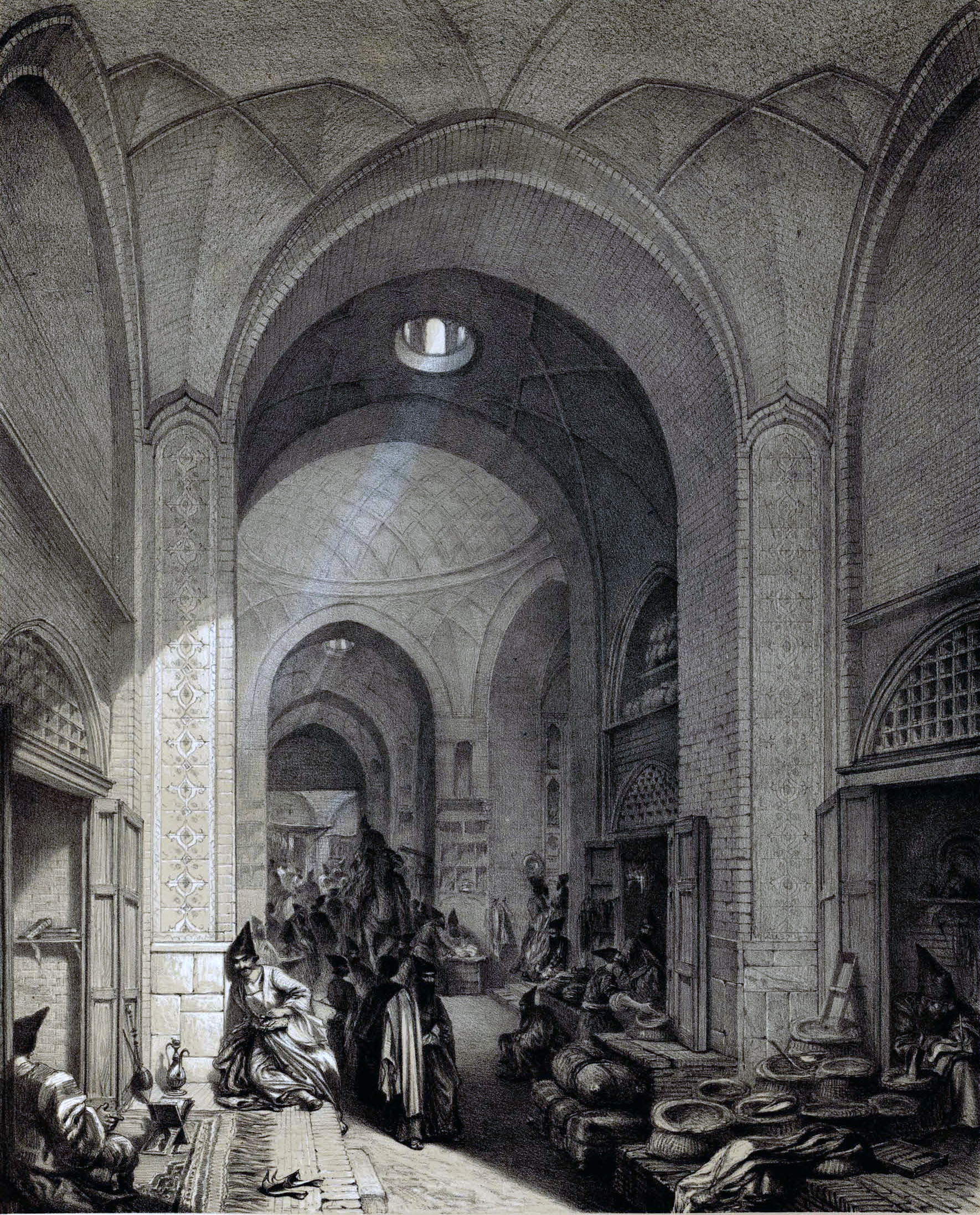
بازار کاشان
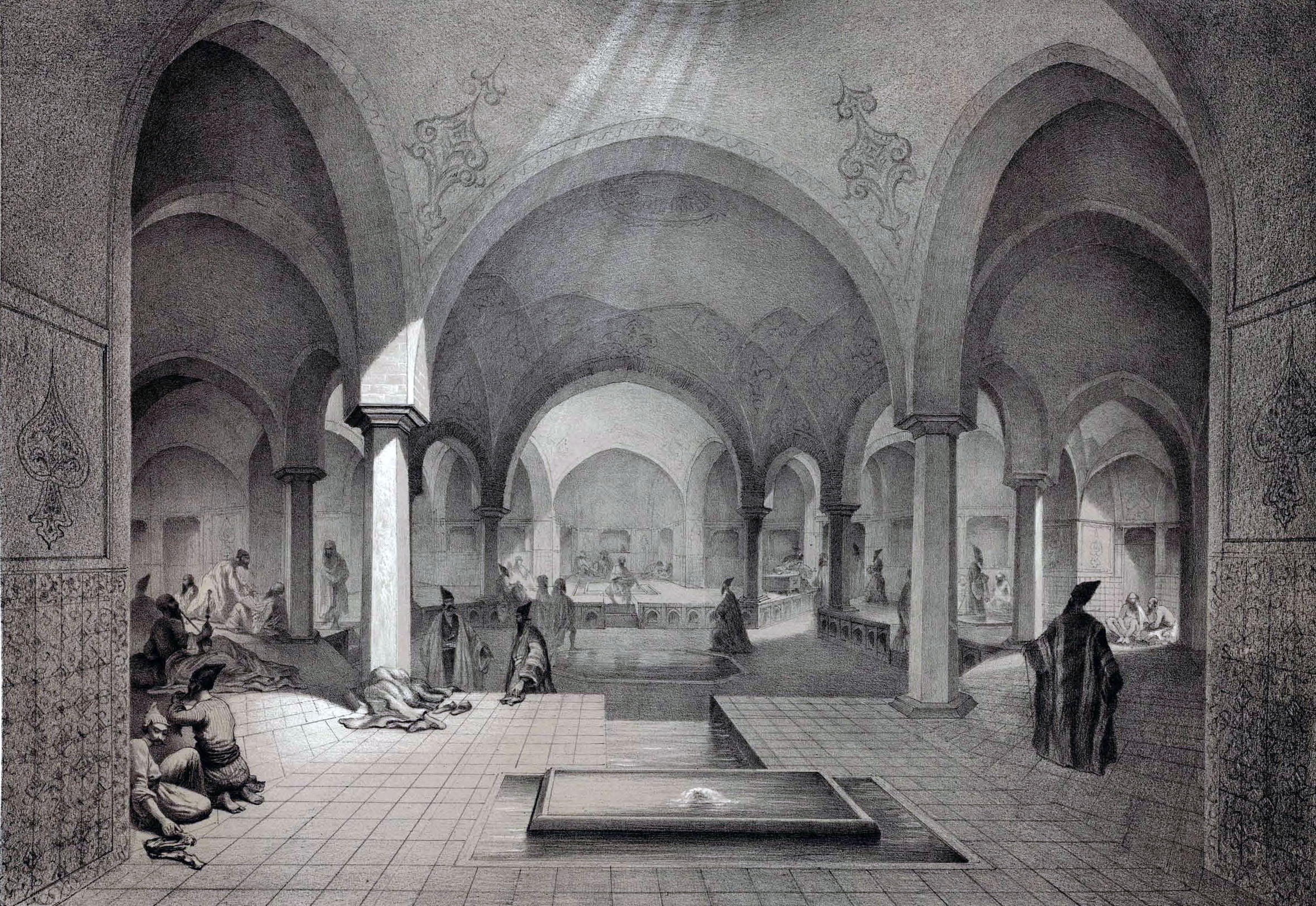
حمام حاج سید حسین (خان)

### پاسکال کوست

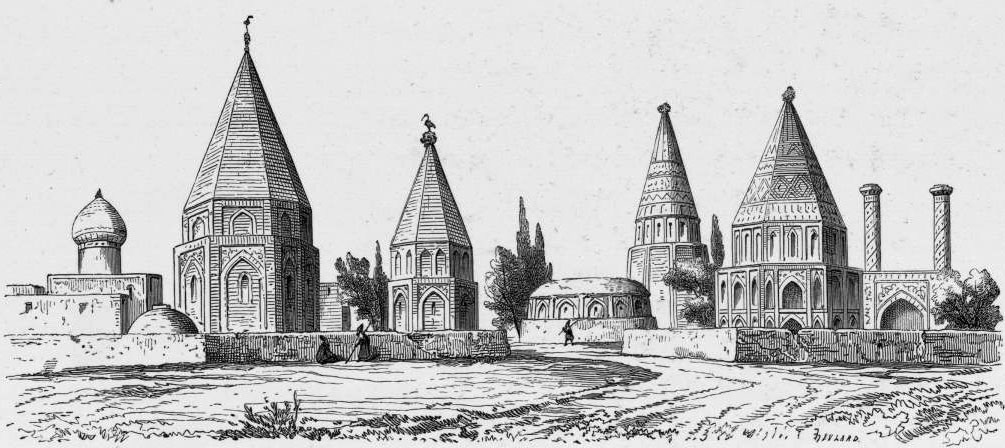
آرامگاه‌های قم
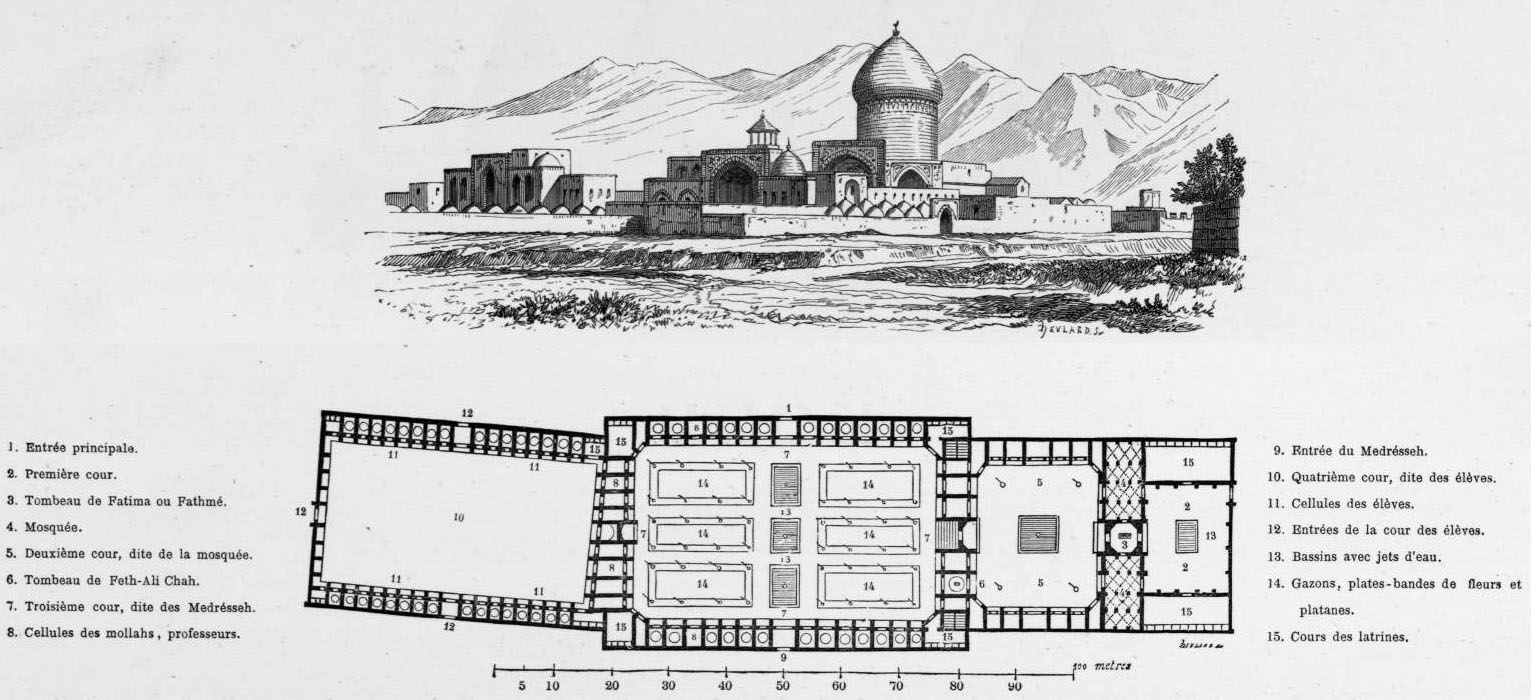
مسجد قم (حرم فاطمه معصومه)
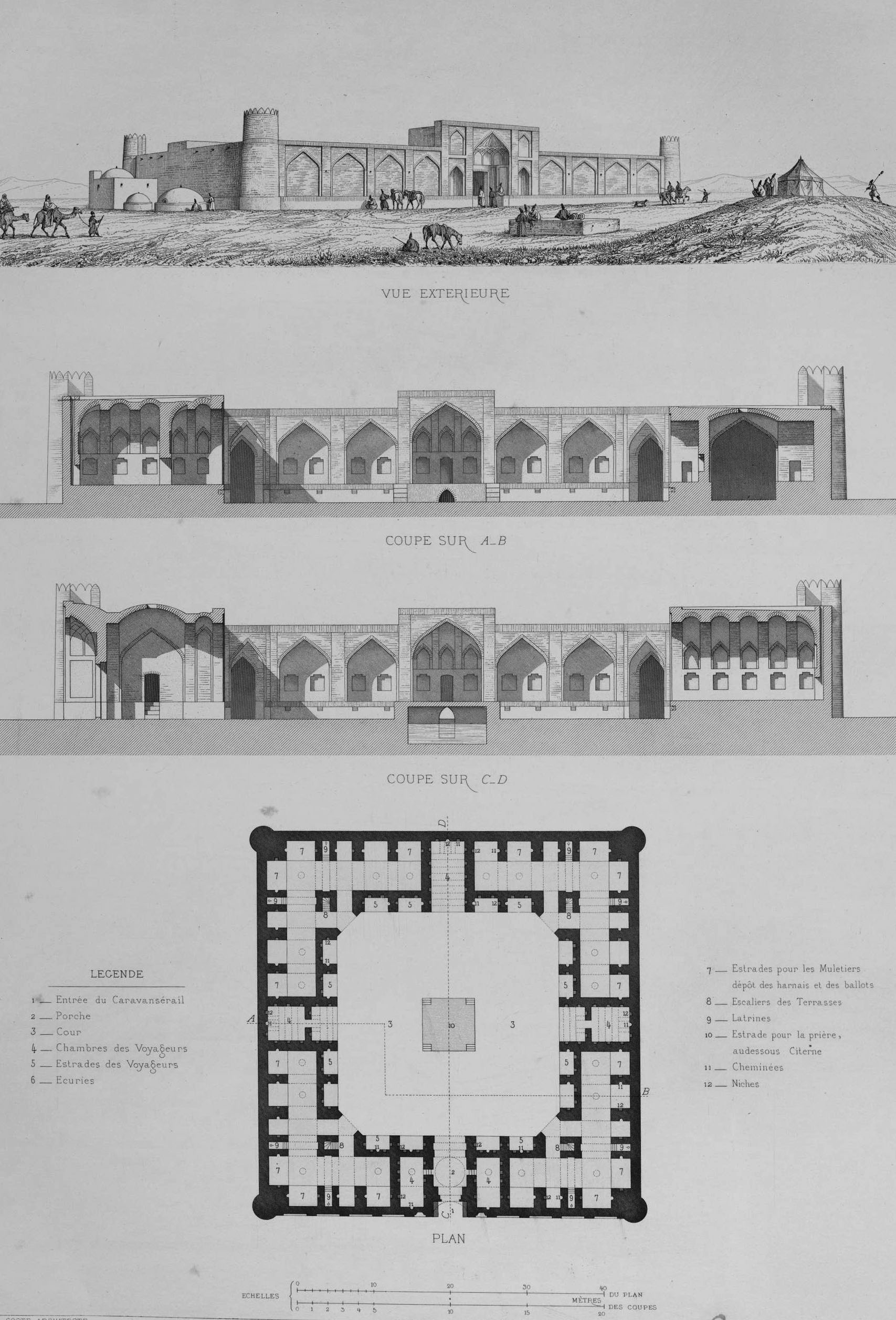
کاروانسرای پاسنگان
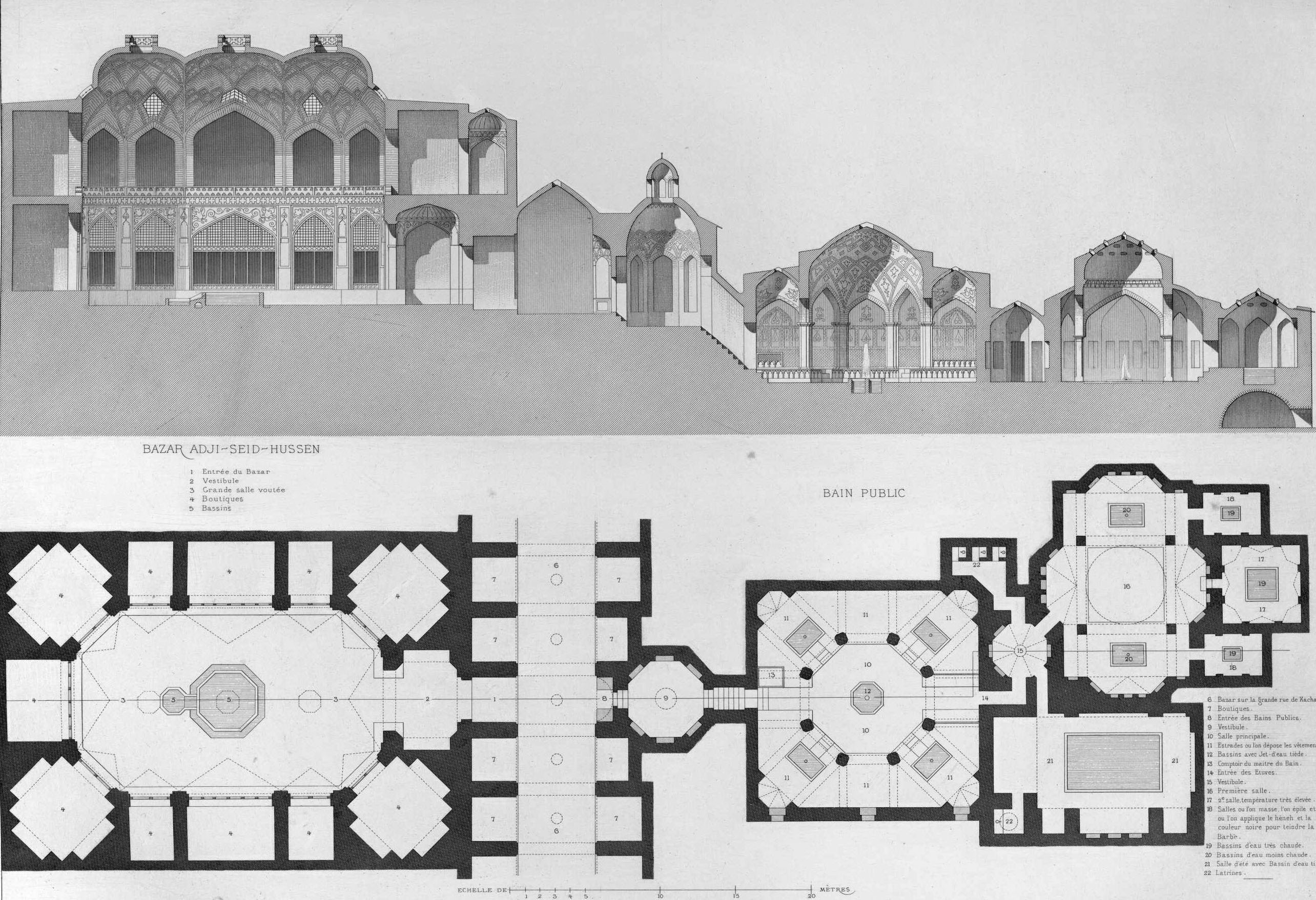
نقشه بازار و حمام حاج سید حسین
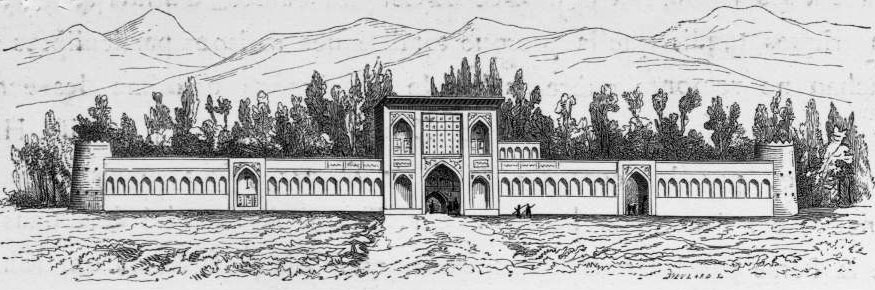
کوشک باغشاه فین
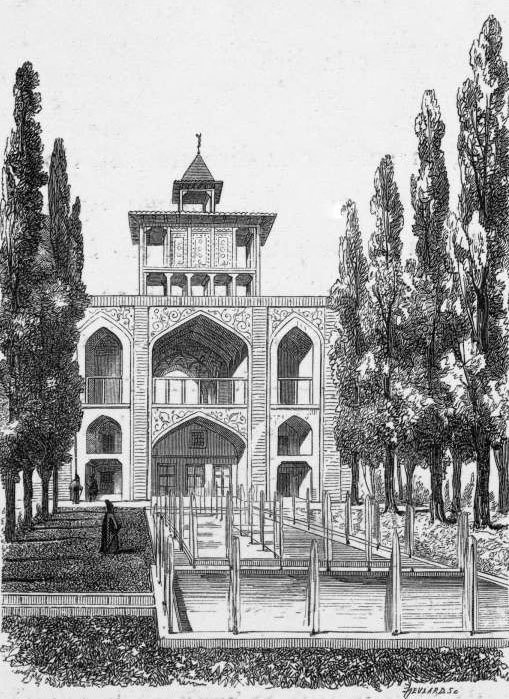
اقامتگاه سلطنتی باغشاه فین
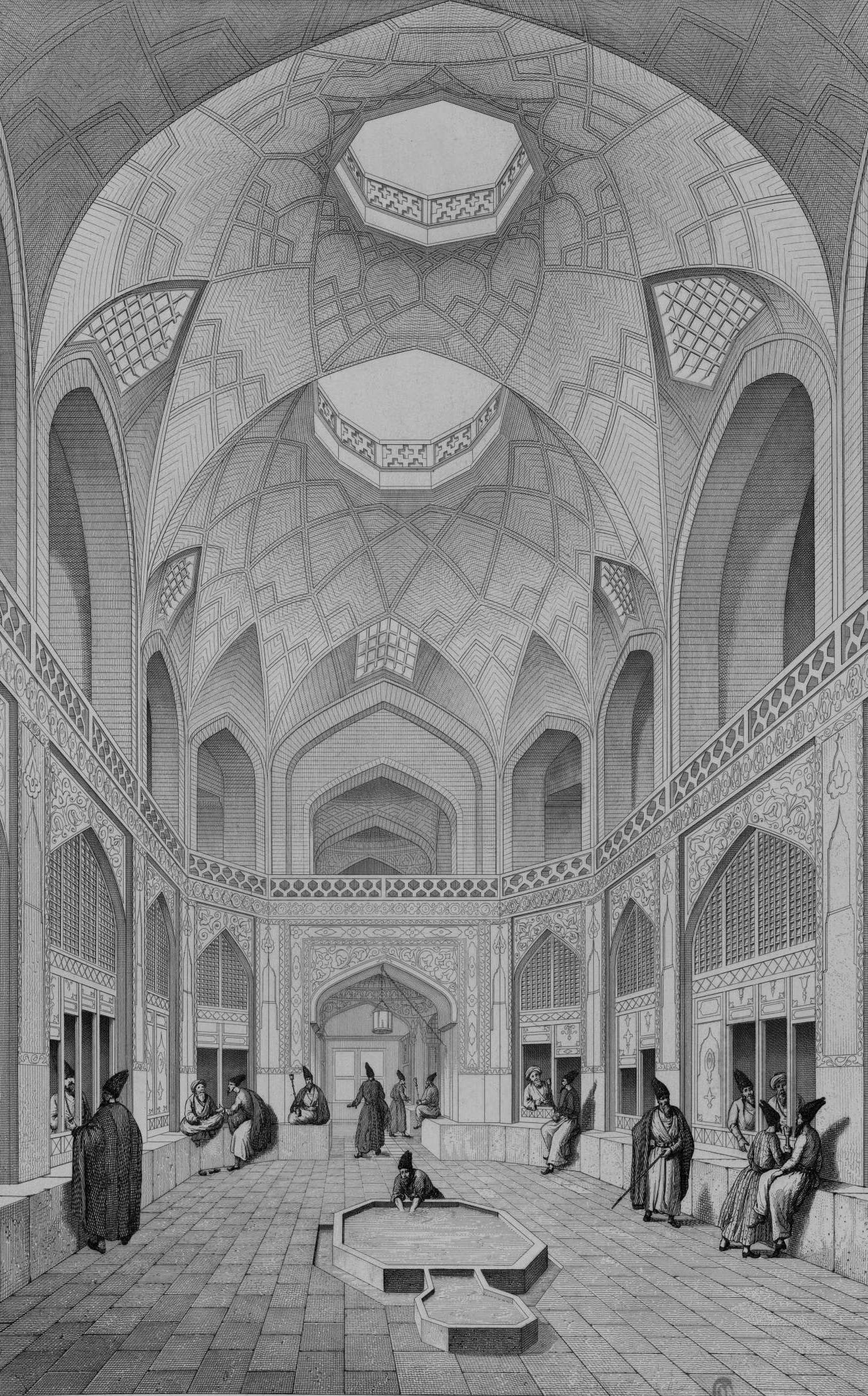
بازار حاجی سید حسین (صباغ)
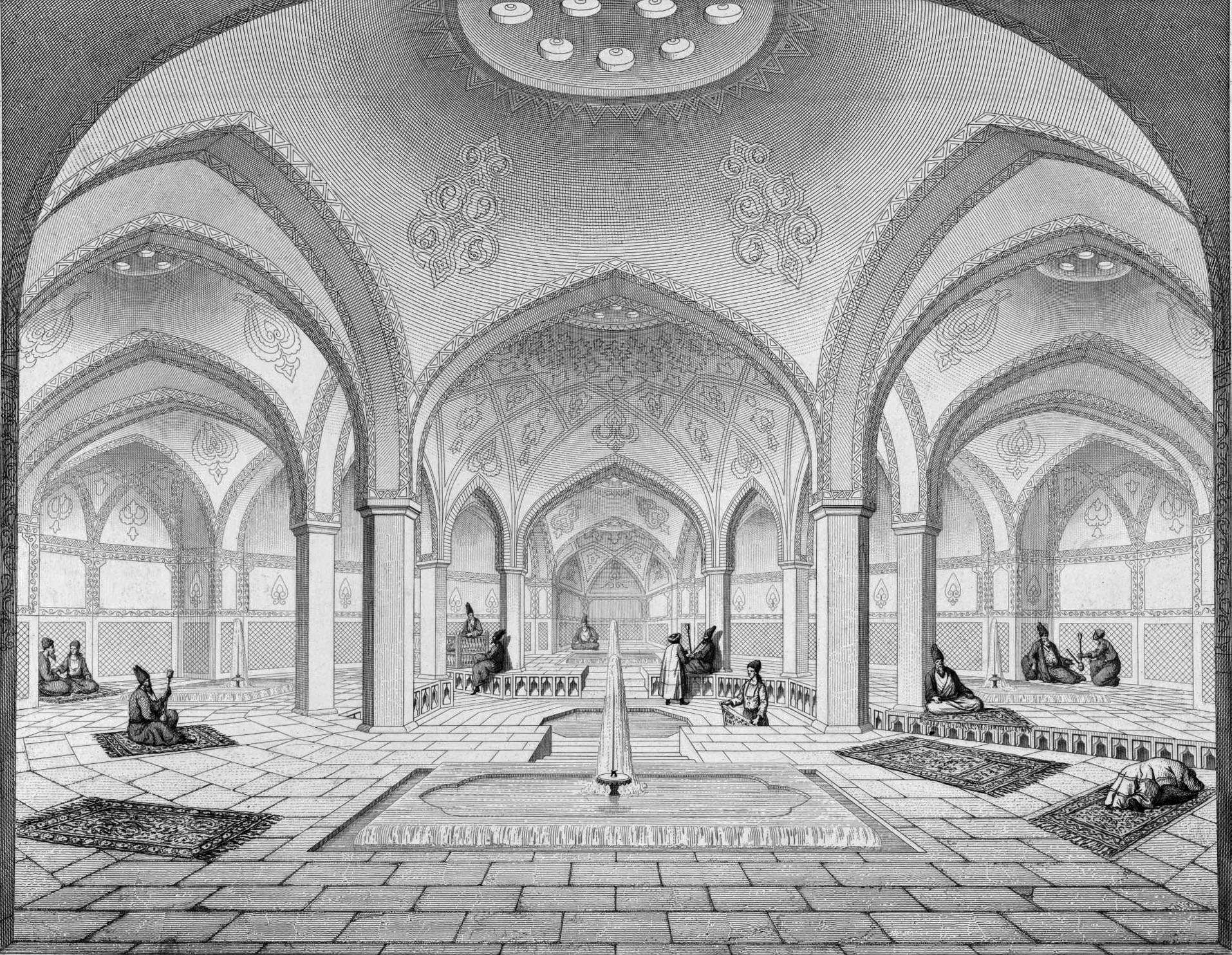
حمام حاج سید حسین (خان)

## اصفهان

### اوژن فلاندن

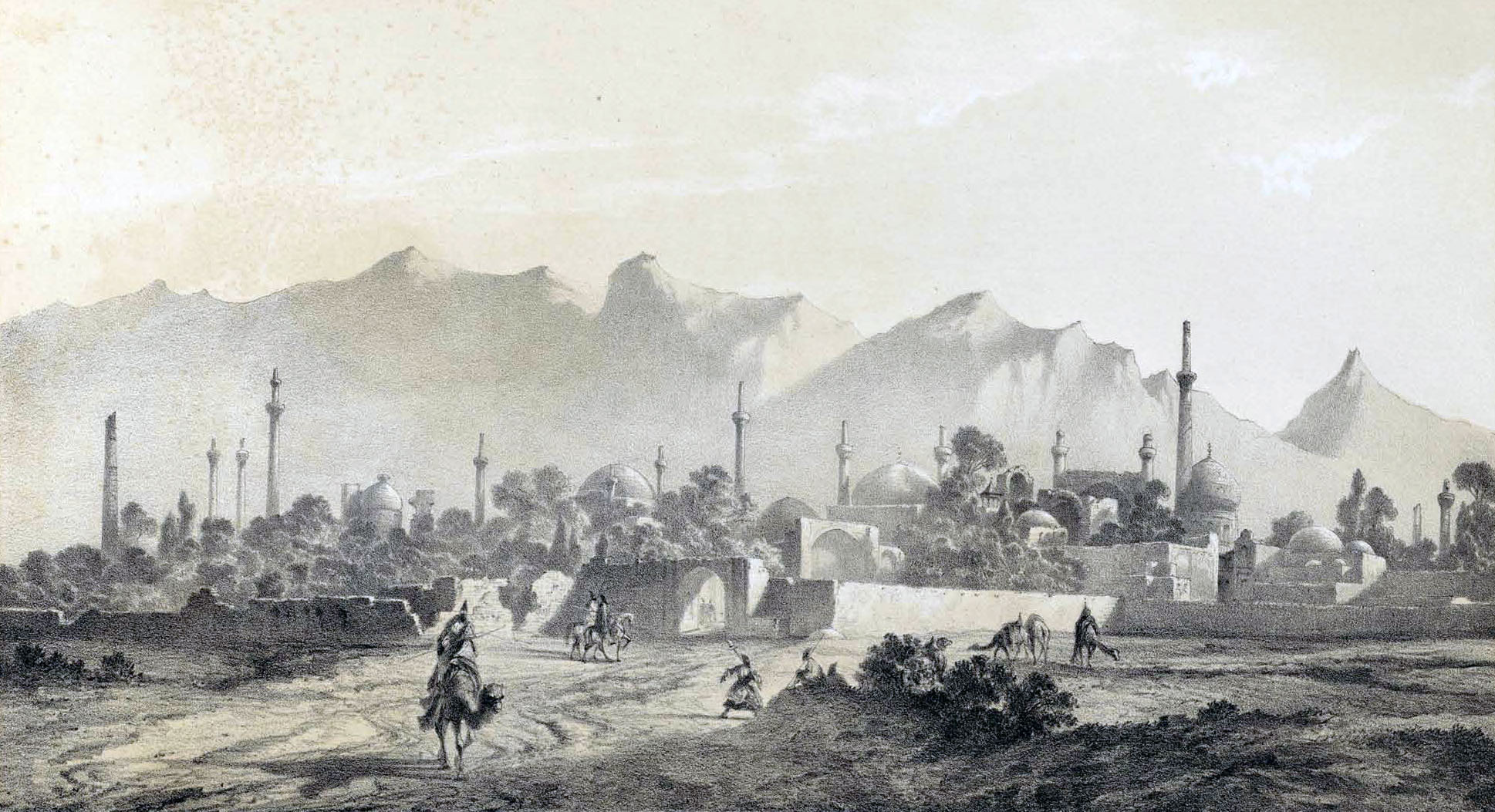
اصفهان به سمت شمال
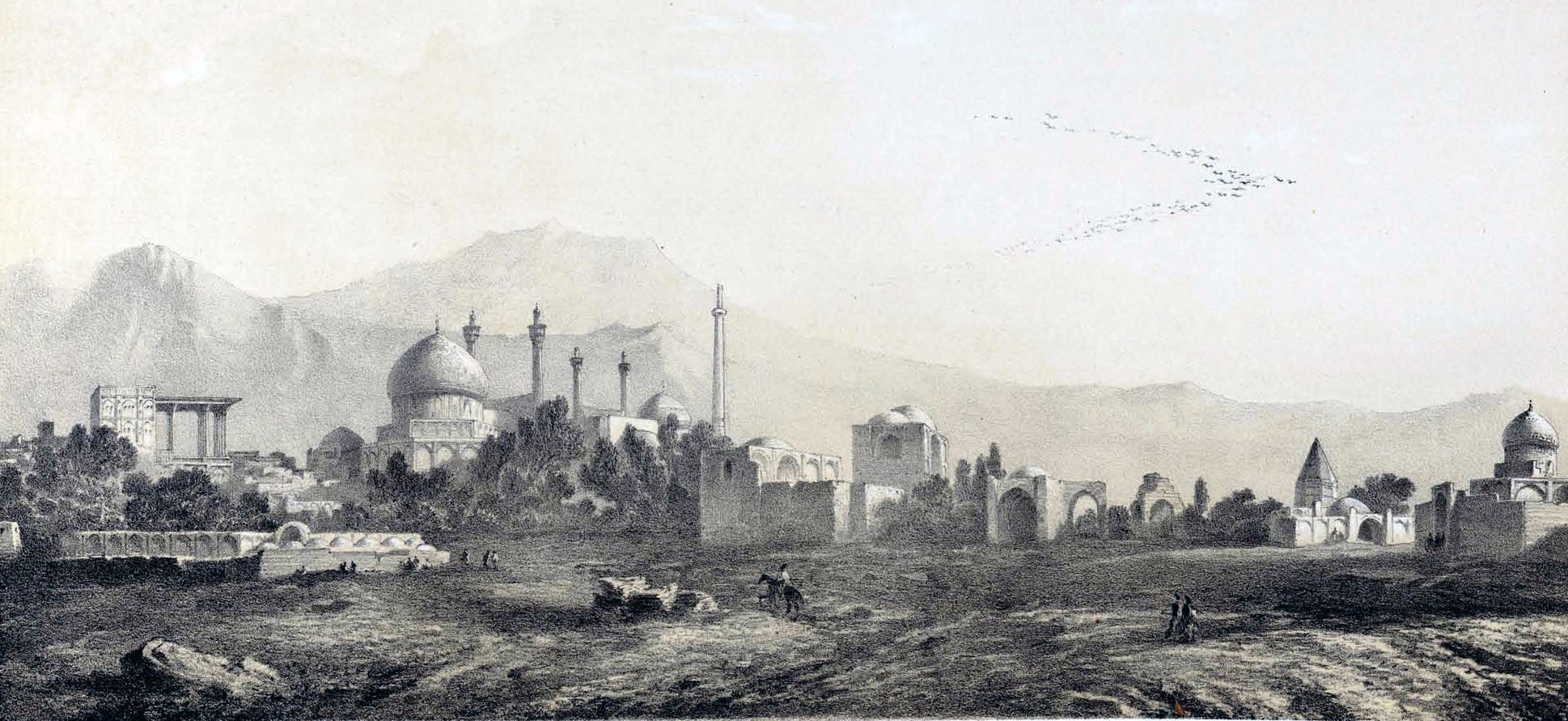
اصفهان به سمت جنوب
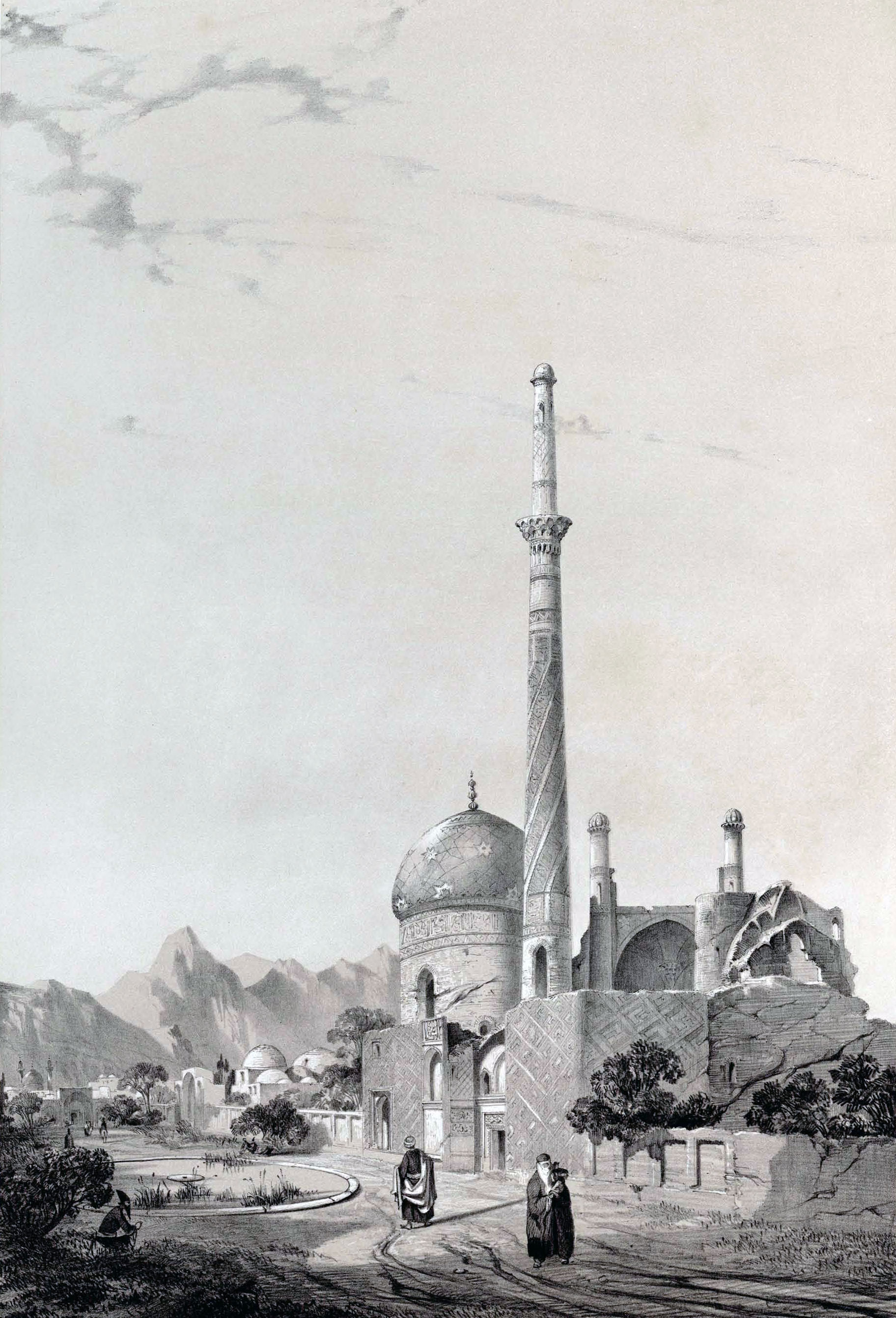
مسجد بابا سوخته (مناره باغوشخانه)
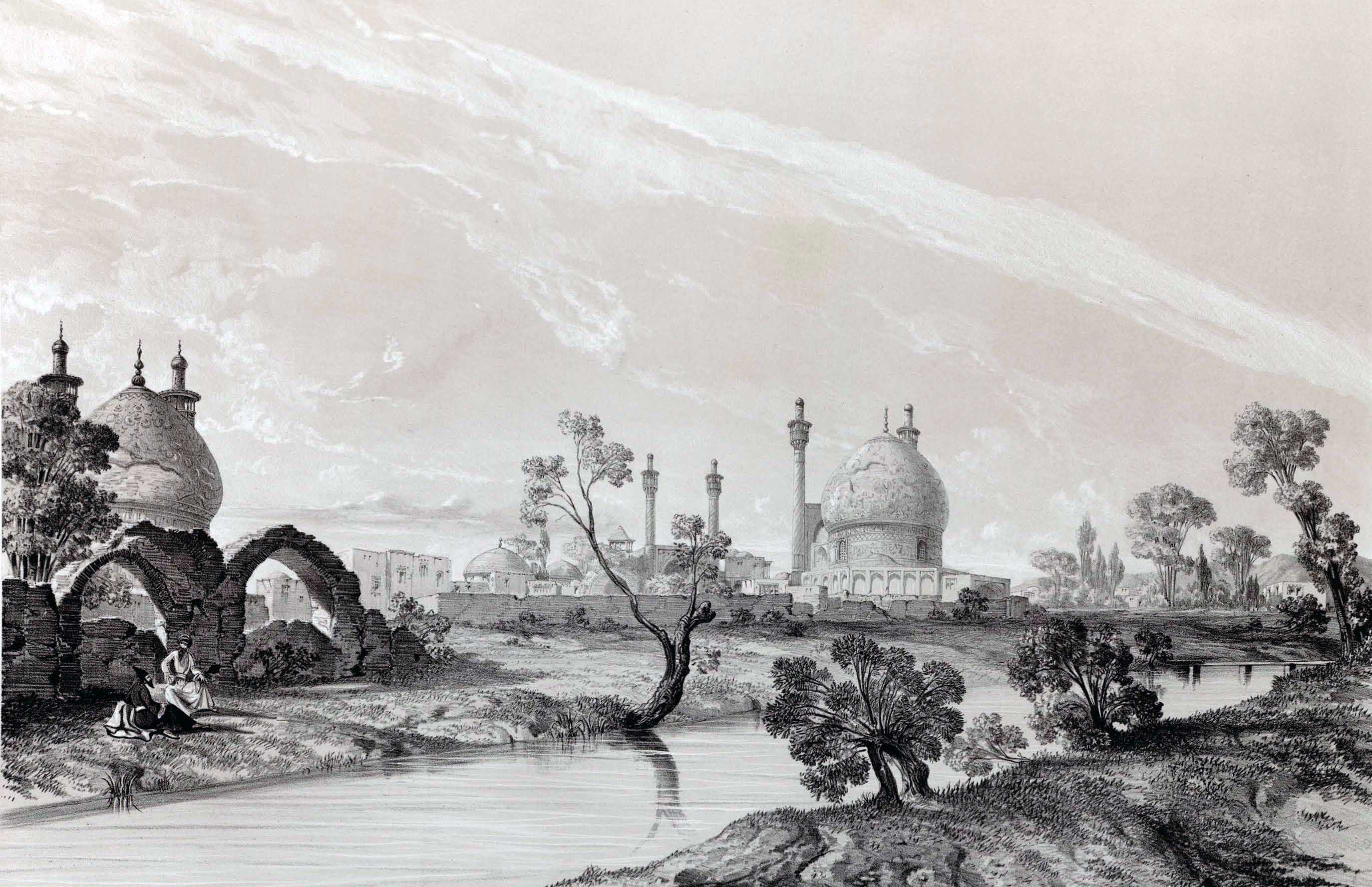
مسجد شاه اصفهان
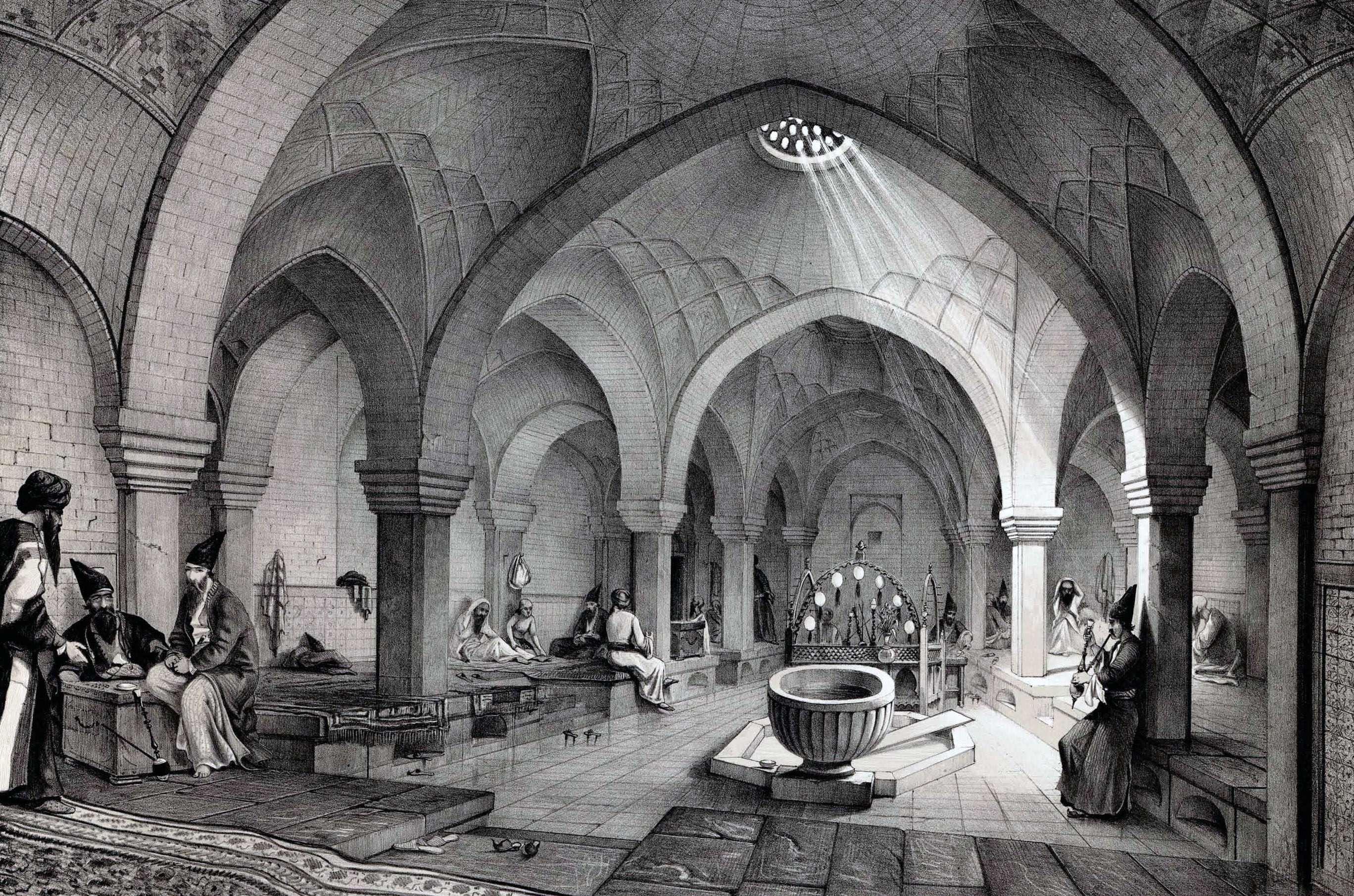
حمام خسروآقا، اصفهان
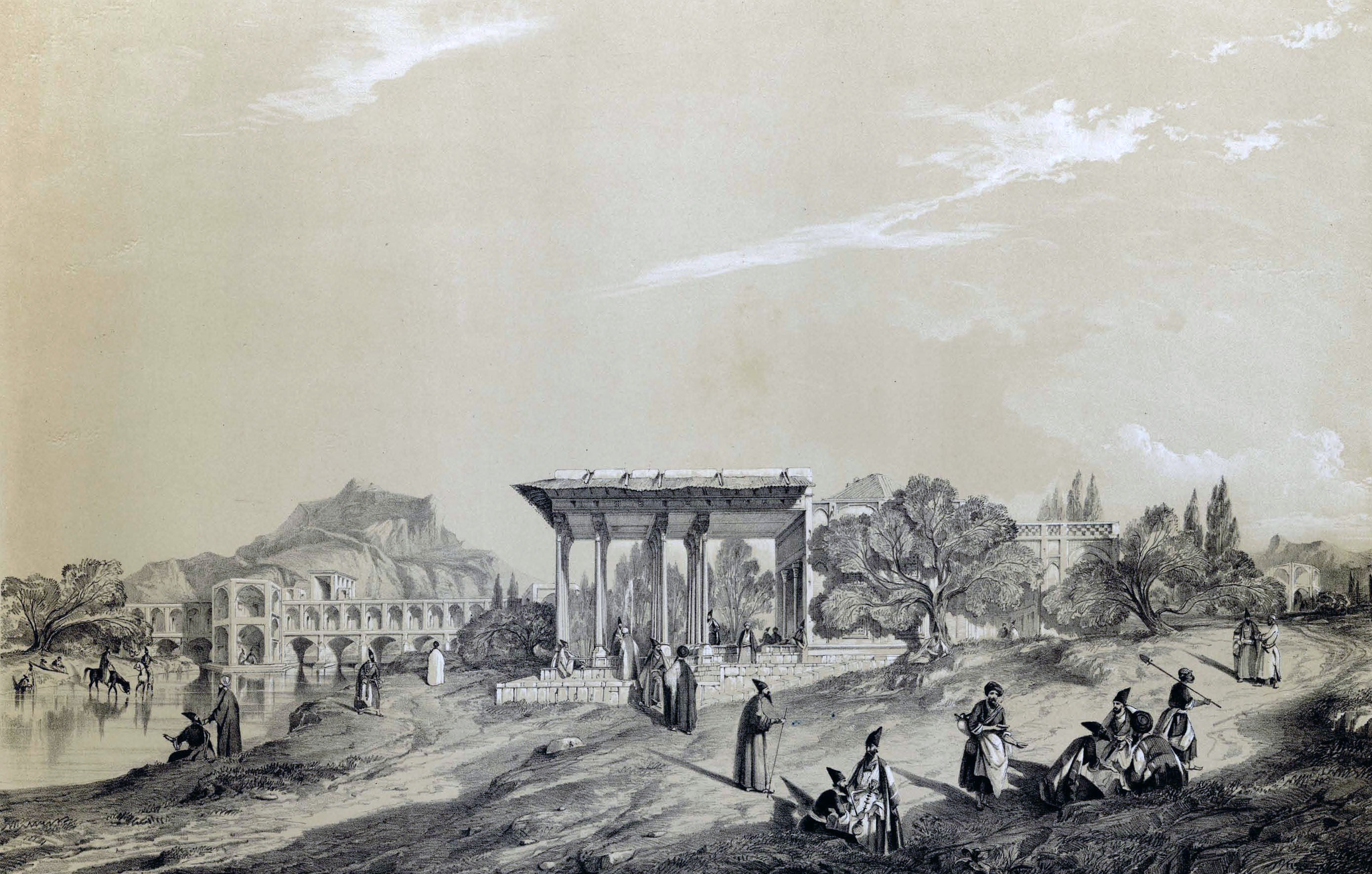
کوشک آیینه (خانه)
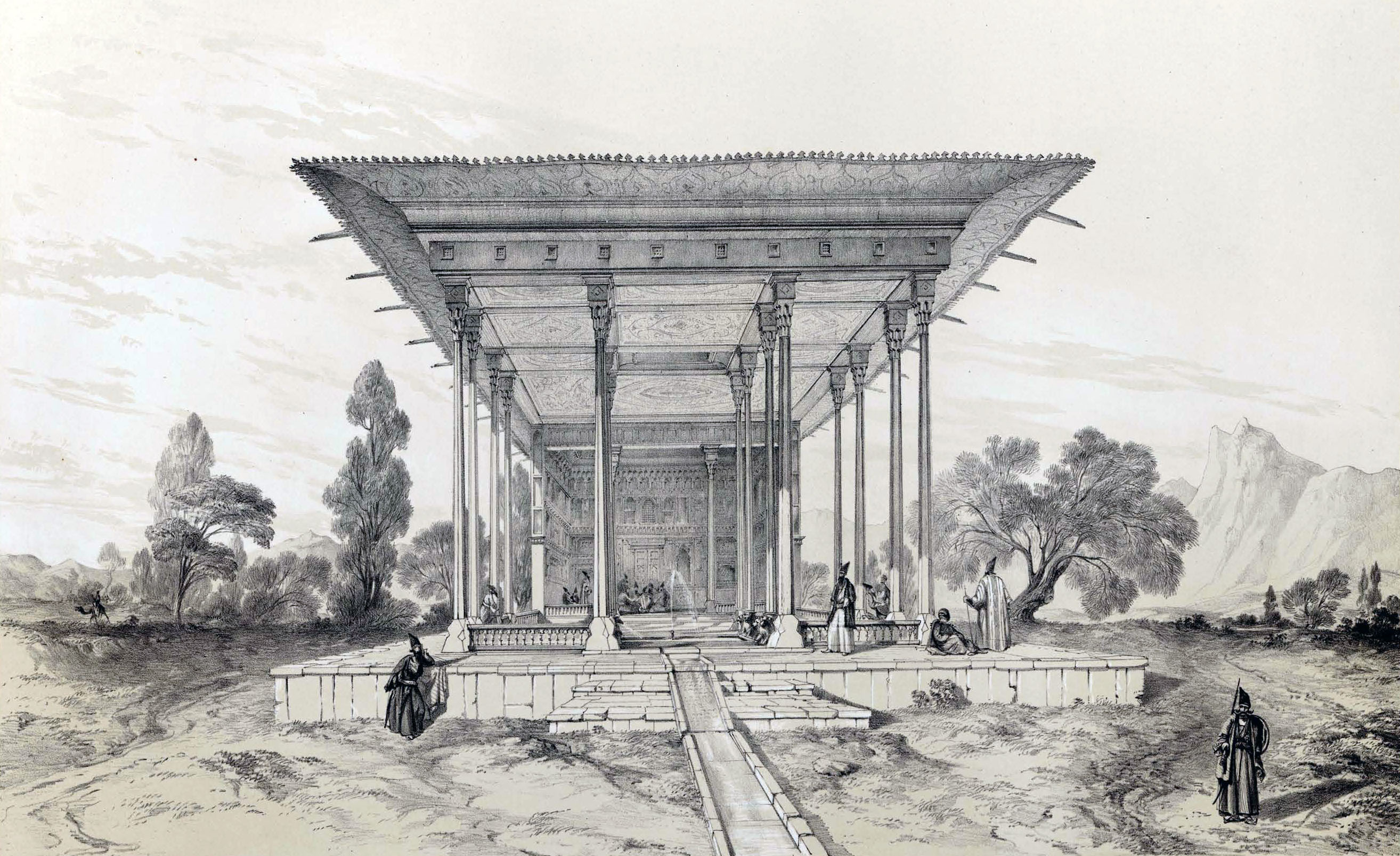
کوشک آیینه (خانه)
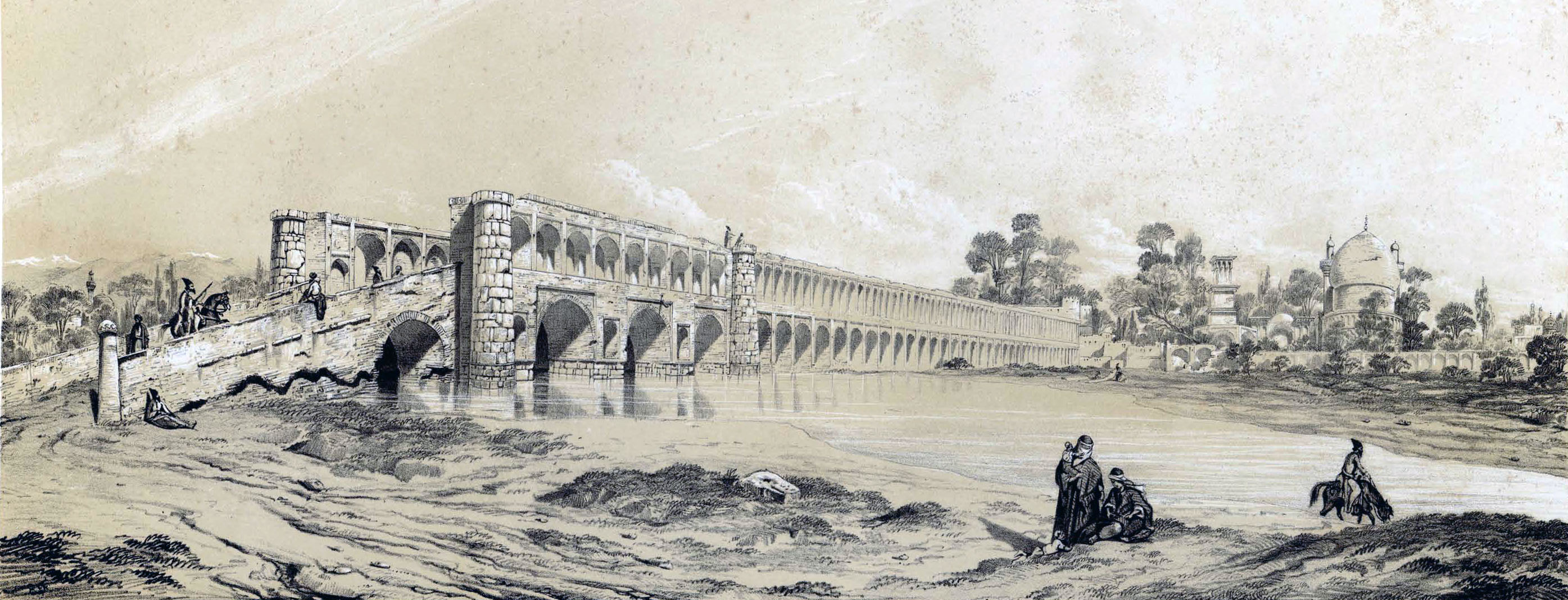
پل جلفا (سی و سه پل)
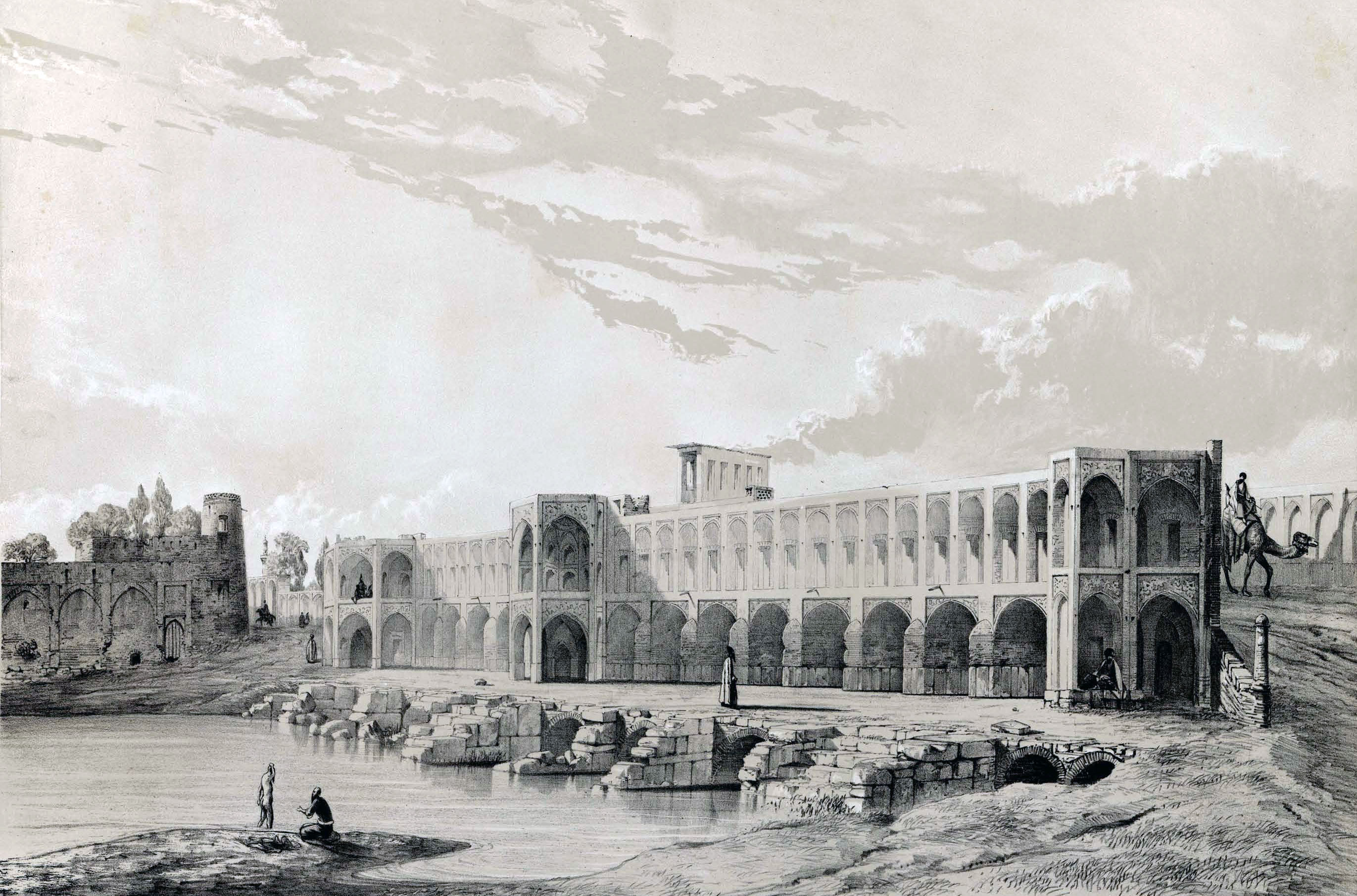
پل خواجو
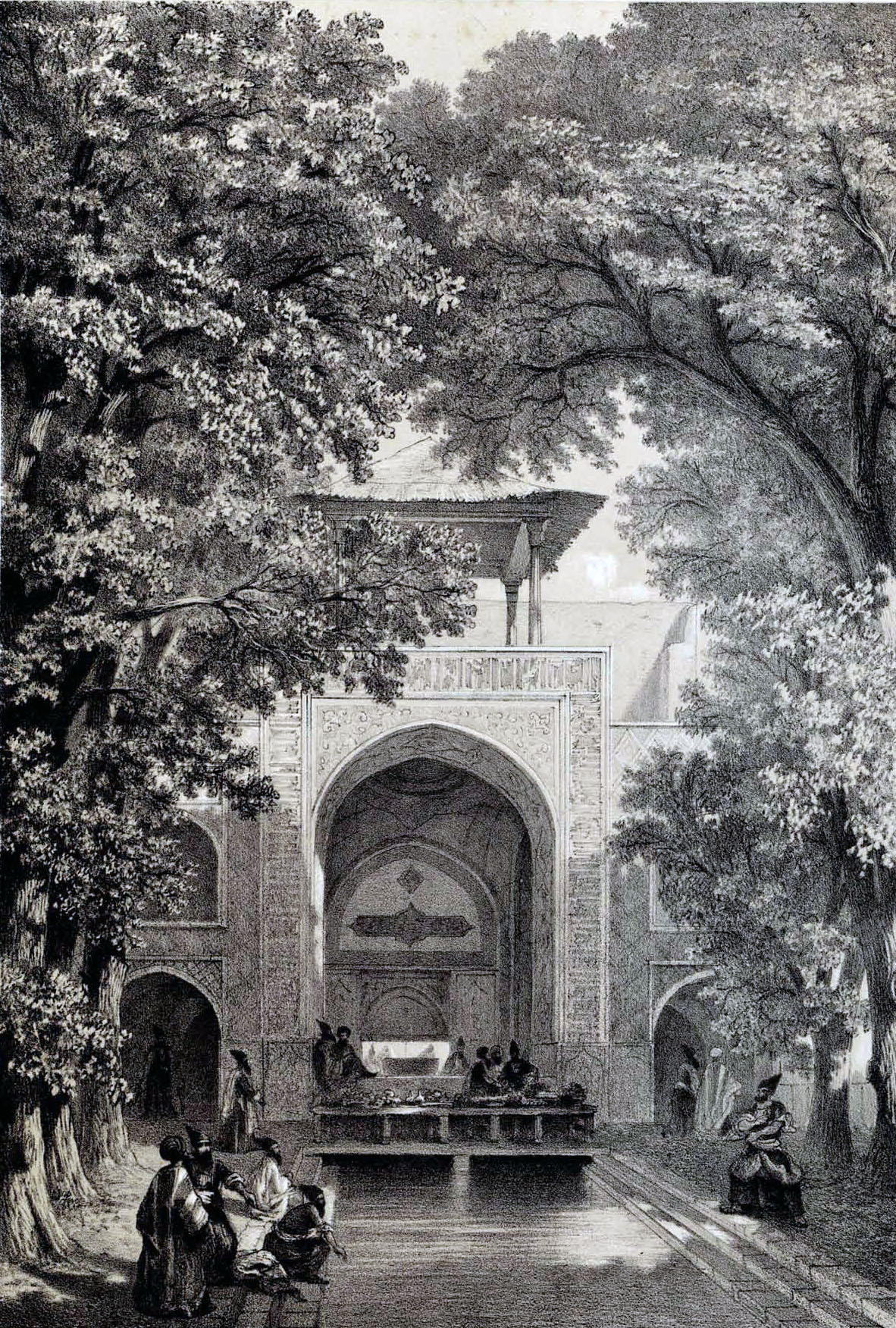
باغ داخلی مسجد (مدرسه) شاه سلطان حسین
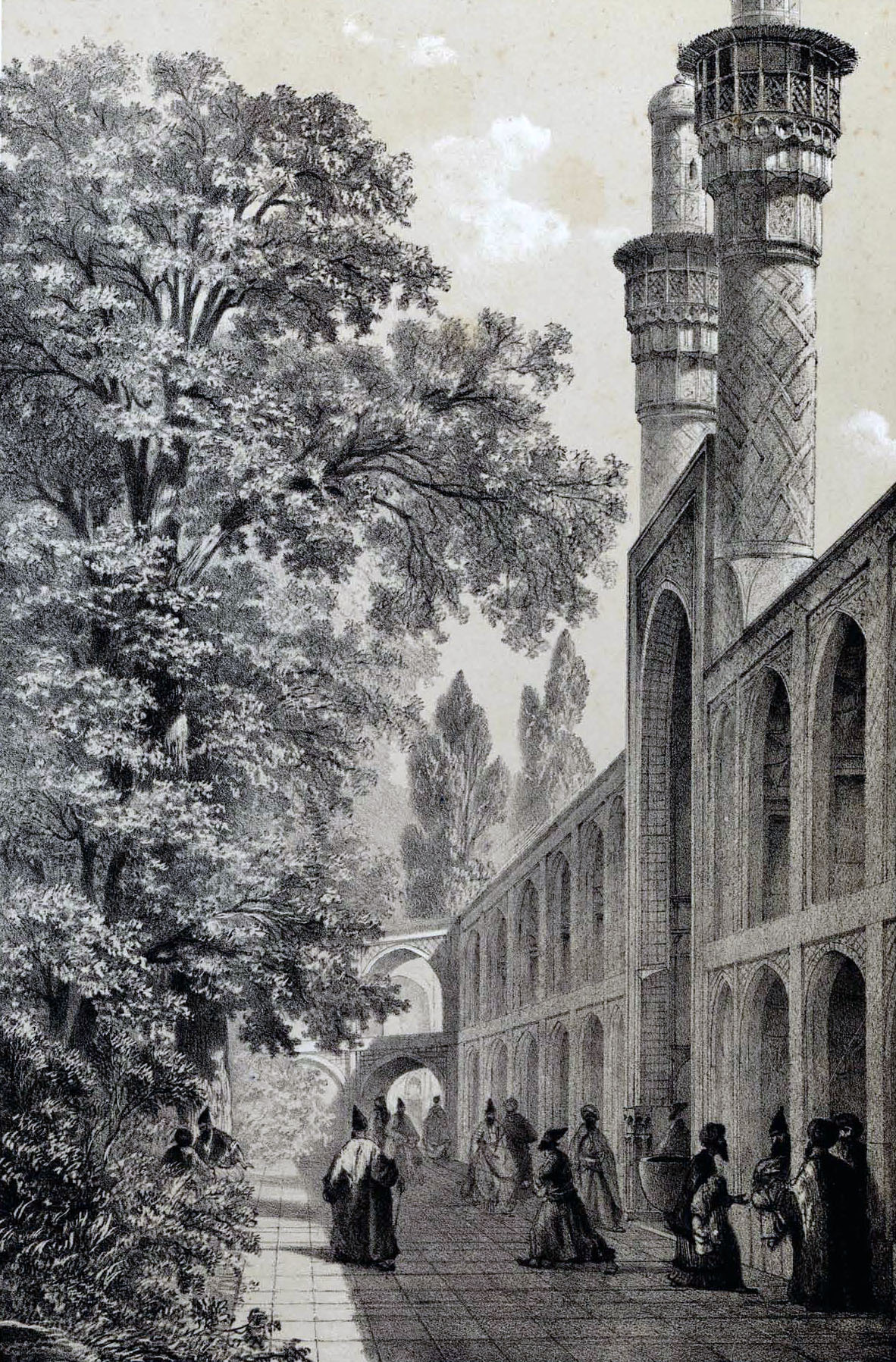
مسجد (مدرسه) شاه سلطان حسین
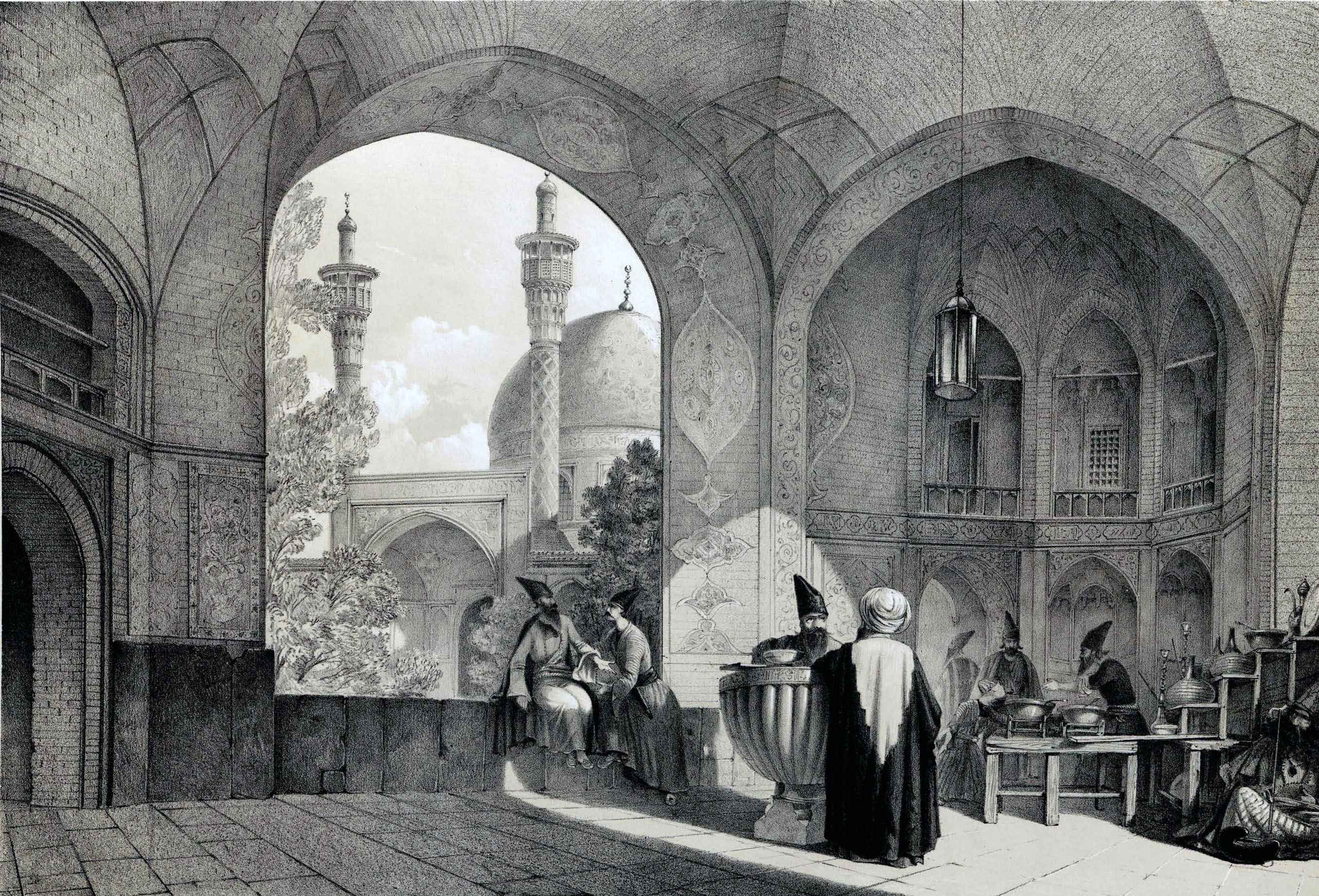
ورودی مسجد (مدرسه) شاه سلطان حسین
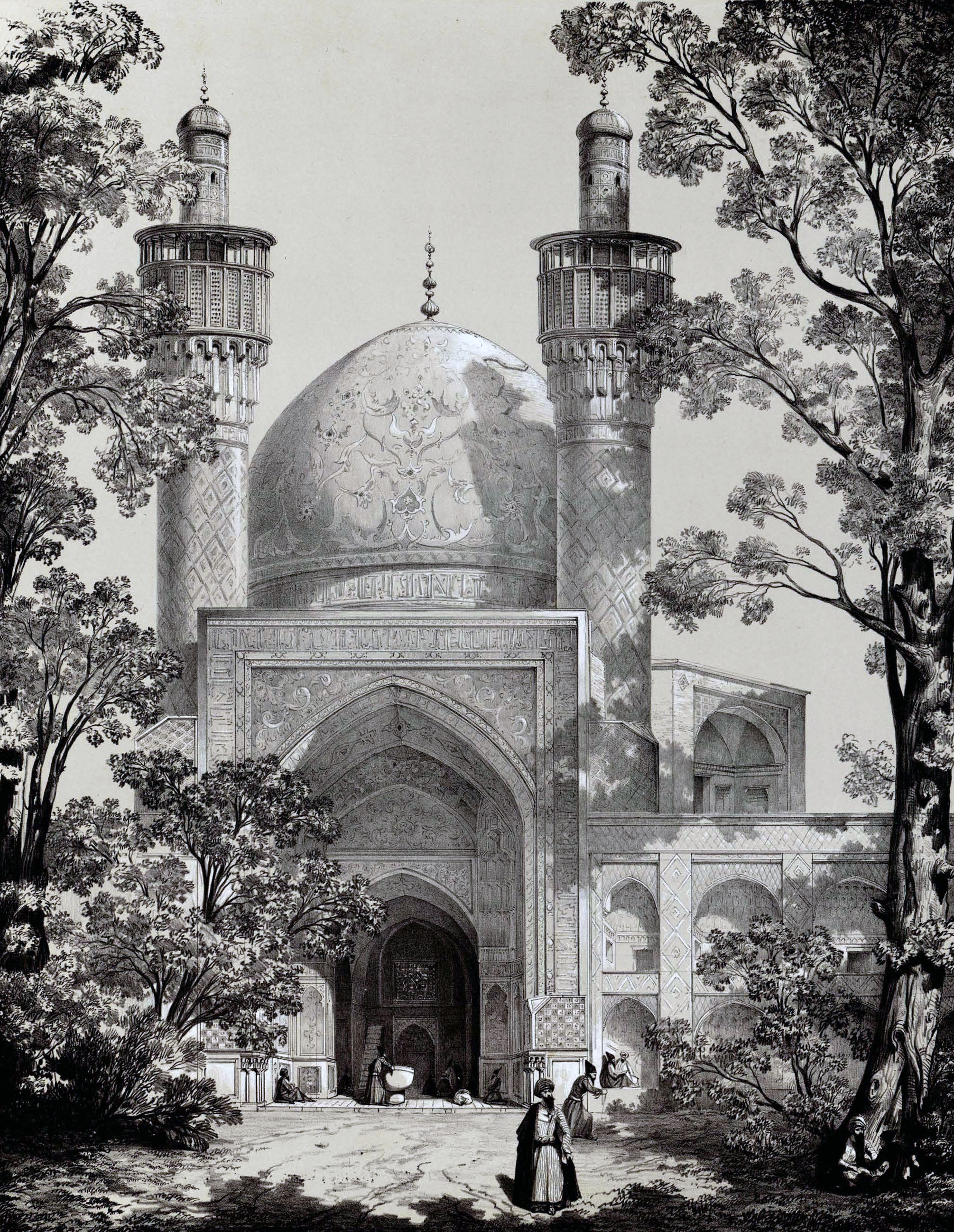
مسجد (مدرسه) شاه سلطان حسین
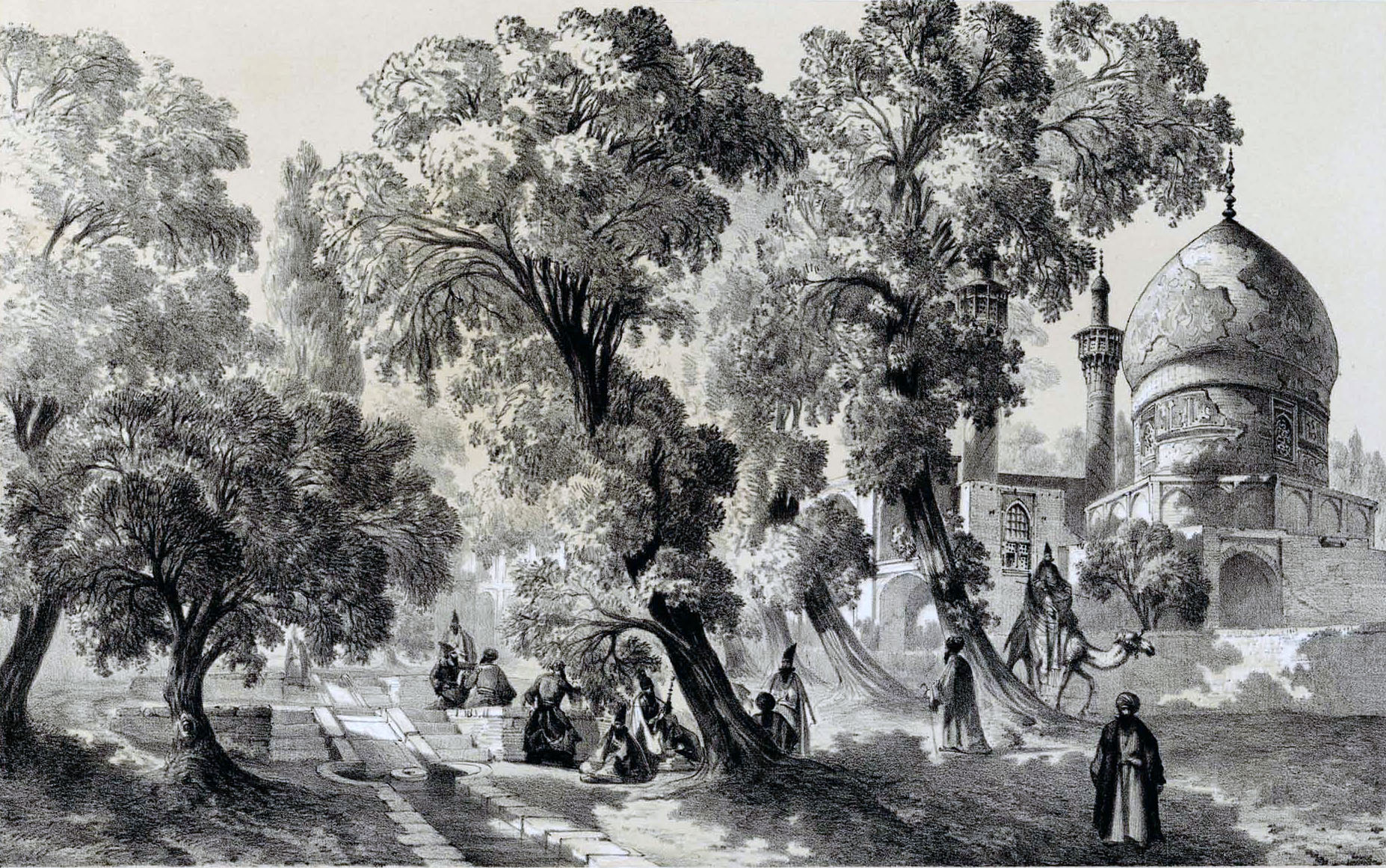
خیابان چهارباغ و مسجد (مدرسه) شاه سلطان حسین
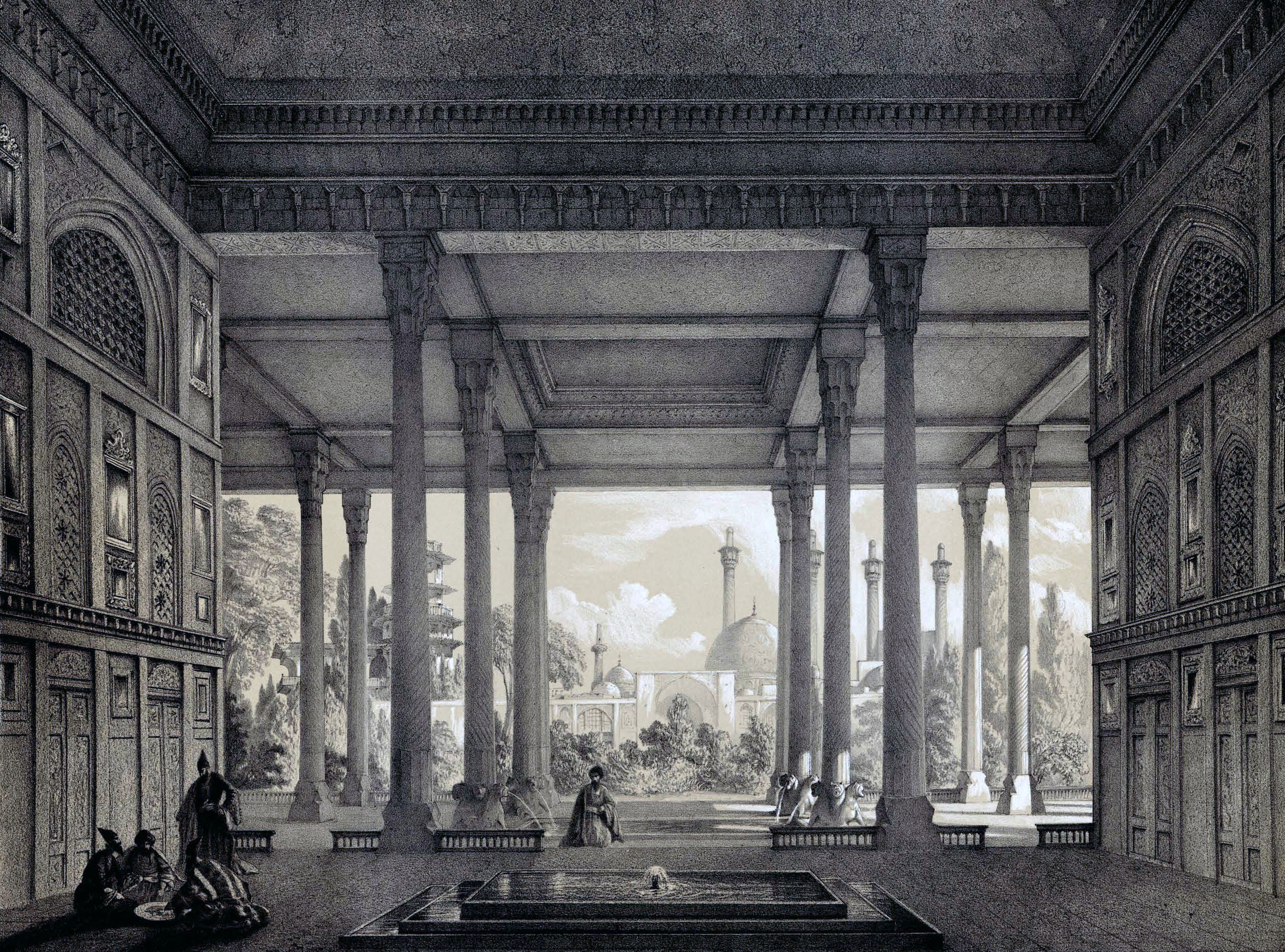
کاخ چهلستون
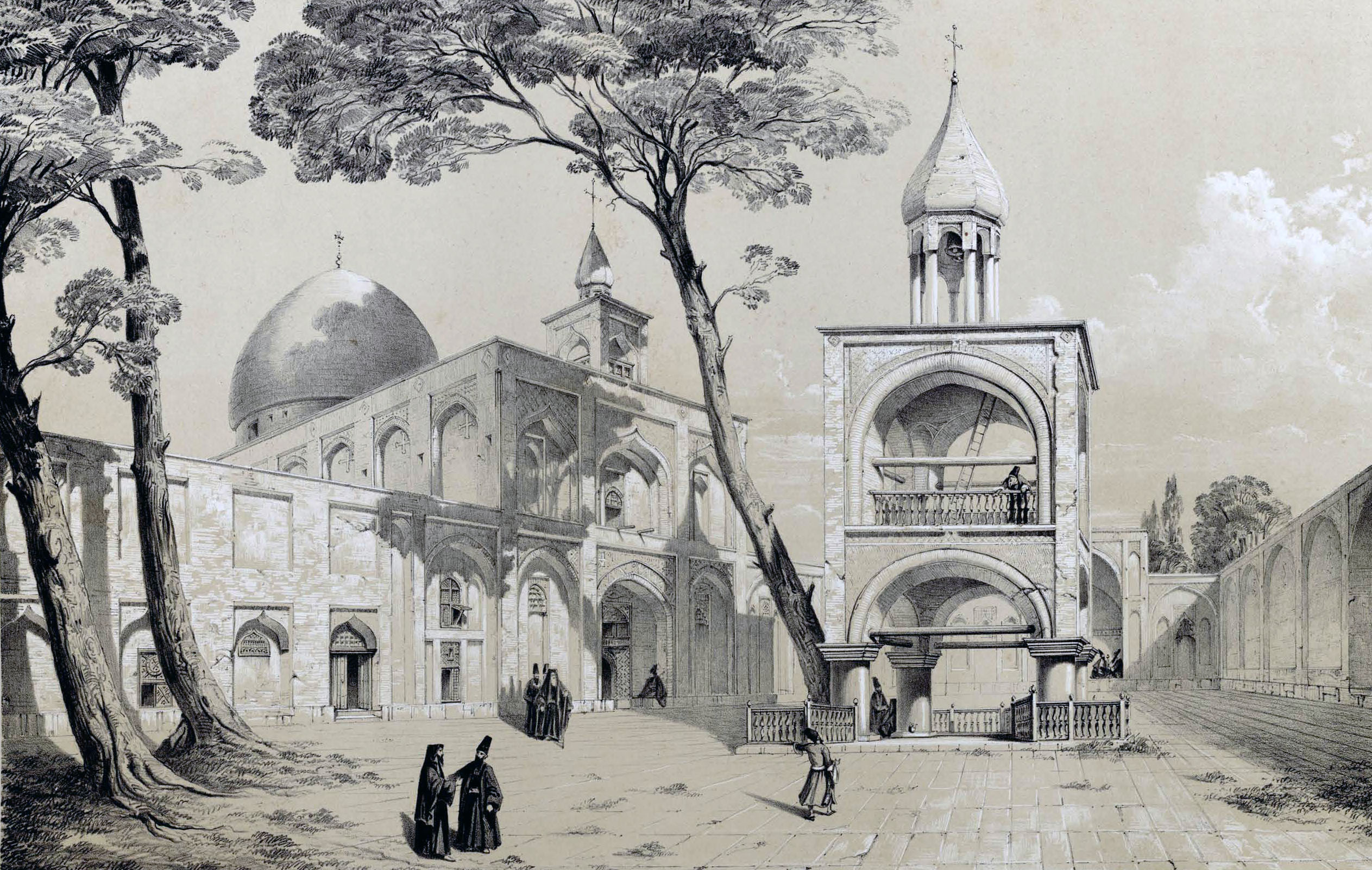
کلیسای جلفا
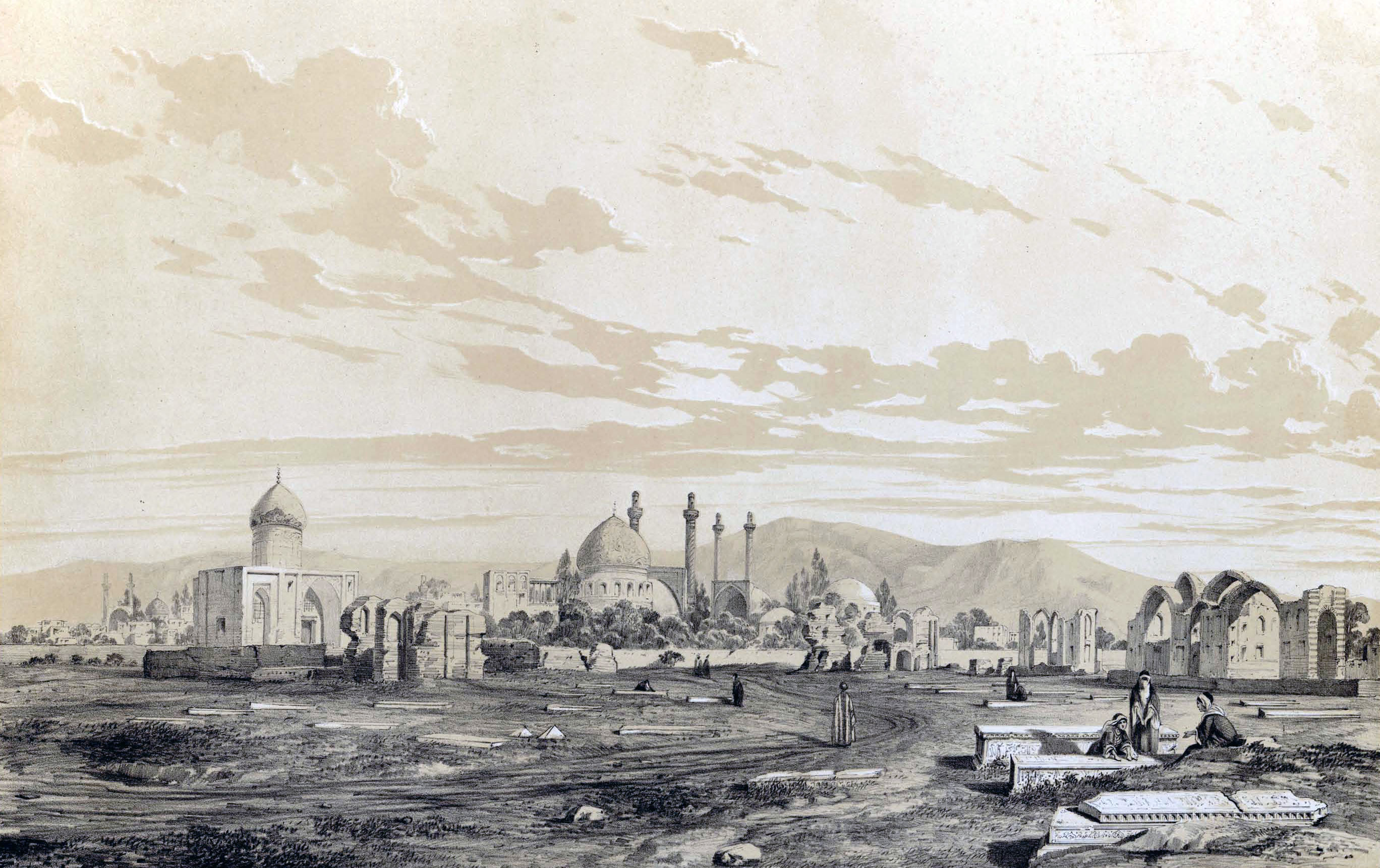
زمین مردگان (تخت فولاد)
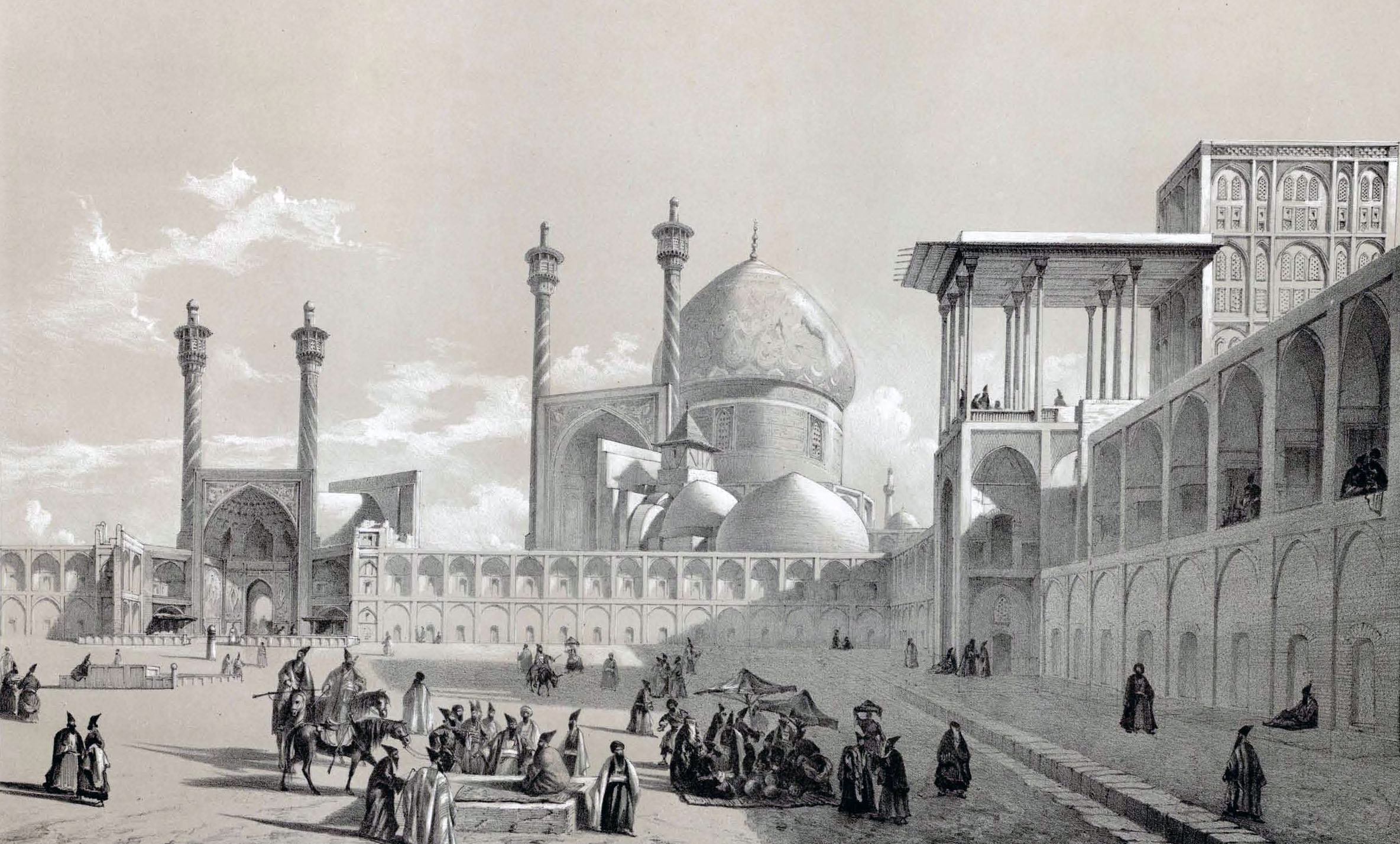
میدان شاه اصفهان
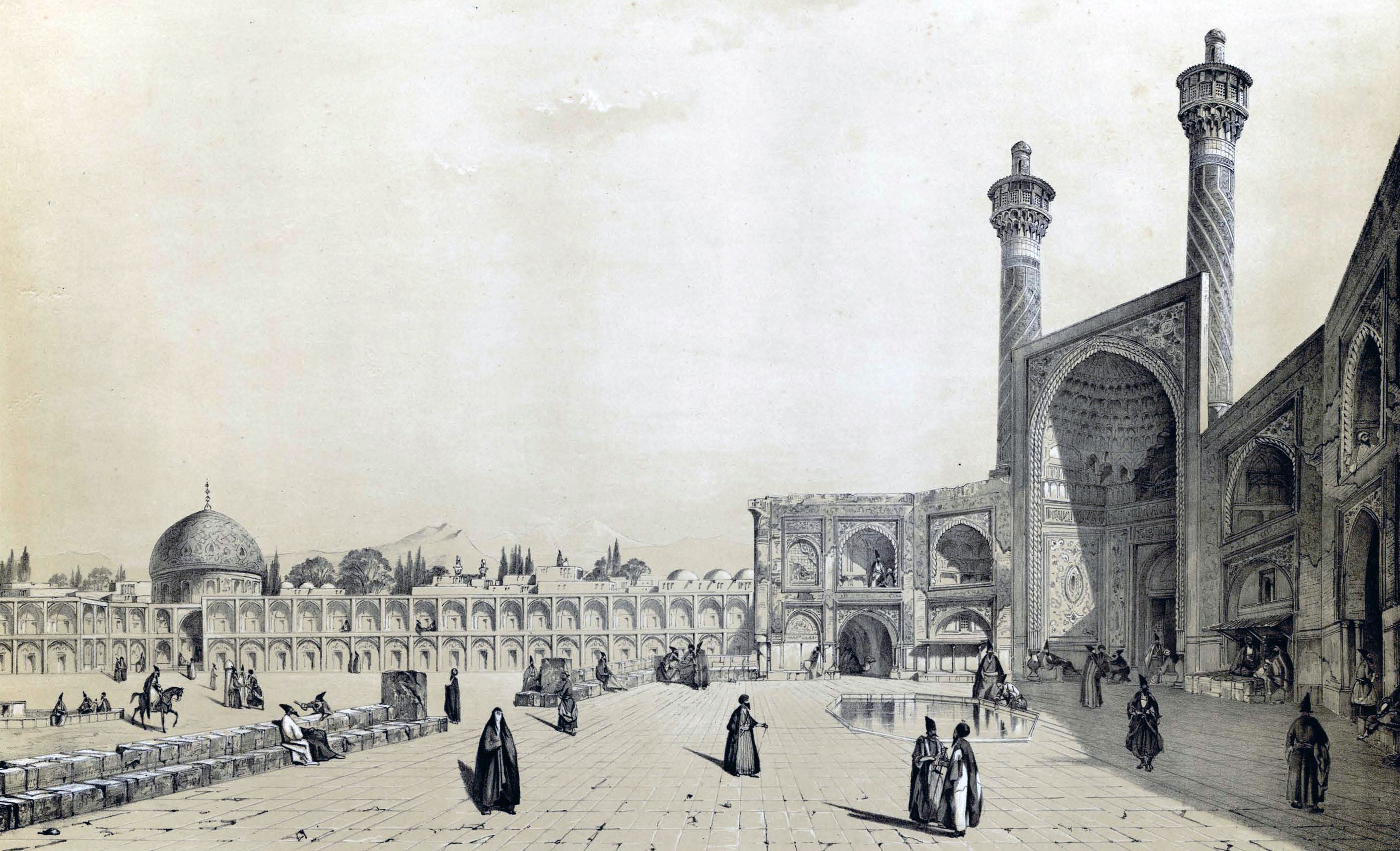
ورودی مسجد جامع اصفهان
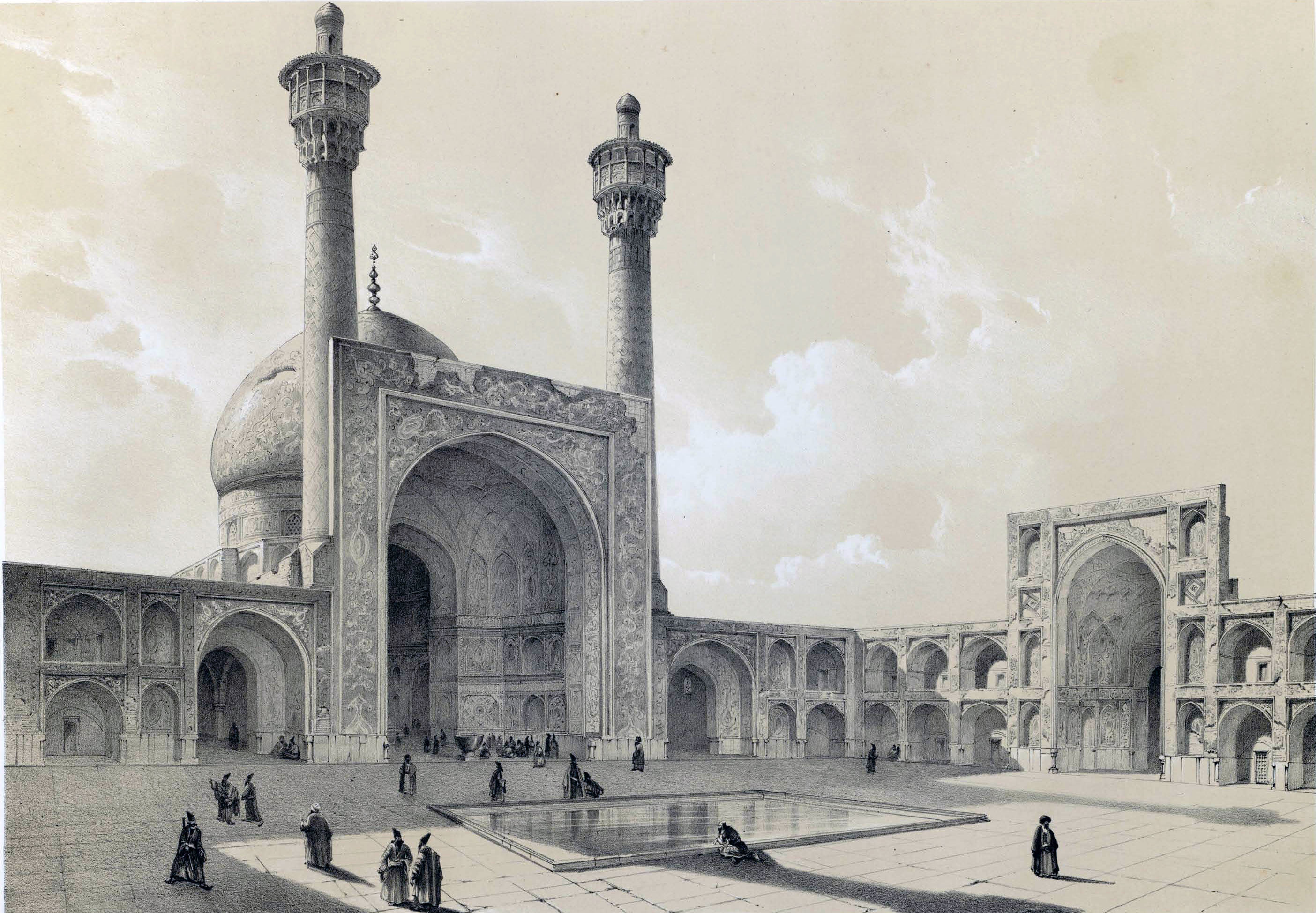
صحن مسجد جامع اصفهان
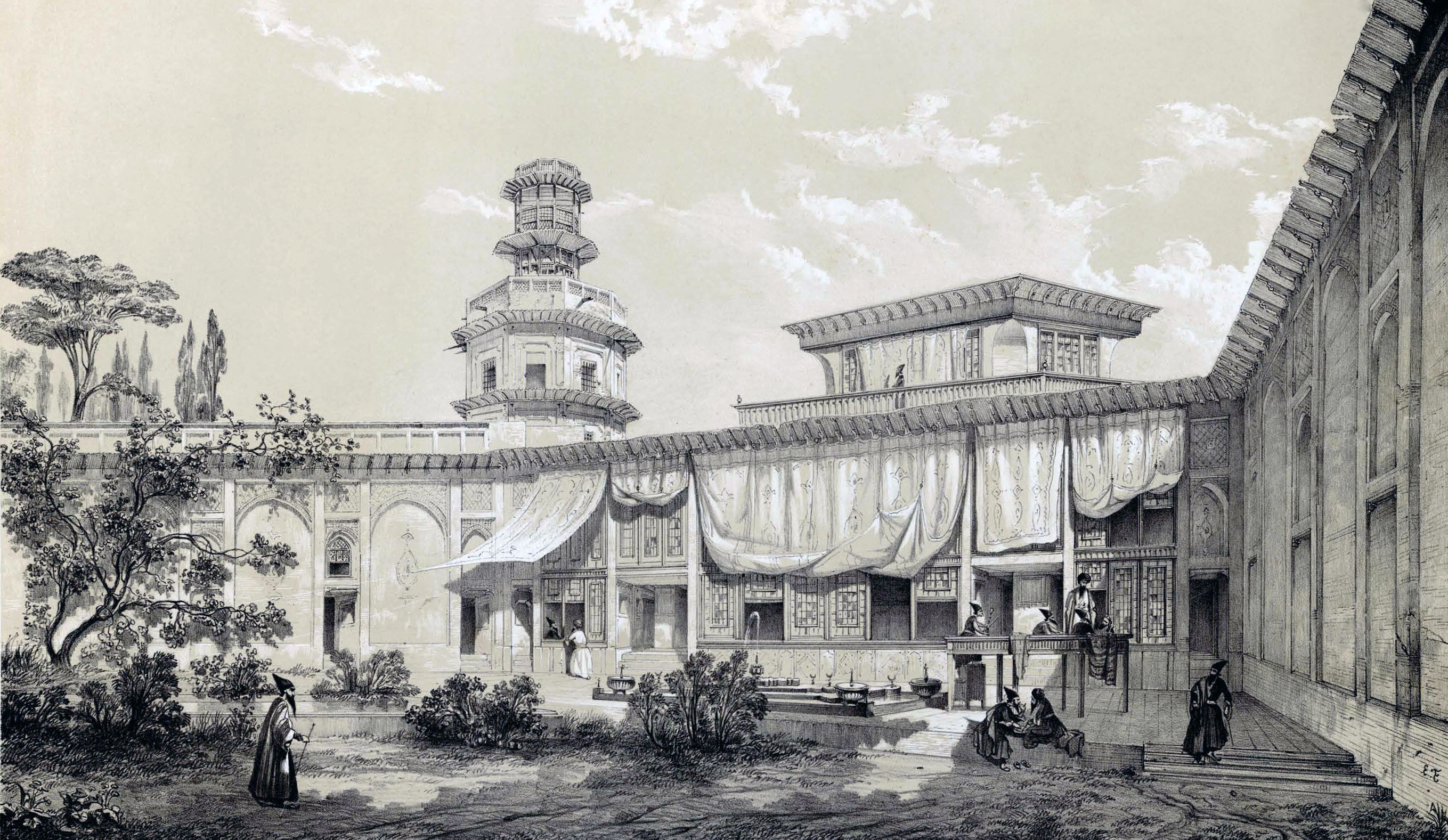
کاخ چهارباغ
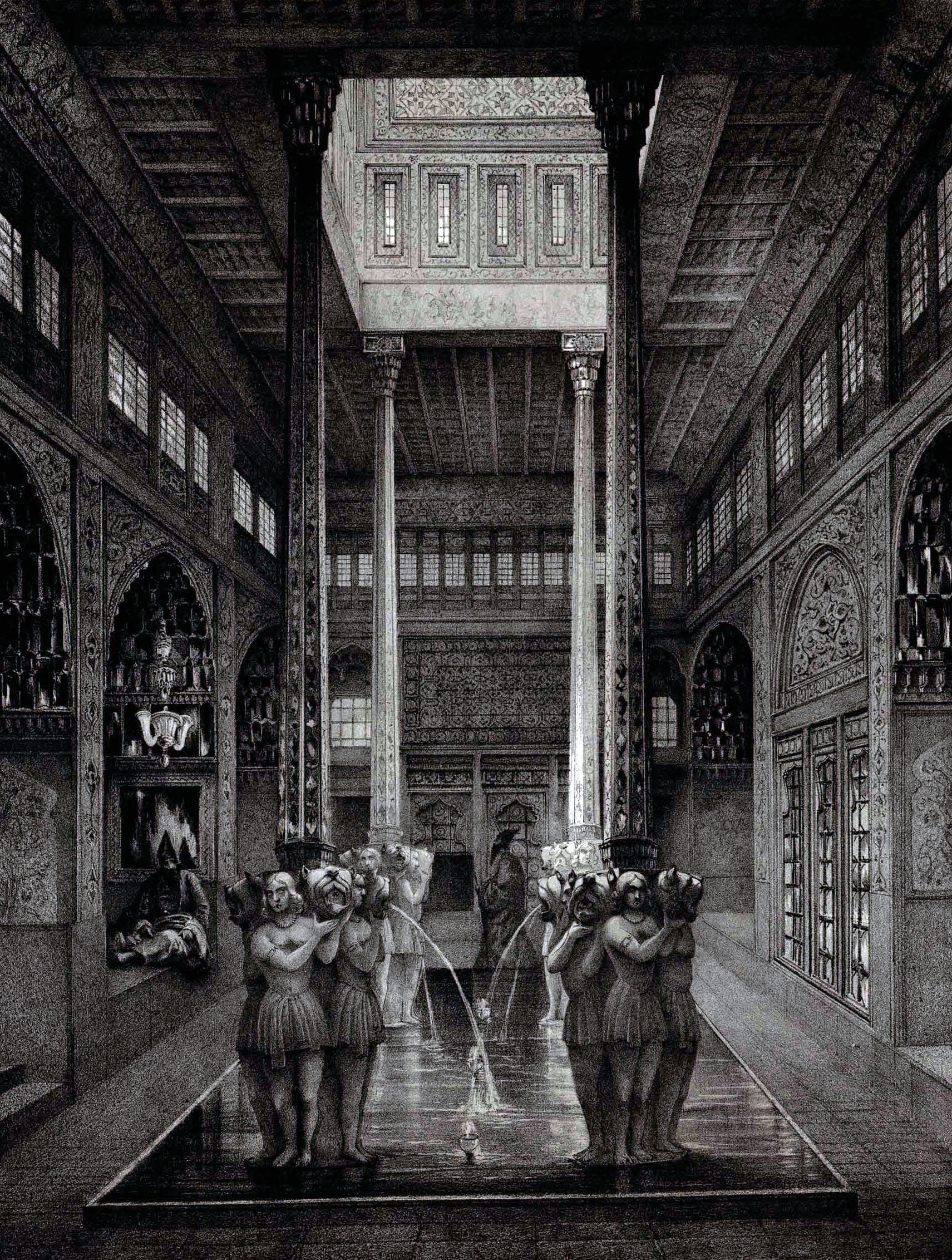
اتاق خلوت(سرپوشیده) در کاخ چهارباغ
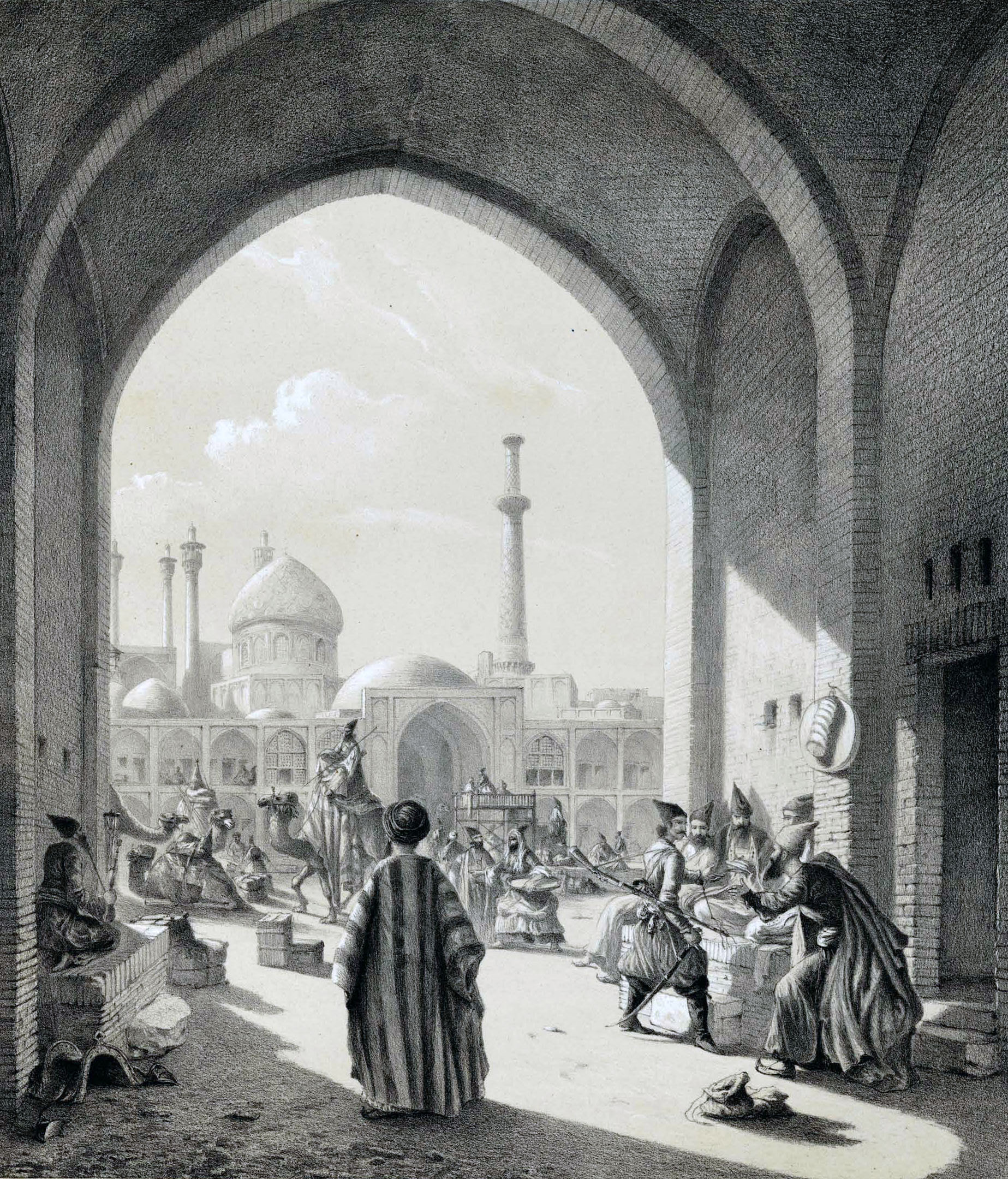
کاروانسرا (در محدوده مسجد جامع اصفهان)
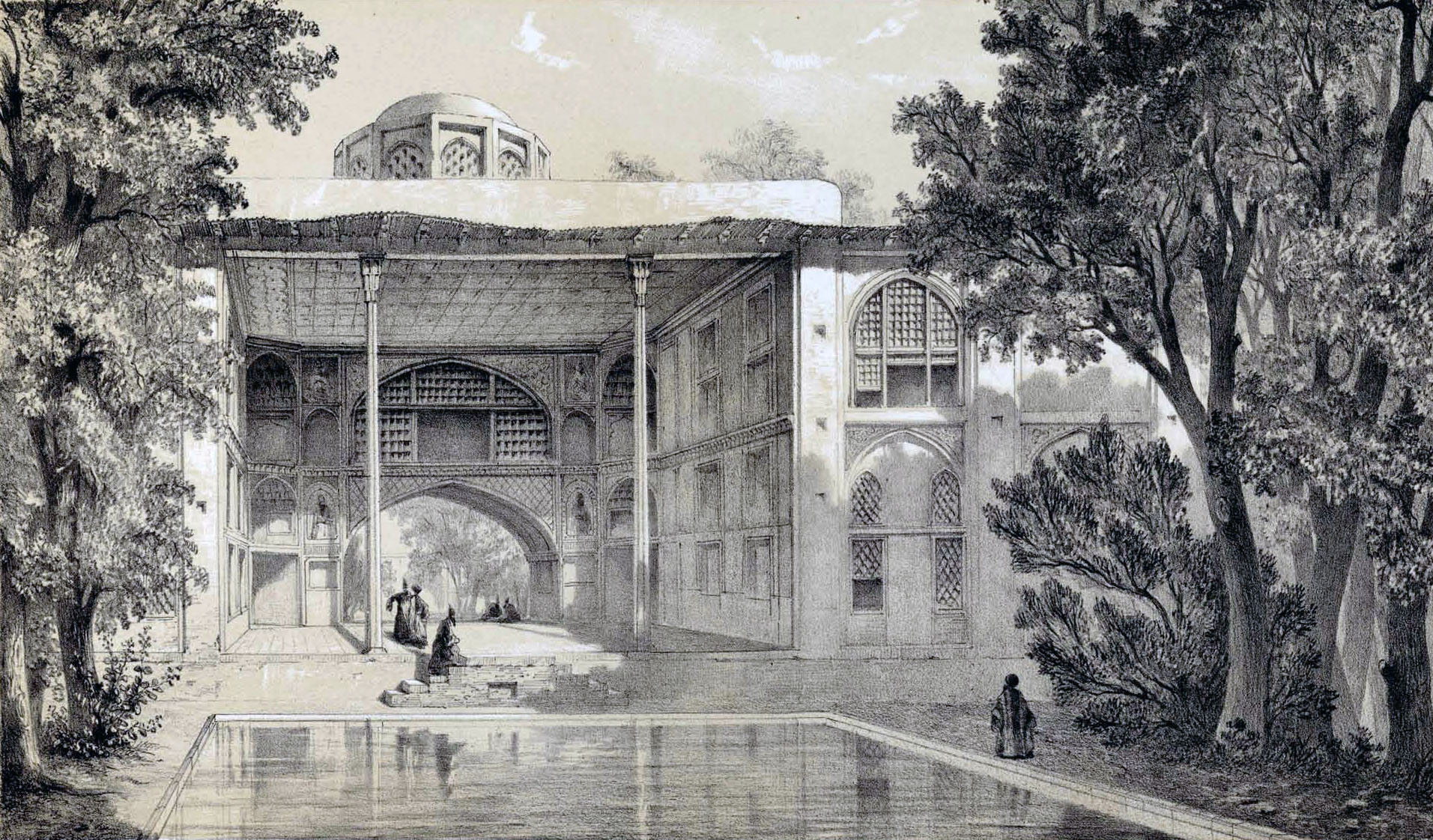
کوشک هشت‌بهشت (عمارت)
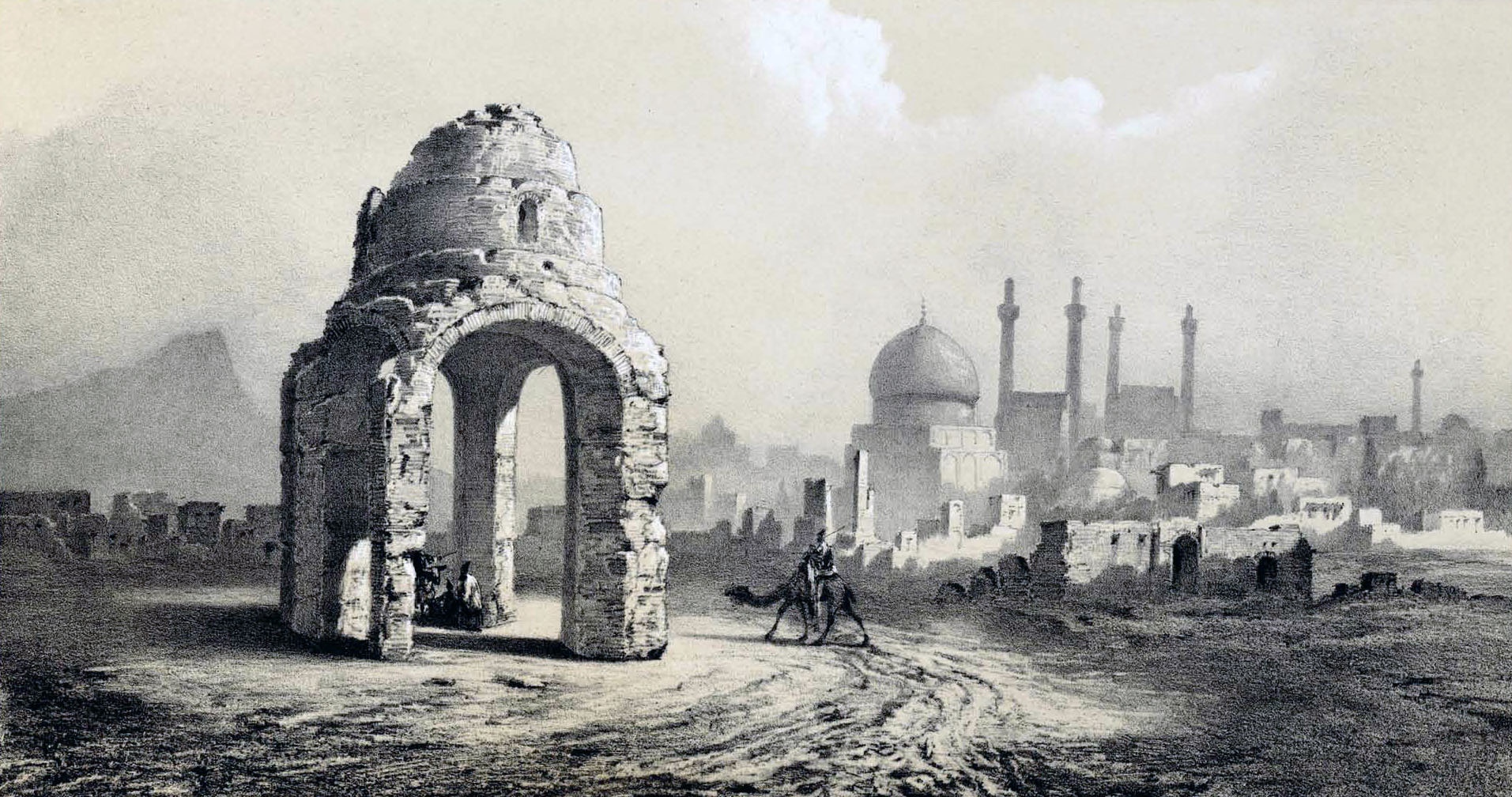
آرامگاه در مجاورت اصفهان
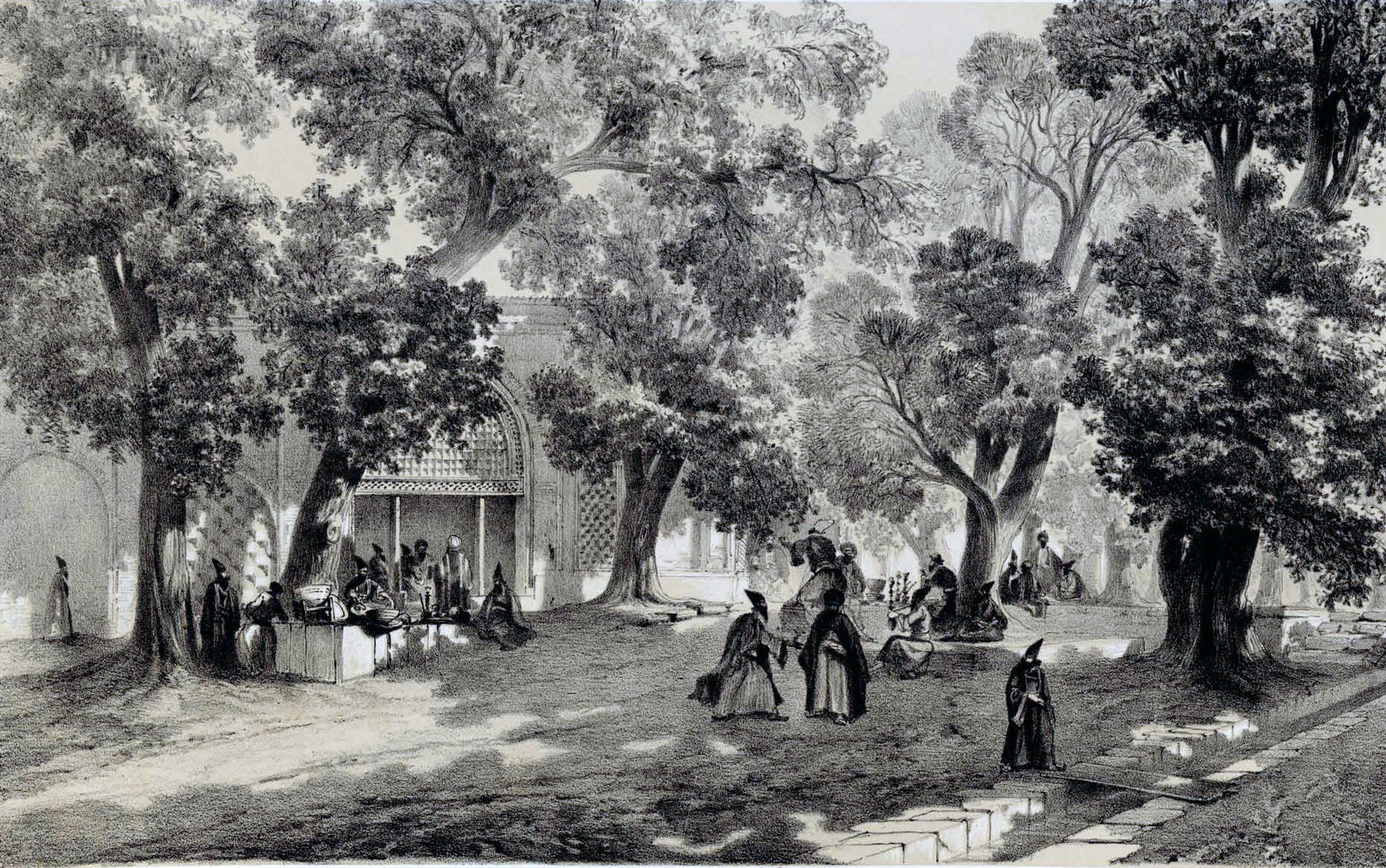
خیابان چهارباغ ، اصفهان
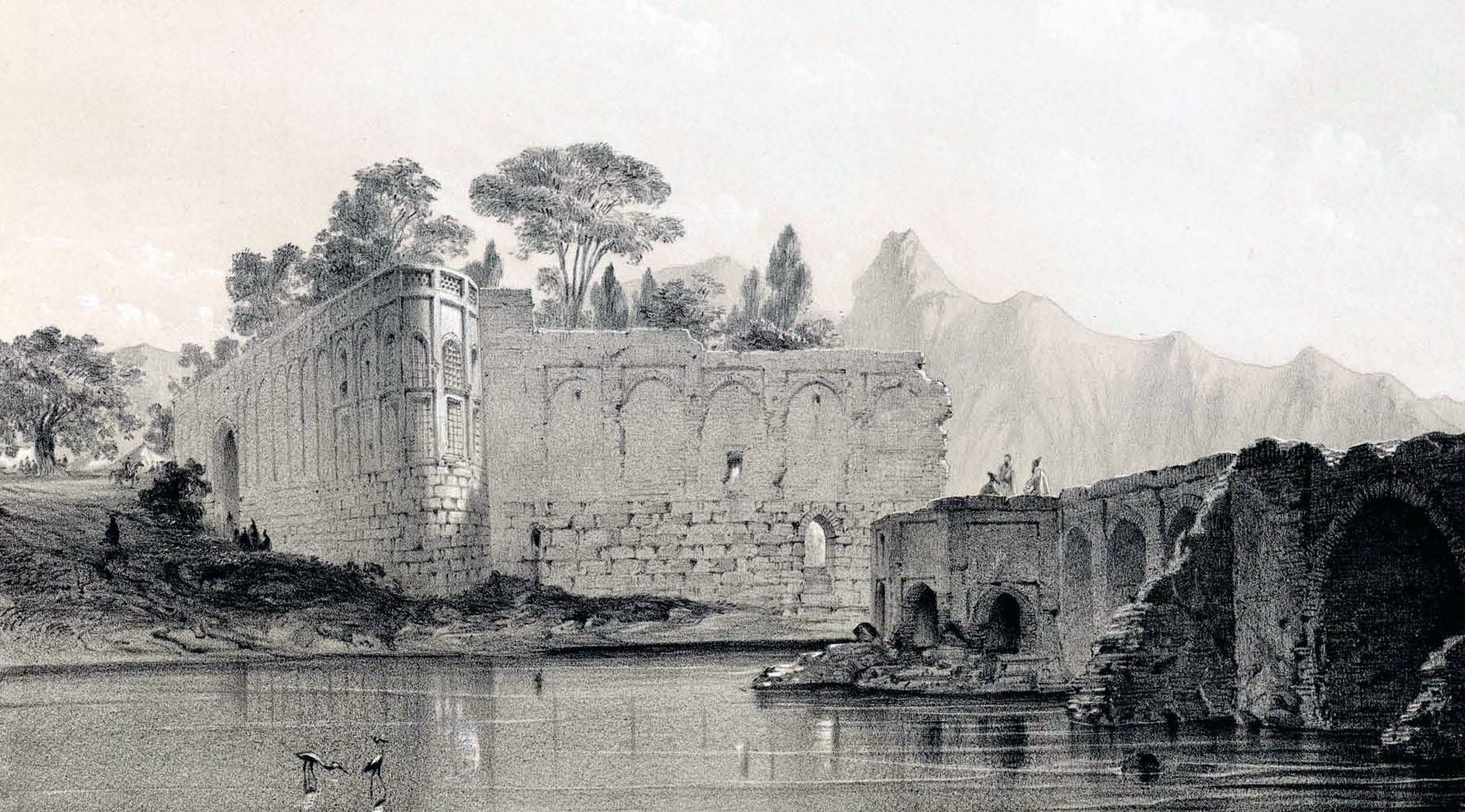
کنار زاینده رود (پل جوبی و کاخ هفت دست)
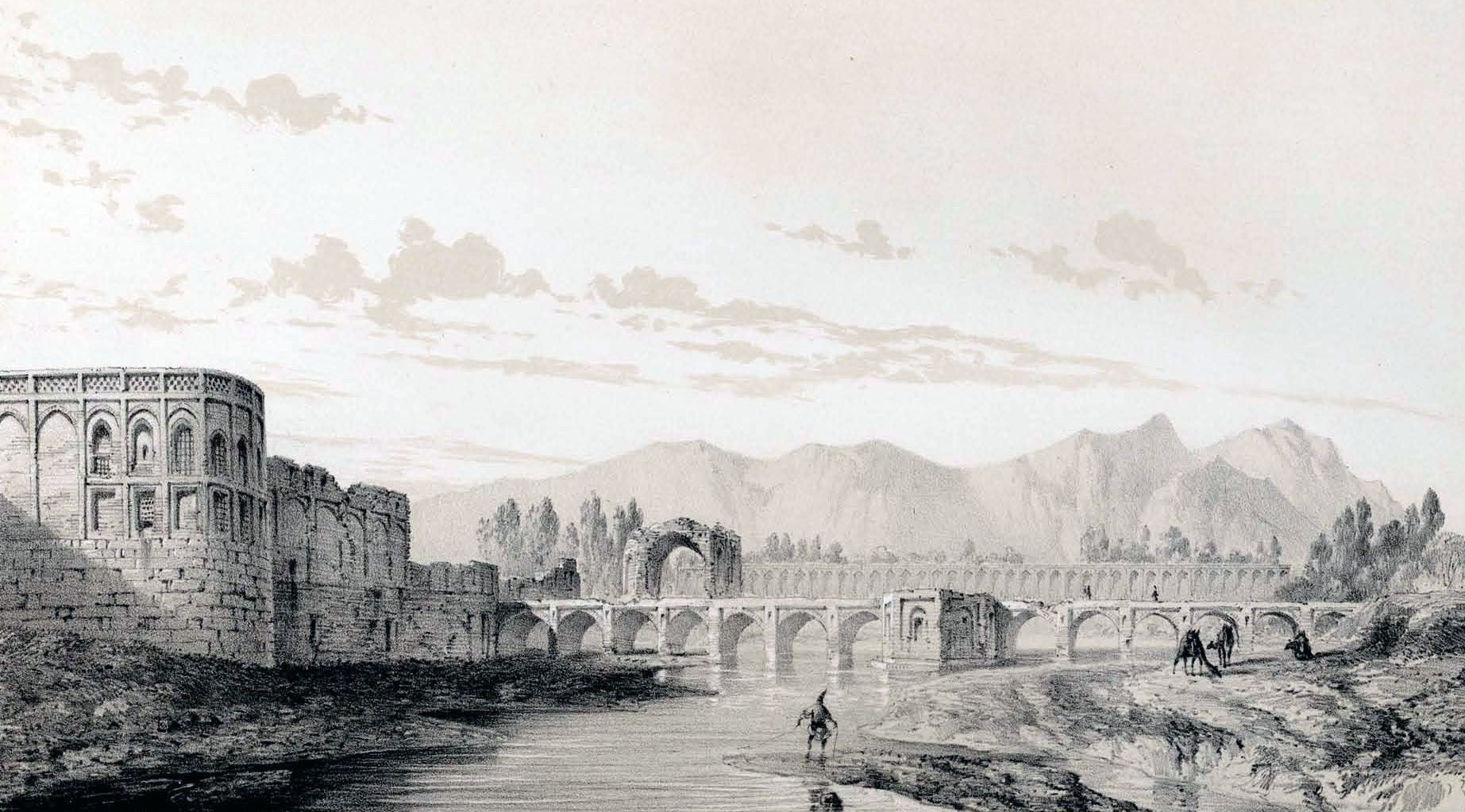
پل جوبی و کاخ هفت دست
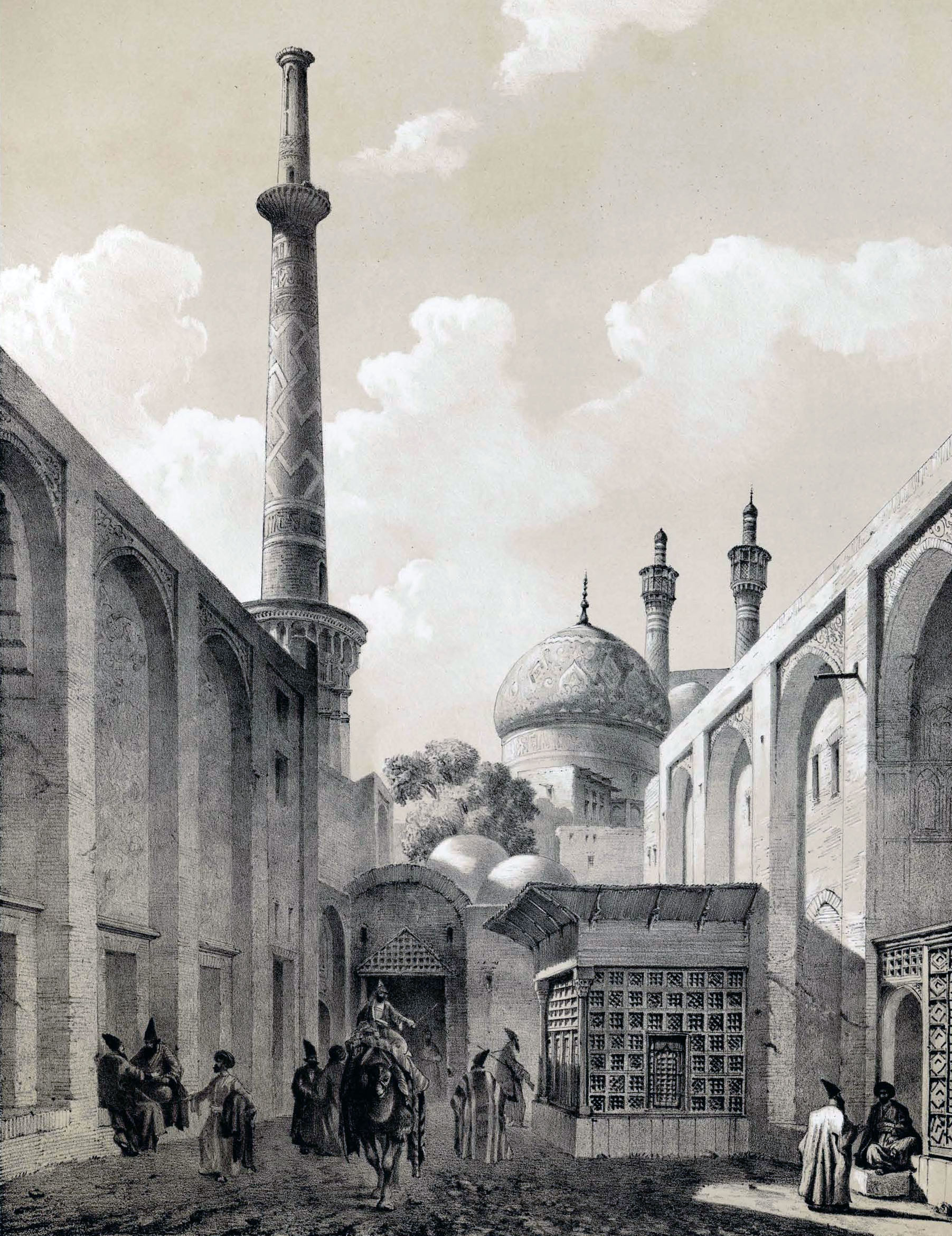
مناره علی
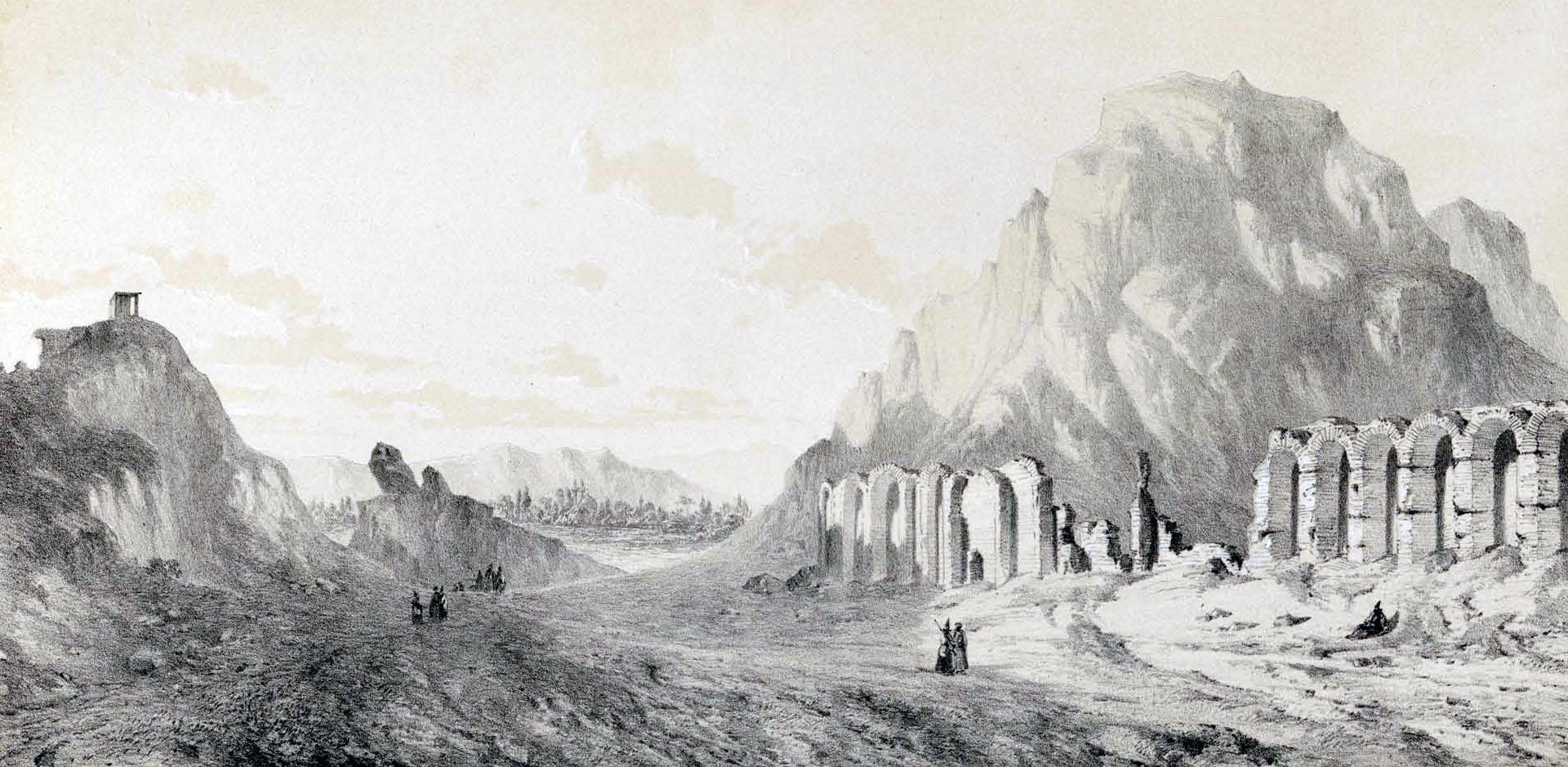
ویرانه‌های کاخ فرح‌آباد ، در نزدیکی اصفهان
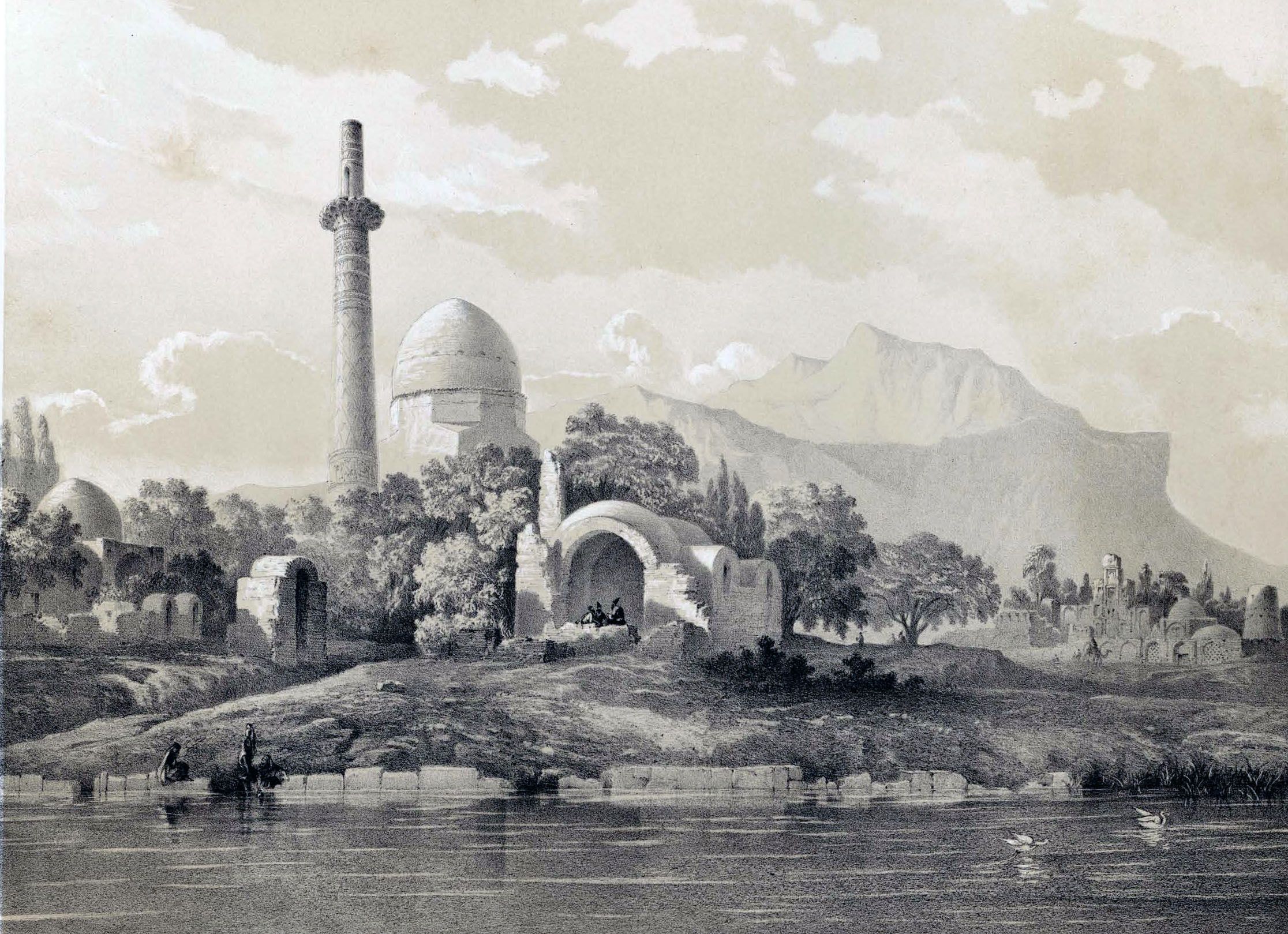
روستای شهرستان ، در نزدیکی اصفهان
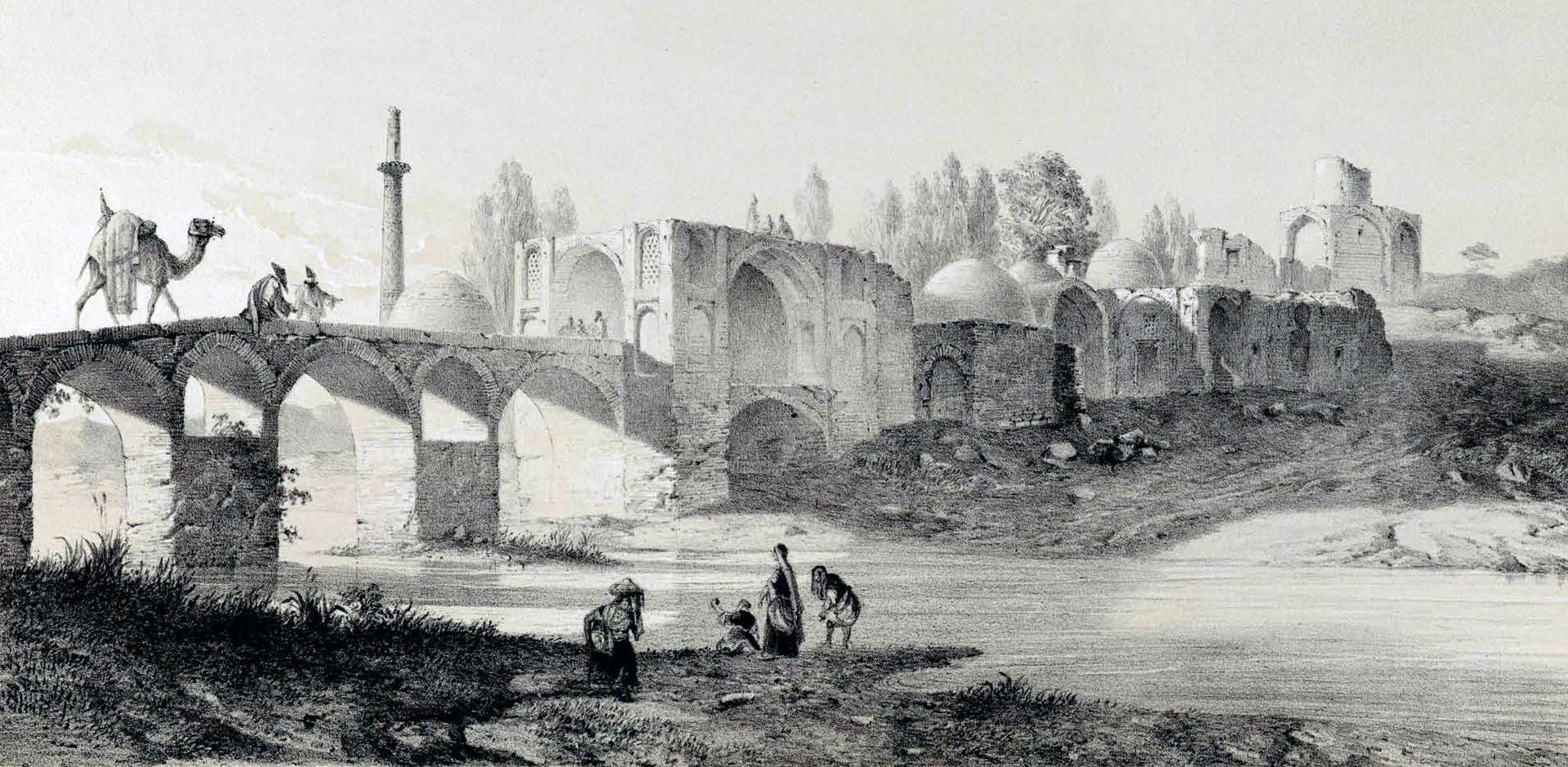
روستای شهرستان ، در نزدیکی اصفهان

### پاسکال کوست

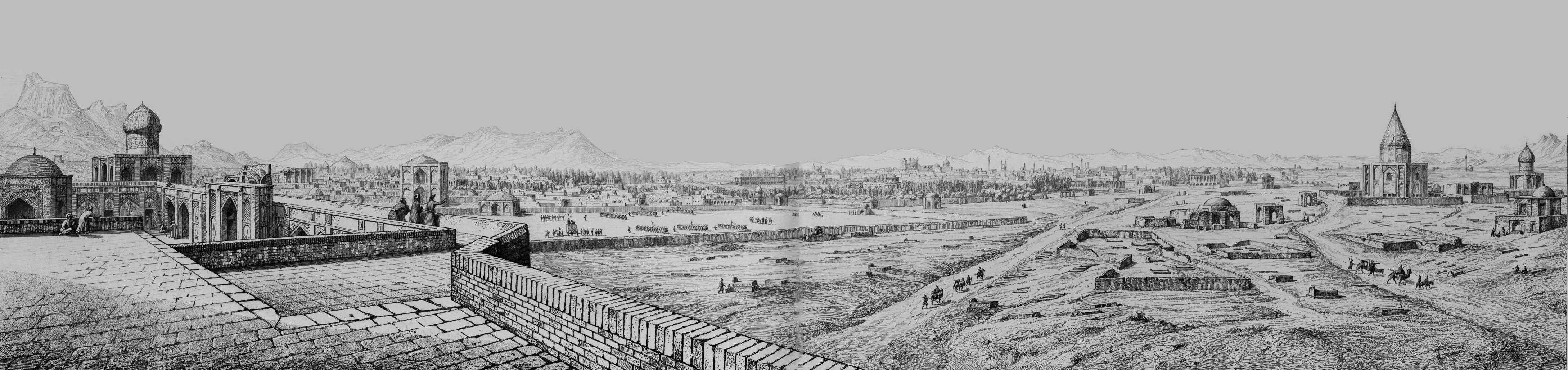
سراسرنمای اصفهان
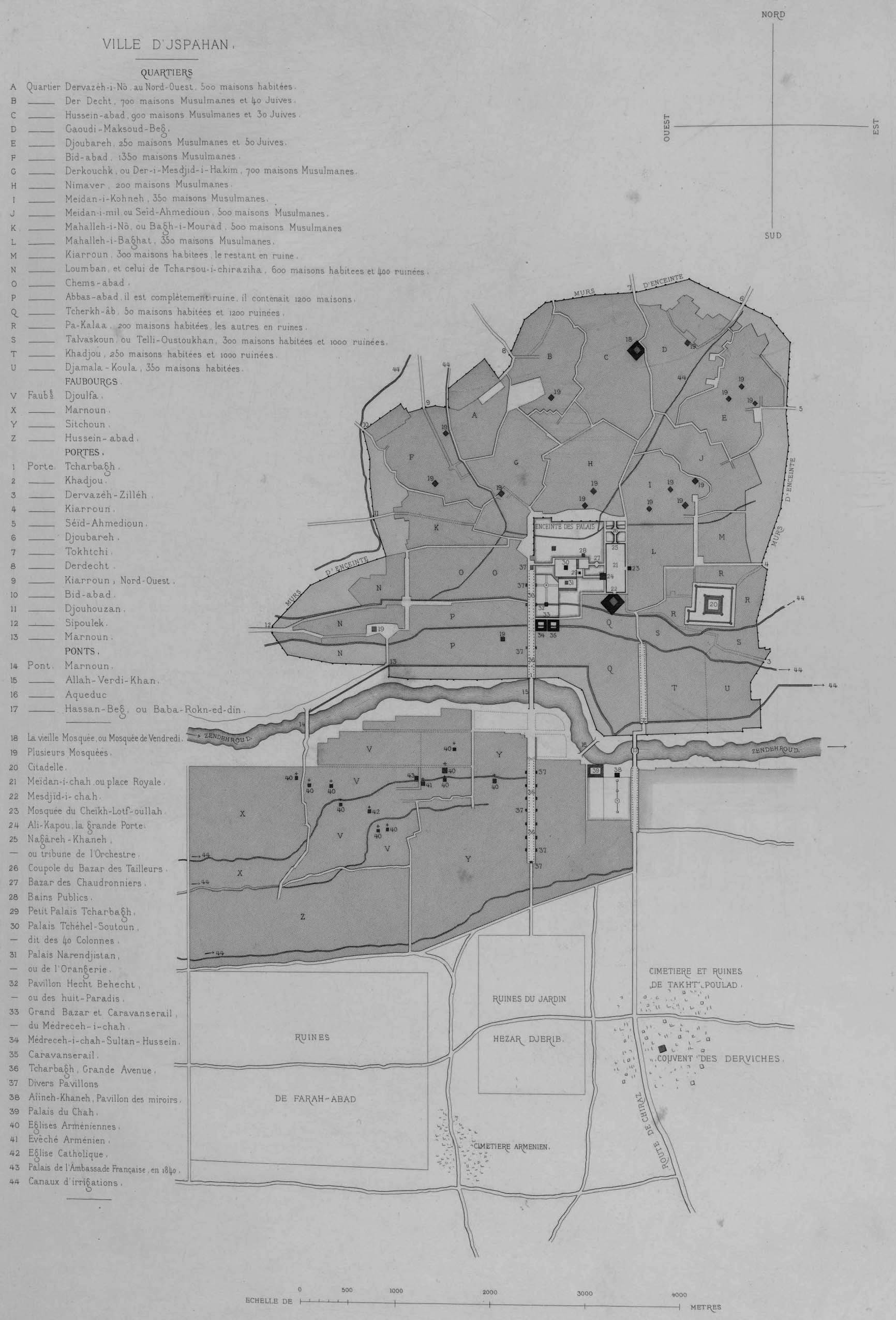
نقشه اصفهان
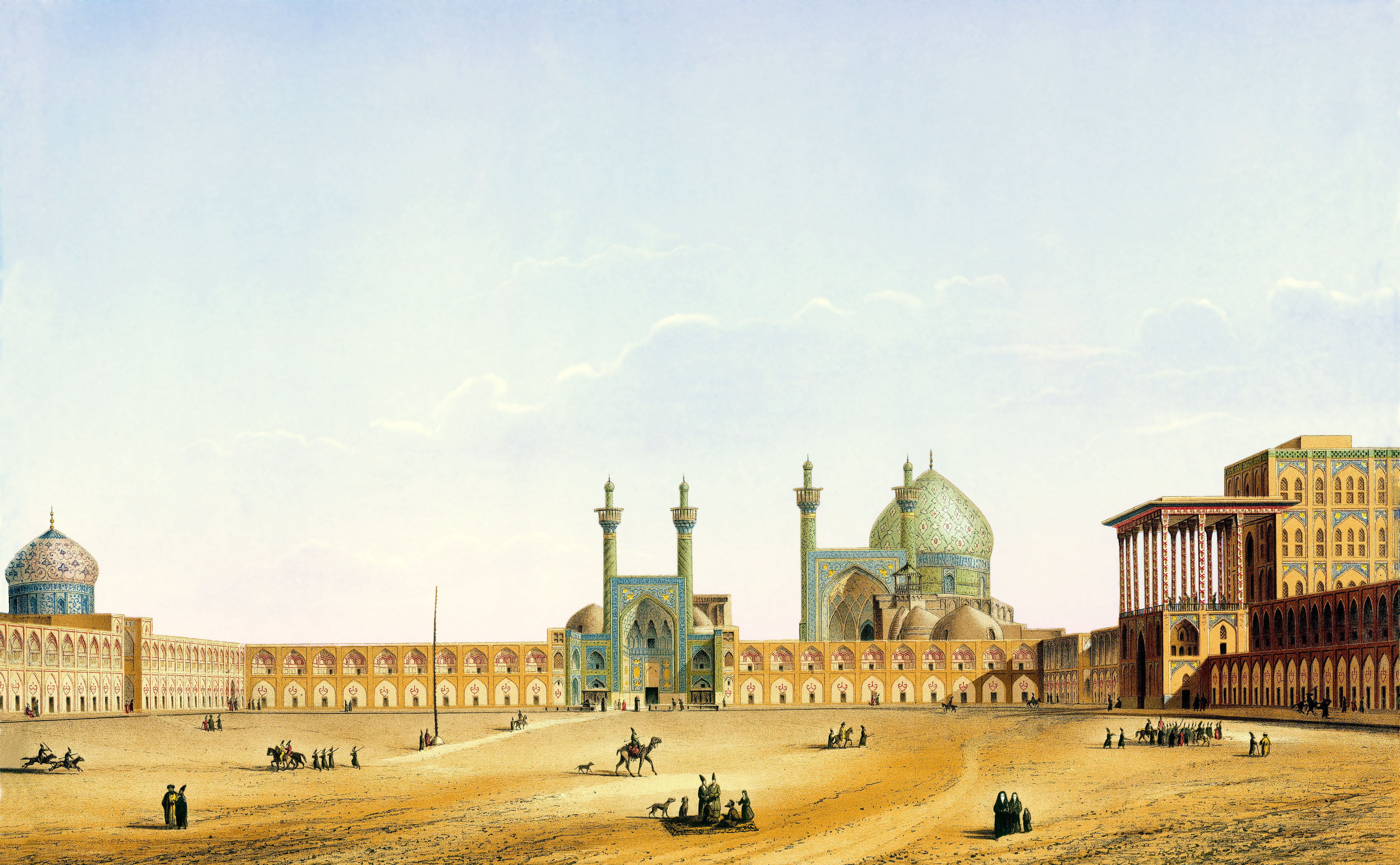
مسجد (میدان) شاه
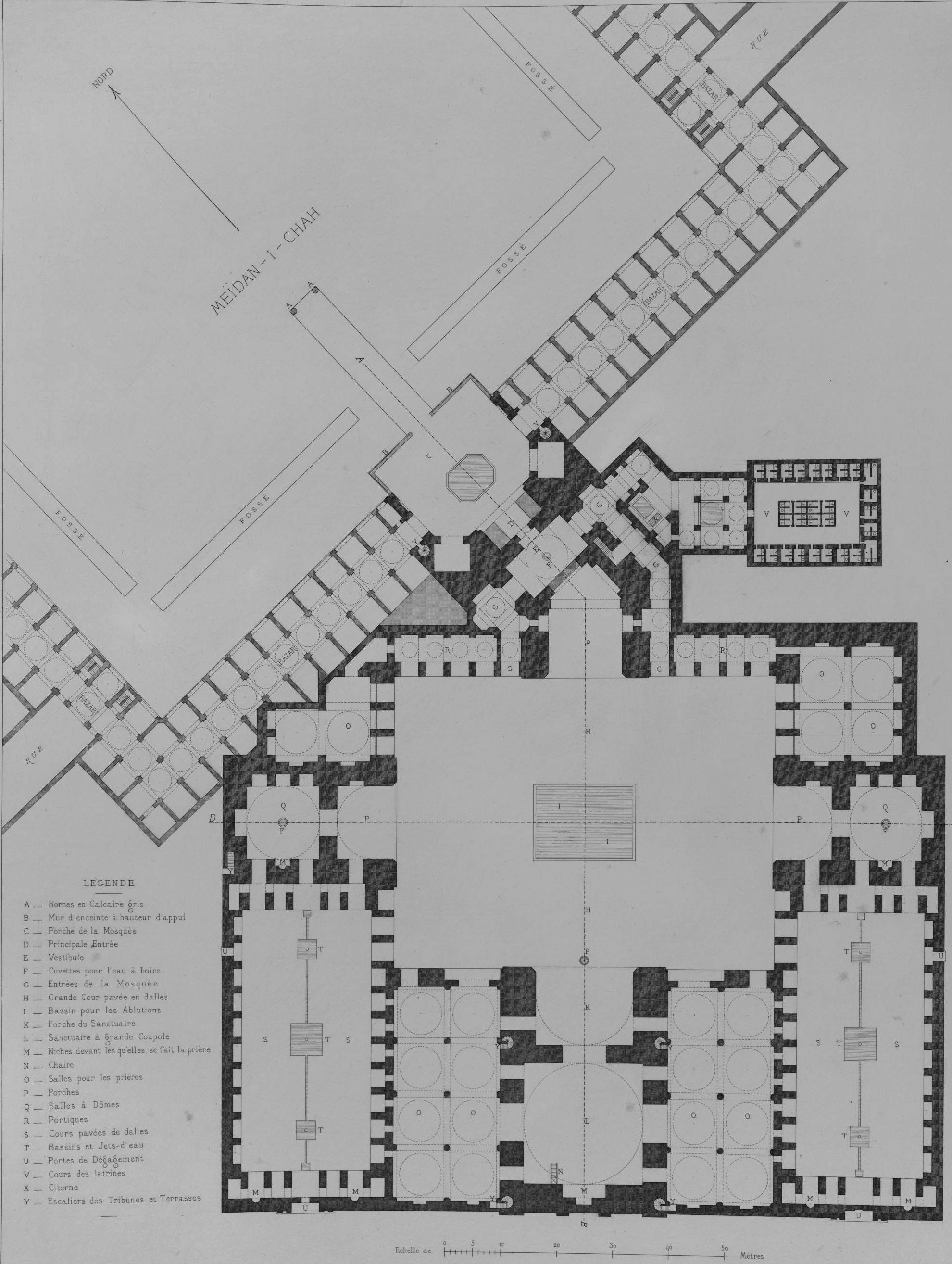
مسجد شاه، طرح کلی
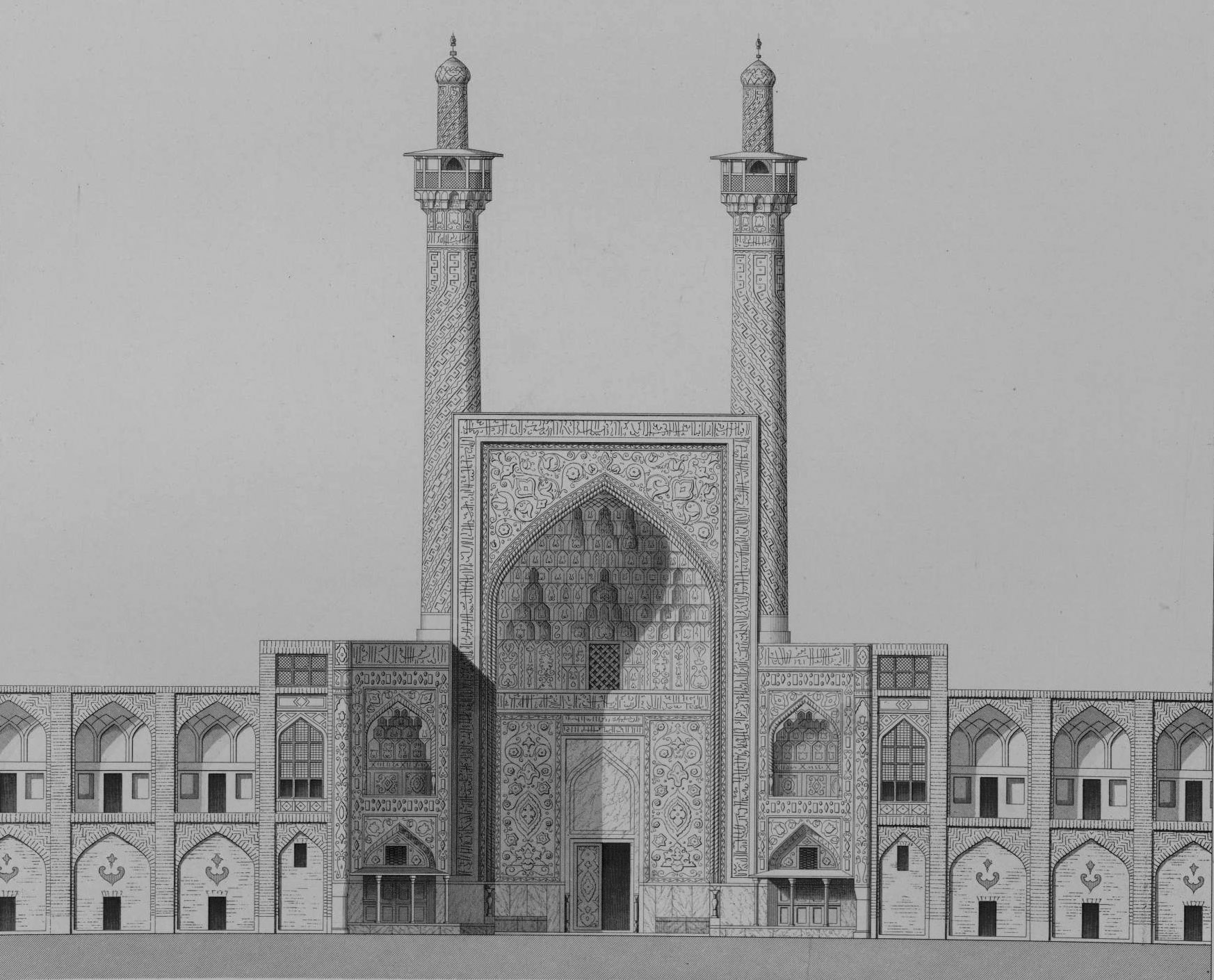
مسجد شاه، سردر
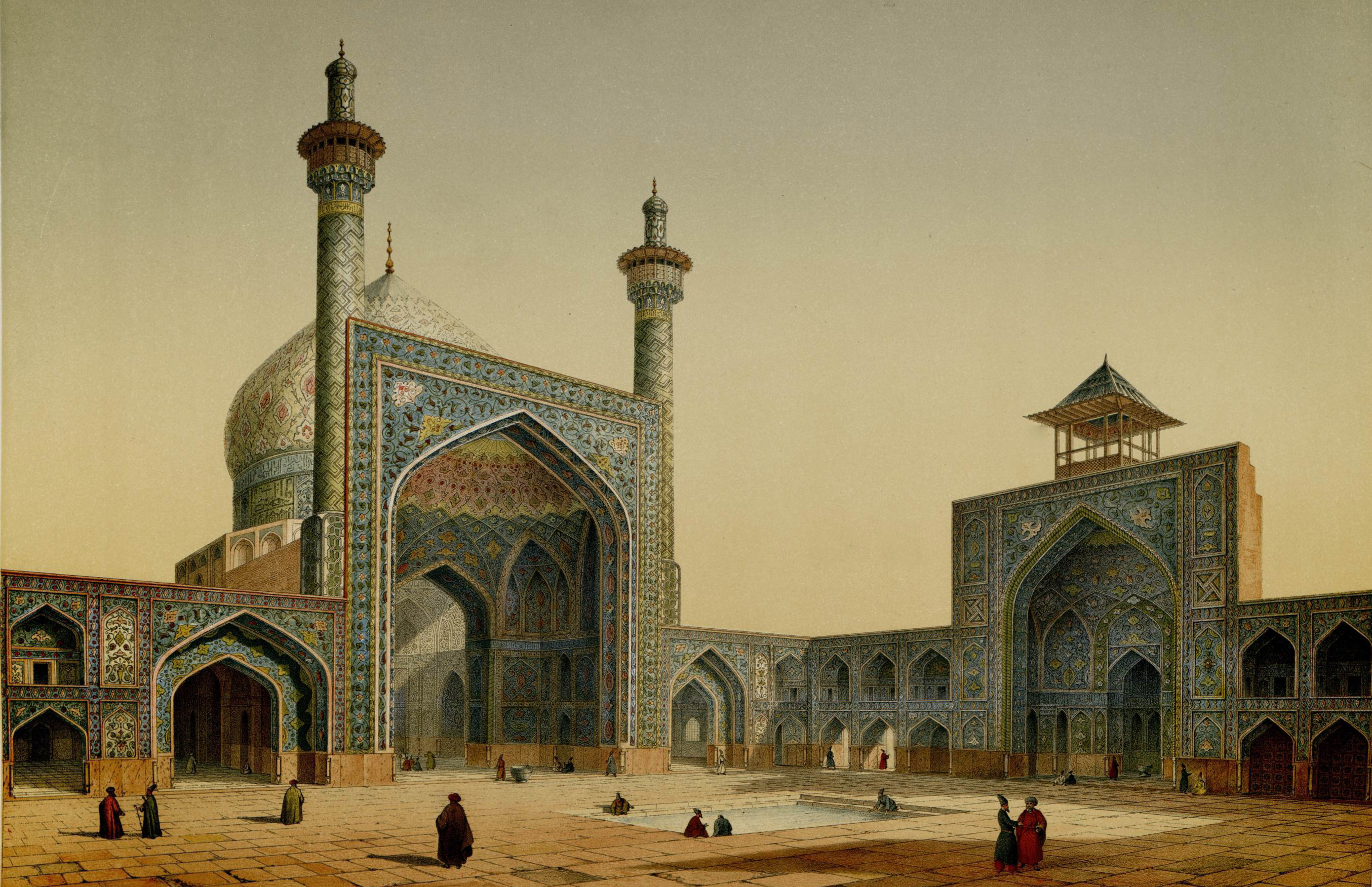
مسجد شاه، نمای صحن
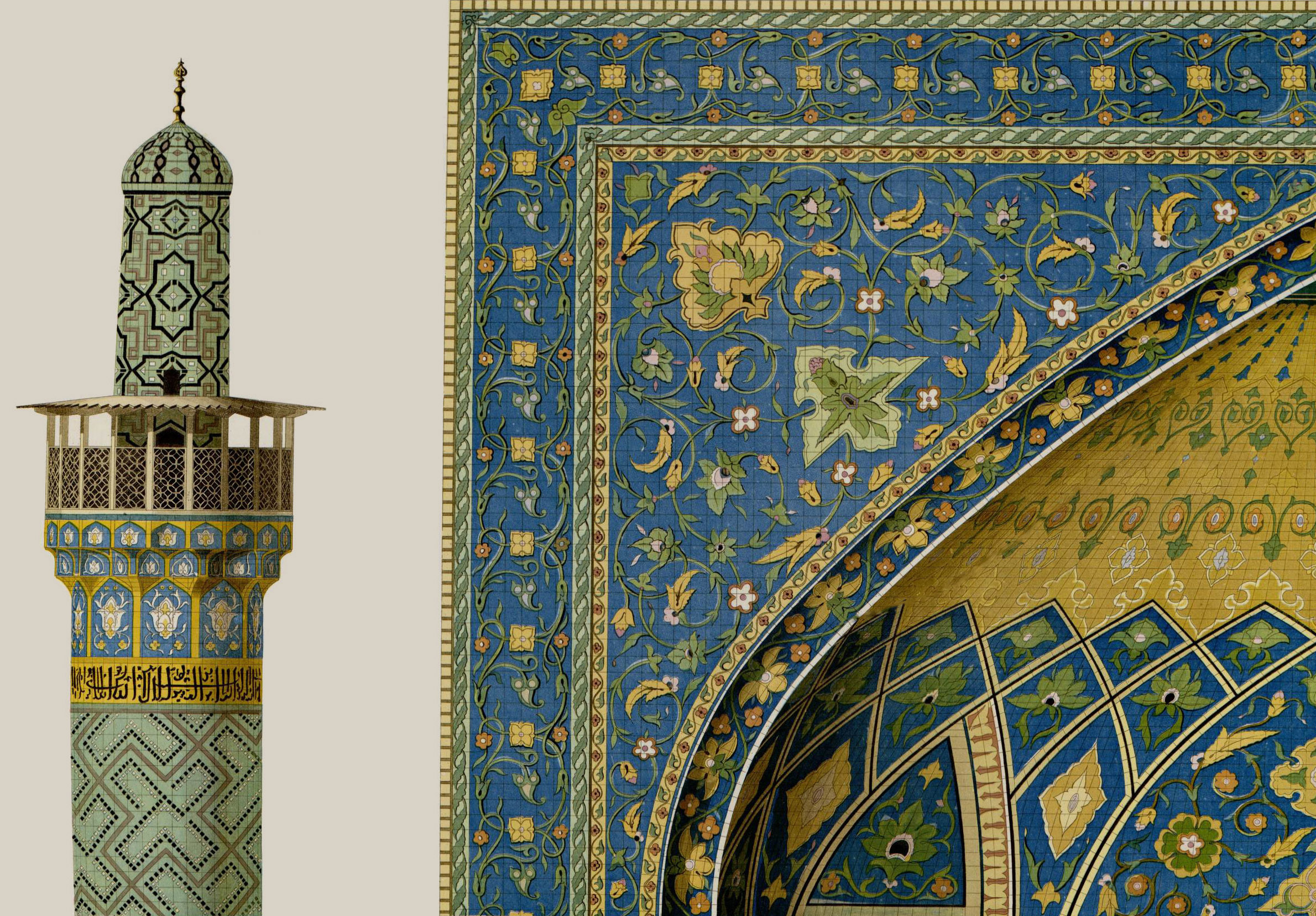
مسجد شاه
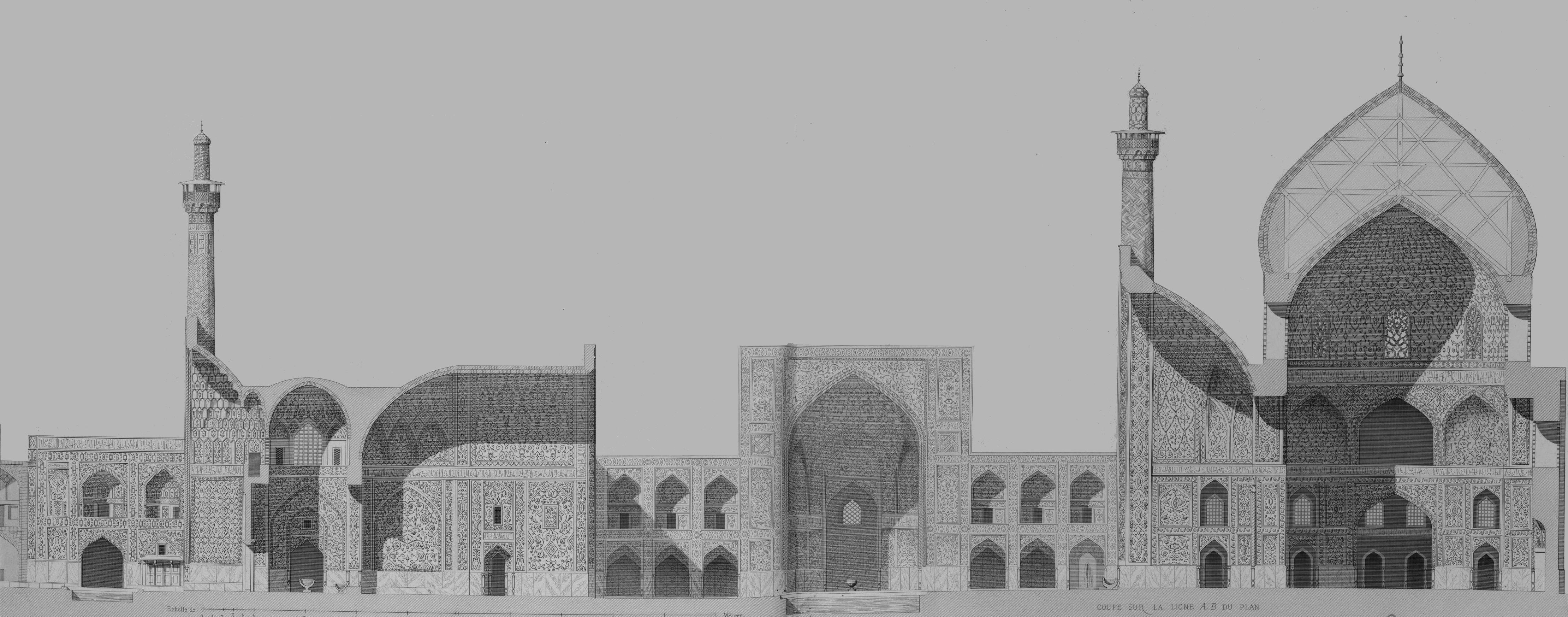
مسجد شاه
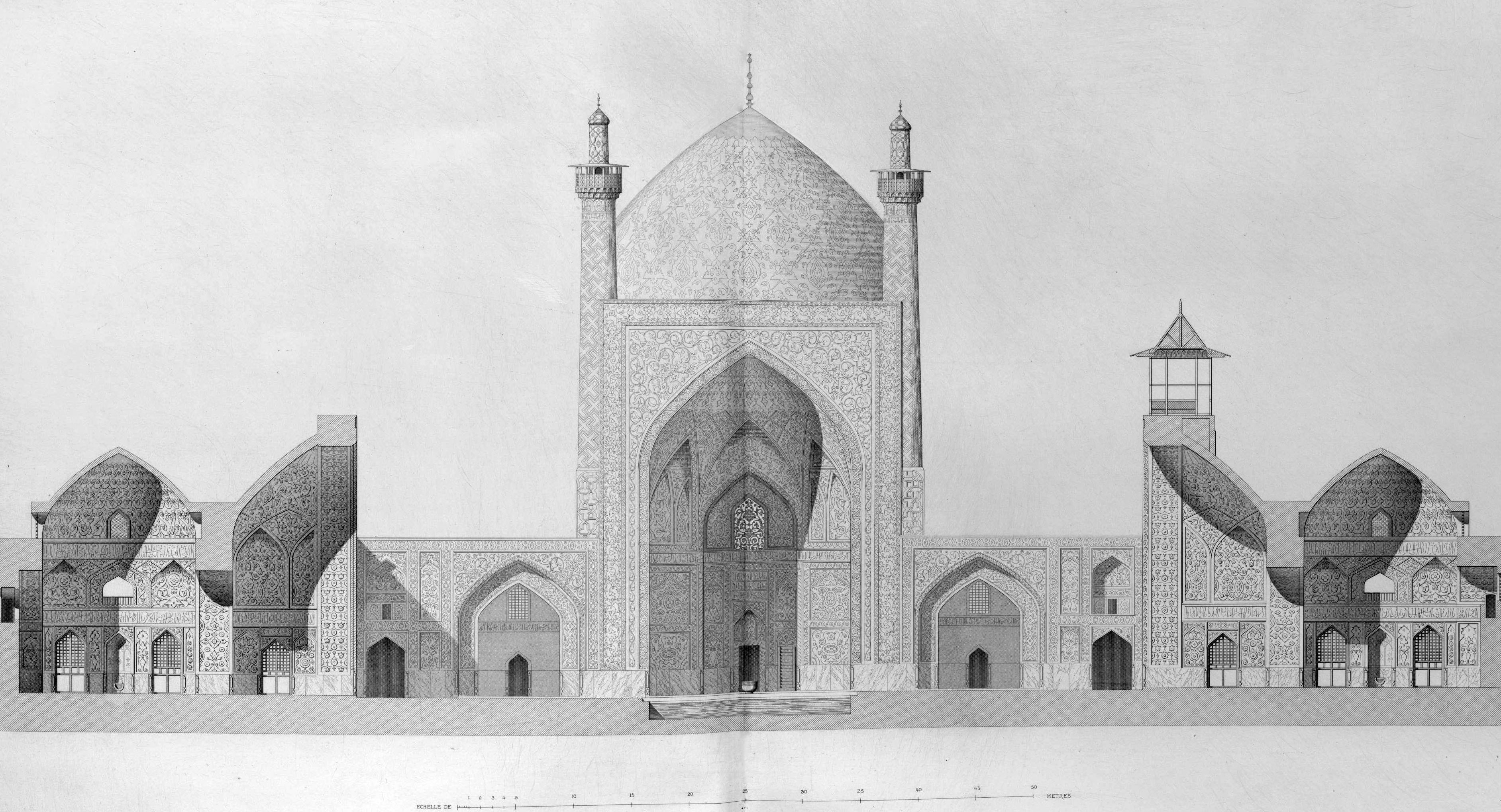
مسجد شاه، روبرو
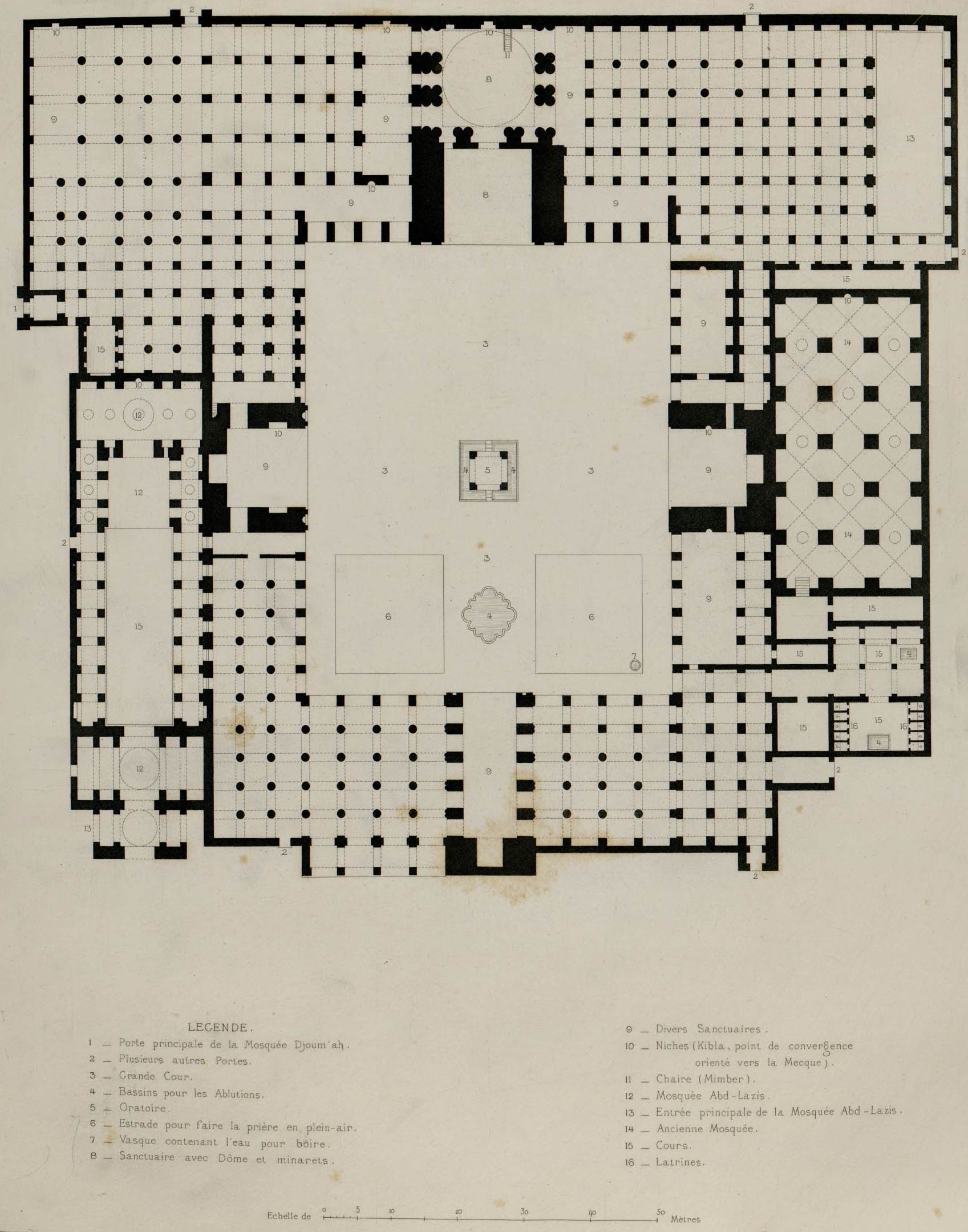
نقشه مسجد جامع اصفهان
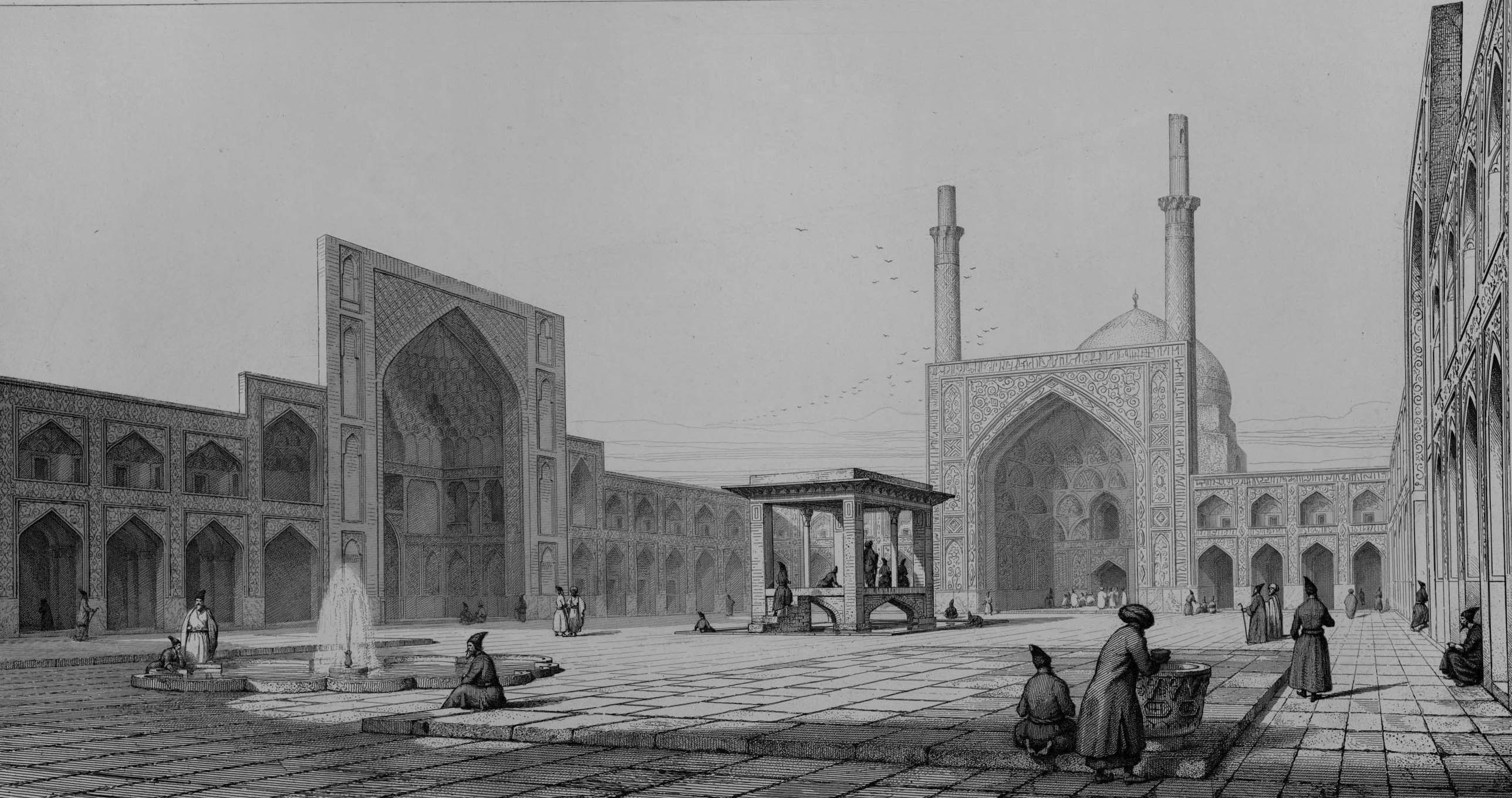
مسجد جامع اصفهان
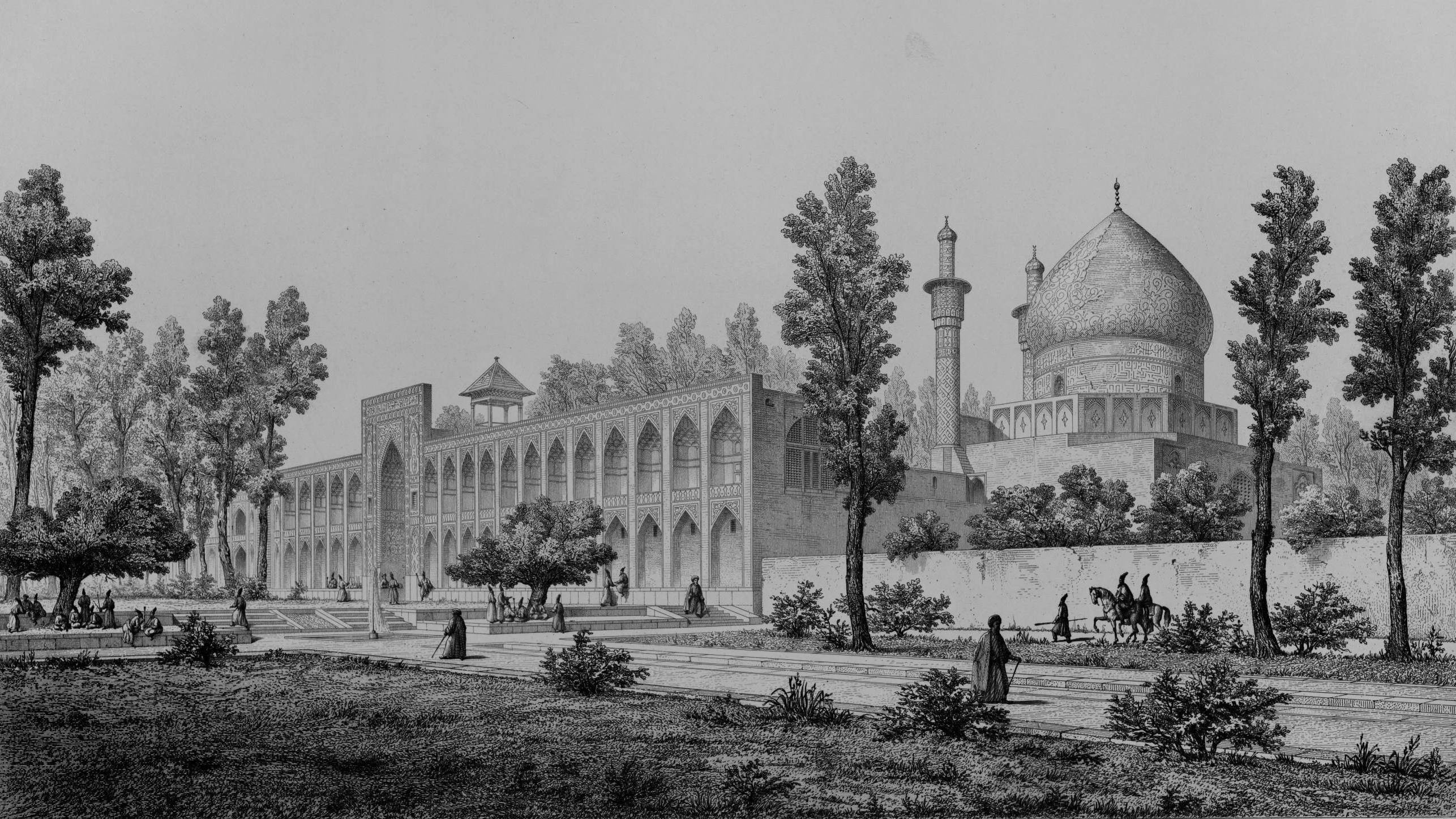
مدرسه مادر شاه سلطان حسین، نمای خارجی
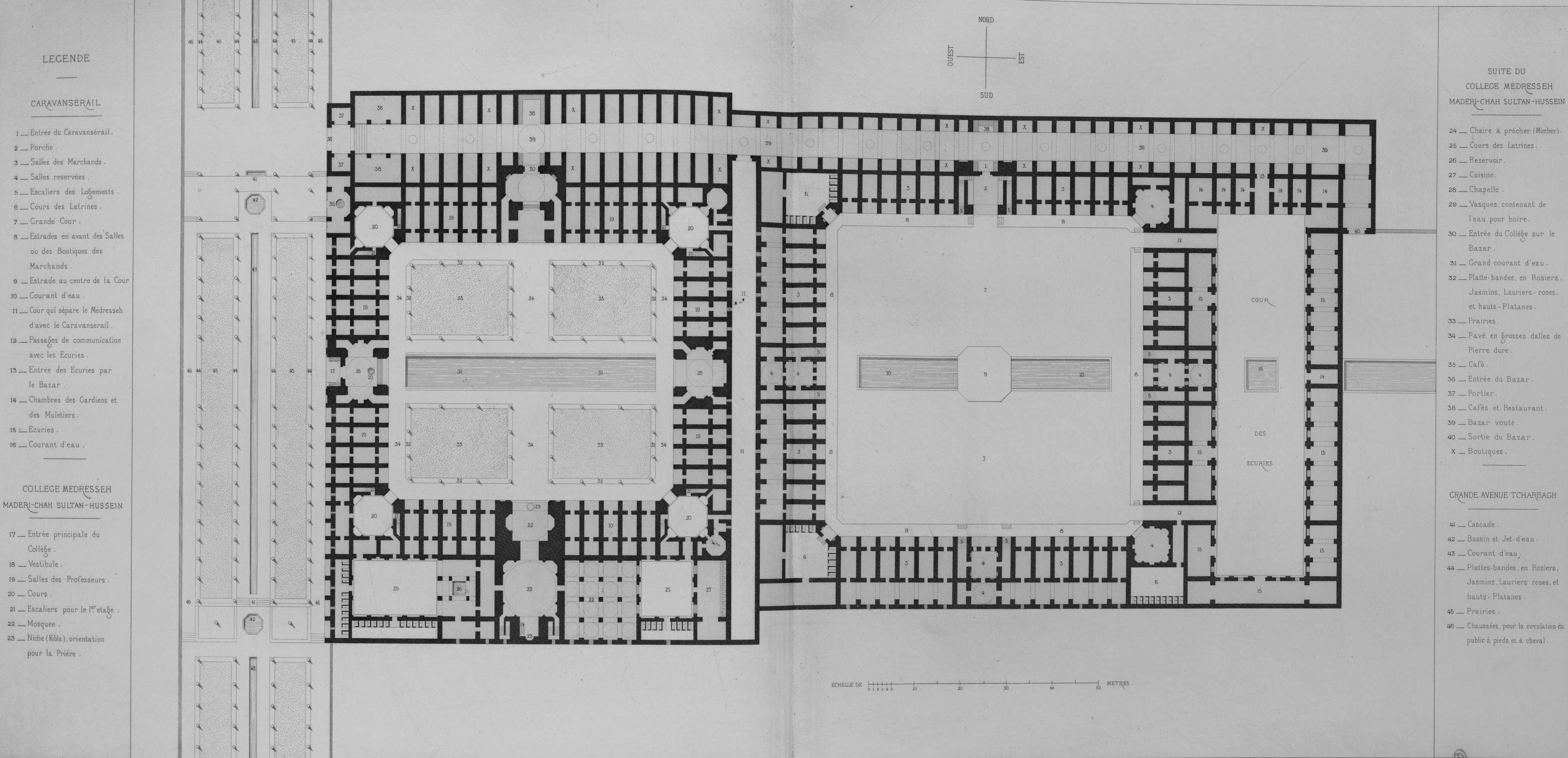
مدرسه مادر شاه سلطان حسین، نقشه
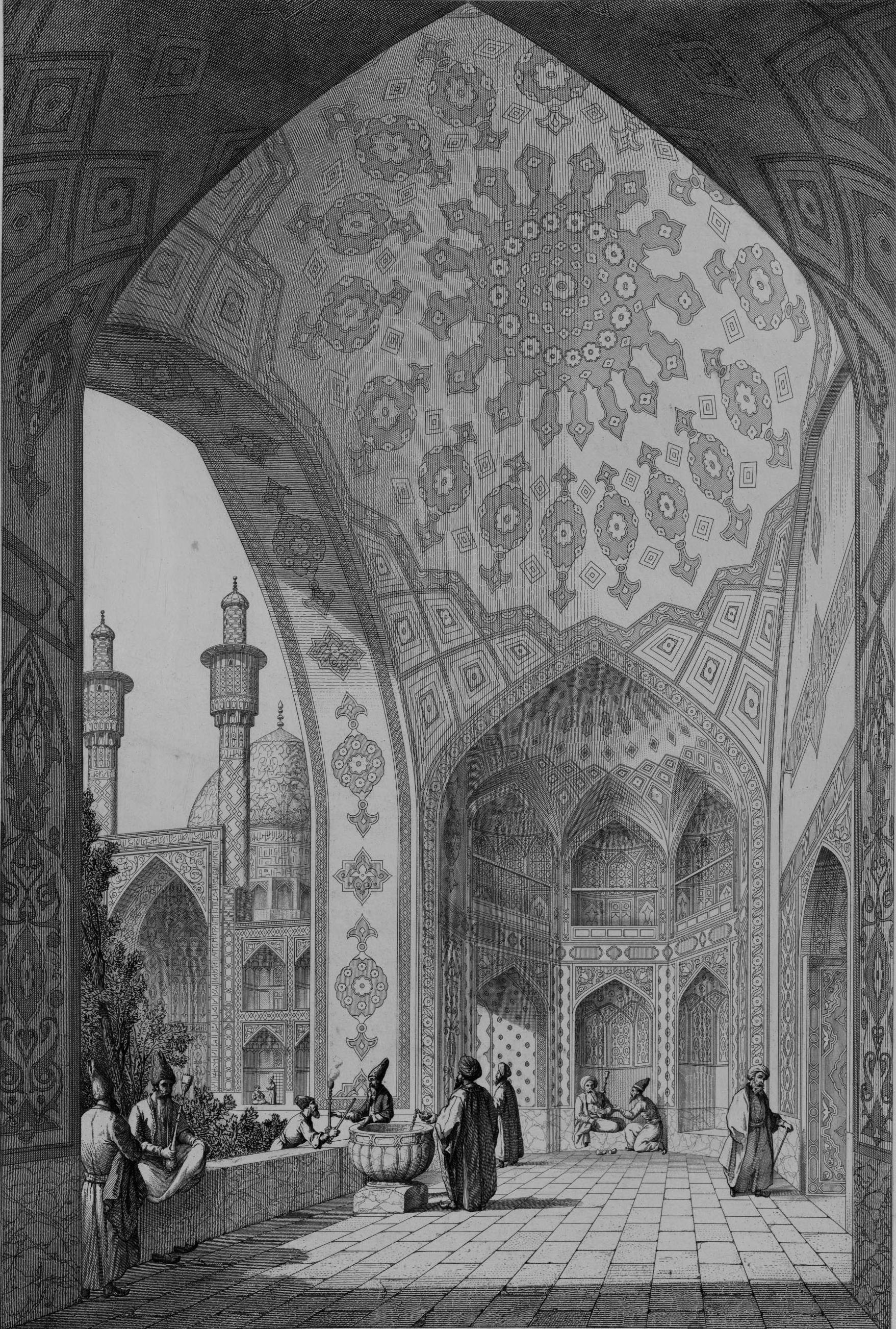
مدرسه مادر شاه سلطان حسین، هشتی ورودی اصلی
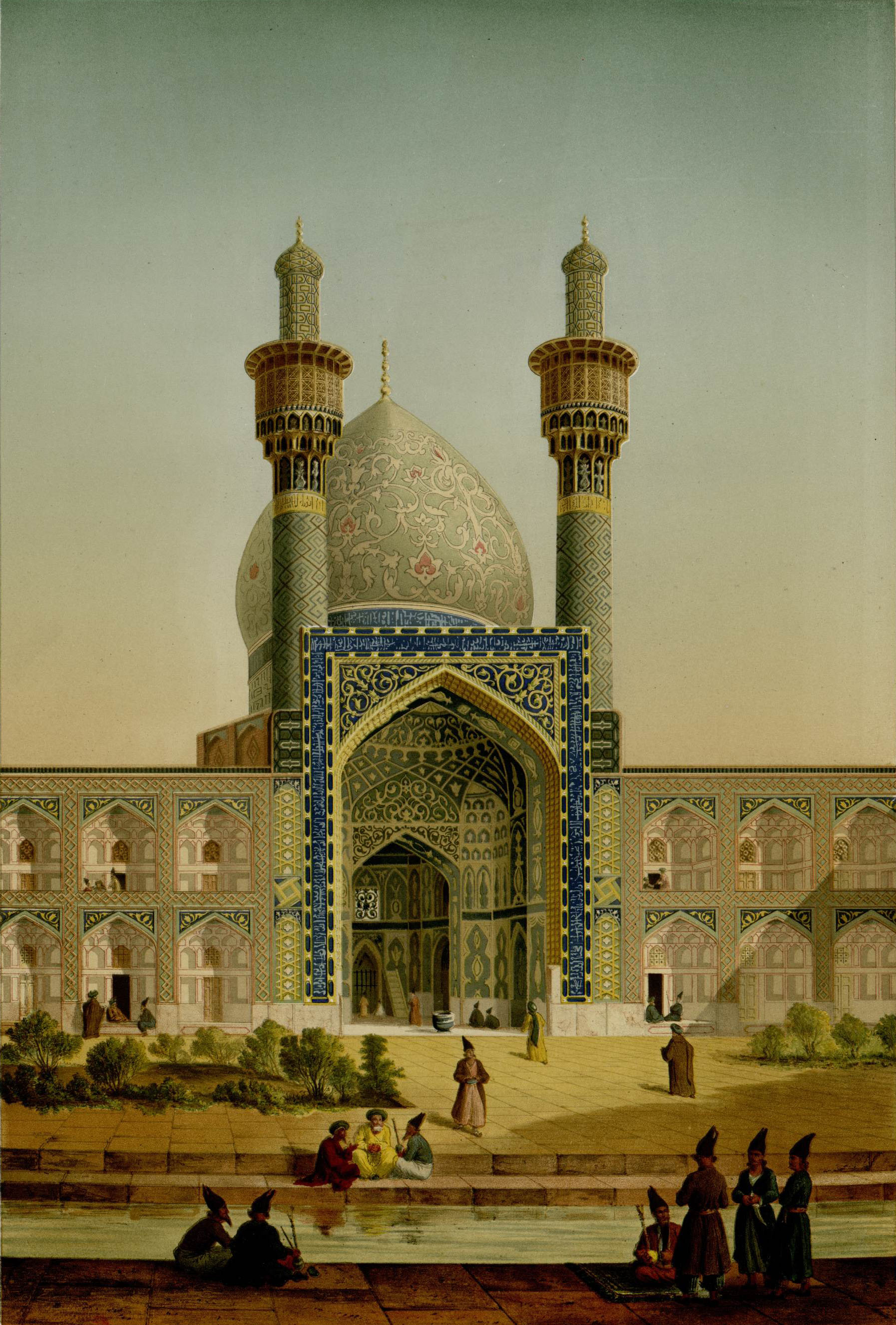
مدرسه مادر شاه سلطان حسین، نمای خارجی
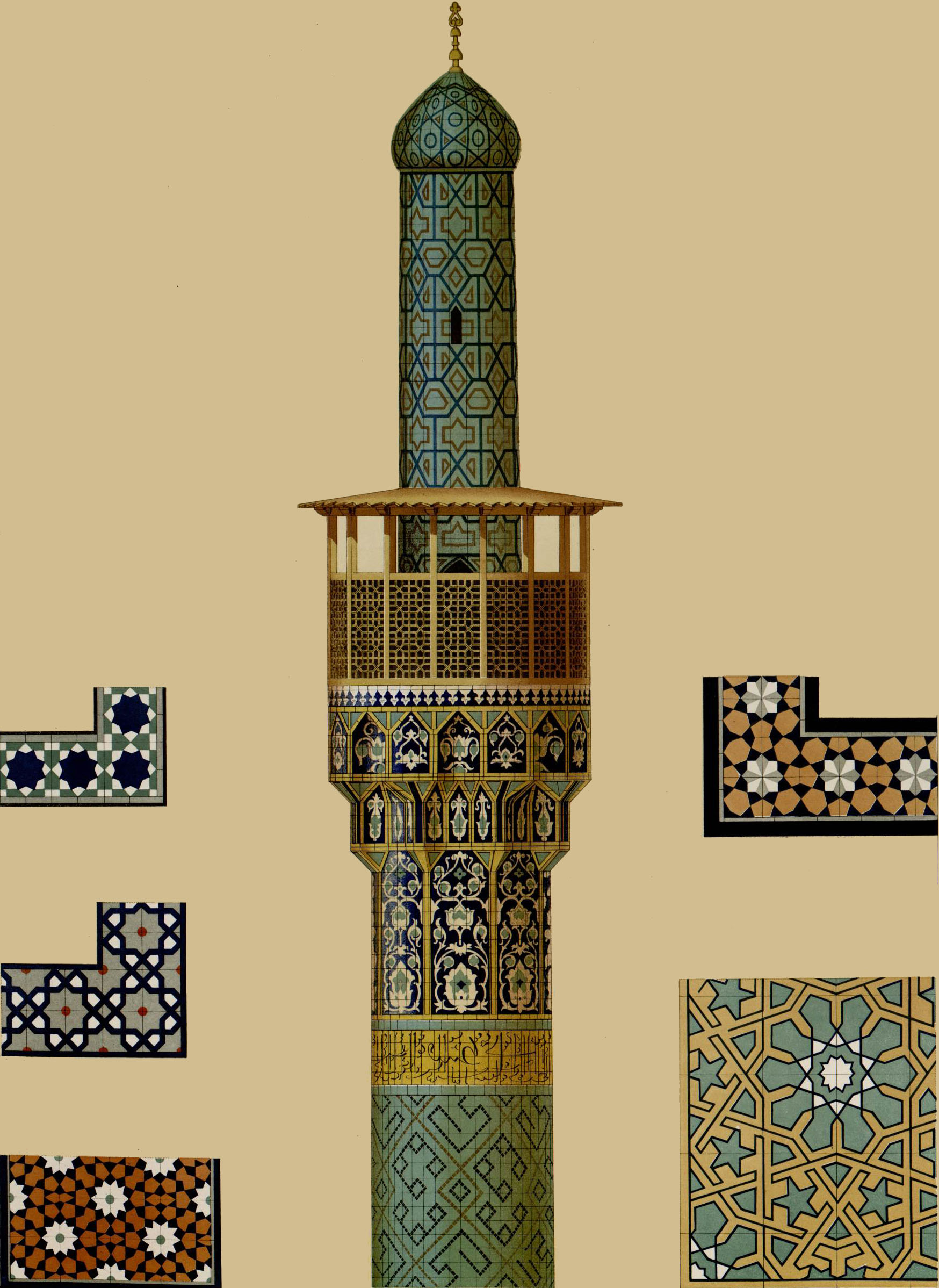
مدرسه مادر شاه سلطان حسین، مناره جزئیات
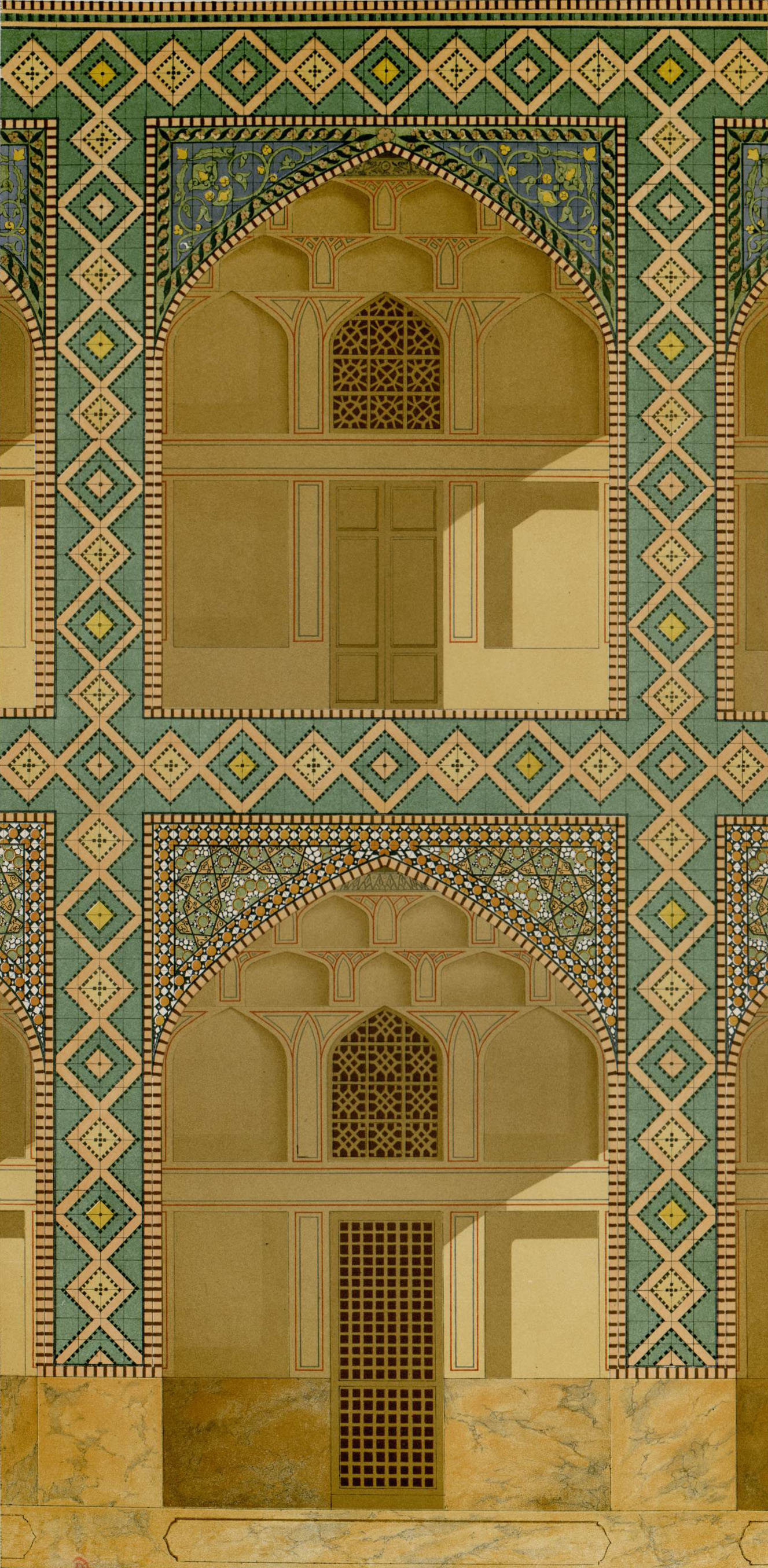
مدرسه مادر شاه سلطان حسین، جزئیات طاقدیس‌های حیاط
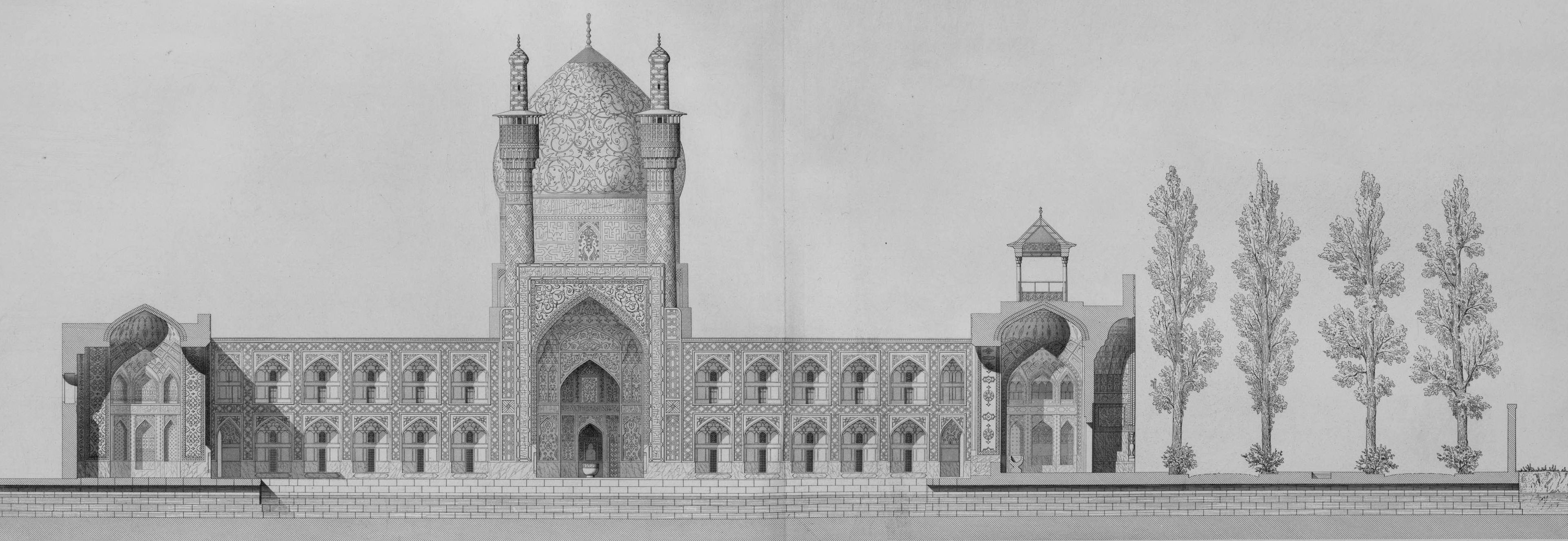
مدرسه مادر شاه سلطان حسین، روبرو
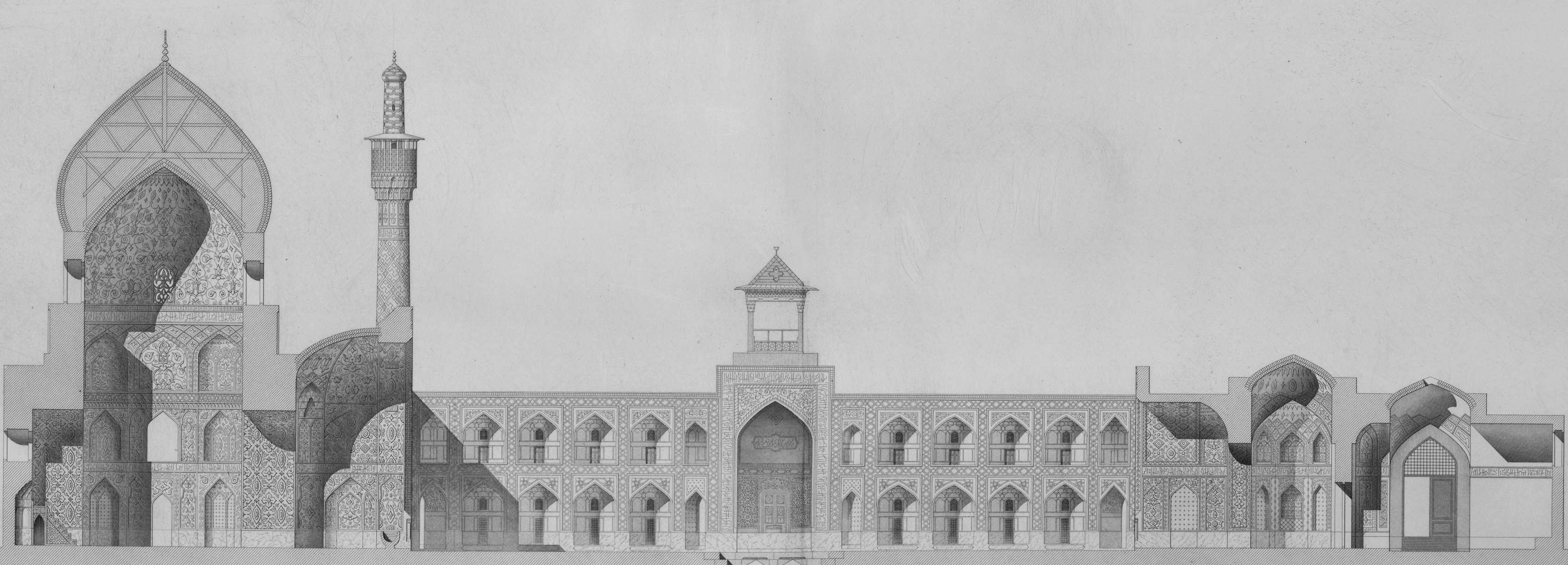
مدرسه مادر شاه سلطان حسین، روبرو
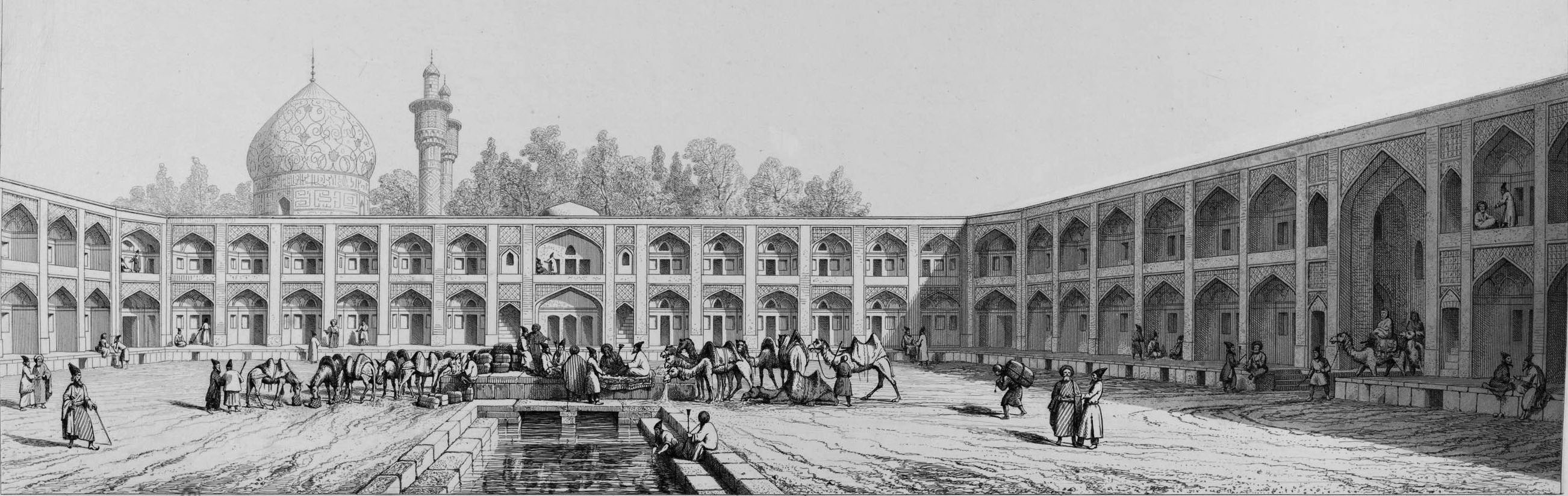
کاروانسرای مادر شاه سلطان حسین
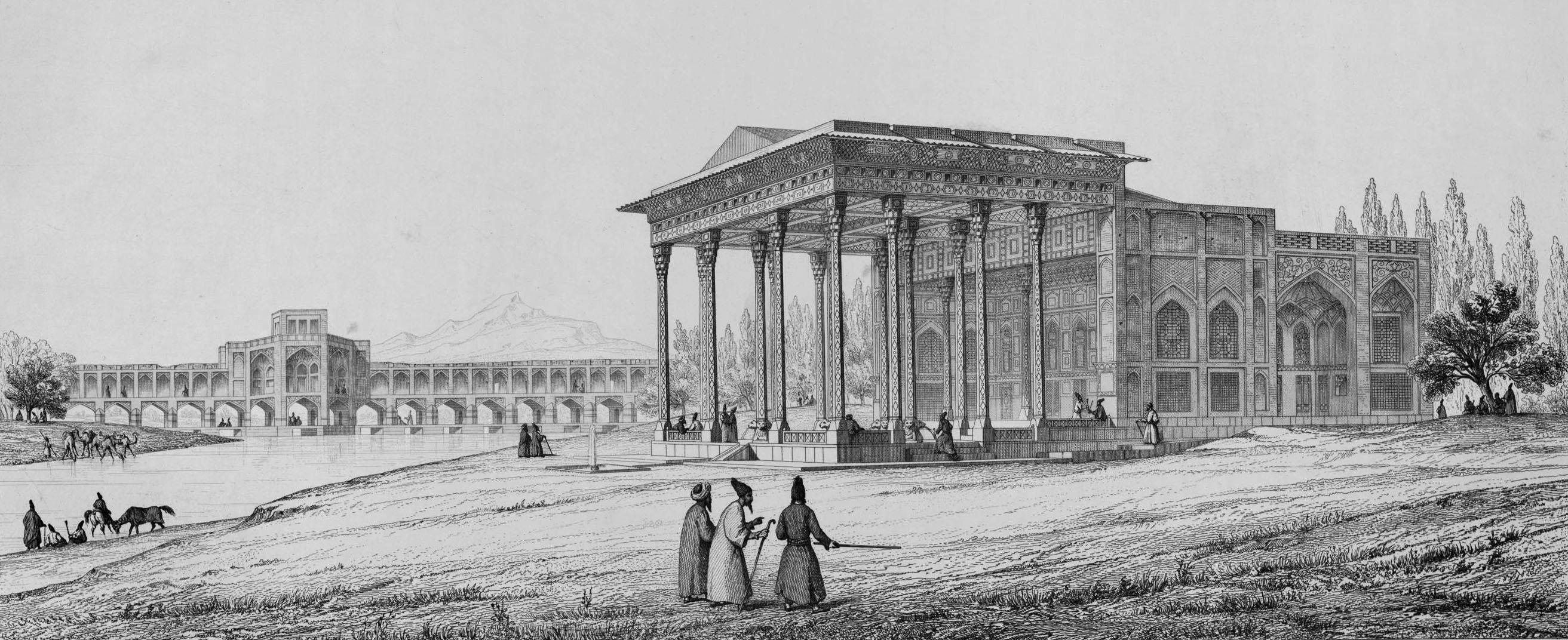
پاویون کوشک آیینه (خانه)، چشم انداز خارجی
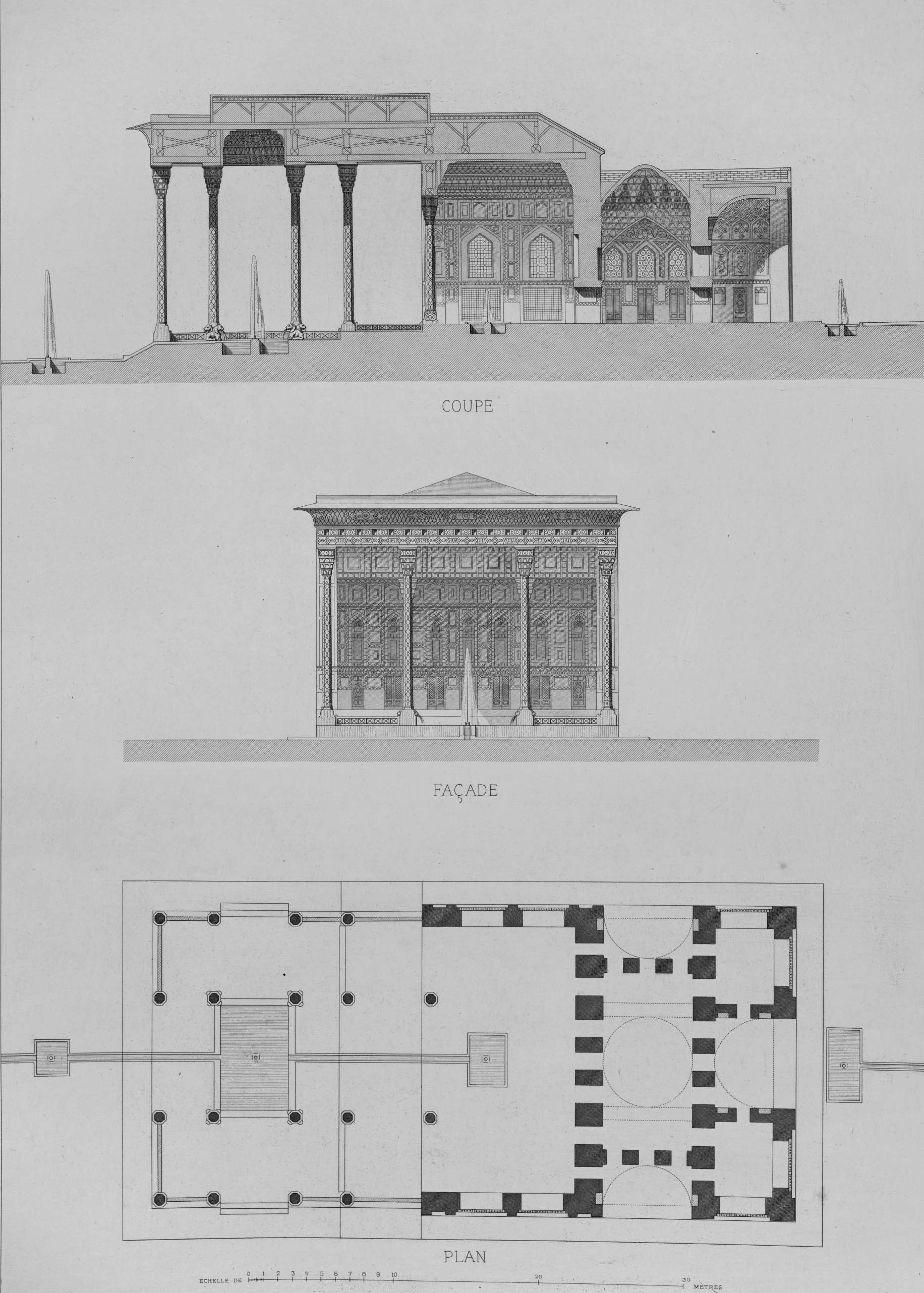
پاویون کوشک آیینه (خانه)، نقشه
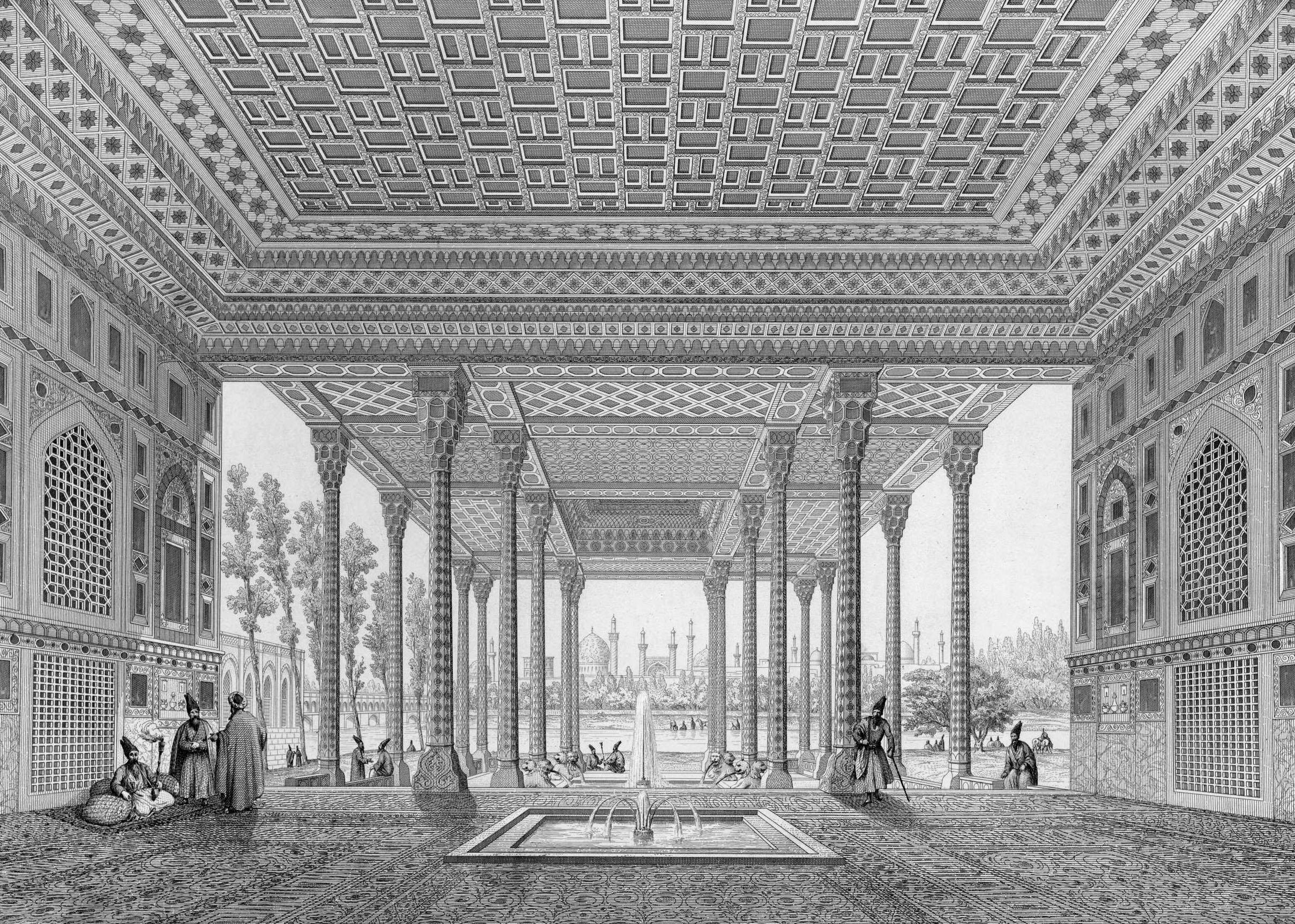
پاویون کوشک آیینه (خانه)، چشم انداز داخلی
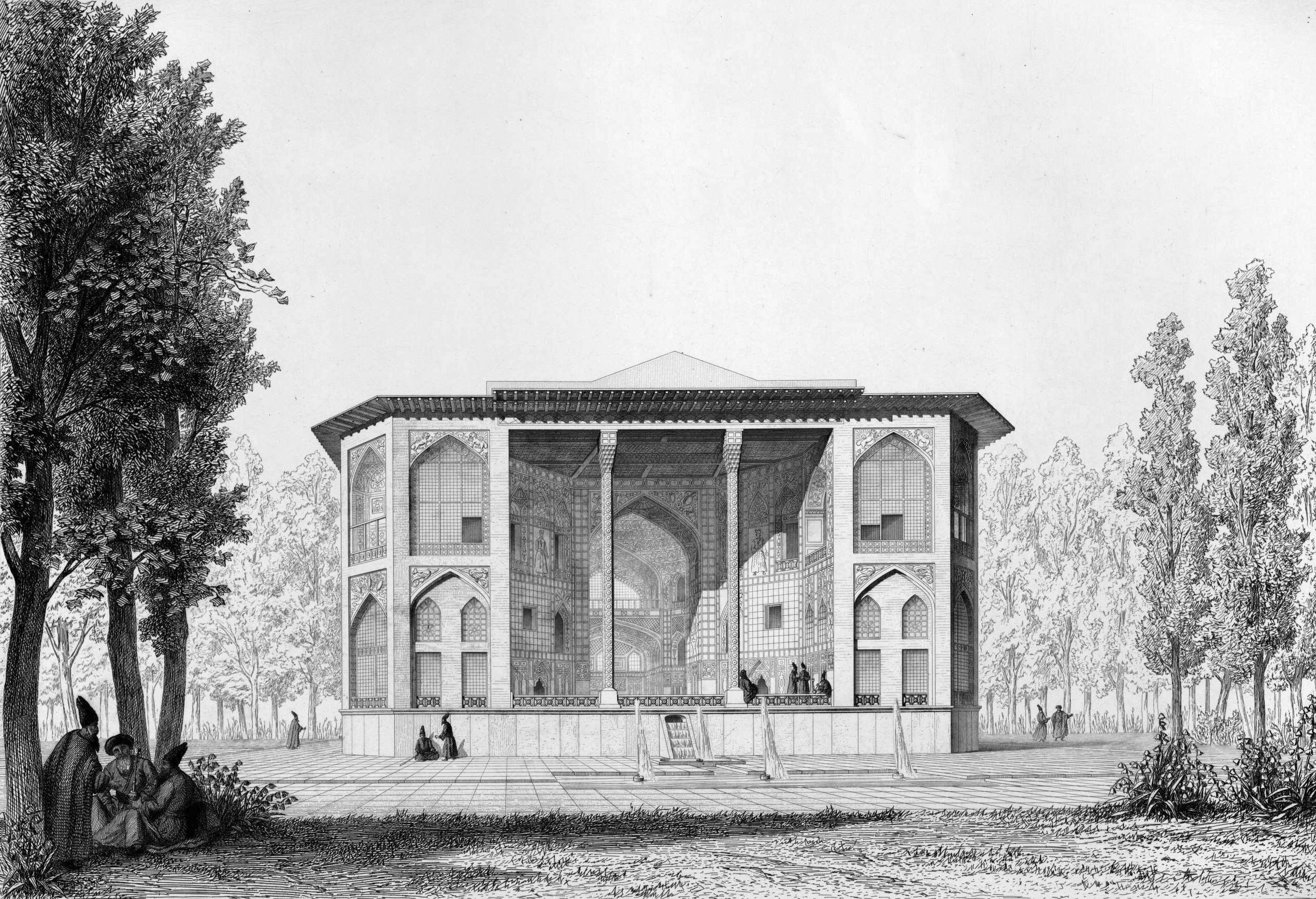
هشت‌بهشت (عمارت)، چشم انداز خارجی
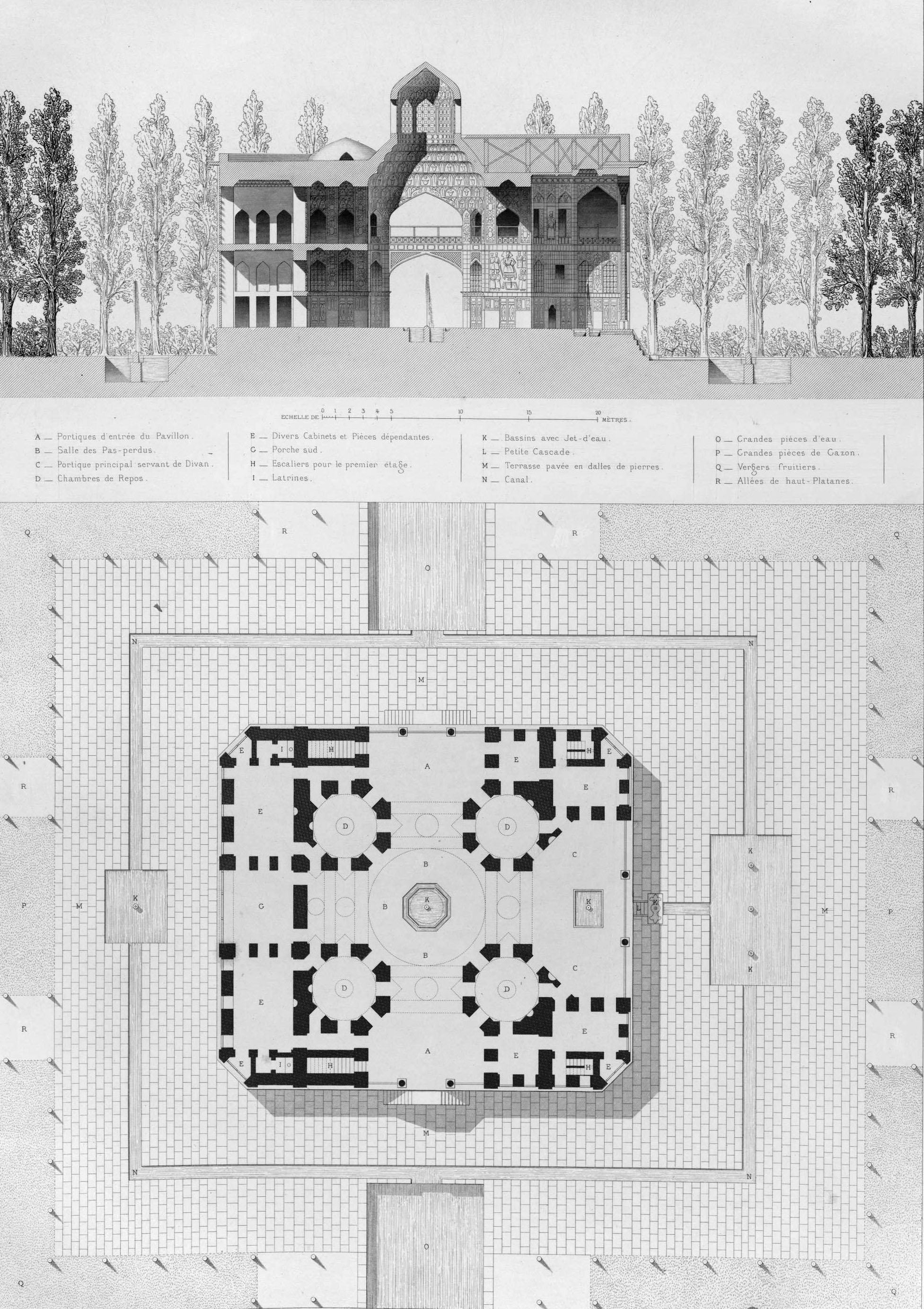
هشت‌بهشت (عمارت)، روبرو
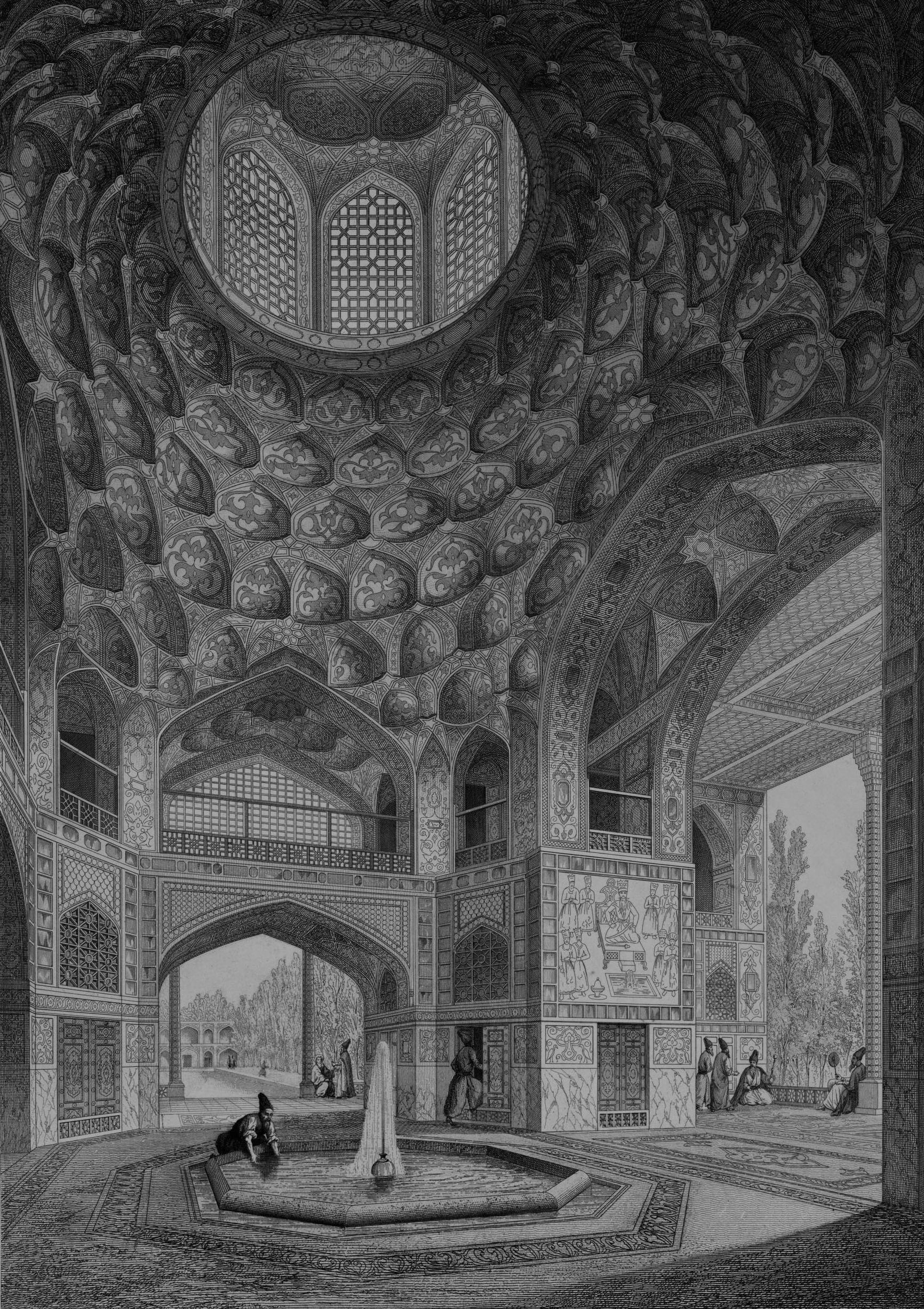
هشت‌بهشت (عمارت)، چشم انداز داخلی
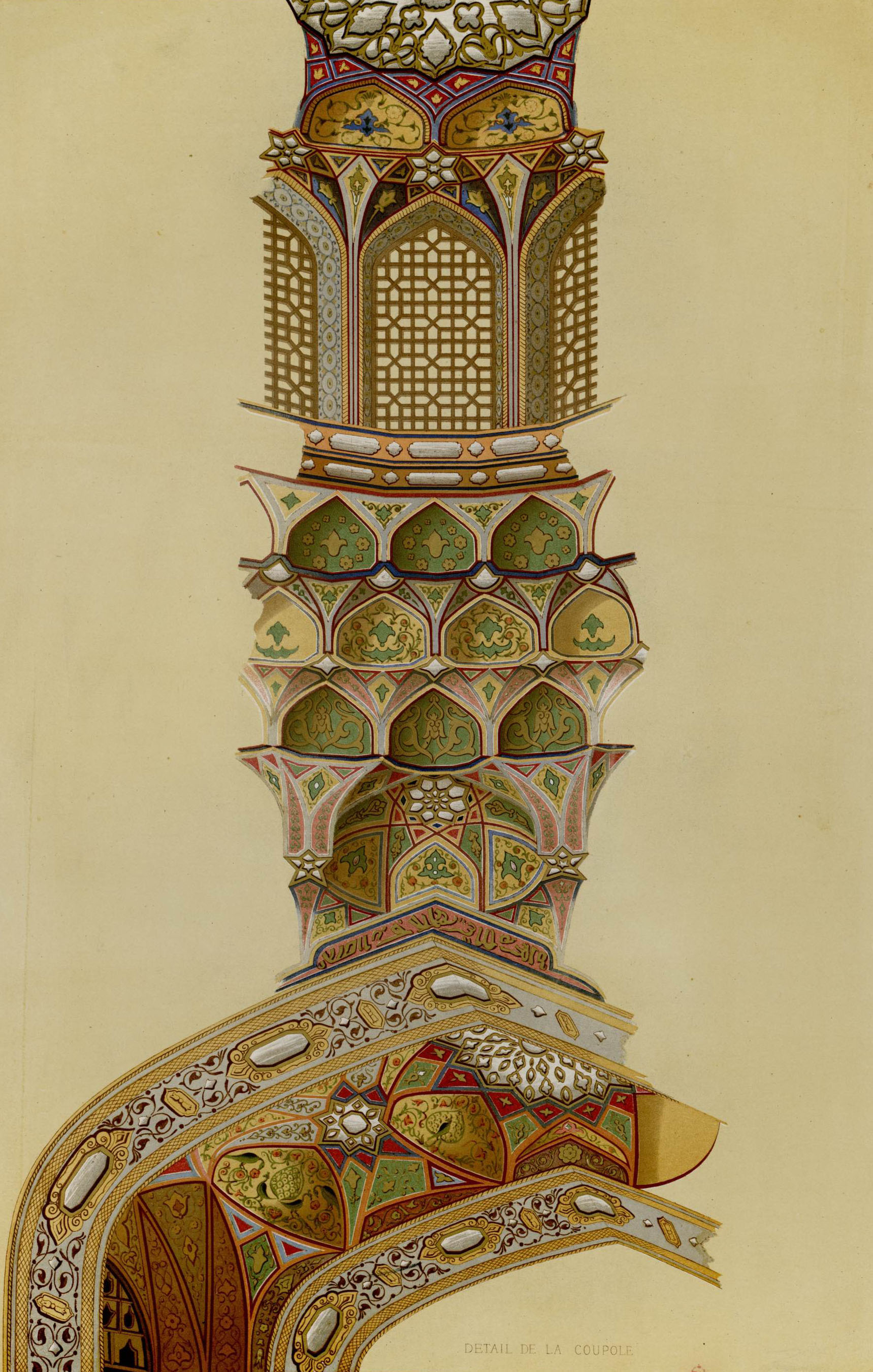
هشت‌بهشت (عمارت)، جزئیات گنبد
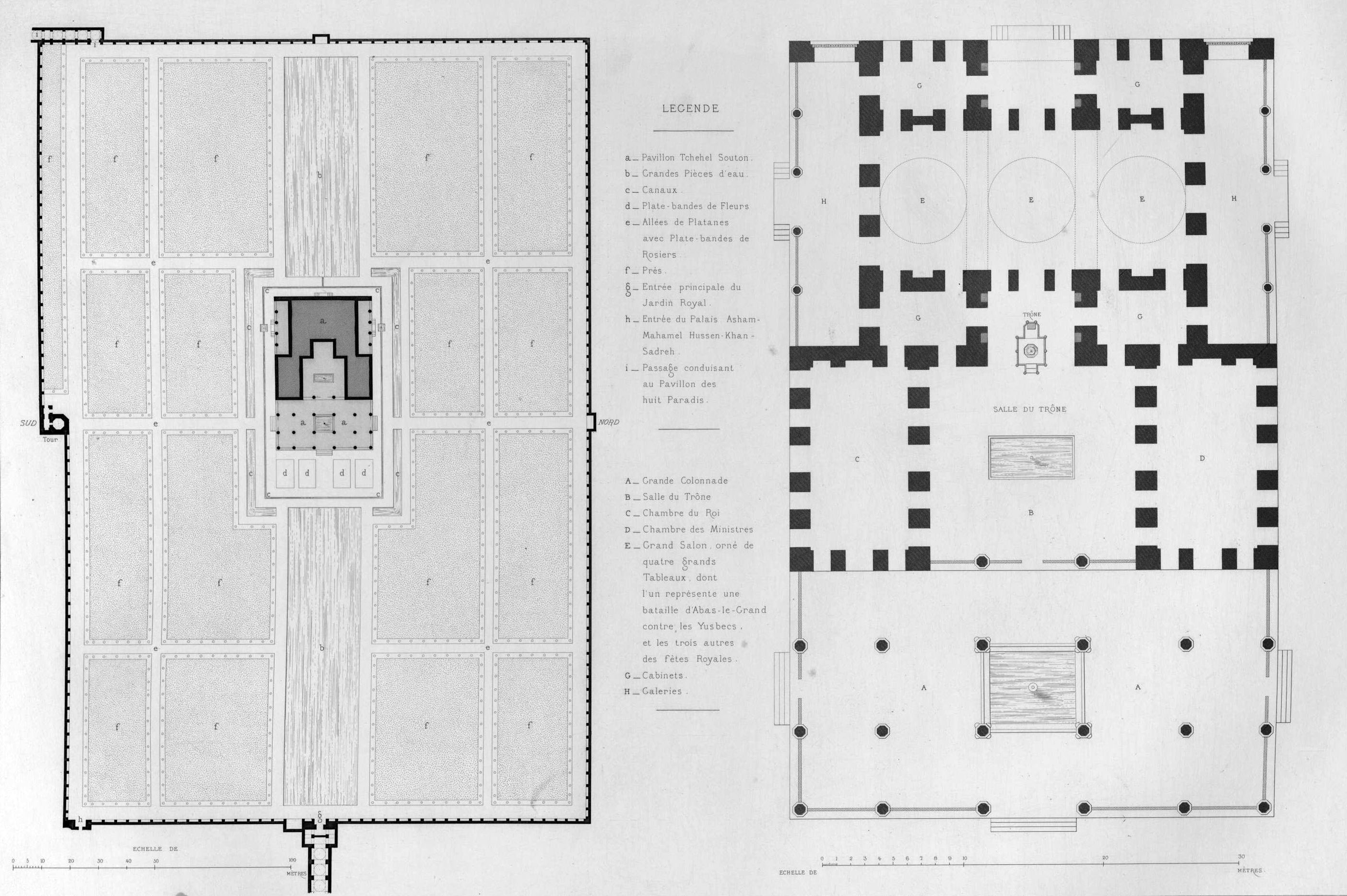
باغ و پاویون چهل ستون، نقشه
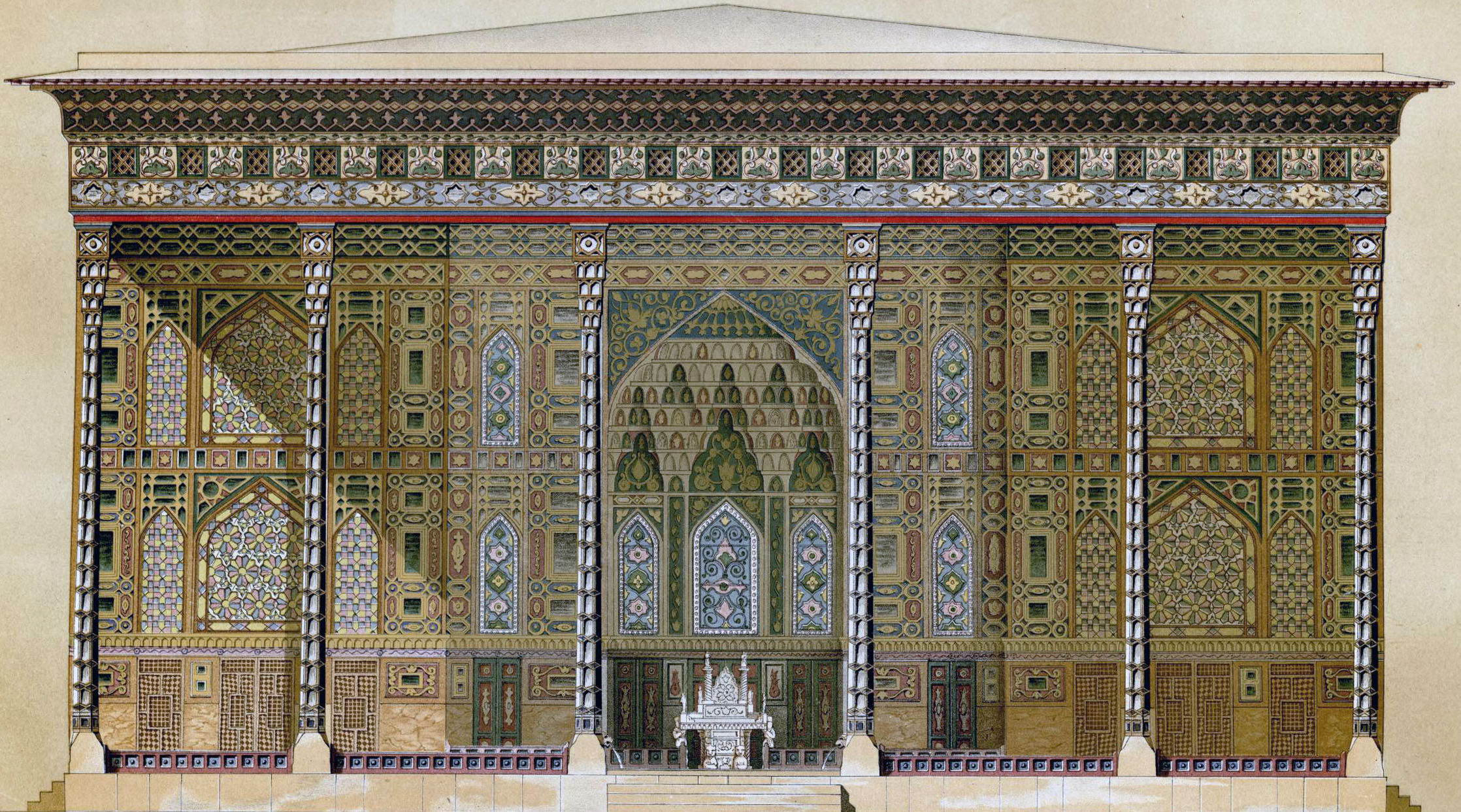
باغ و پاویون چهل ستون، نما
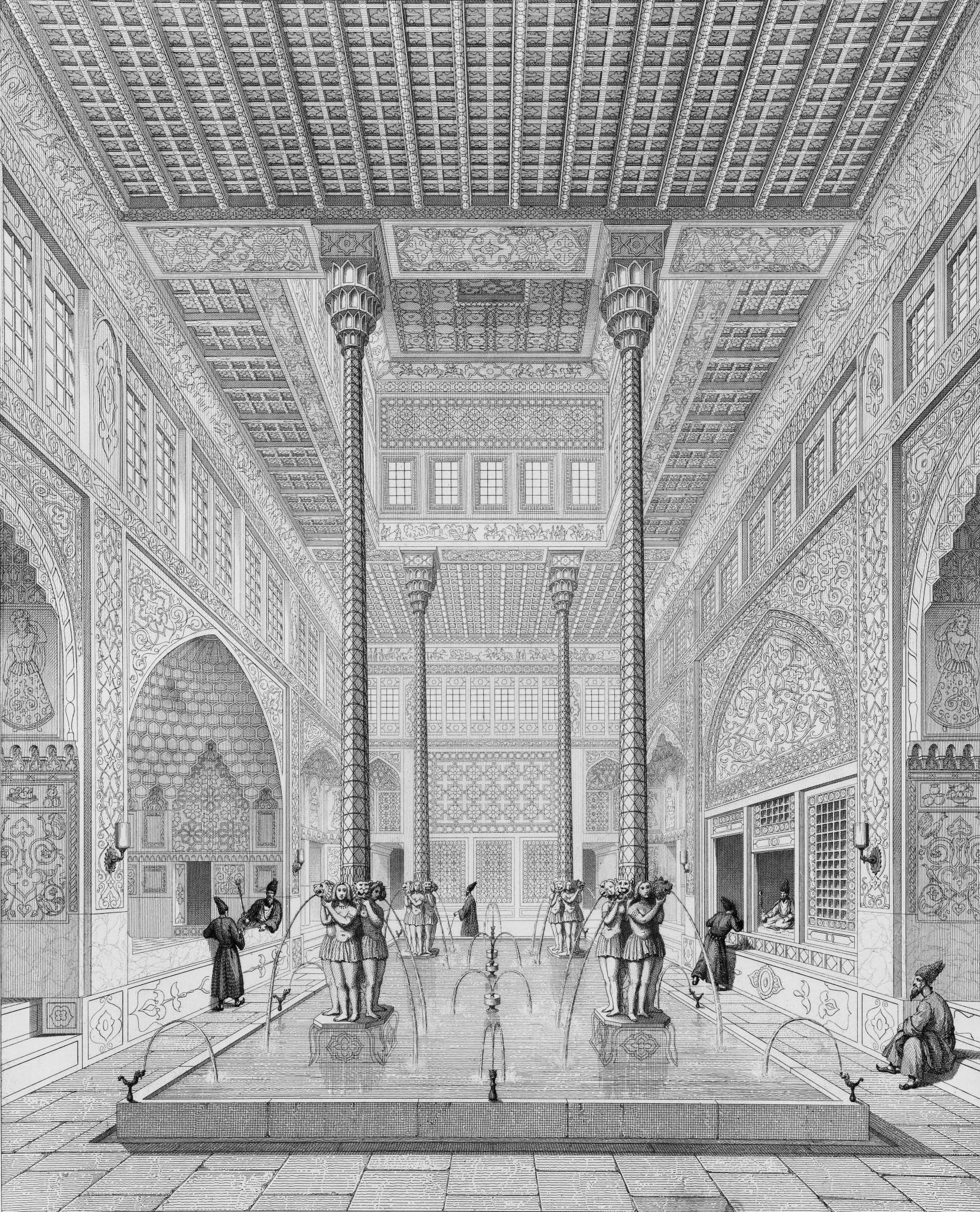
(محدوده چهل ستون) داخل کاخ چهارباغ
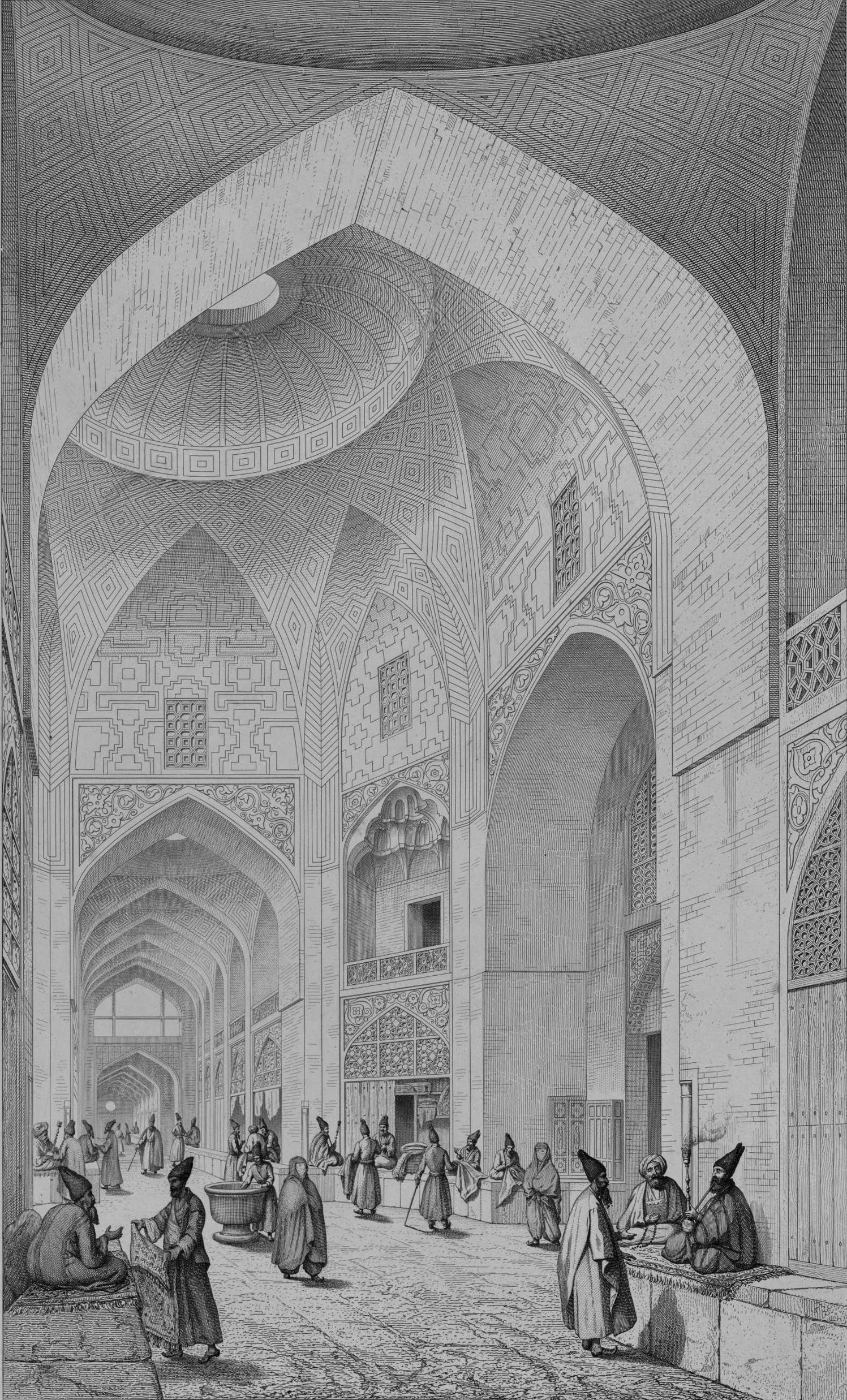
بازار خیاط‌ها (بازار قیصریه)
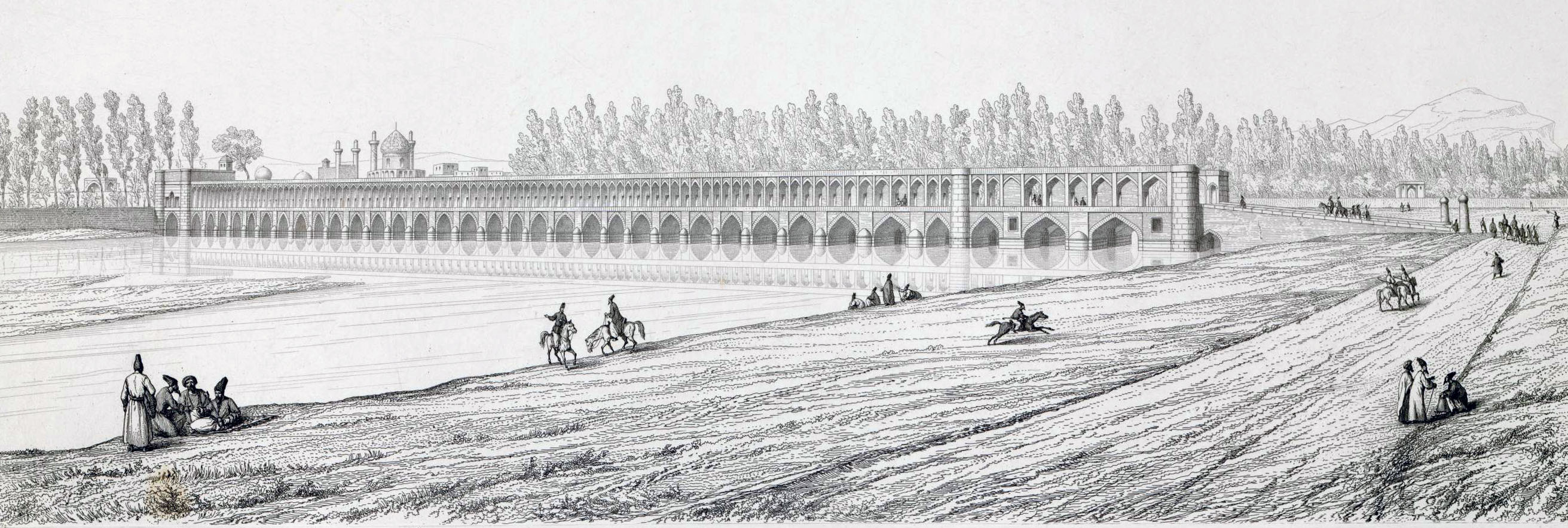
پل الله وردی خان، چشم انداز بزرگ
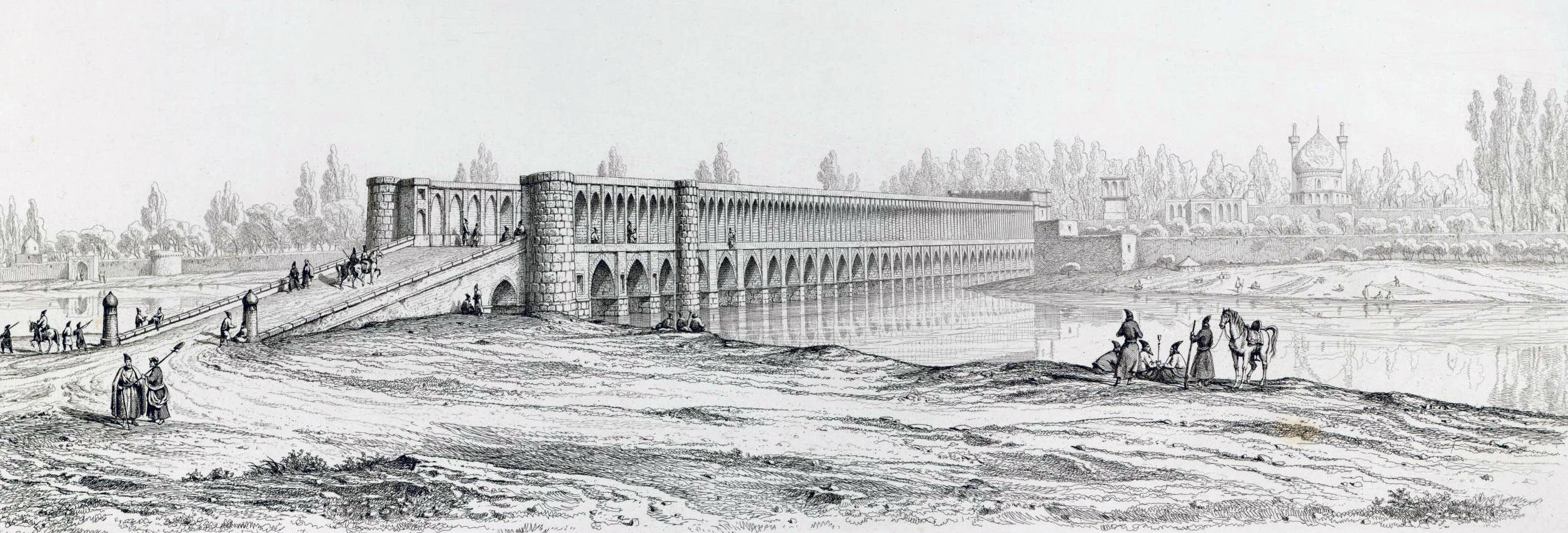
پل الله وردی خان، چشم انداز دوم
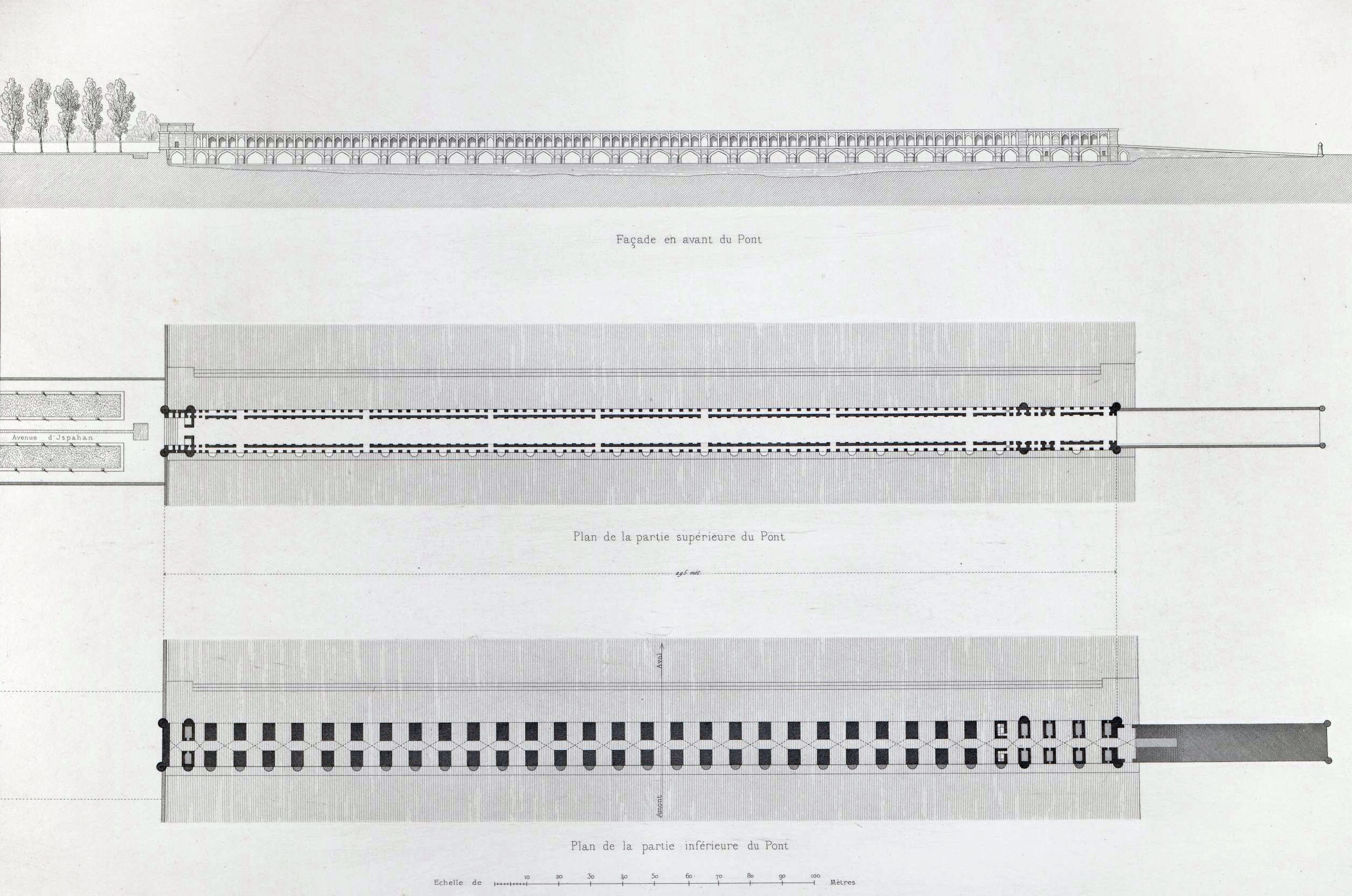
پل الله وردی خان، نقشه‌ها
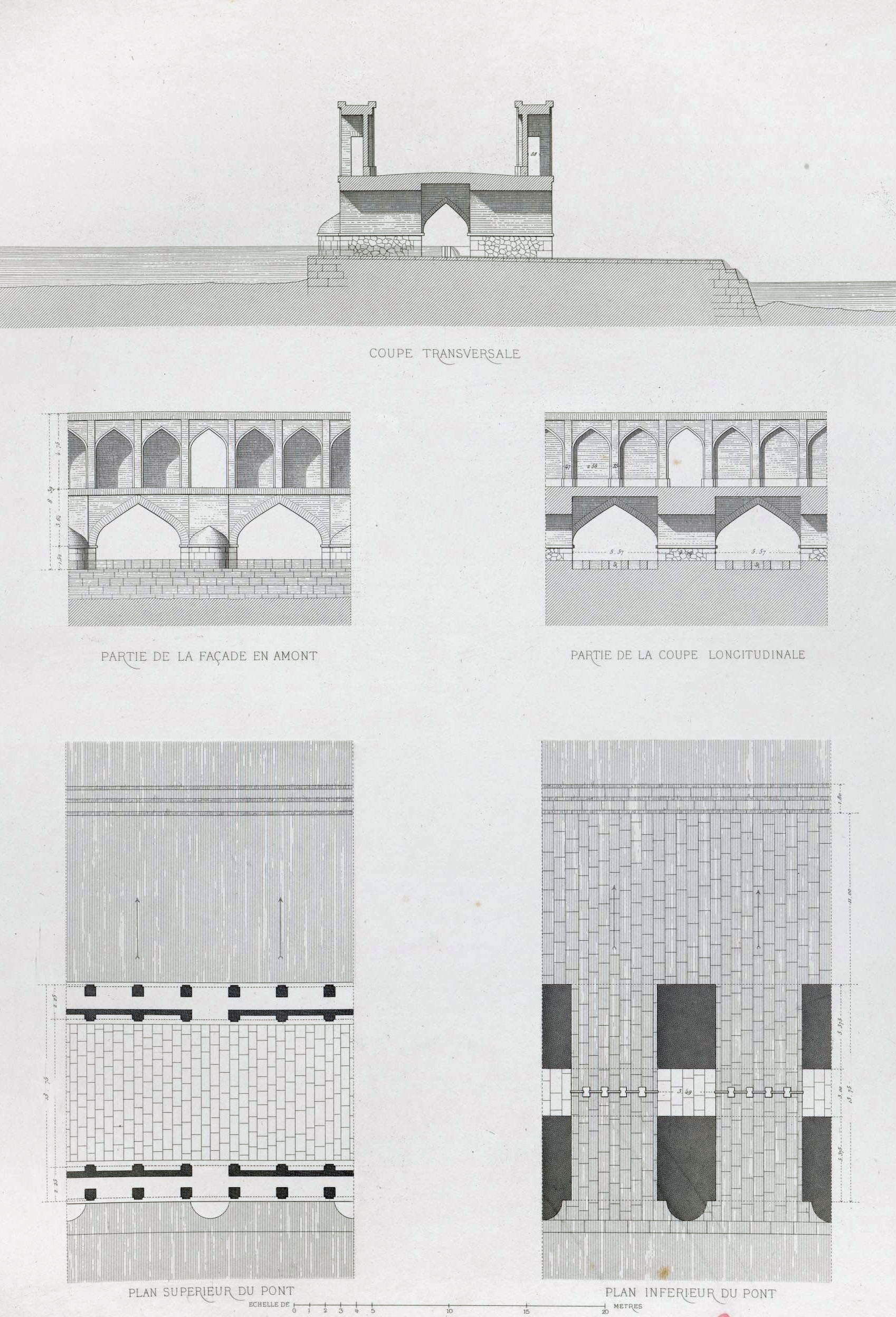
پل الله وردی خان، روبرو ، جزئیات مختلف
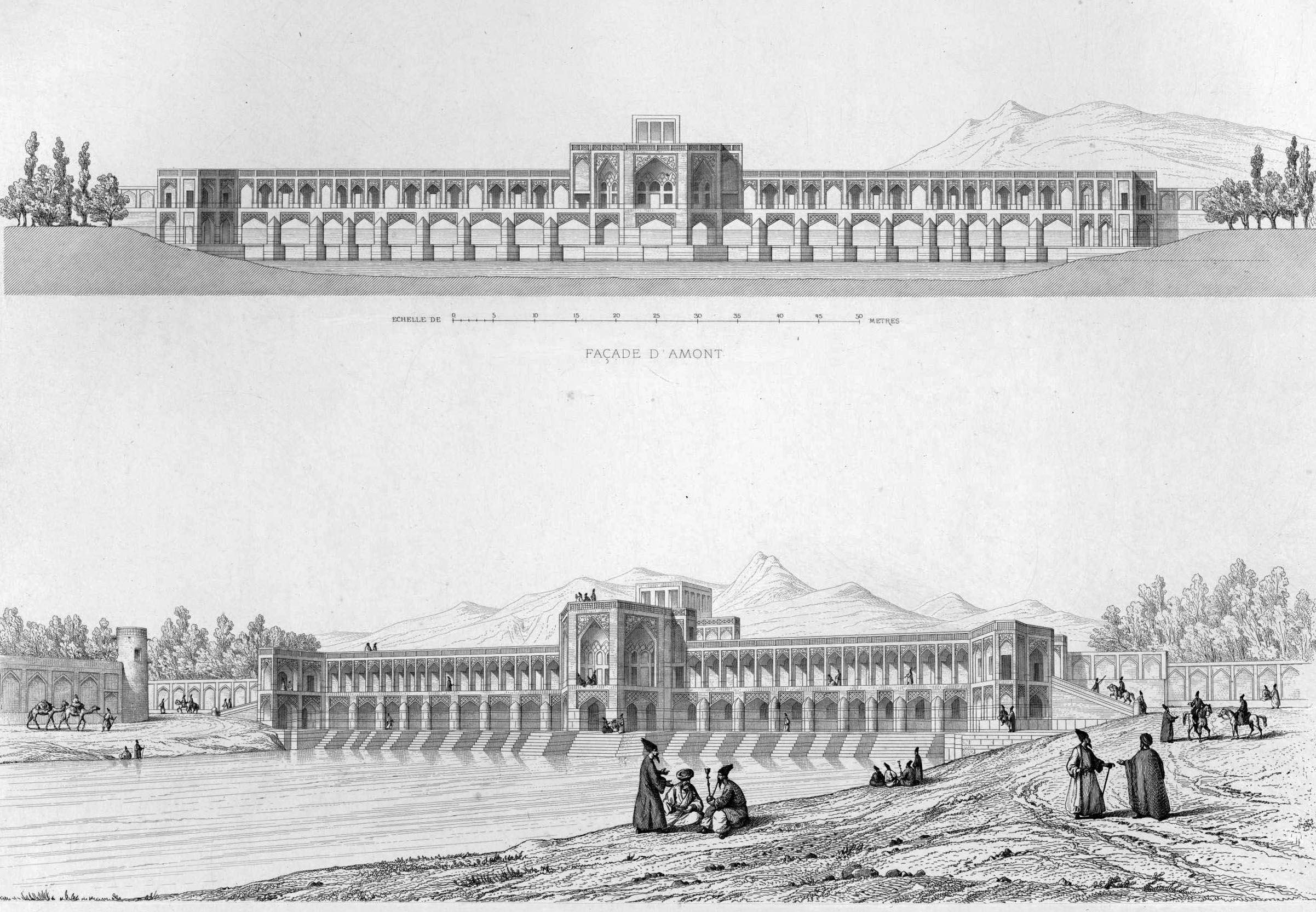
پل حسن بیک (خواجو)، چشم انداز
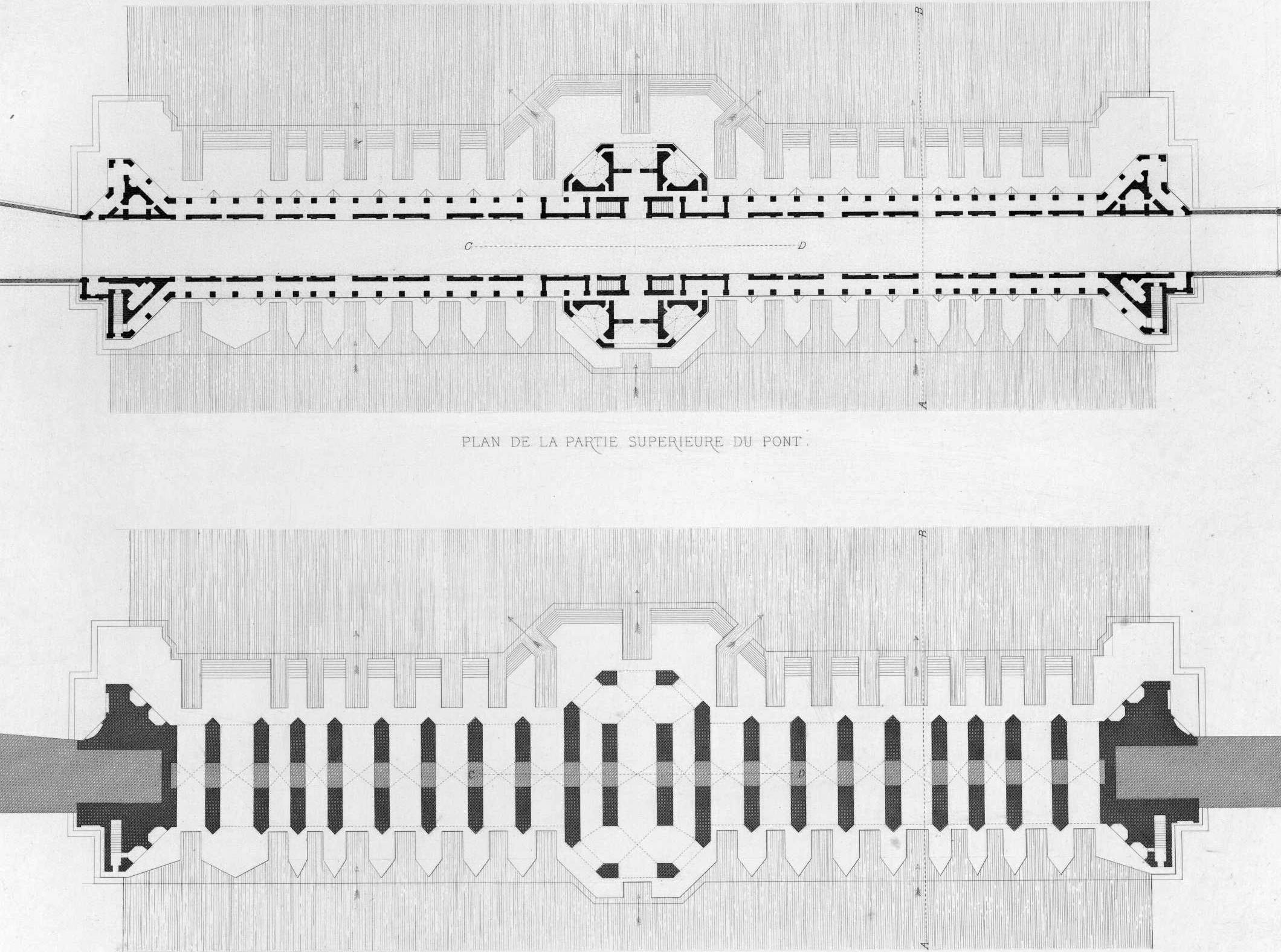
پل حسن بیک (خواجو)، نقشه قسمت بالا و پایین
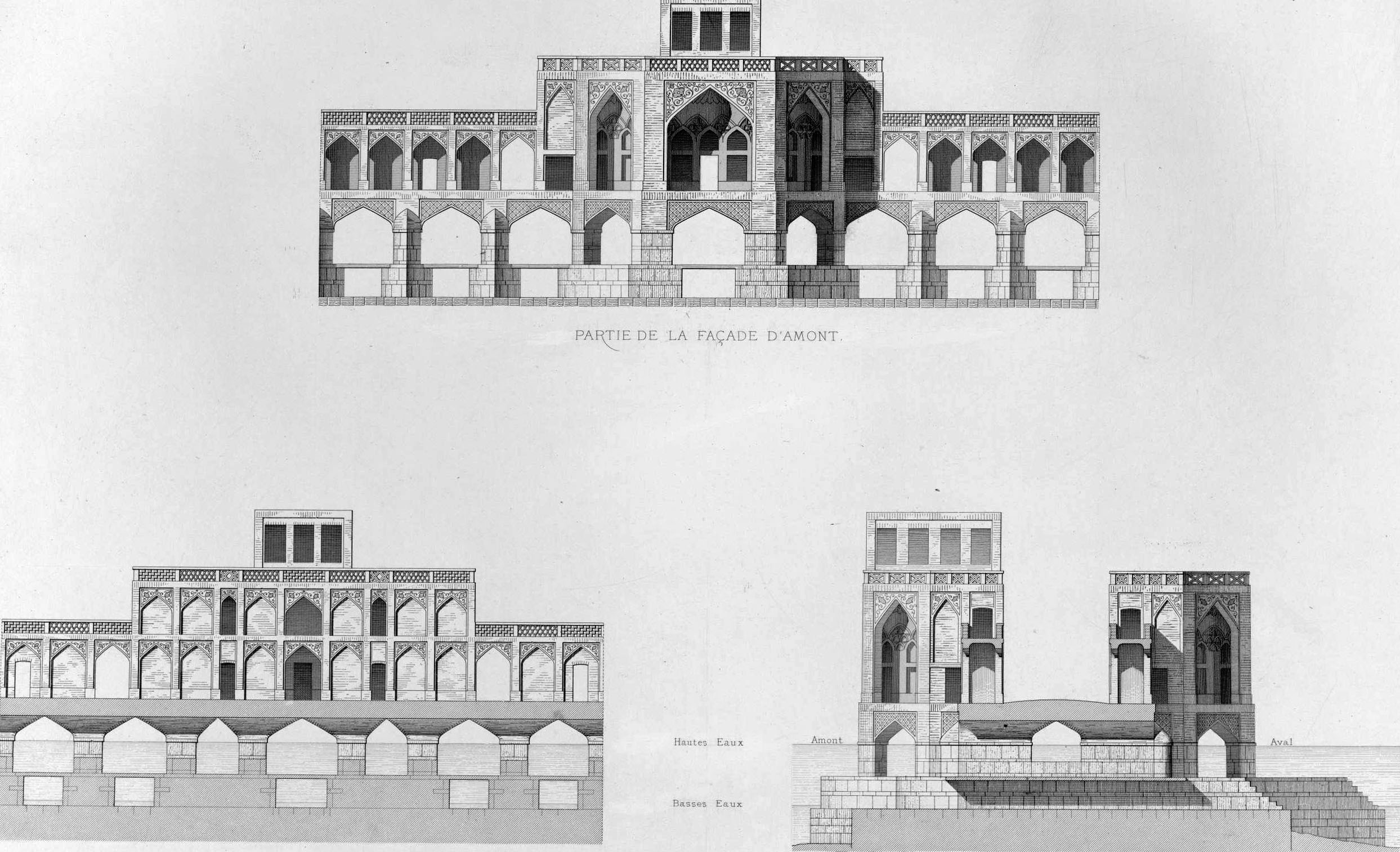
پل حسن بیک (خواجو)، بخشی از نمای بالادست ، روبرو
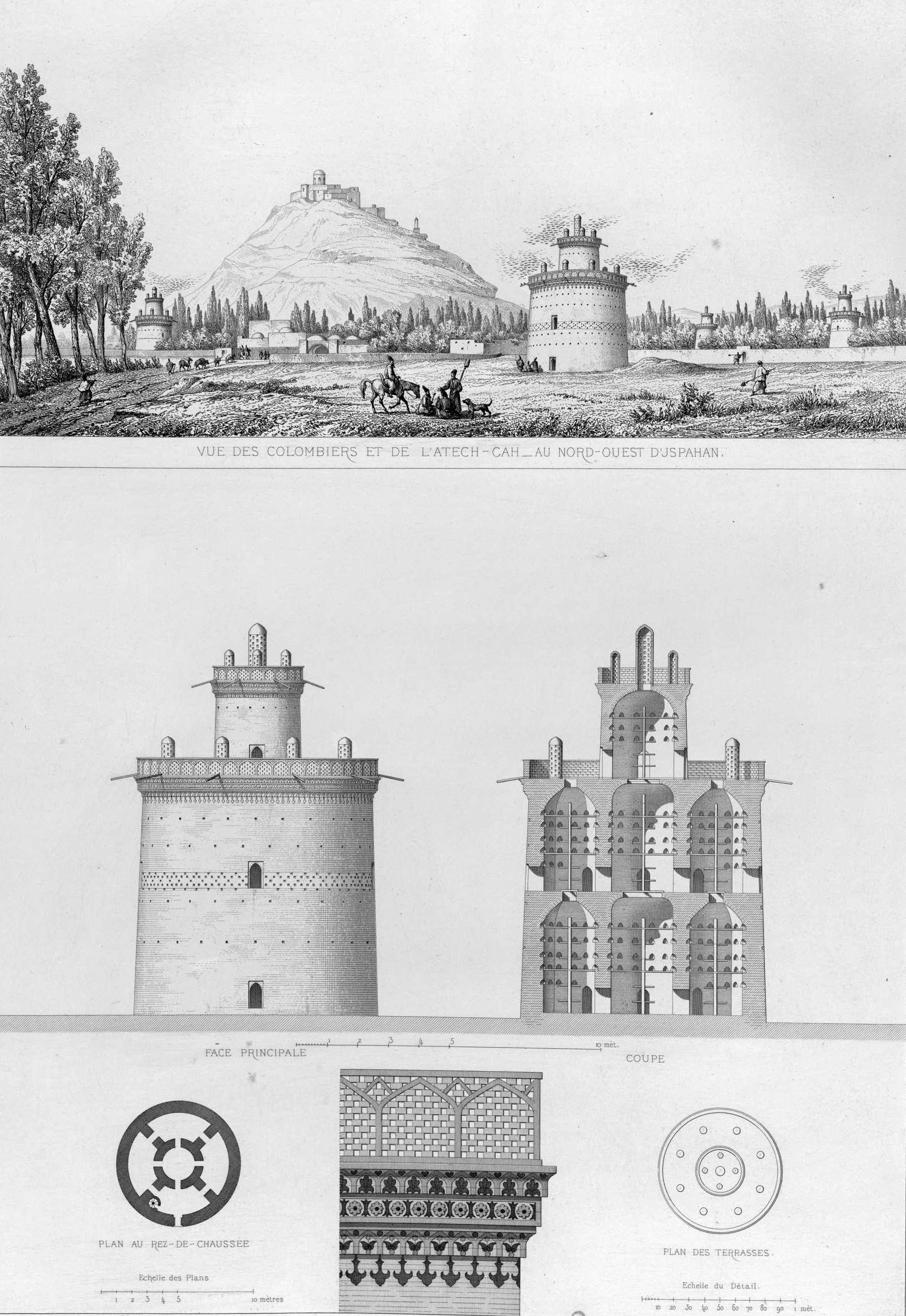
جزئیات یک کبوترخانه
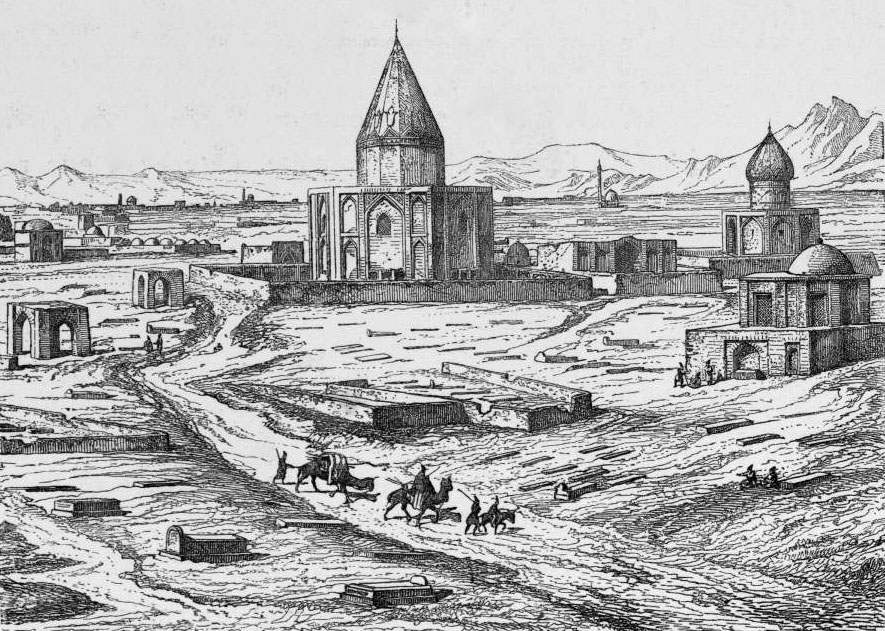
خانقاه درویشان (آرامگاه بابا رکن‌الدین)
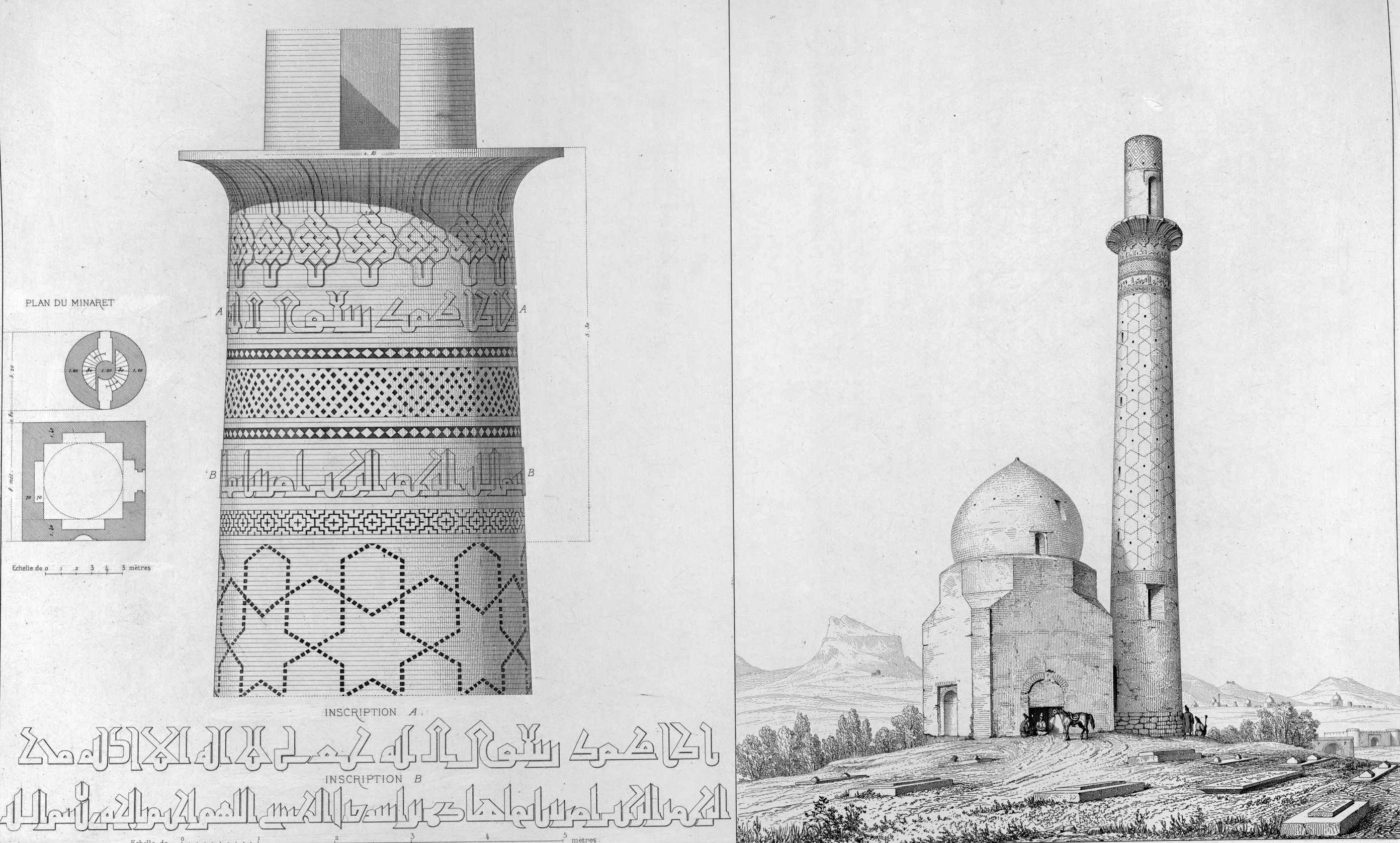
نمایش جزئیات و مناره شهرستان
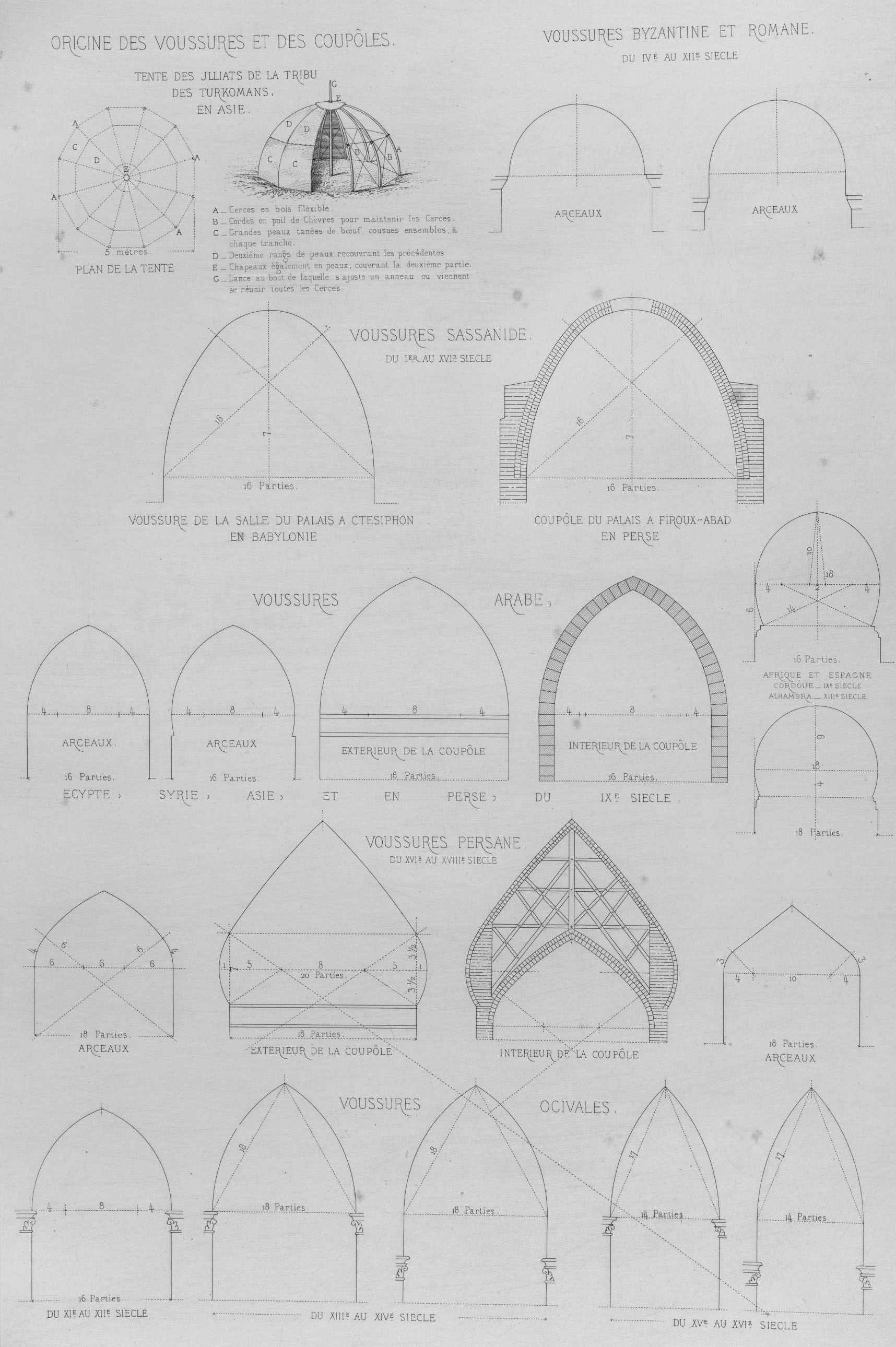
مقایسه معماری گنبدها

## کمیجان،همدان،نهاوندوکنگاور

### اوژن فلاندن

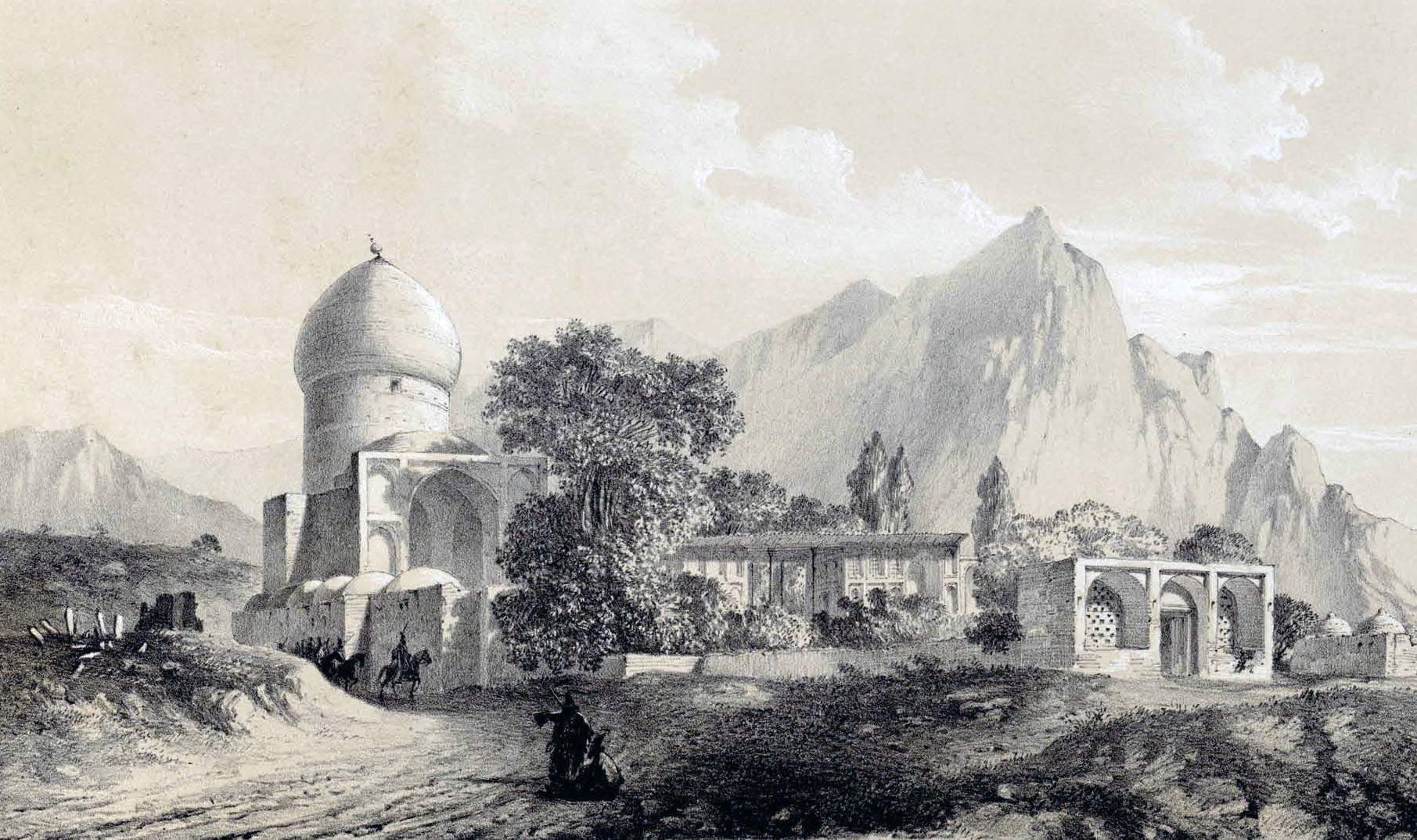
امامزاده کمیجان ، عراق عجم (شاهزاده حسین یا حاجی رضوان)
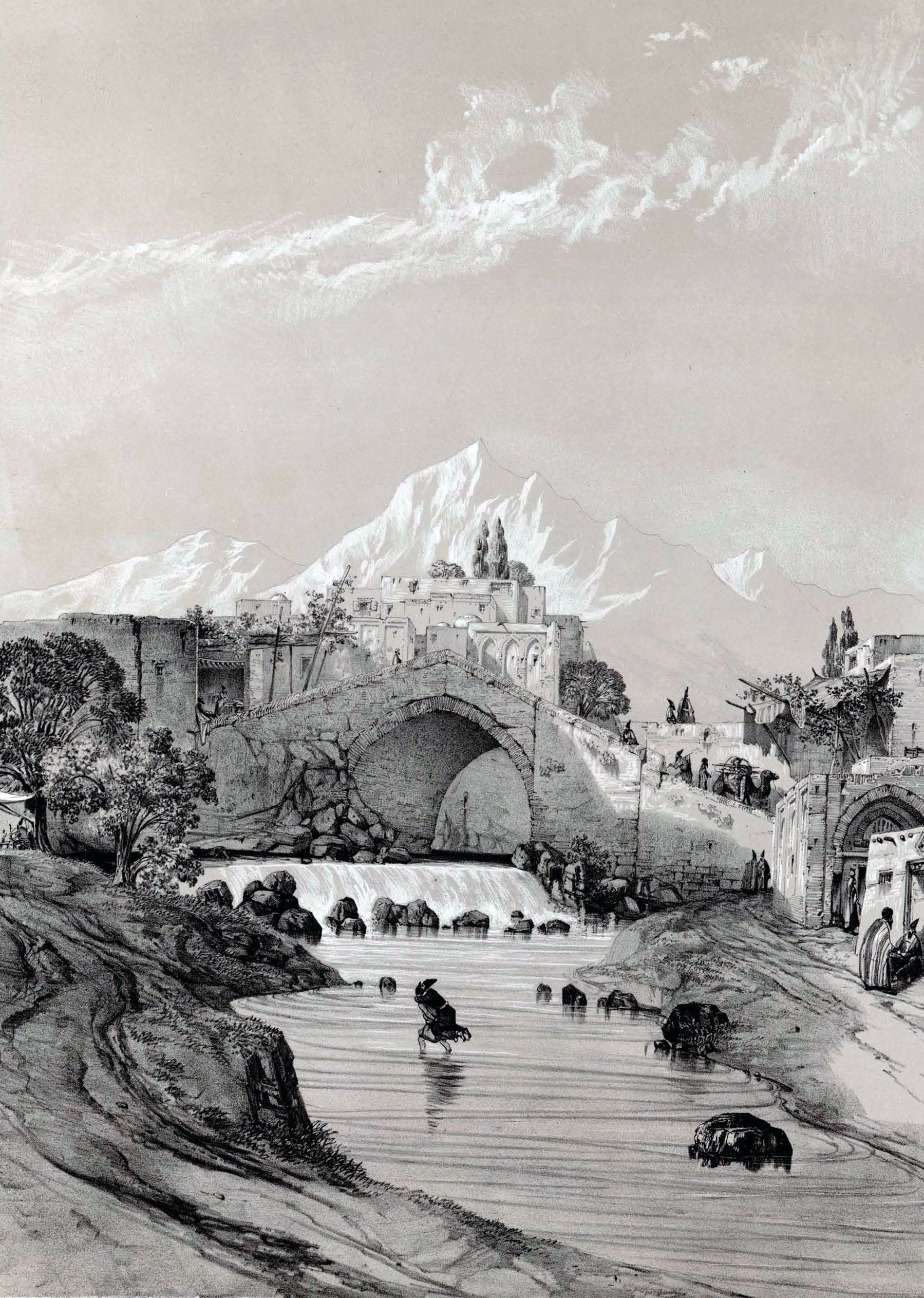
همدان (پل زرامین)
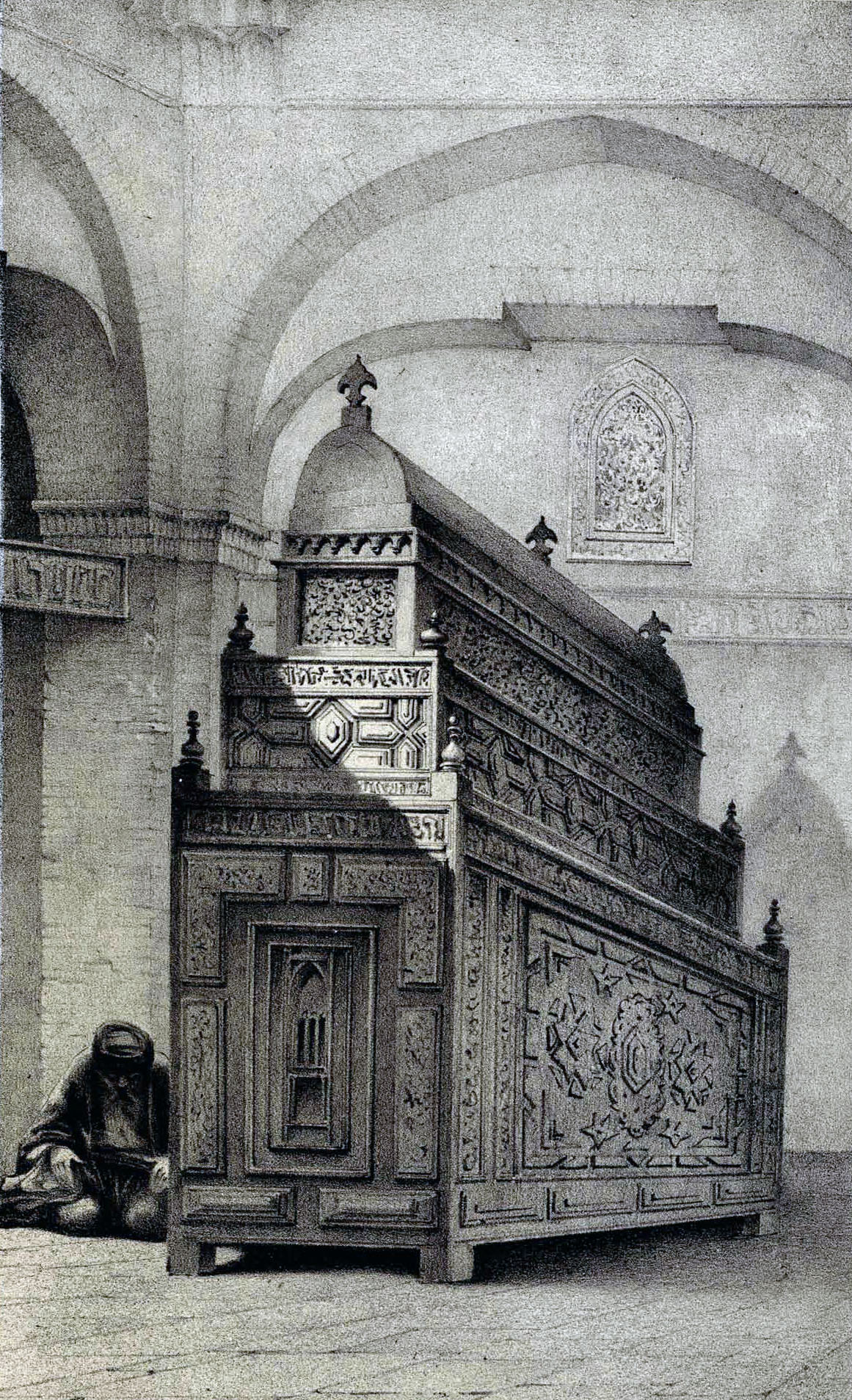
آرامگاه استر
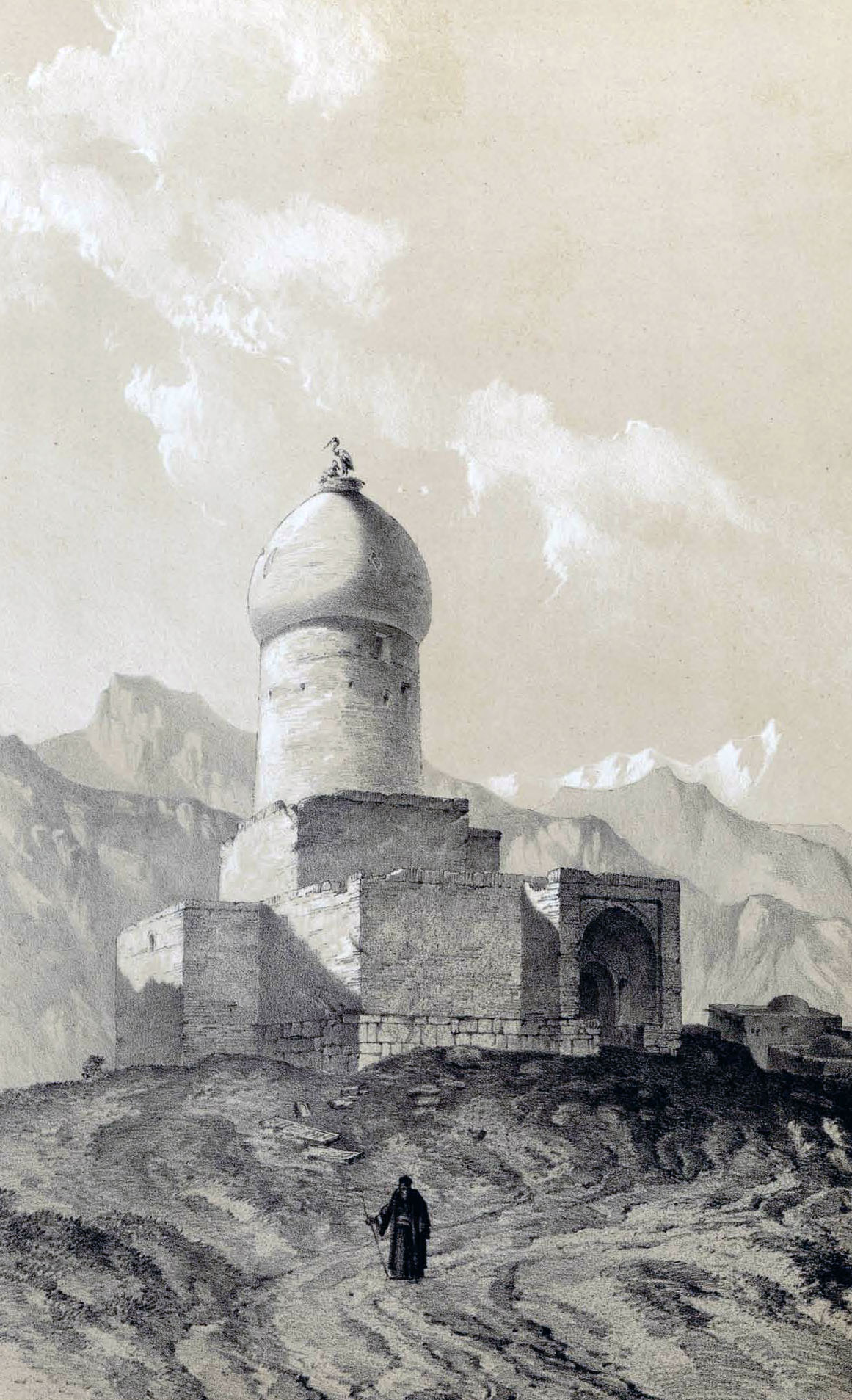
بنای یادبود استر و مردخای ، همدان
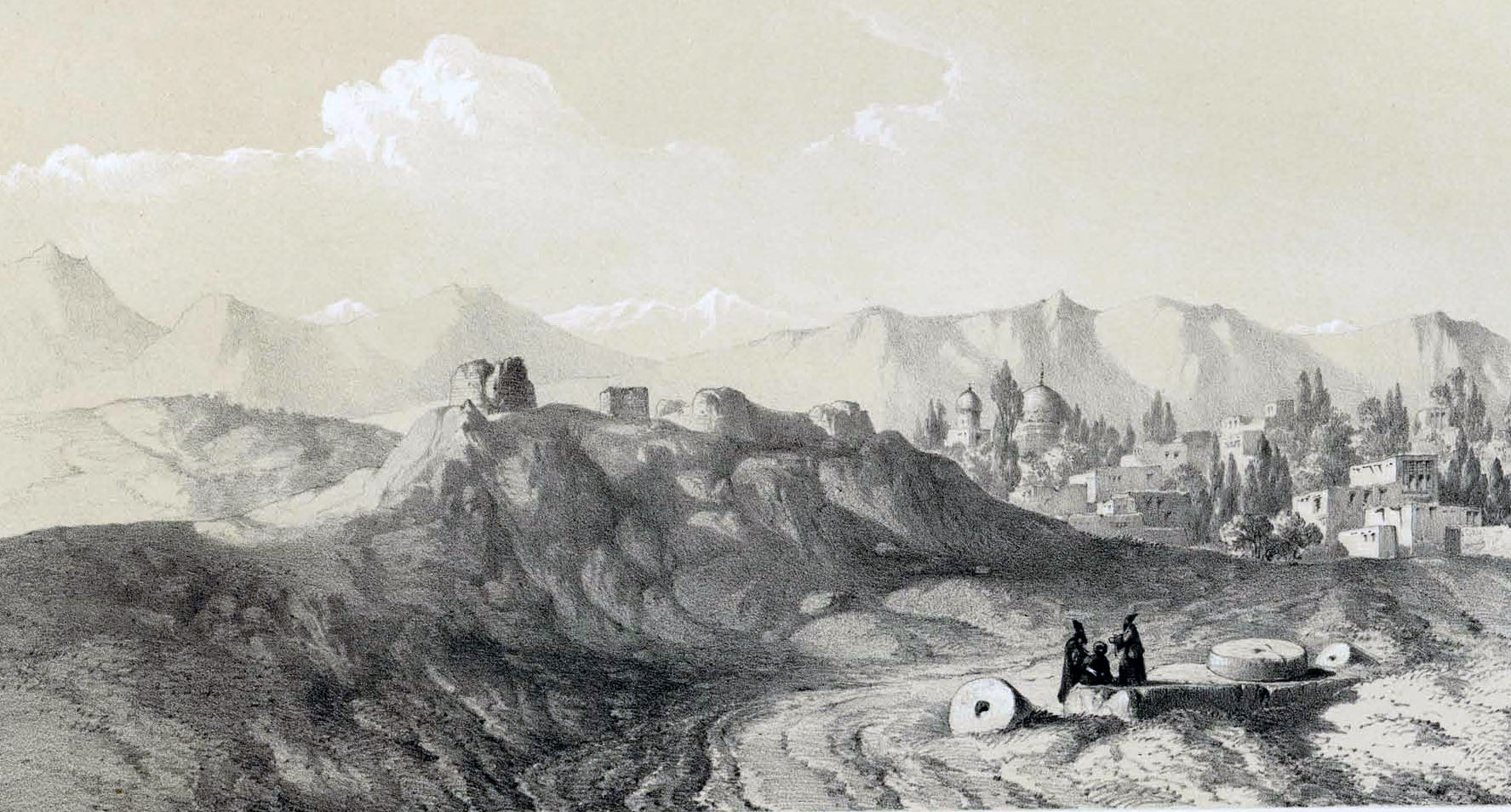
همدان
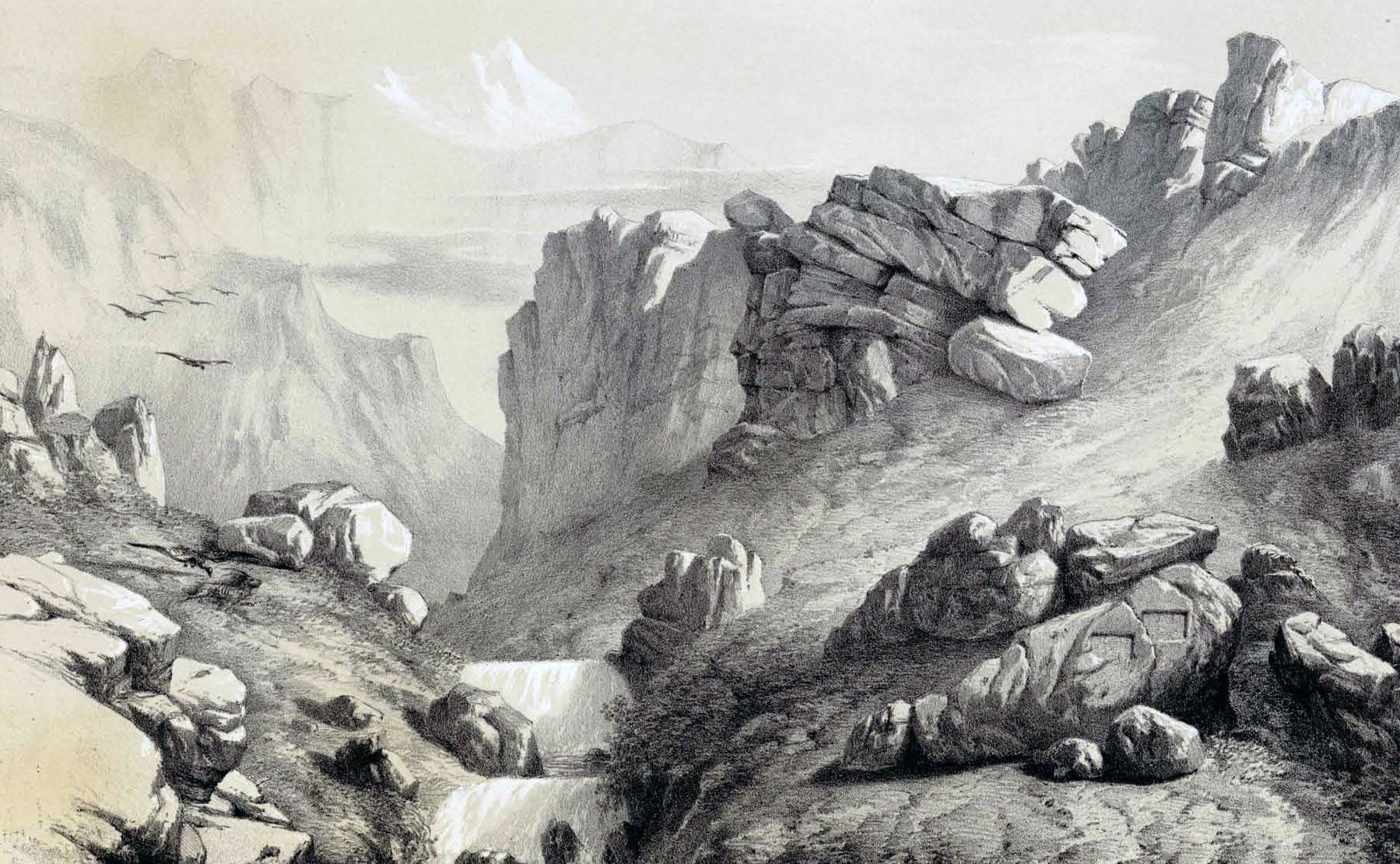
کوه الوند ، با لوح به خط میخی در نزدیکی همدان (گنجنامه)
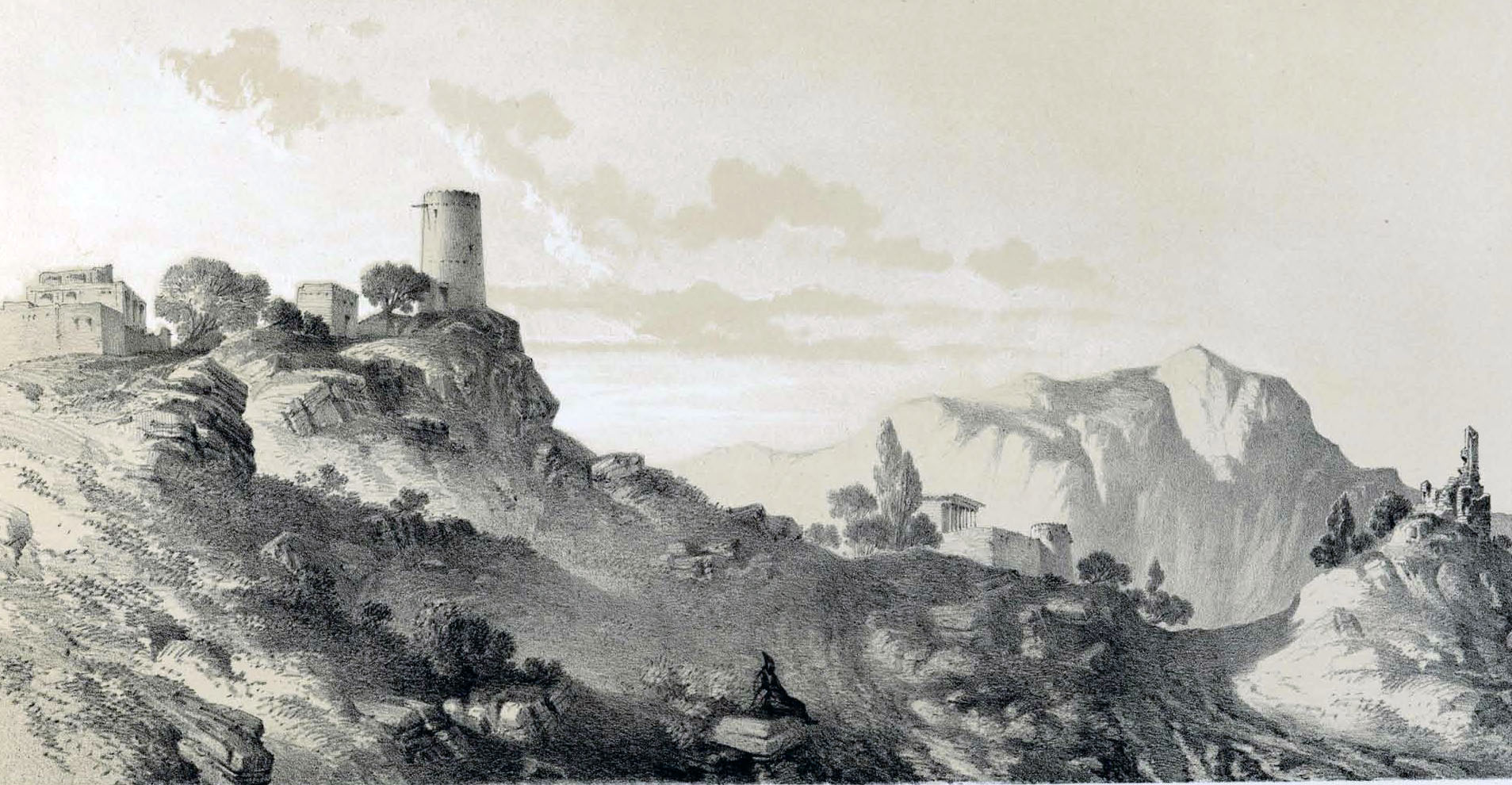
حدود کنگاور
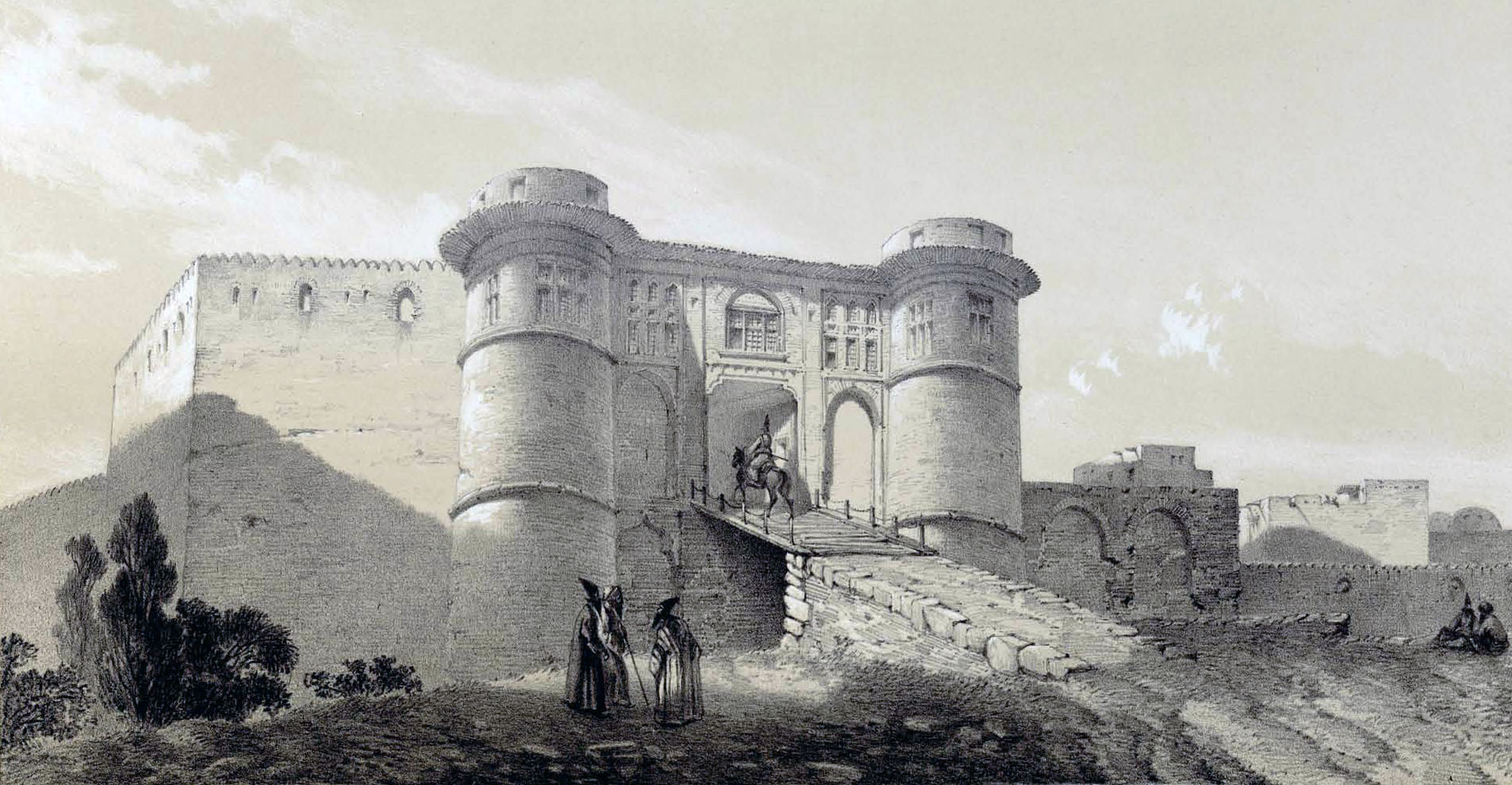
قلعه نهاوند
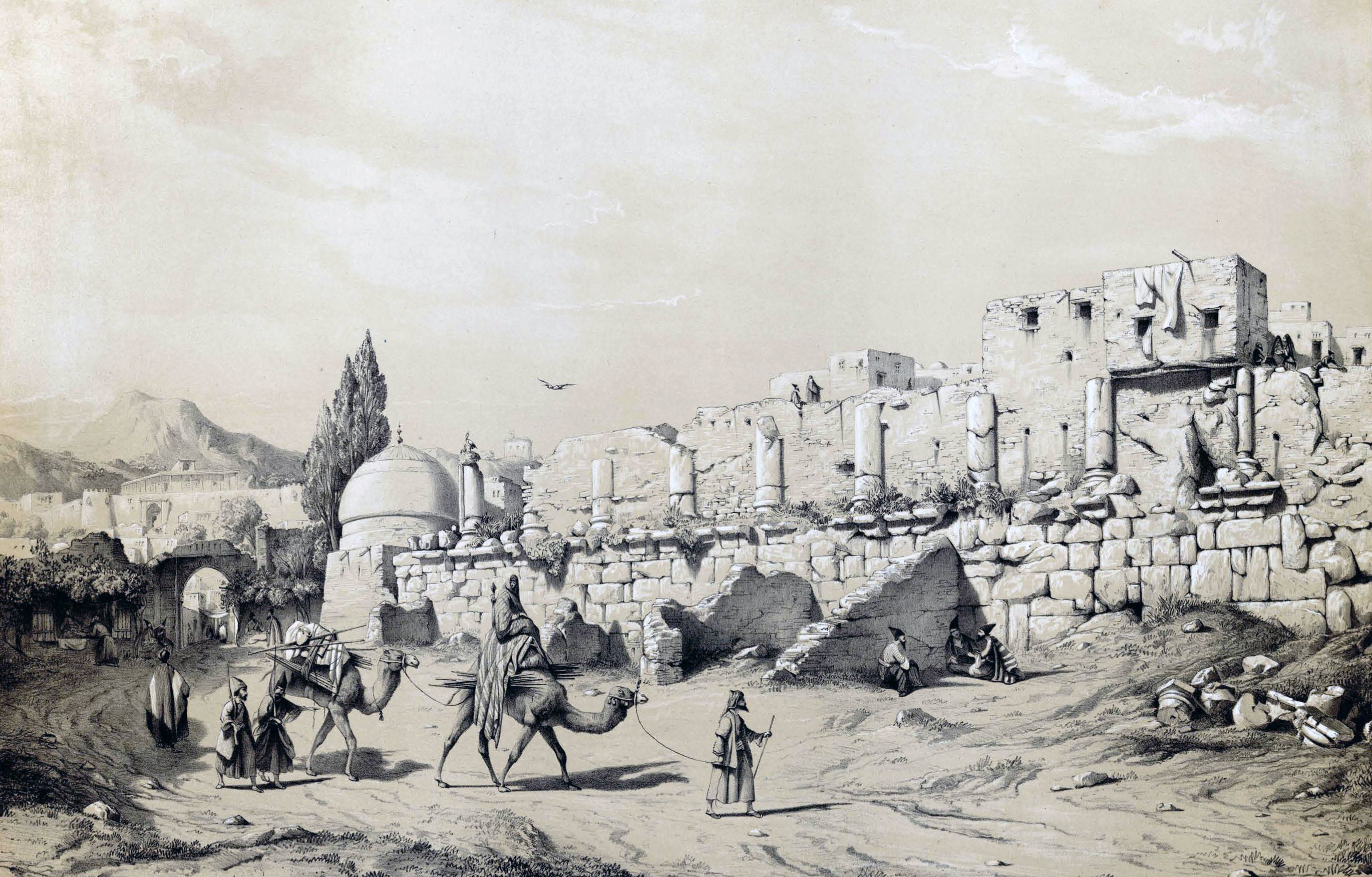
ویرانه‌های یک معبد یونانی ، کنگاور (معبد آناهیتا)
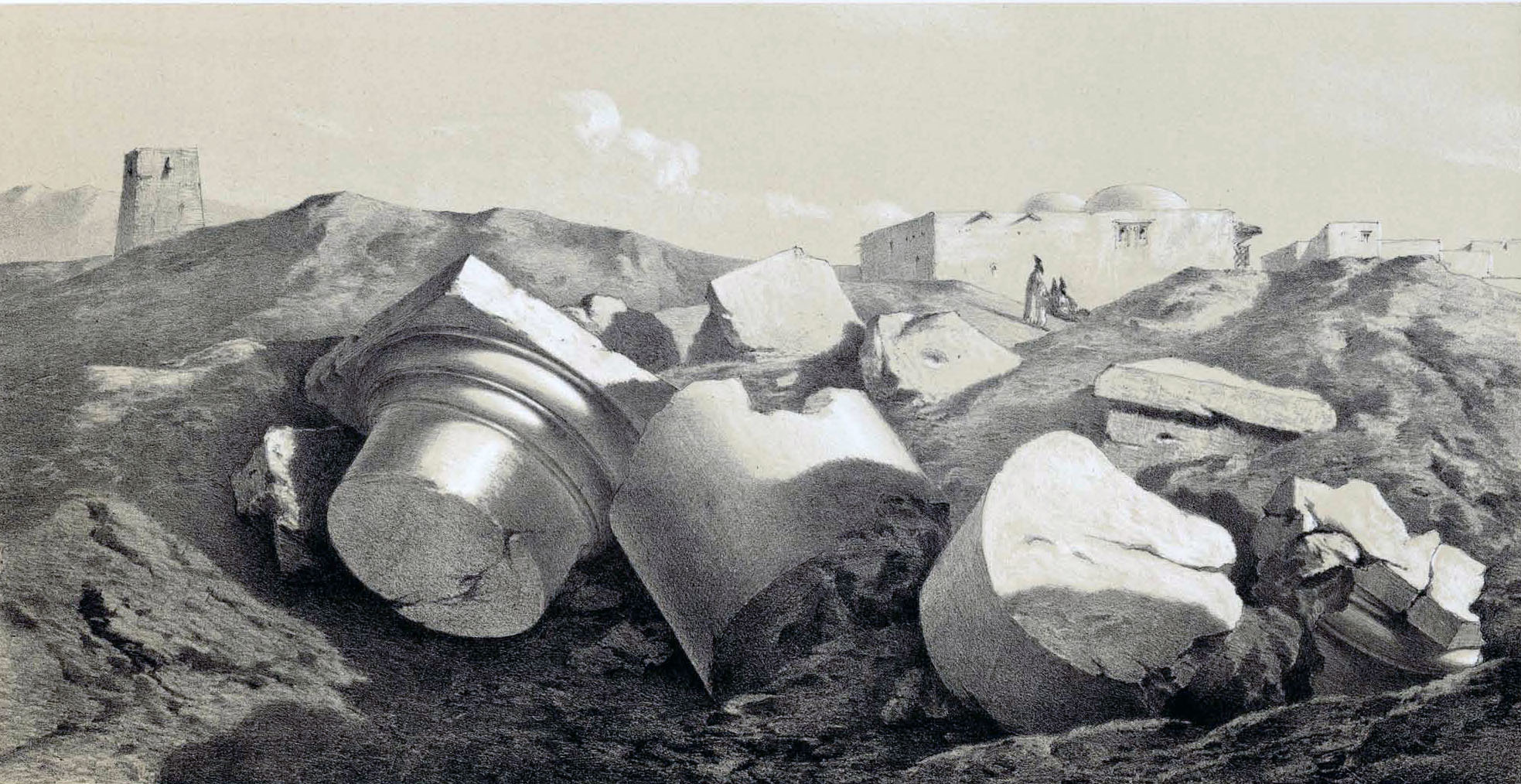
قطعاتی از ستون در کنگاور
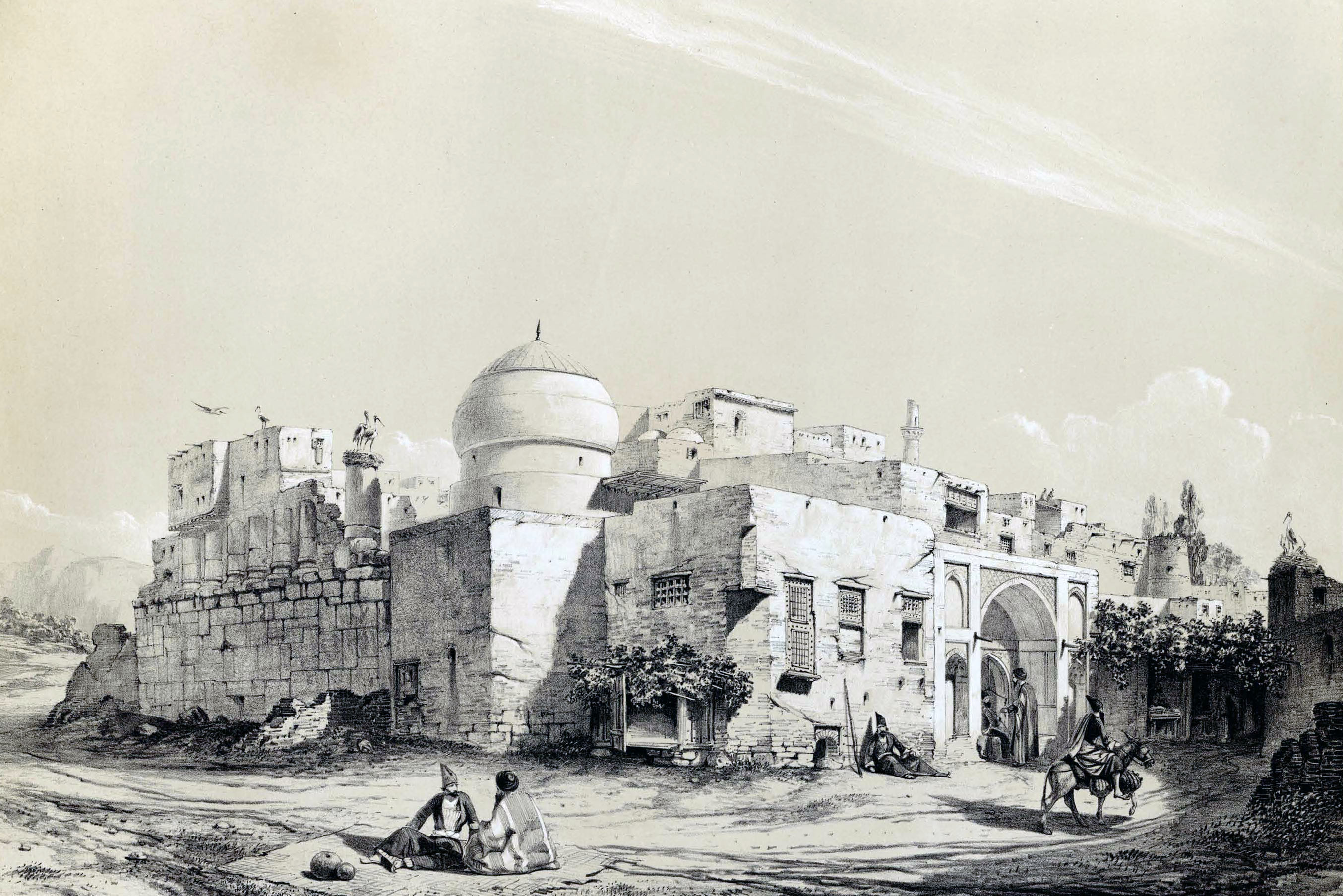
کنگاور
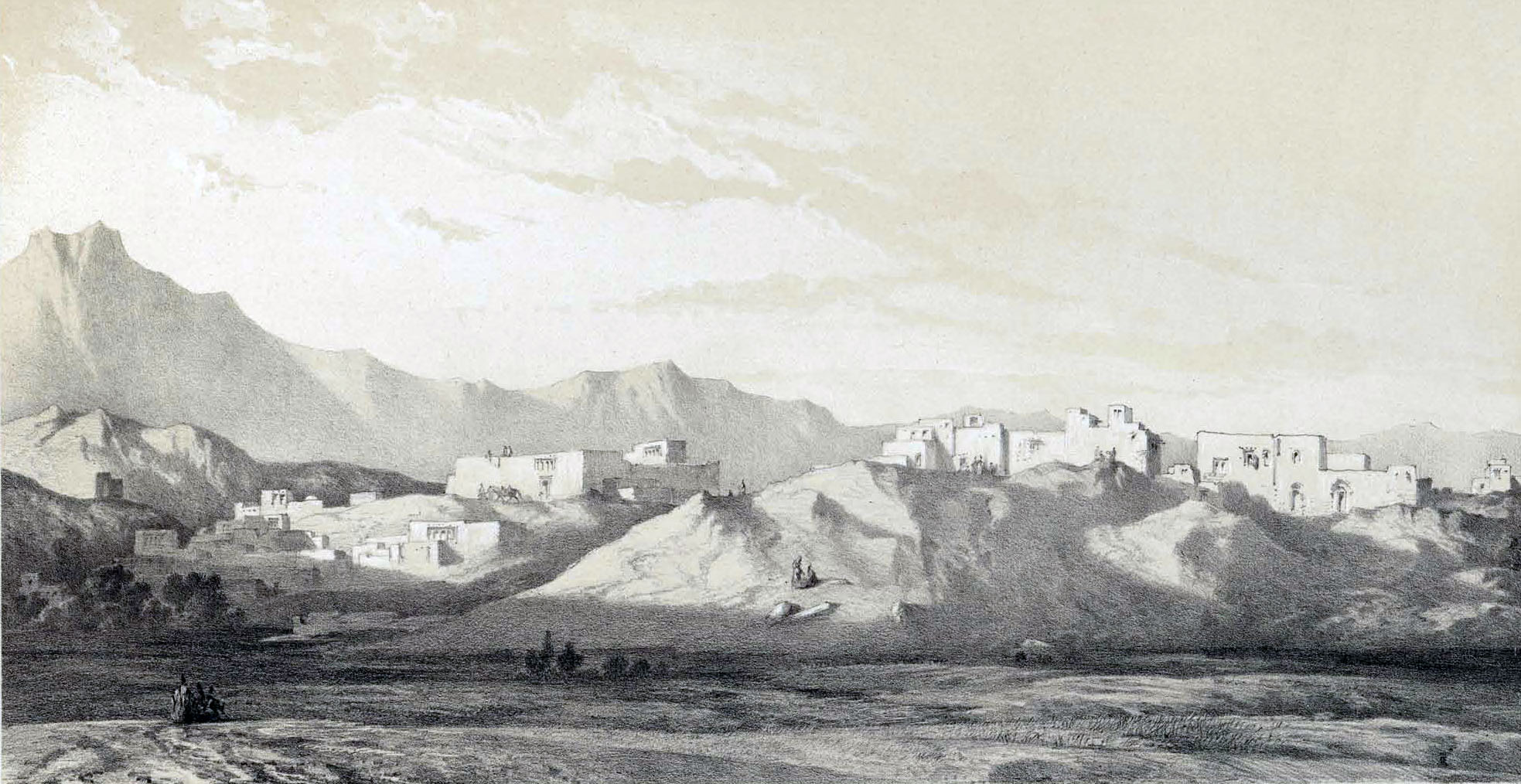
کنگاور

### پاسکال کوست

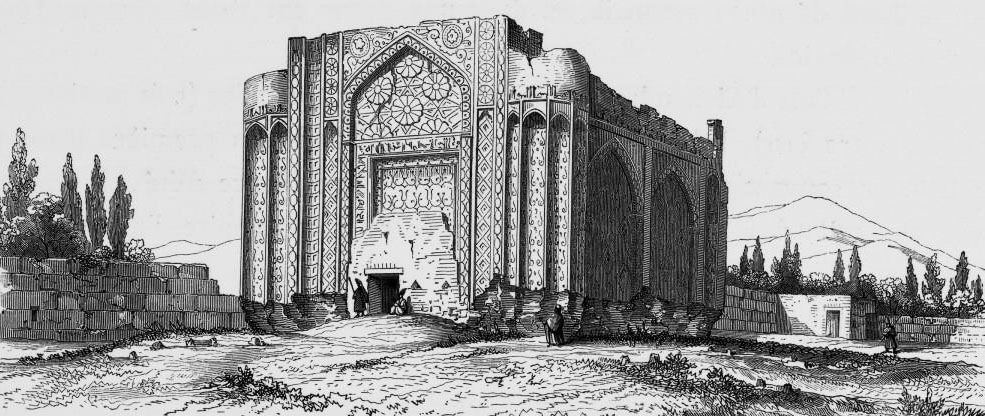
مسجد مخروبه، همدان (گنبد علویان)
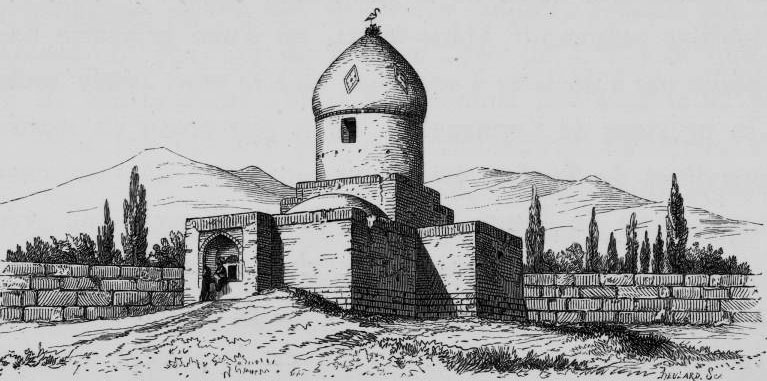
آرامگاه استر و مردخای

## بیستون،صحنه،طاق بستان،بروجرد،یزدخواستومهیار

### اوژن فلاندن

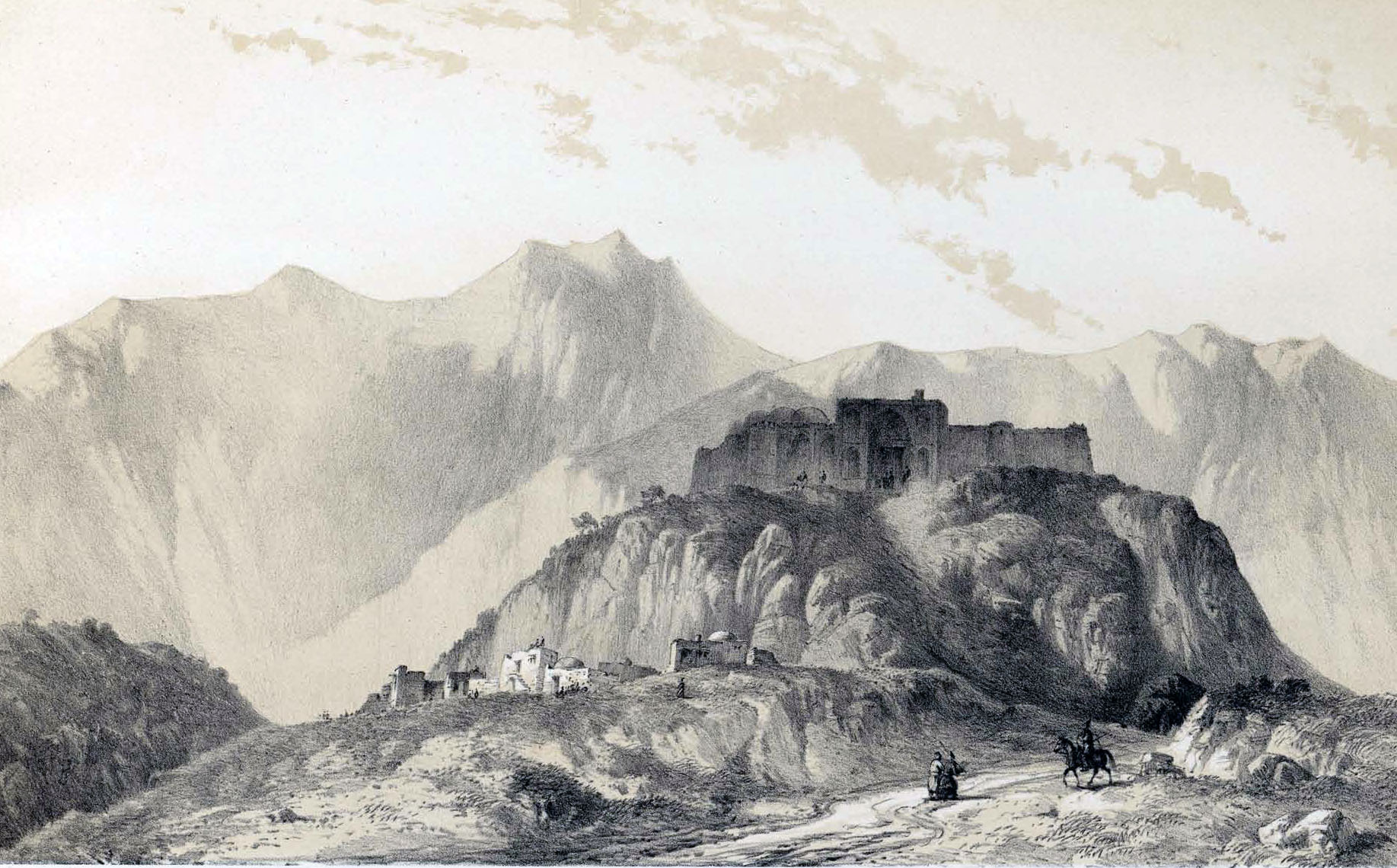
کاروانسرای همباری پای کوه بی‌ستون
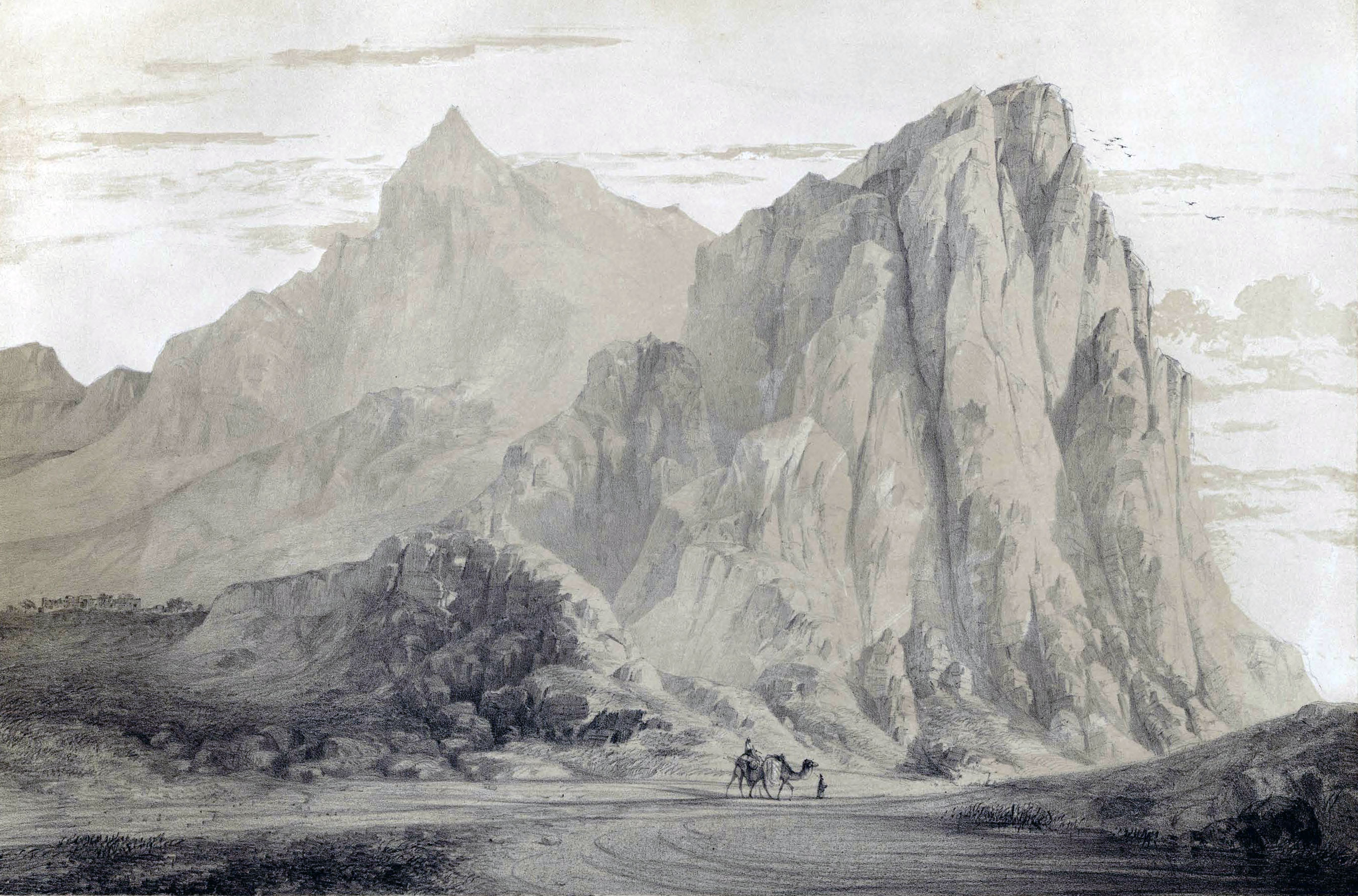
کوه بیستون
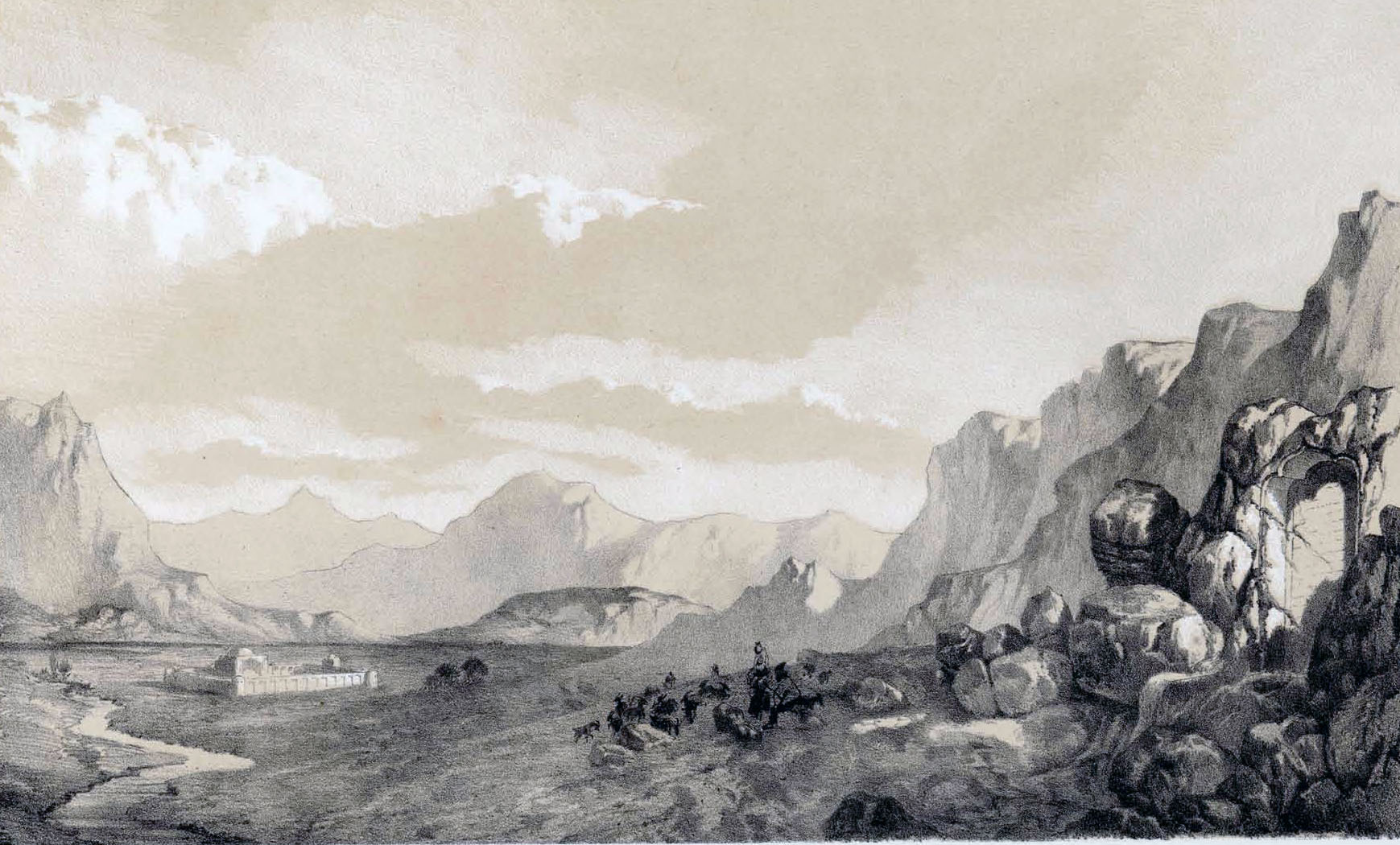
کاروانسرای بی ستون
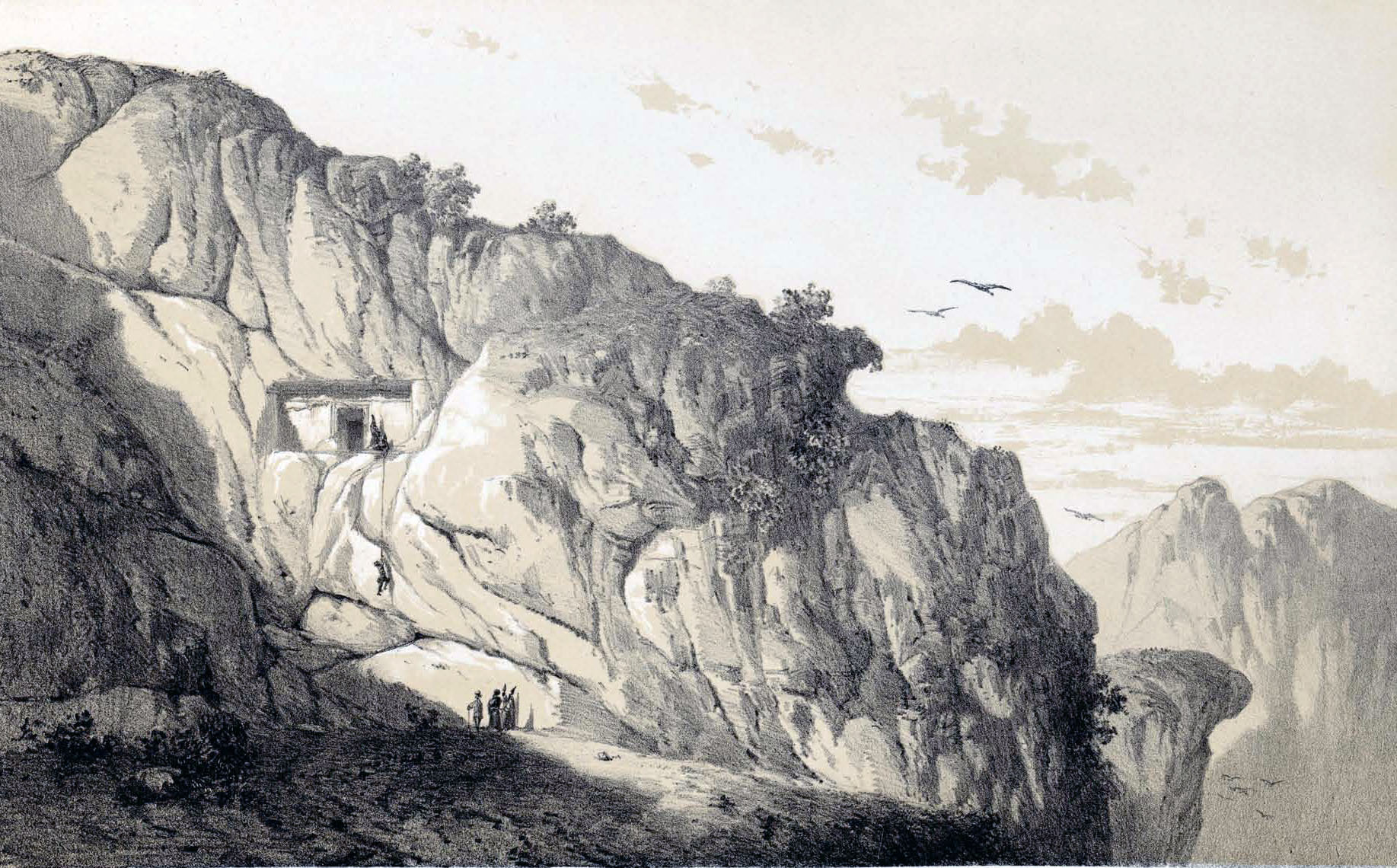
گوردخمه صحنه
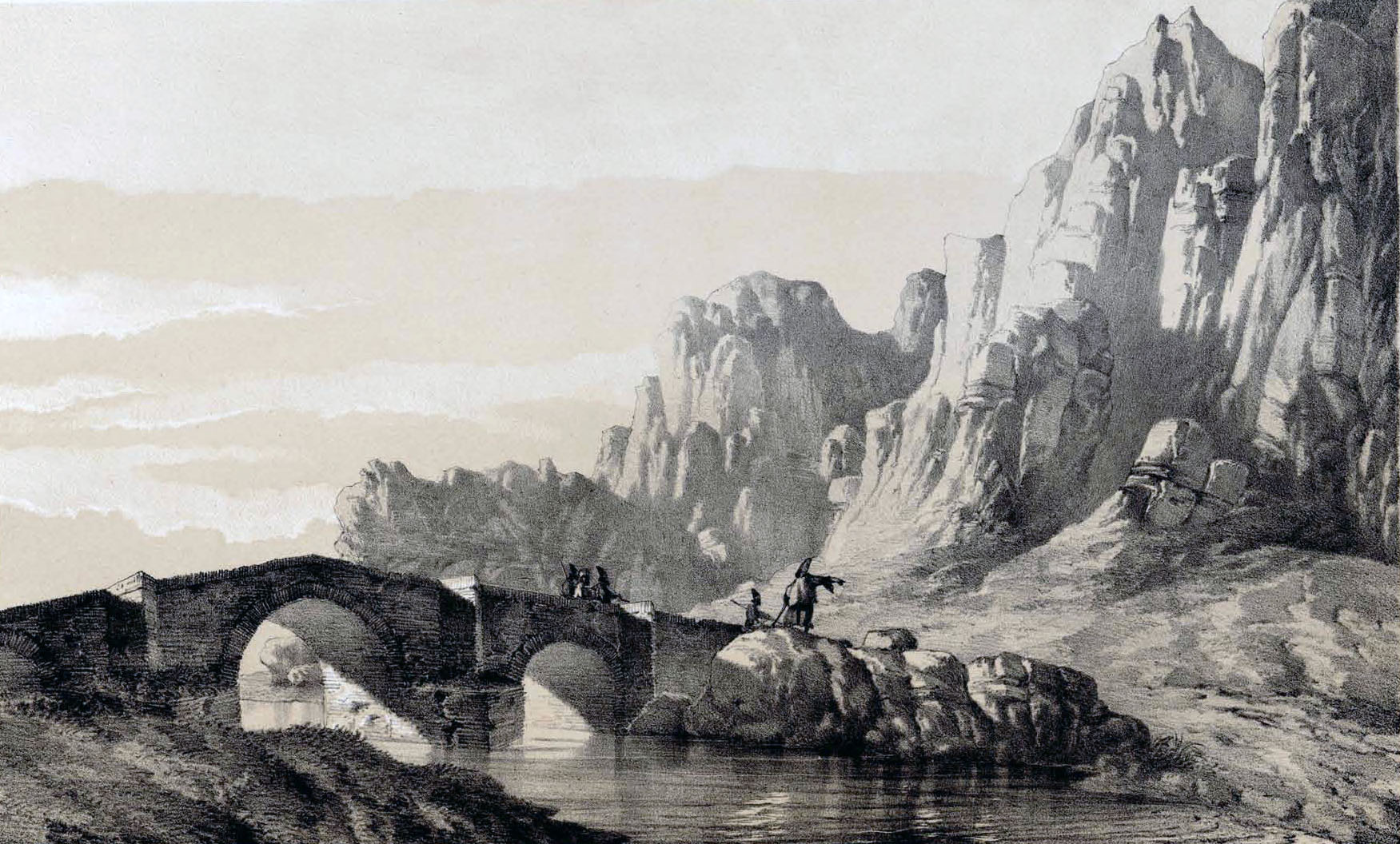
طاق‌بستان ، در نزدیکی کرمانشاه
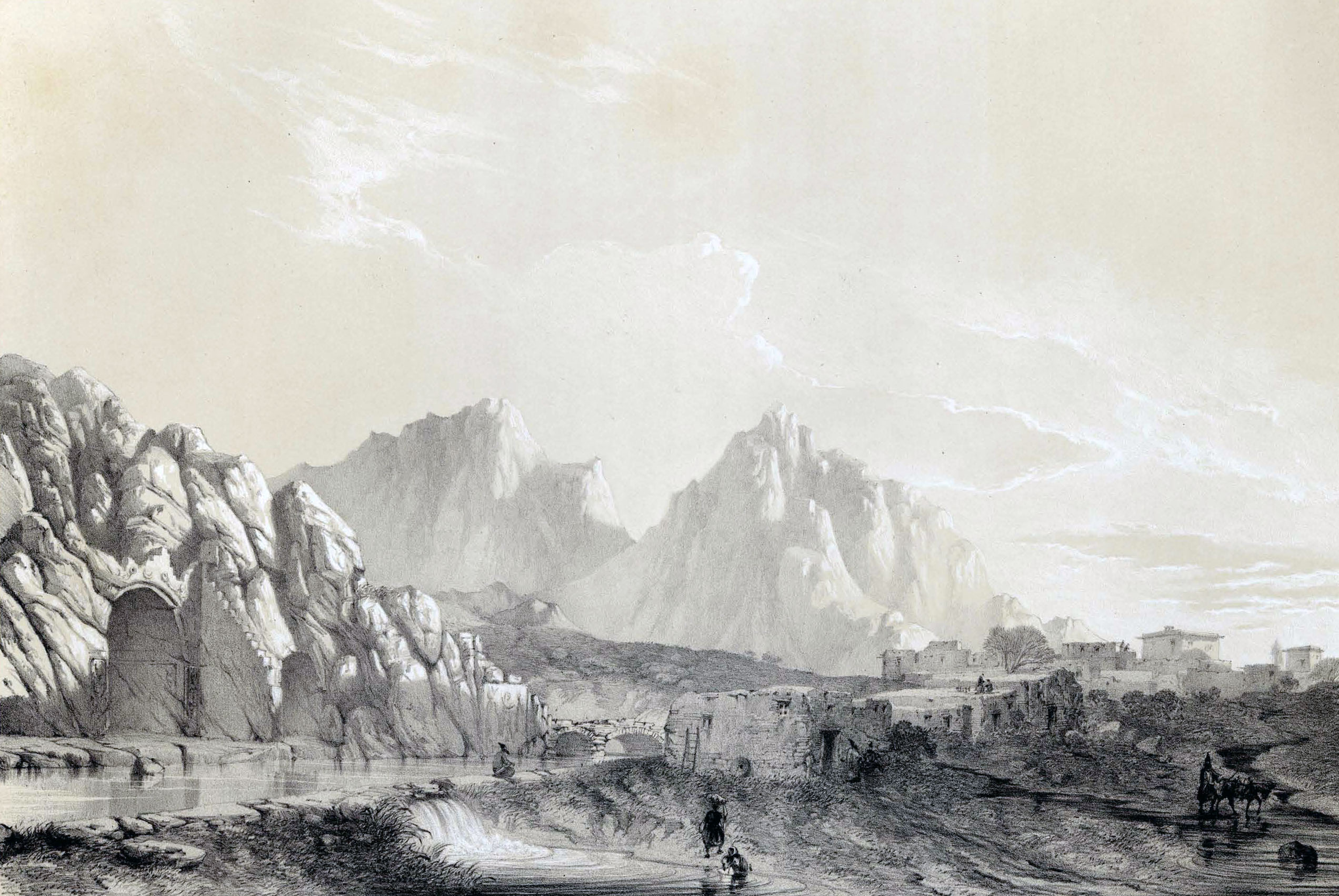
طاق‌بستان ، در نزدیکی کرمانشاه
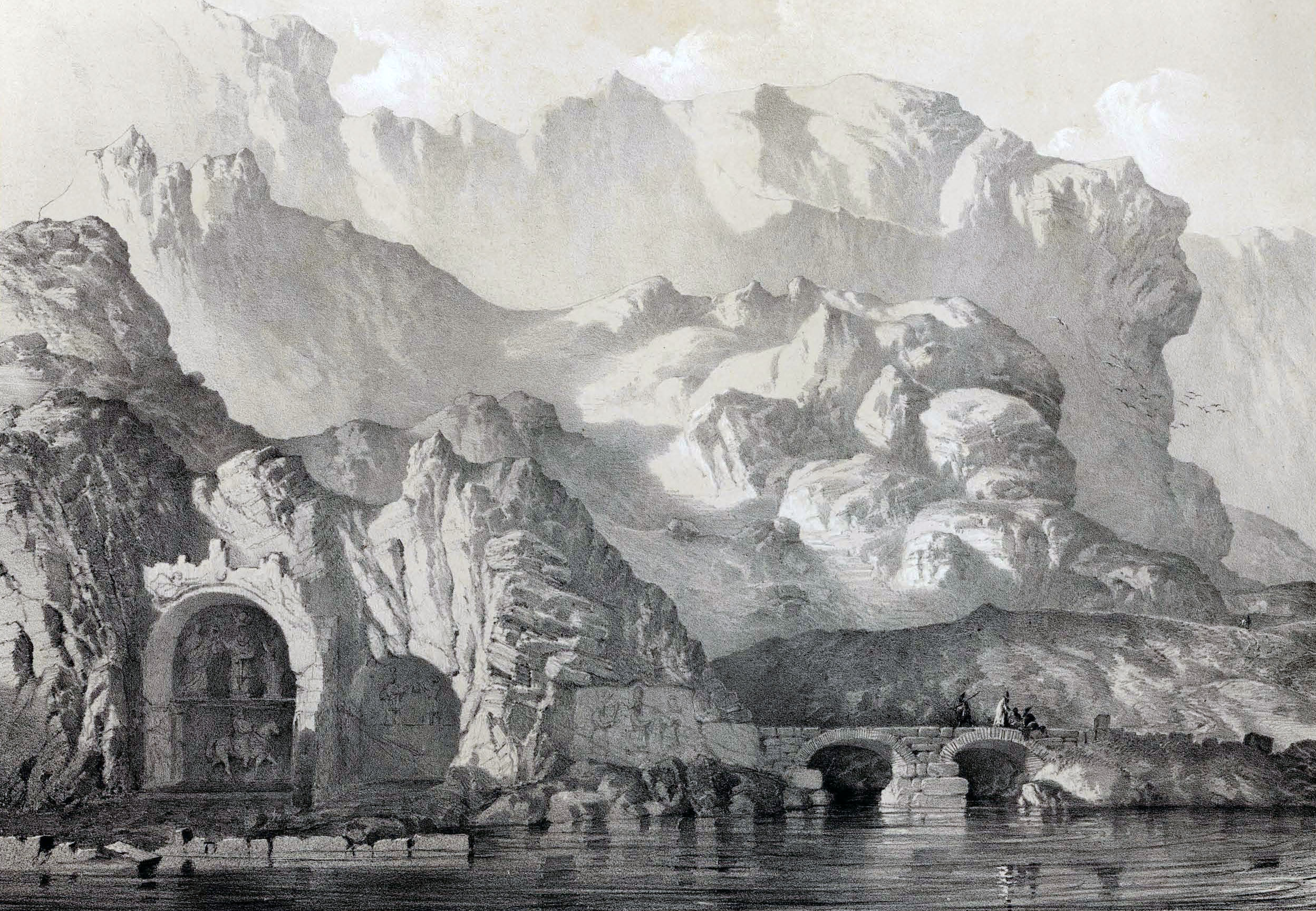
طاق‌بستان ، در نزدیکی کرمانشاه
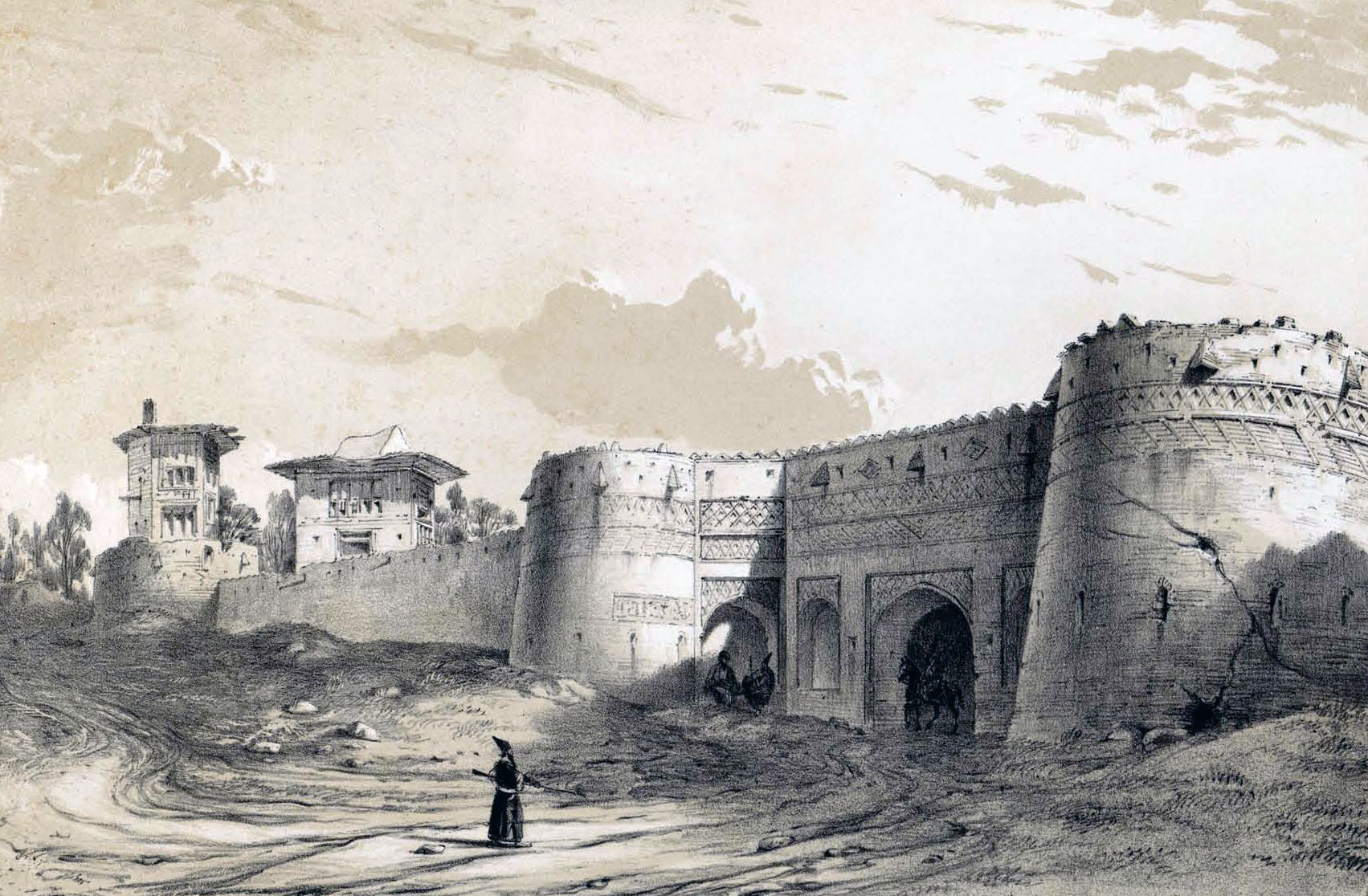
دروازه بروجرد
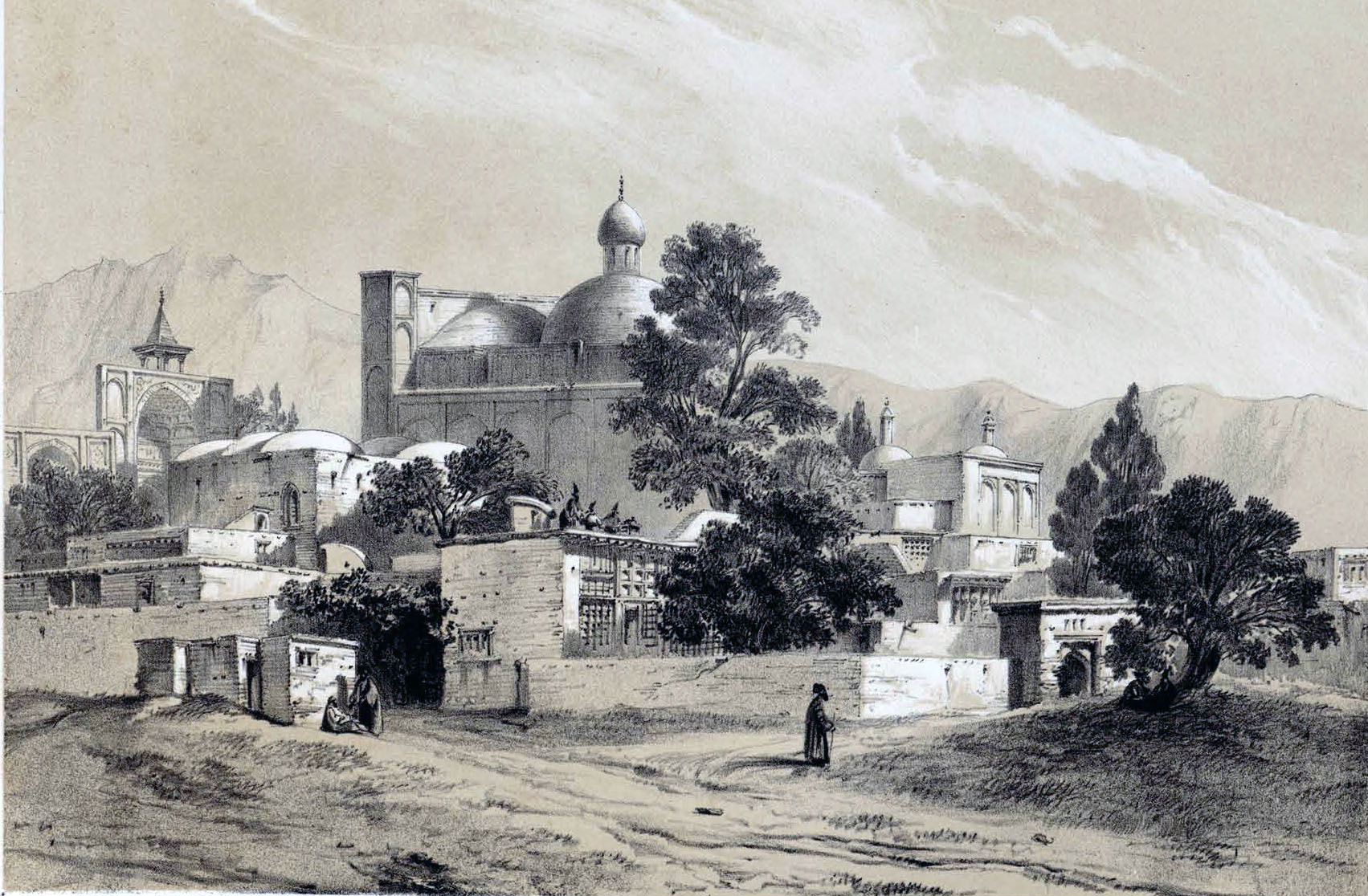
بروجرد (مسجد سلطانی)
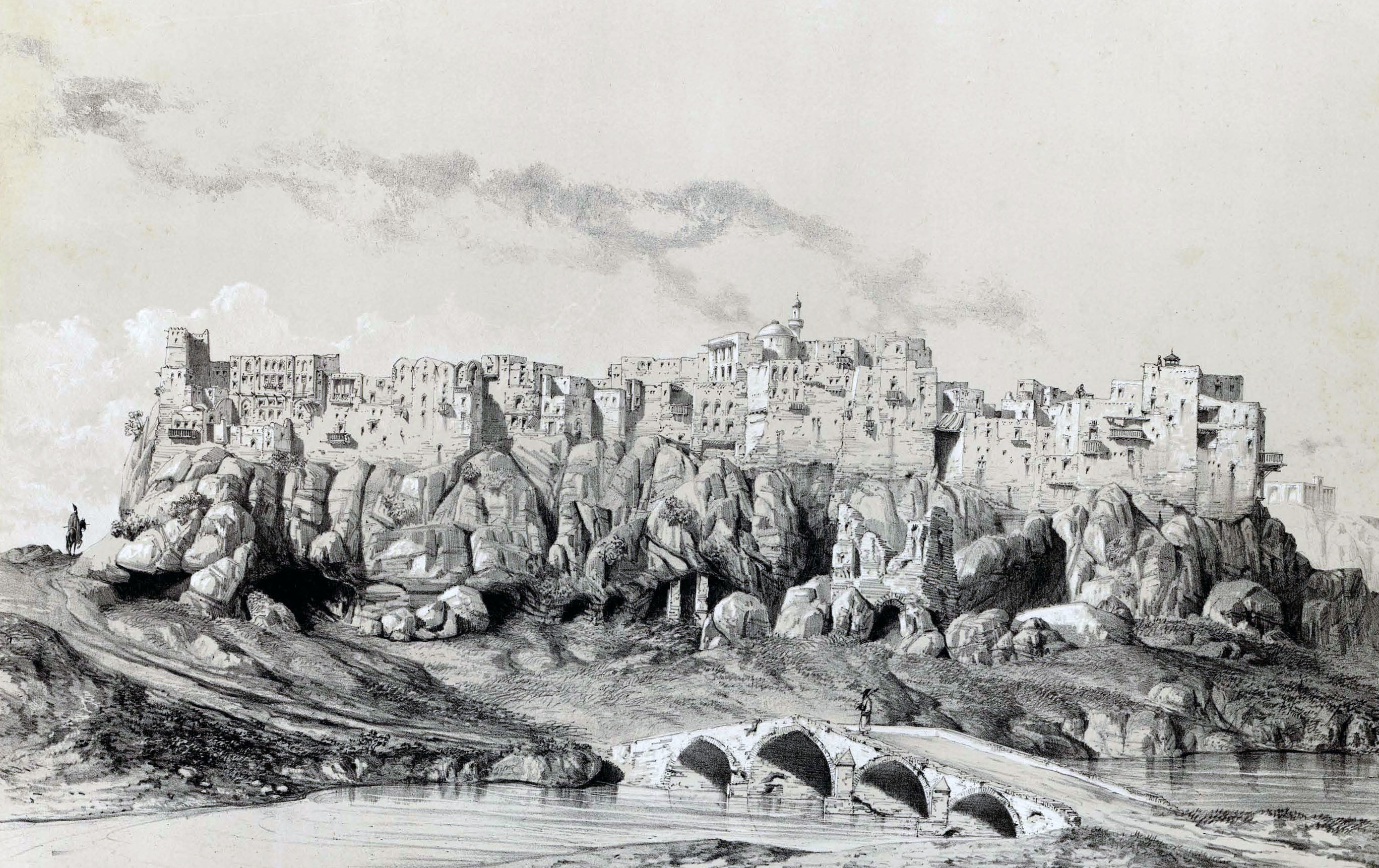
قلعه یزدخواست
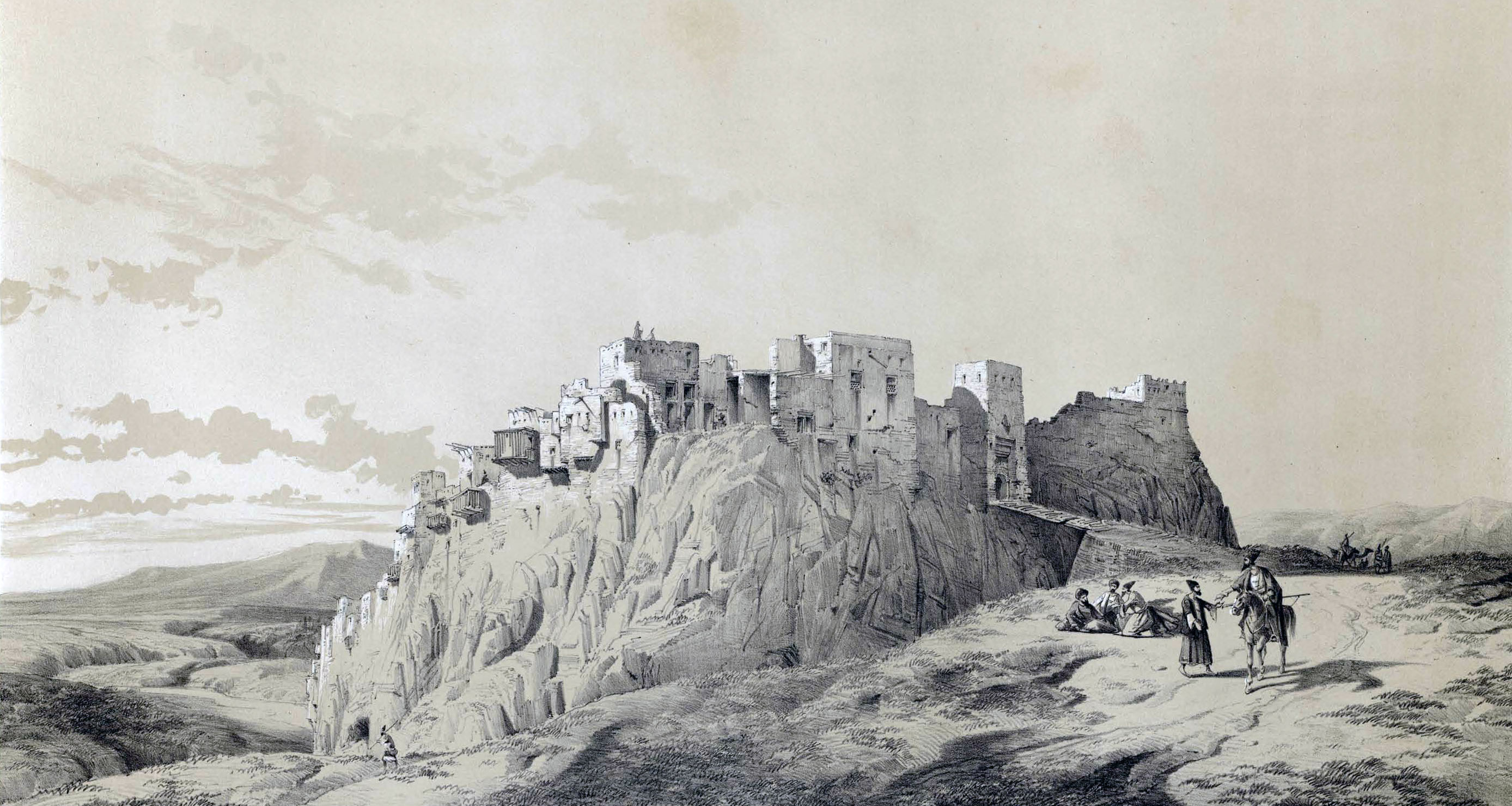
قلعه یزدخواست
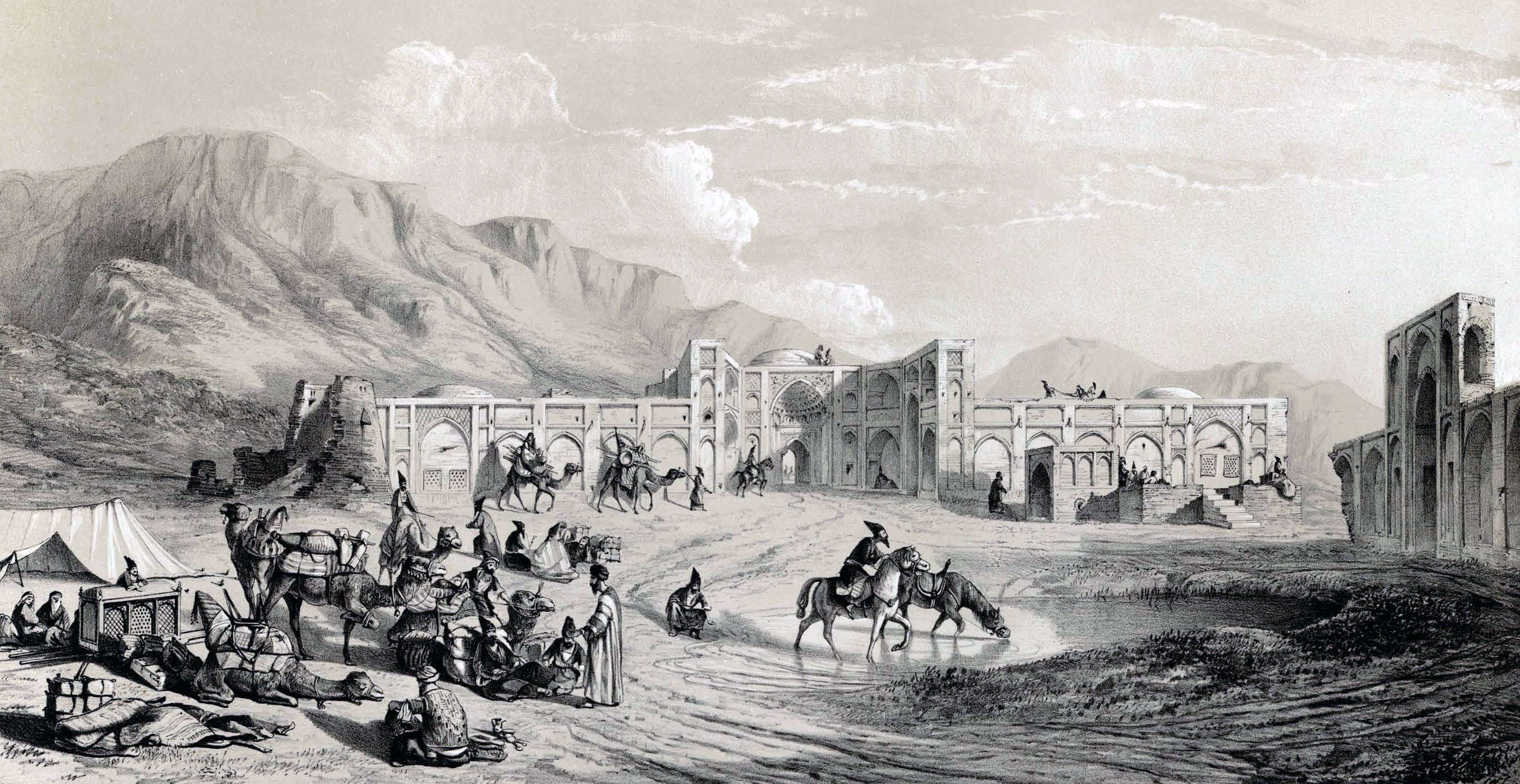
کاروانسرای مهیار ، نمایش بیرونی
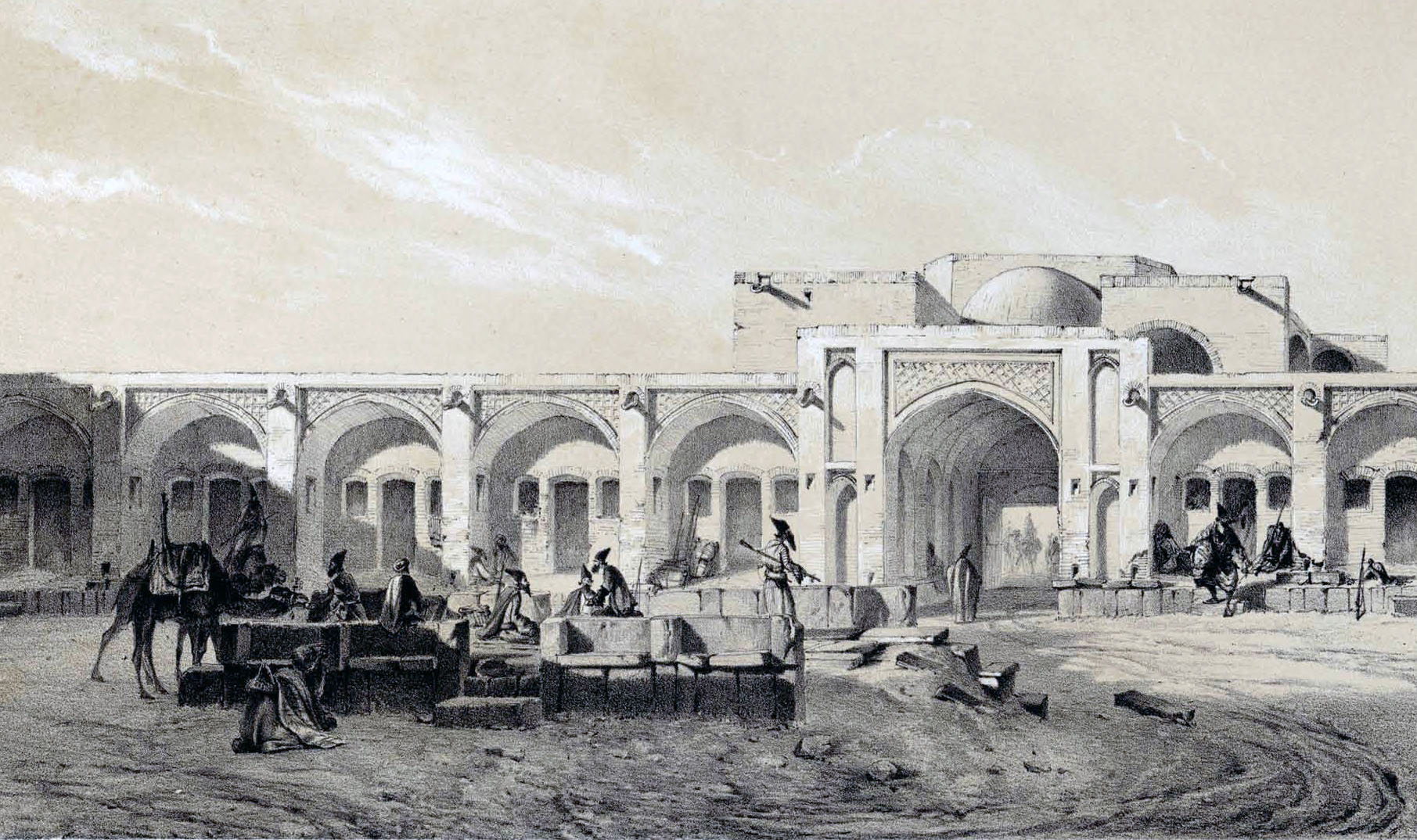
حیاط کاروانسرای مهیار (نزدیک شهرضا)

### پاسکال کوست

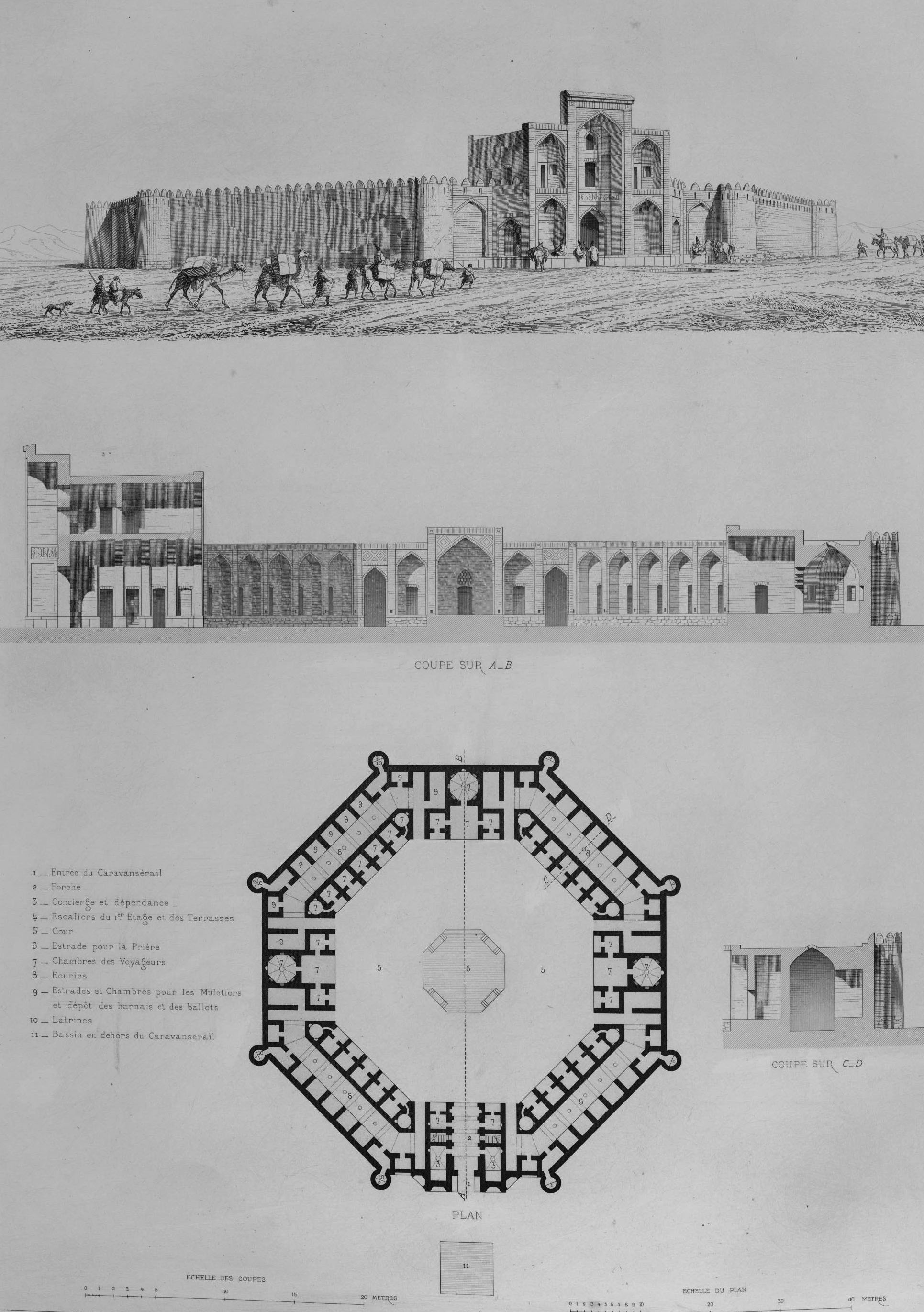
کاروانسرای امین‌آباد در نزدیکی شهرضا
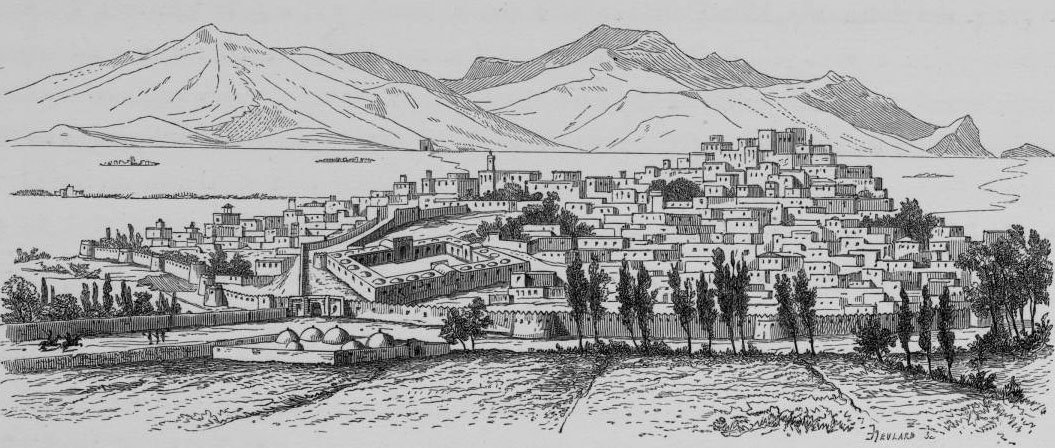
کرمانشاه

## شیراز

### اوژن فلاندن

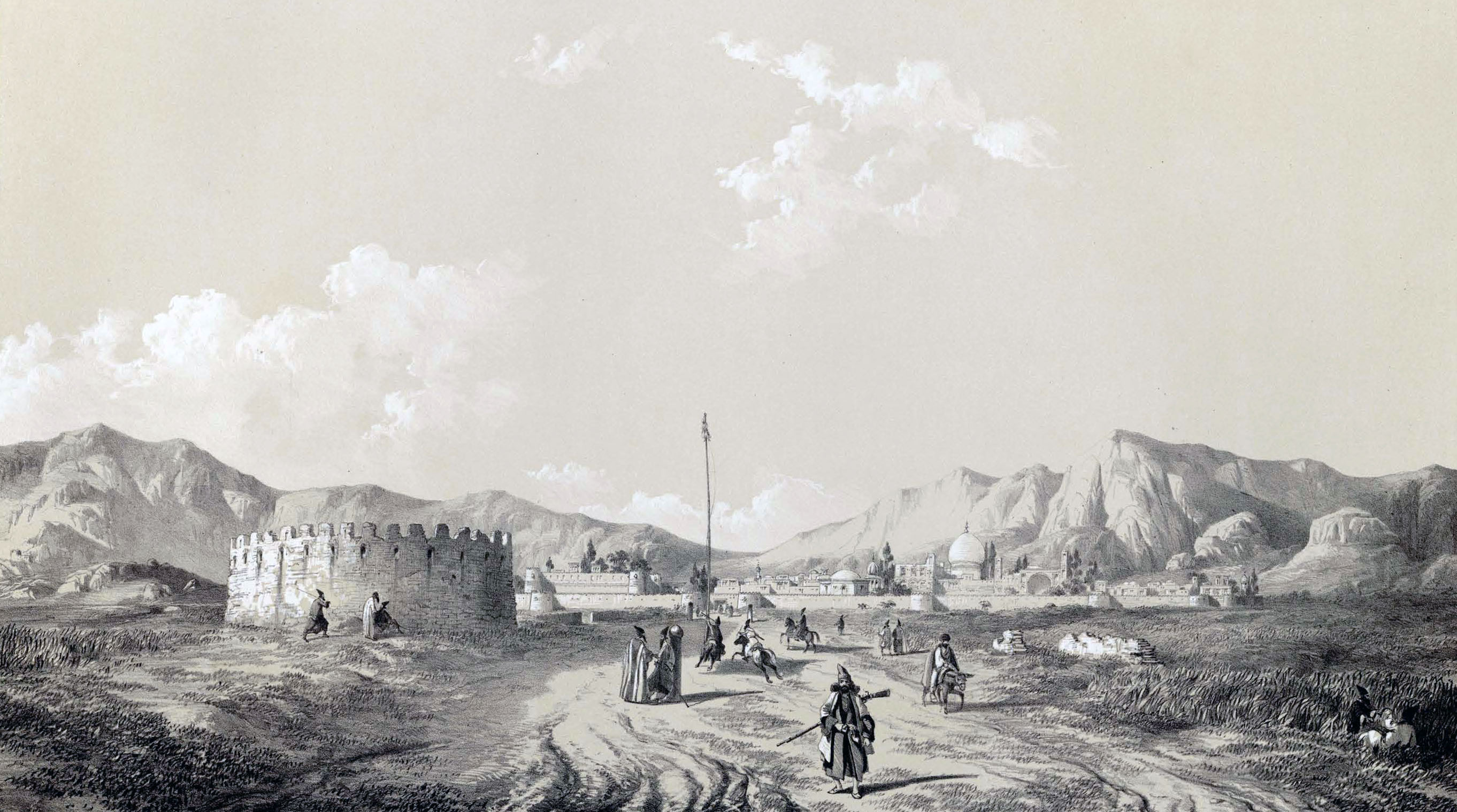
برج ممسنی
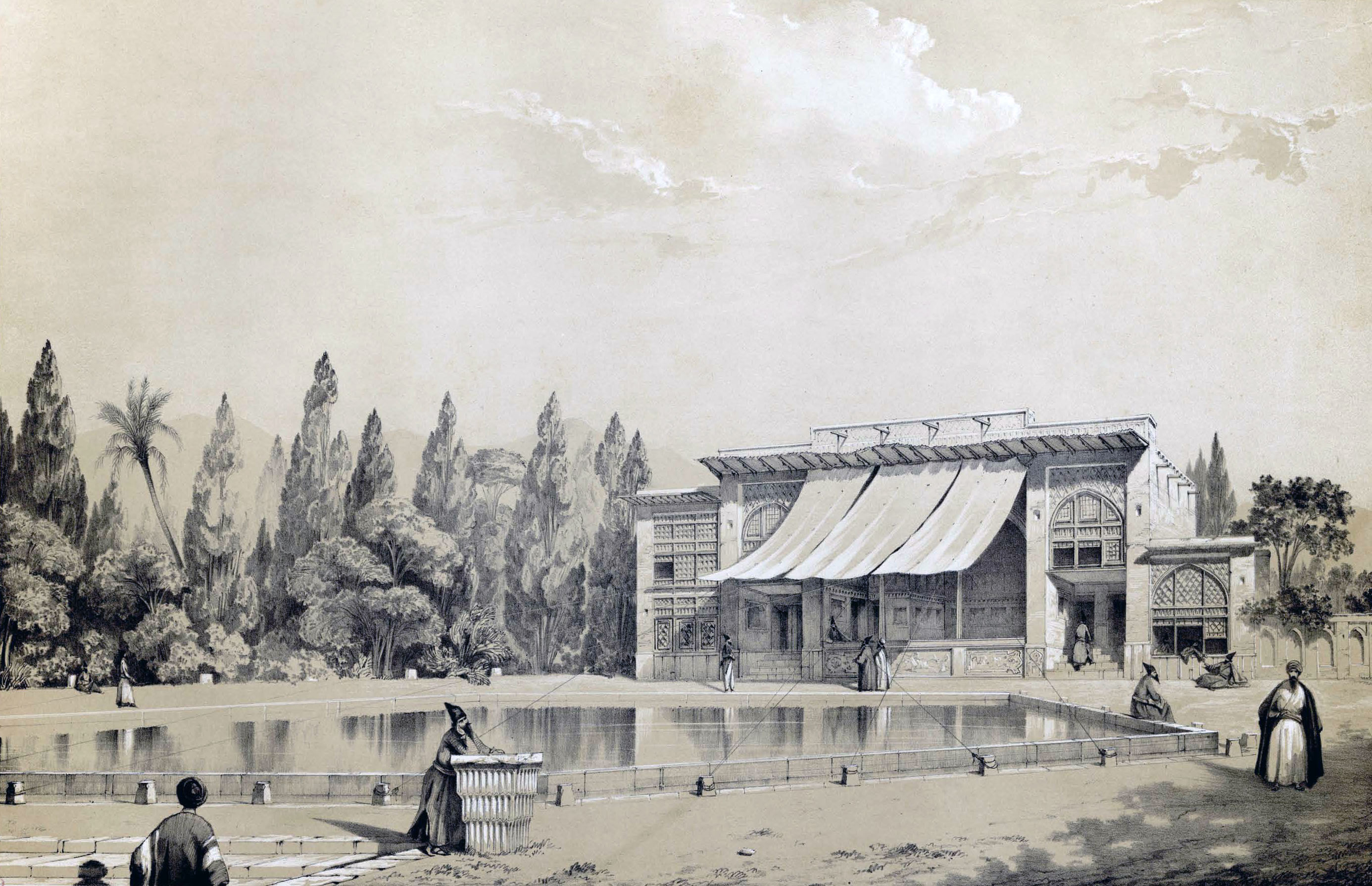
باغ نو شیراز
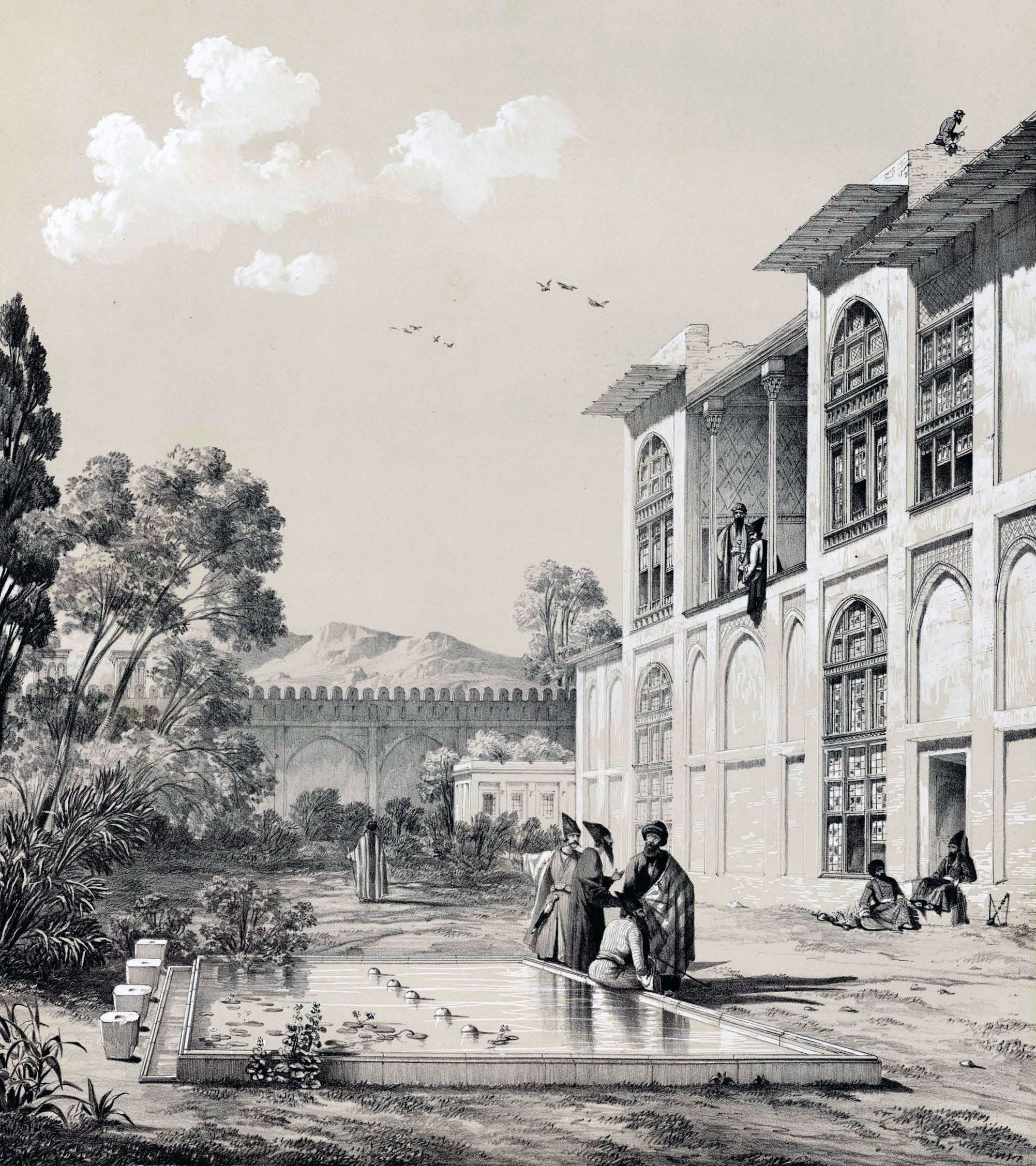
ارگ کریم‌خان
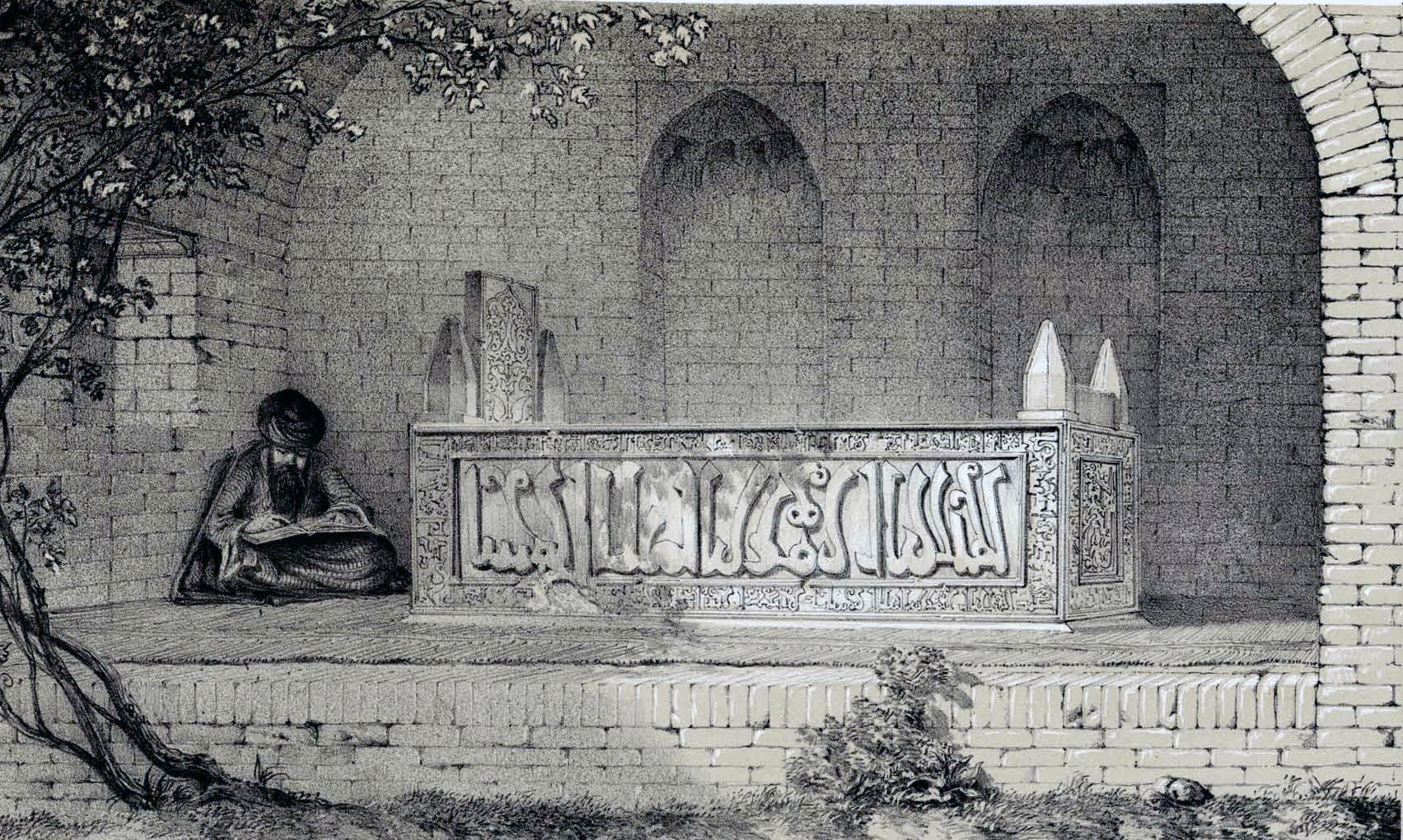
آرامگاه شیخ سعدی ، شیراز
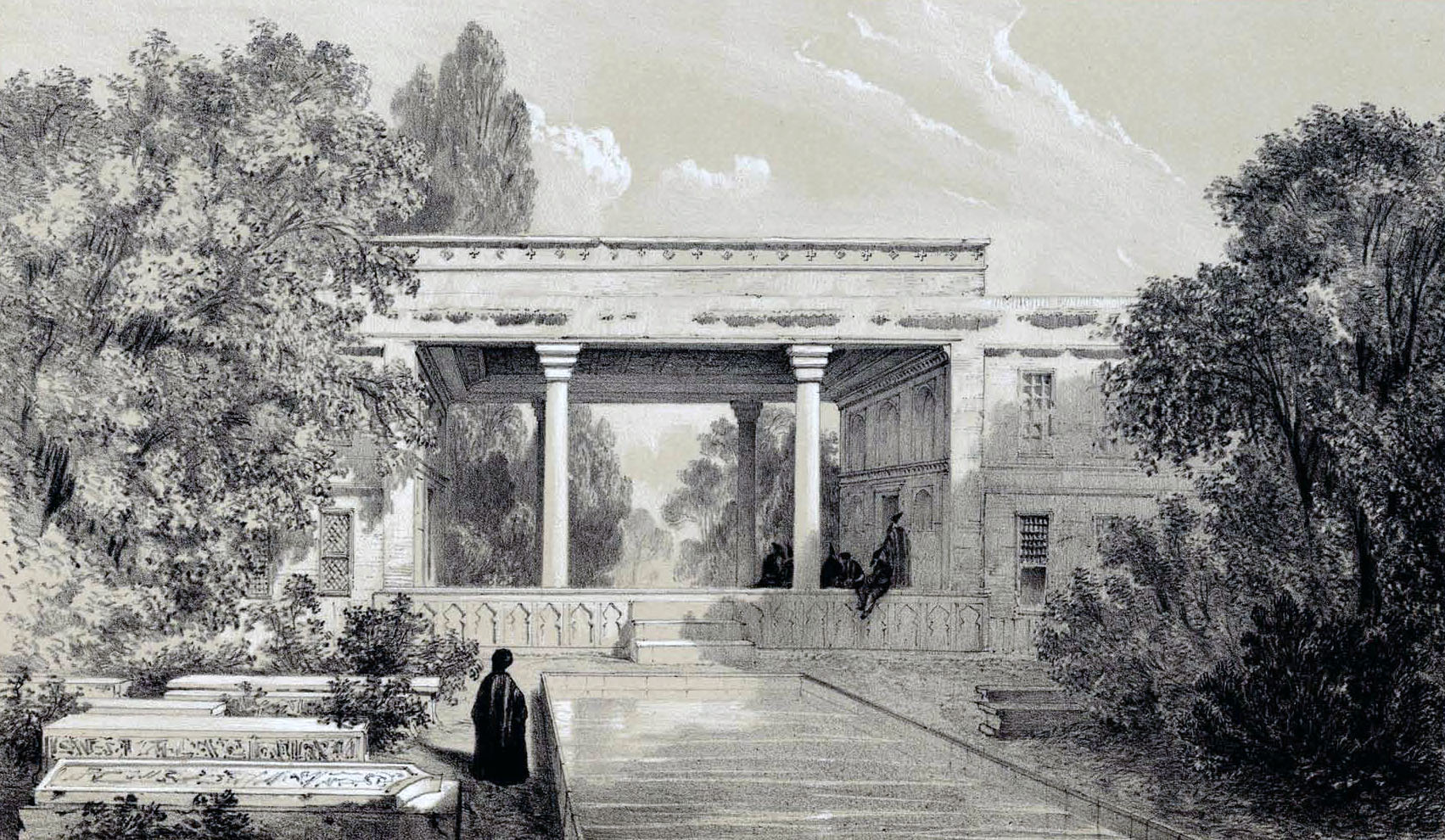
آرامگاه حافظ شاعر، شیراز

### پاسکال کوست
- آرامگاه حافظ
- آرامگاه سعدی

## نقش رستم،تخت جمشیدوپاسارگاد

### اوژن فلاندن

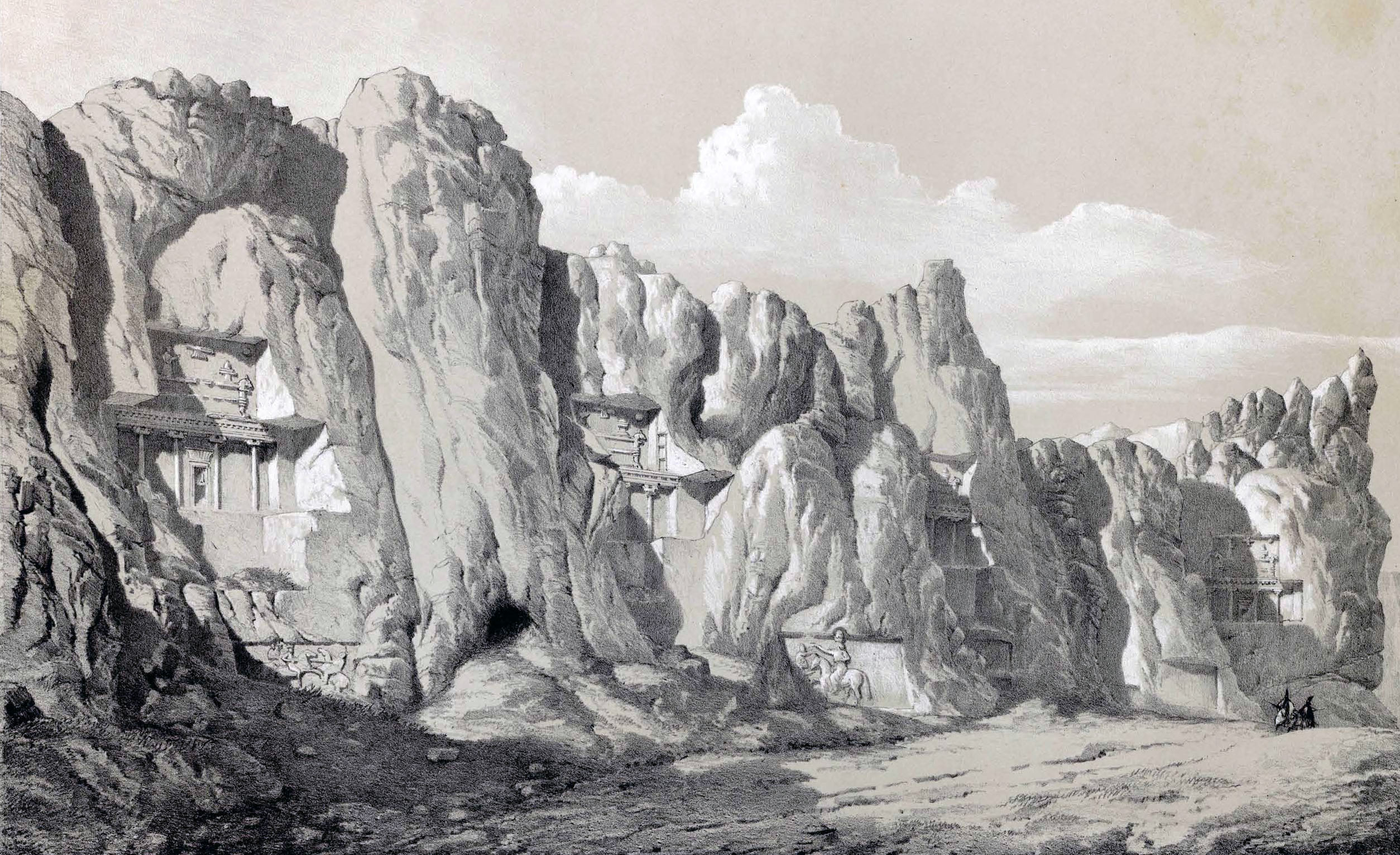
گوردخمه و نقش برجسته نقش رستم ، سایت تخت جمشید
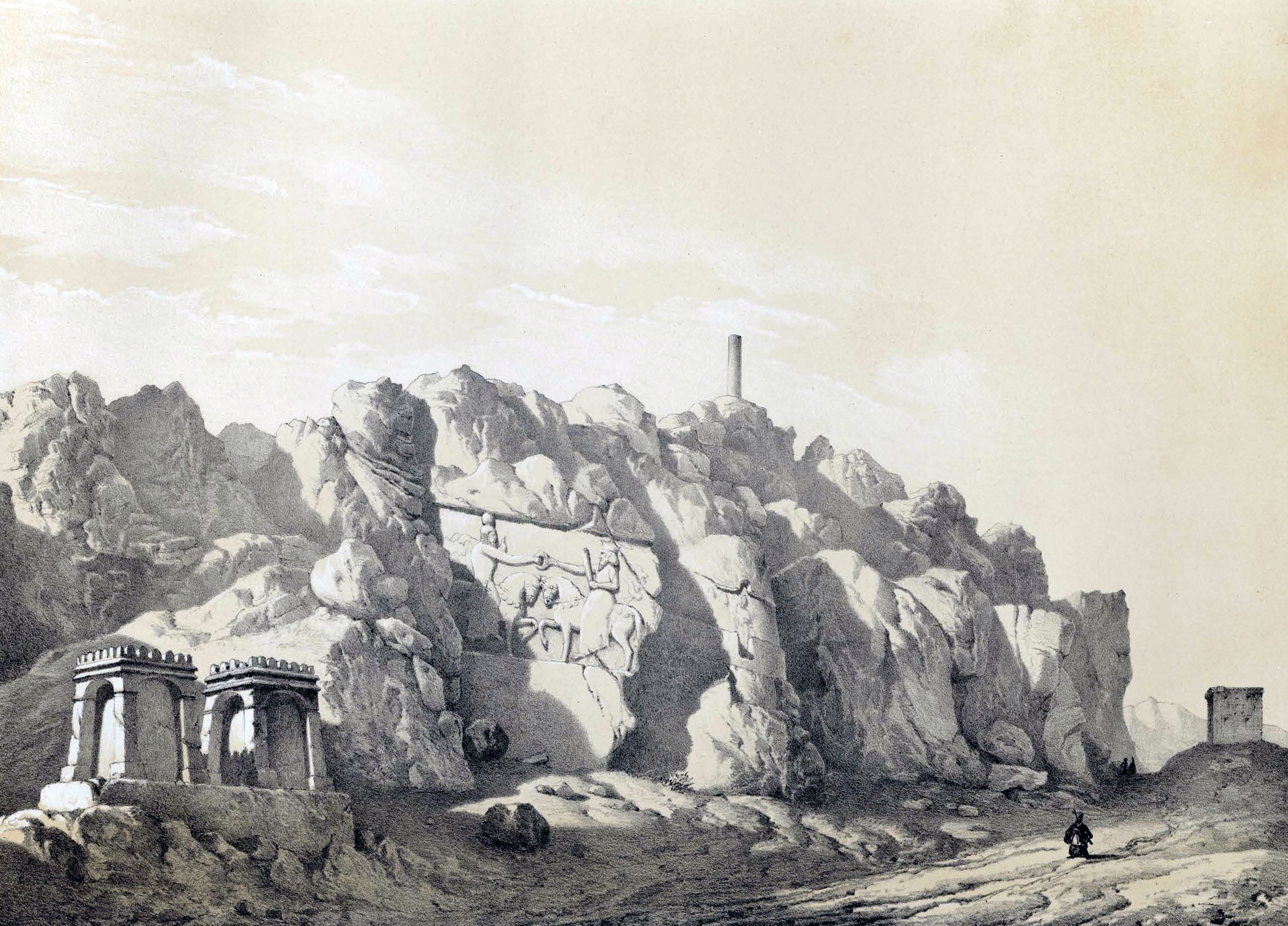
حکاکی‌های نقش رستم
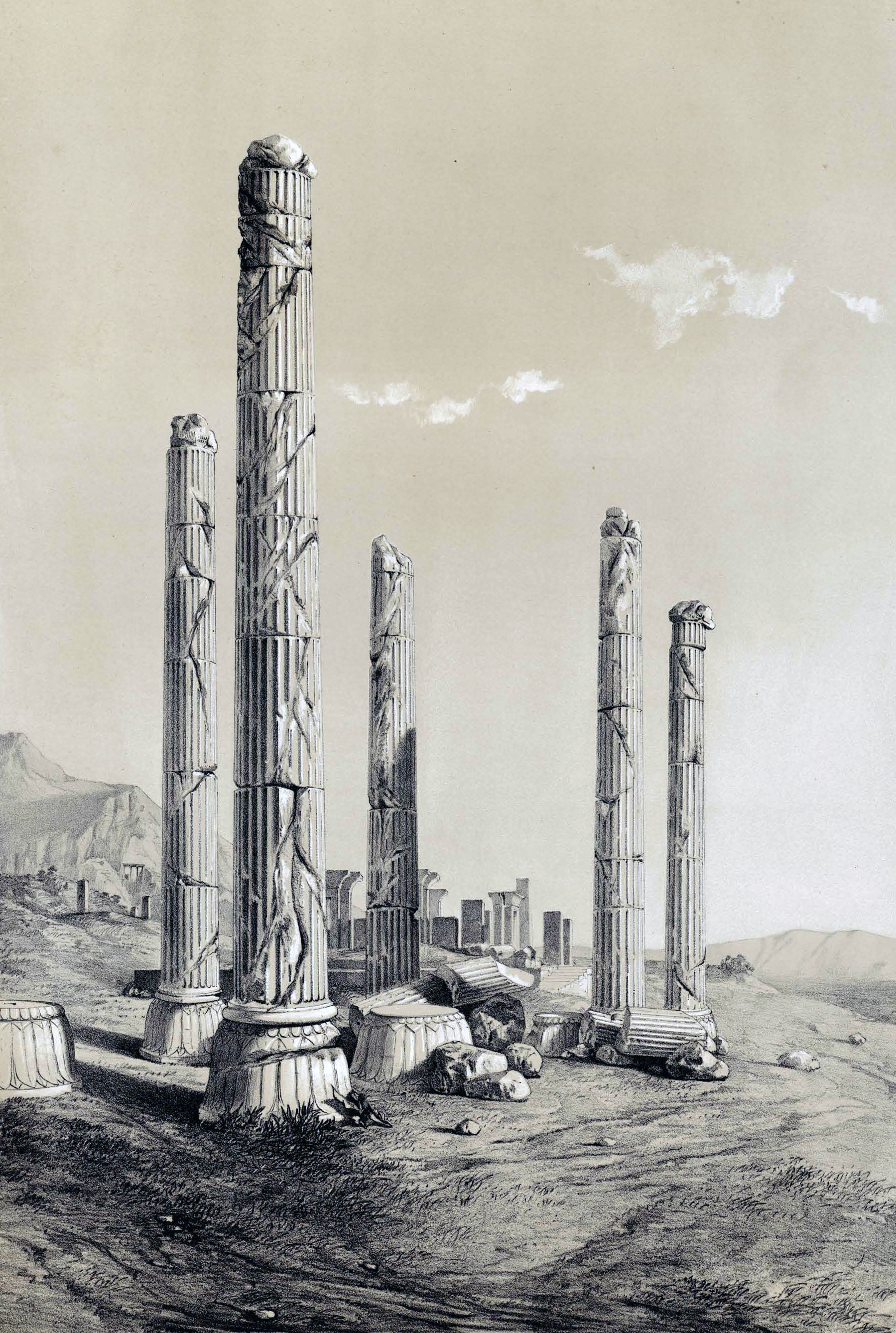
تخت جمشید ، نمای مخروبه ها
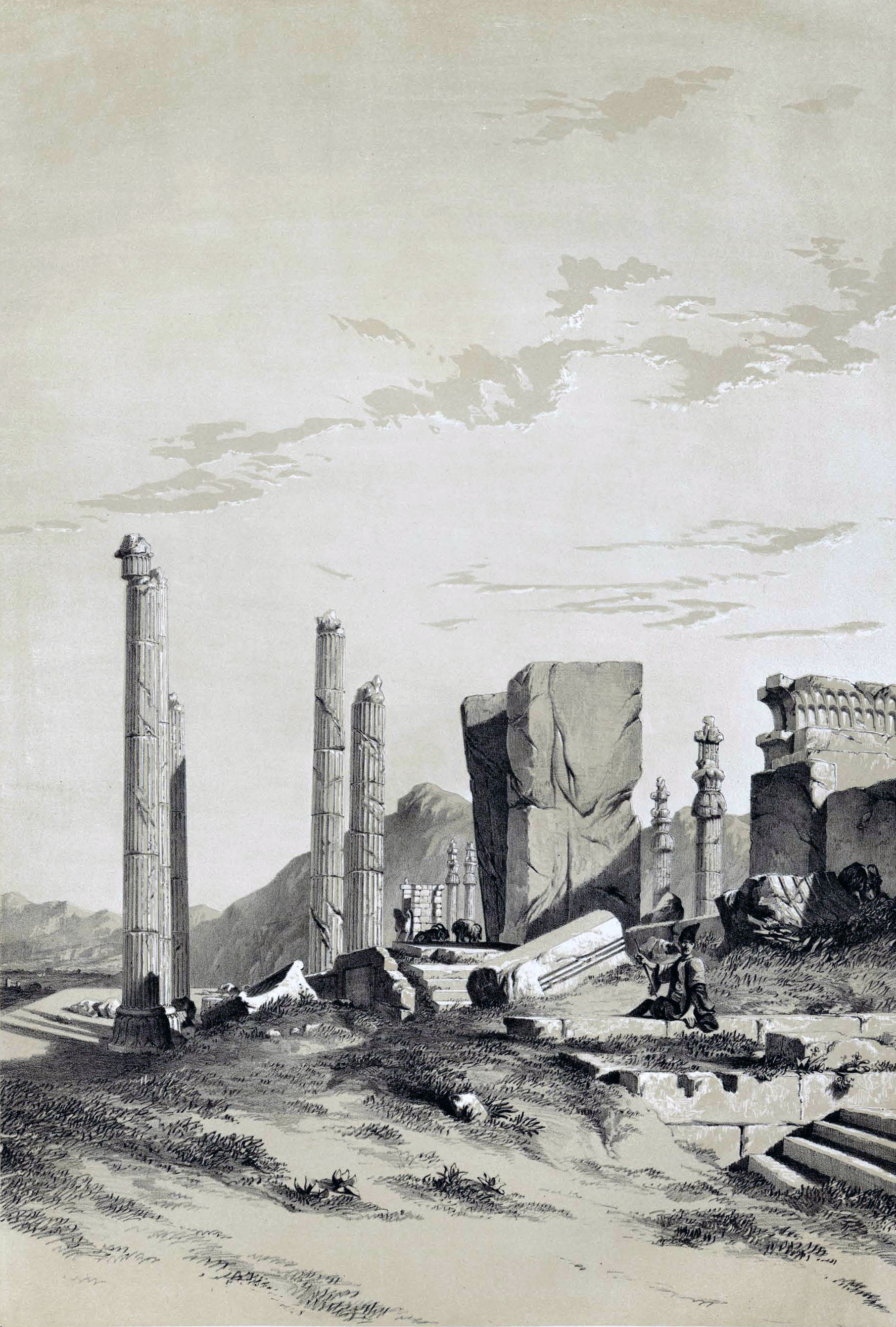
تخت جمشید ، نمای مخروبه ها
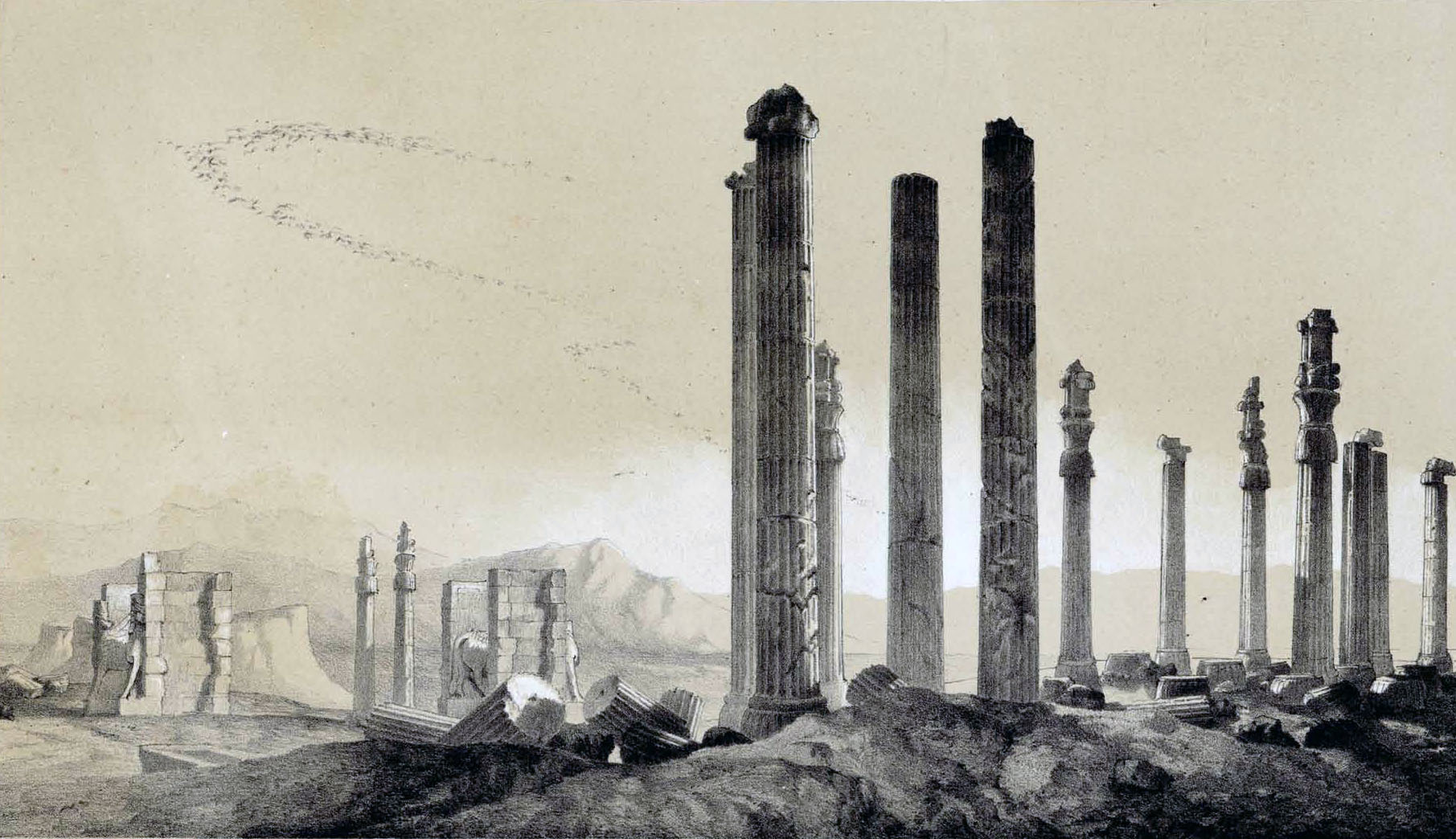
تخت جمشید ، نمای مخروبه ها
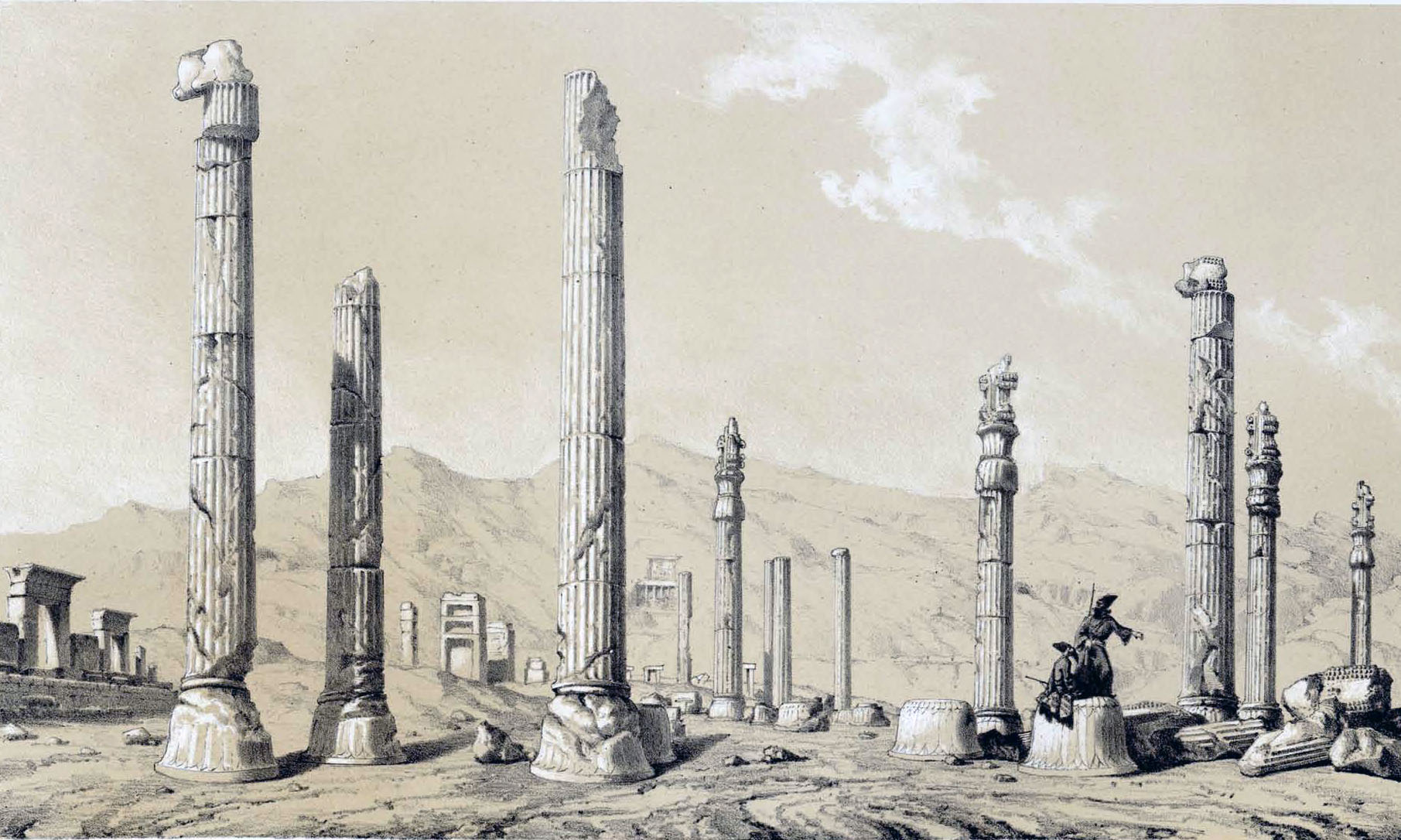
تخت جمشید ، نمای مخروبه ها
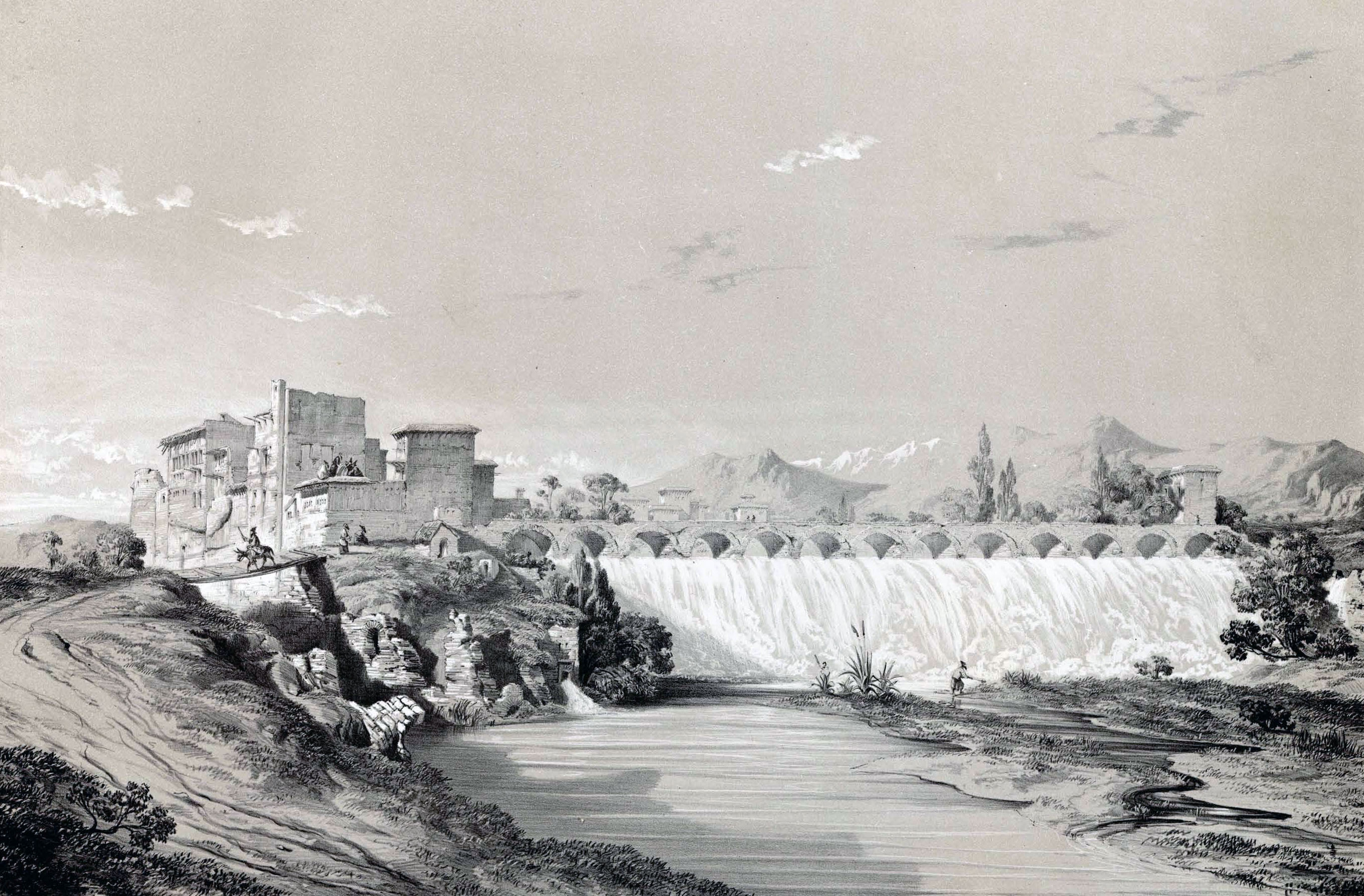
آبریز بندامیر دشت تخت جمشید
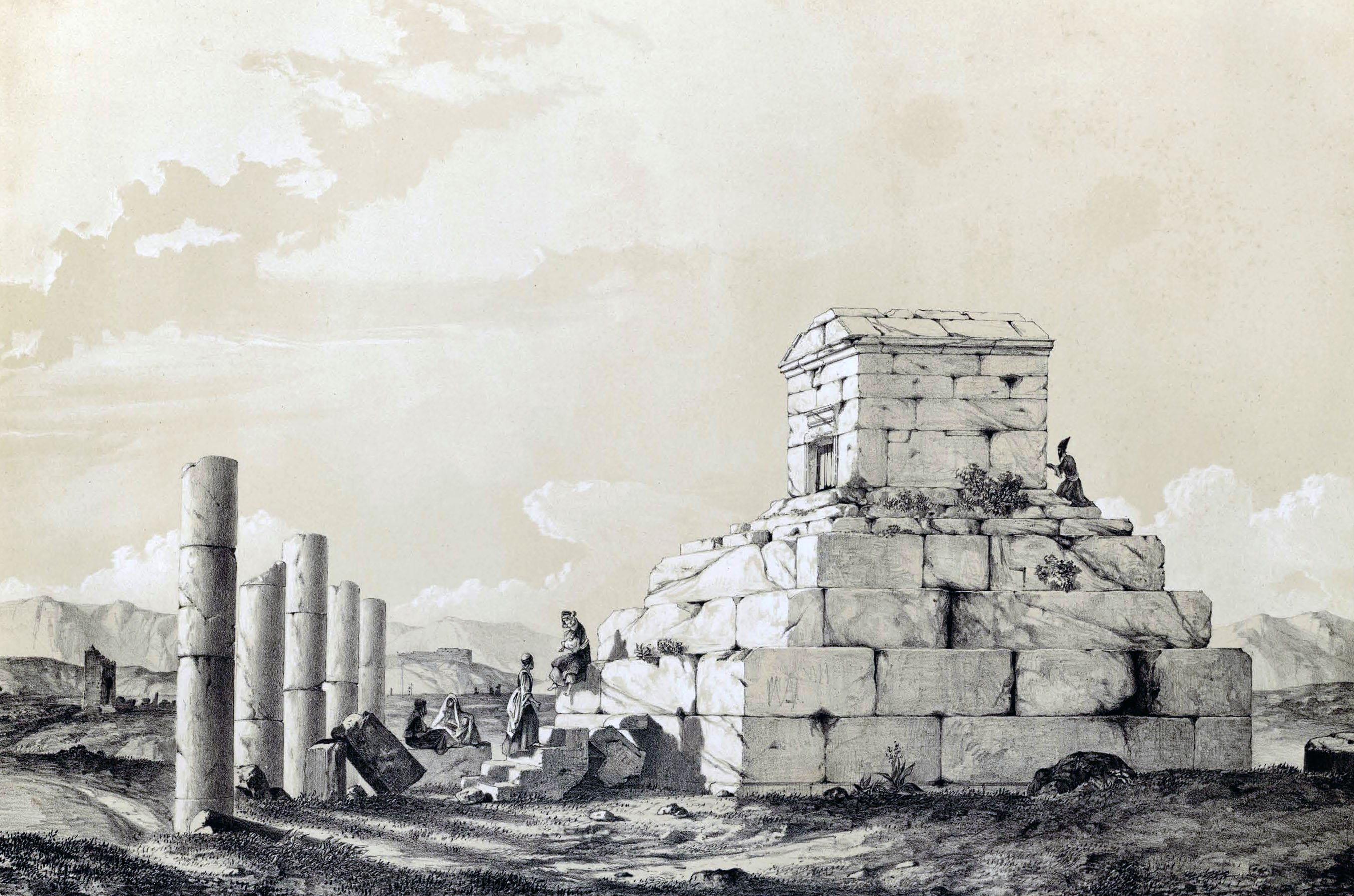
خرابه‌های پاسارگاد، آرامگاه کوروش بزرگ

## بندر بوشهر،فیروزآباد،کازرون،دارابگردوشوشتر

### اوژن فلاندن

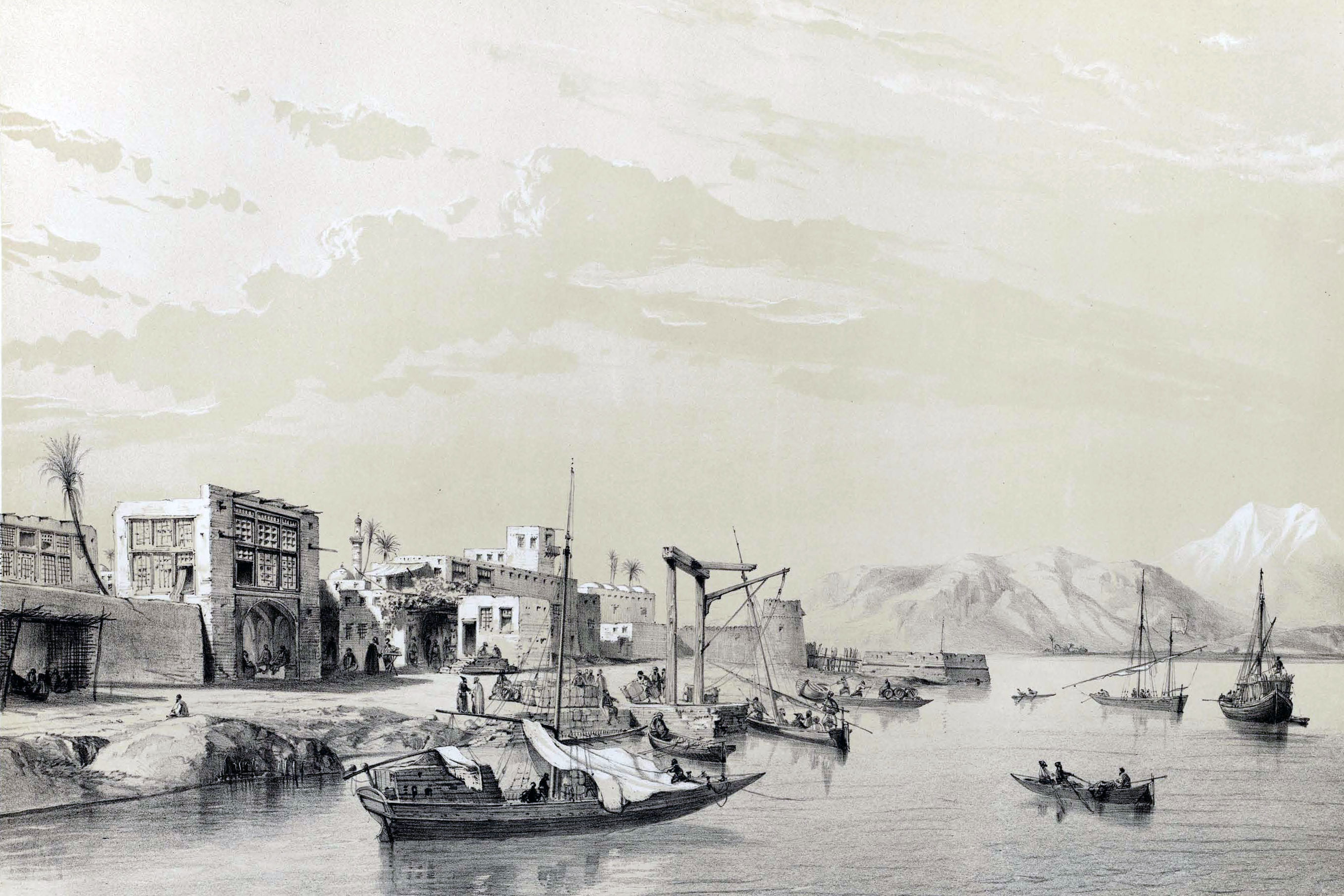
بندر بوشهر (خلیج فارس)
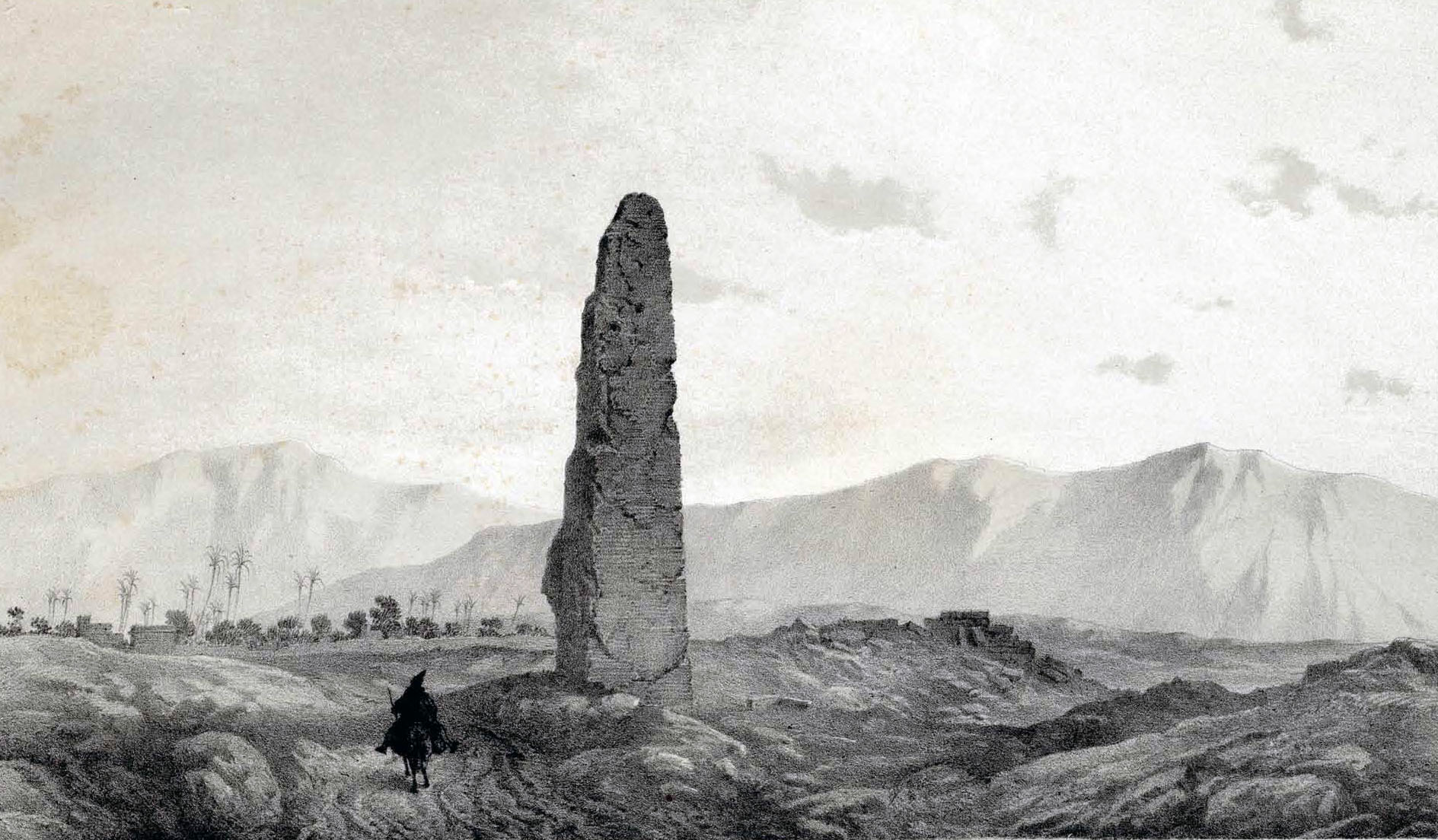
برج مرکزی (منار) شهر اردشیرخوره (شهر گور)
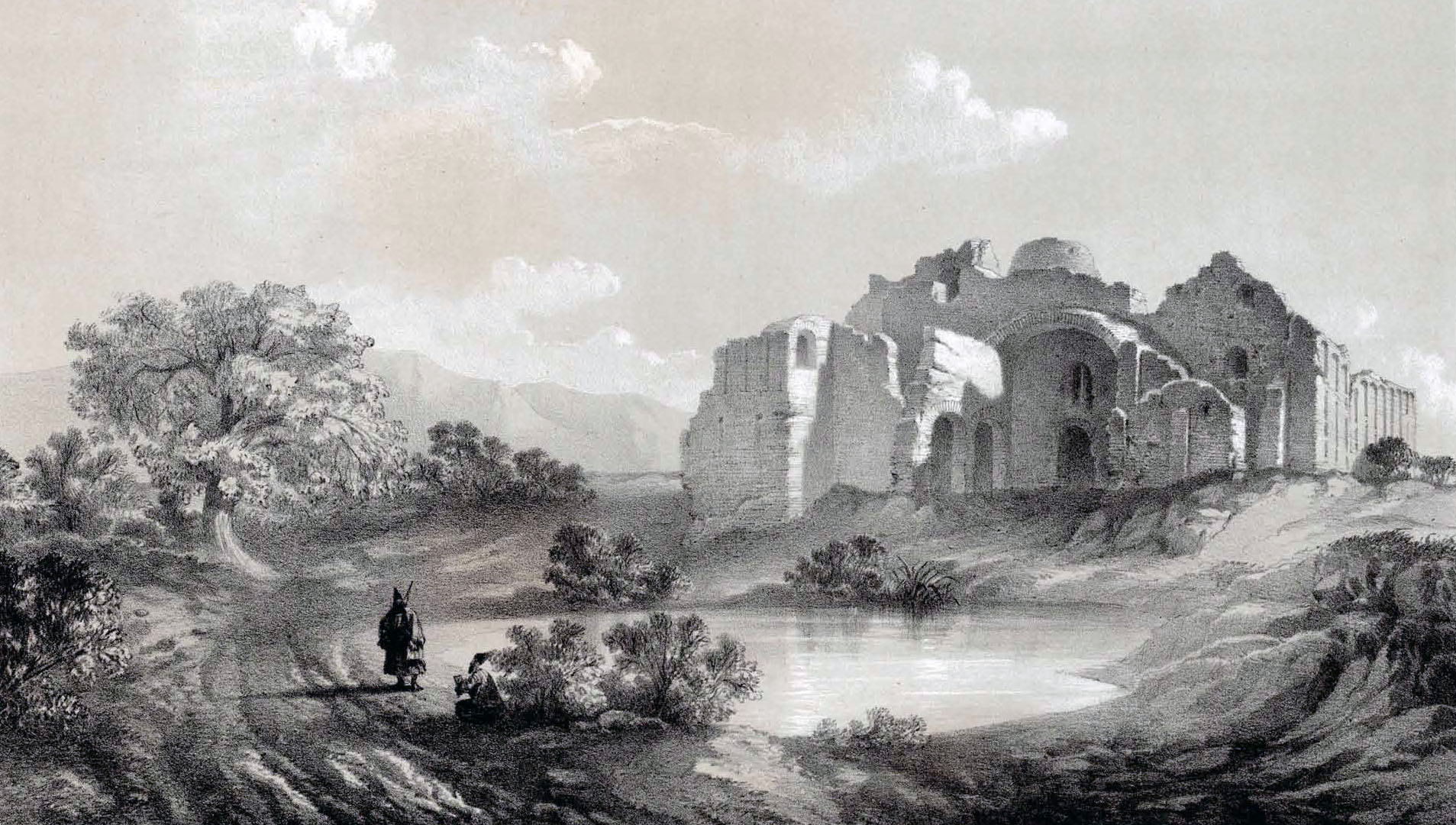
خرابه‌های کاخ اردشیر بابکان فیروزآباد
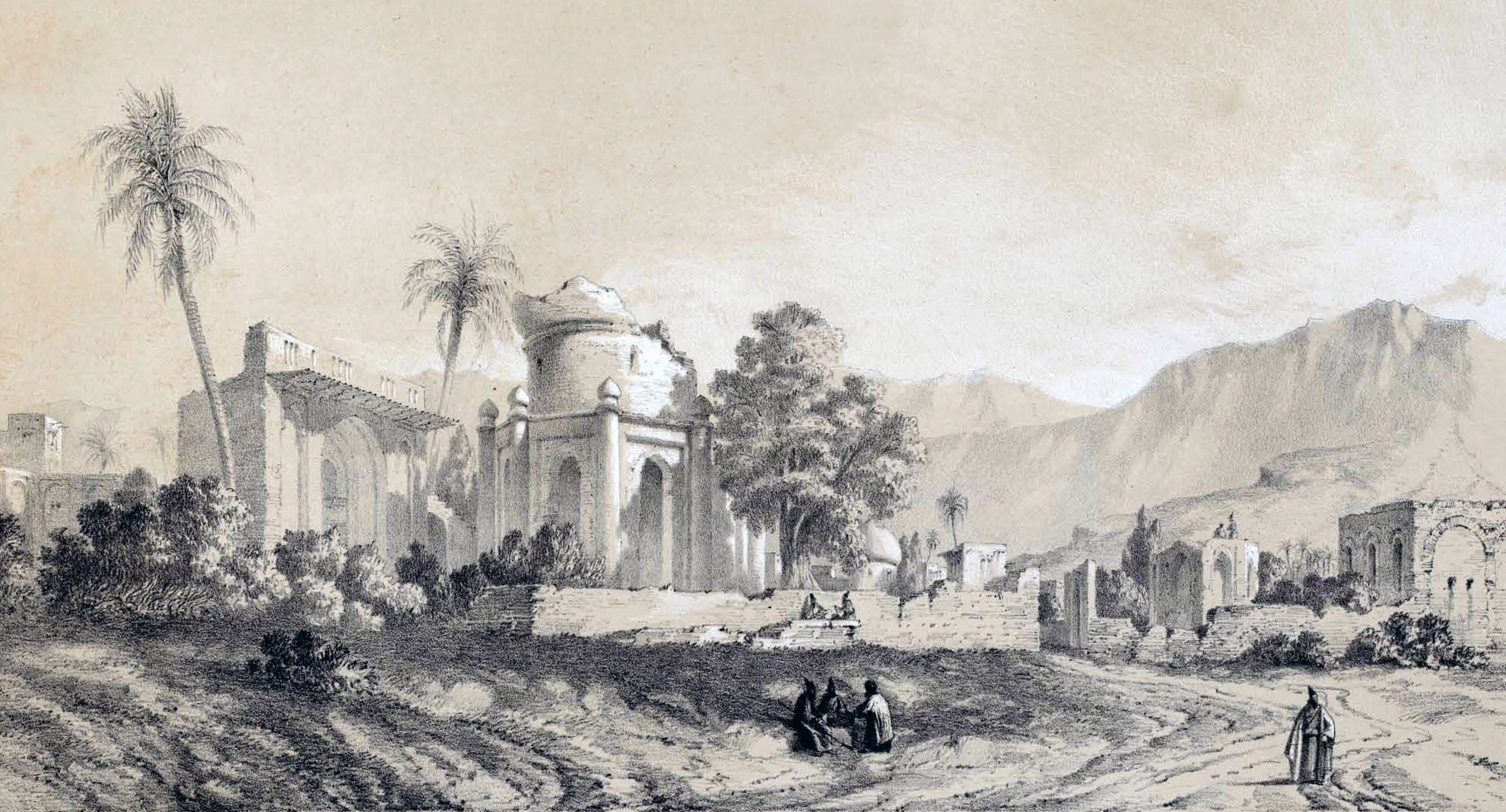
کازرون (بیشاپور)
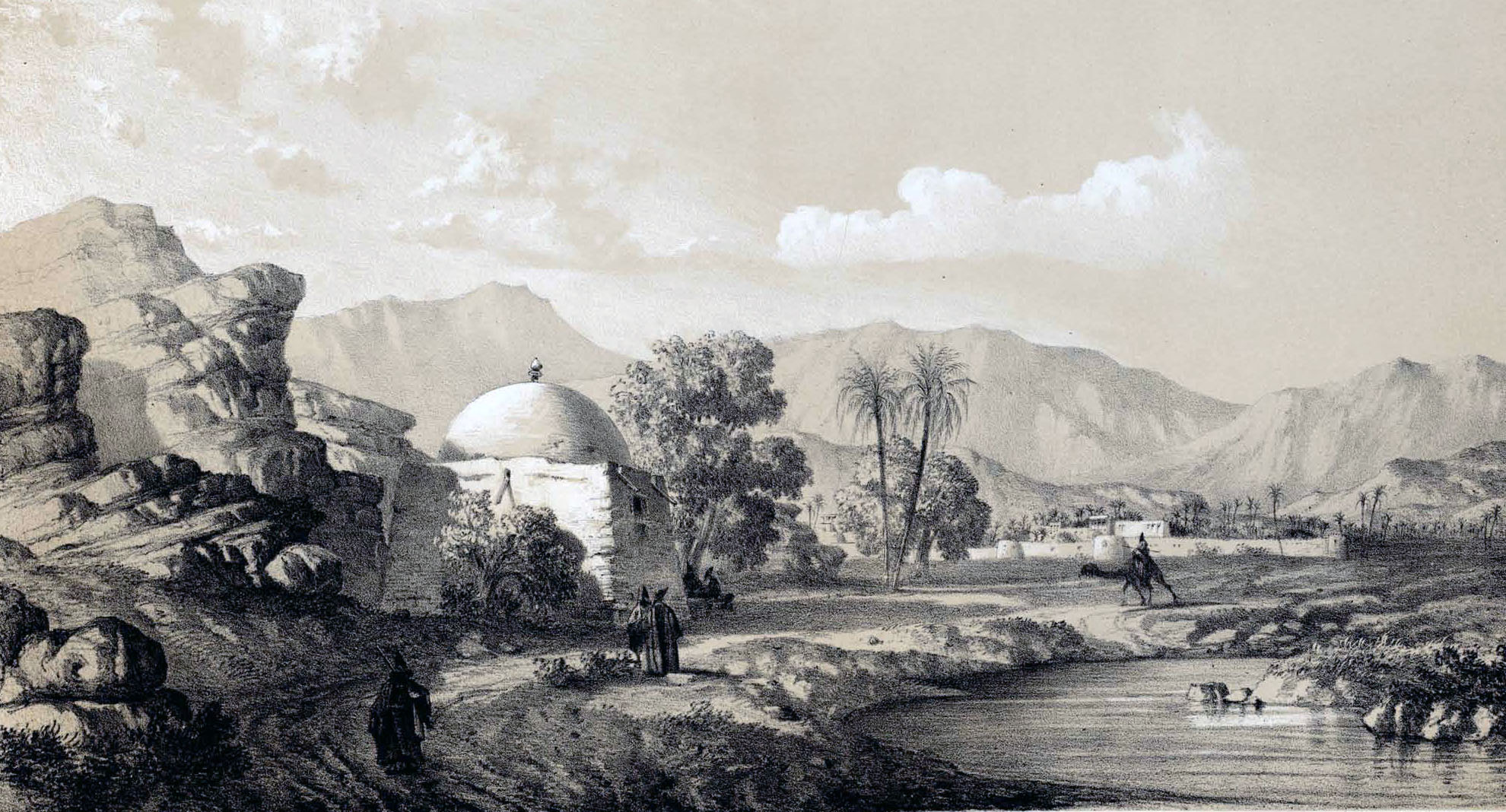
داراب
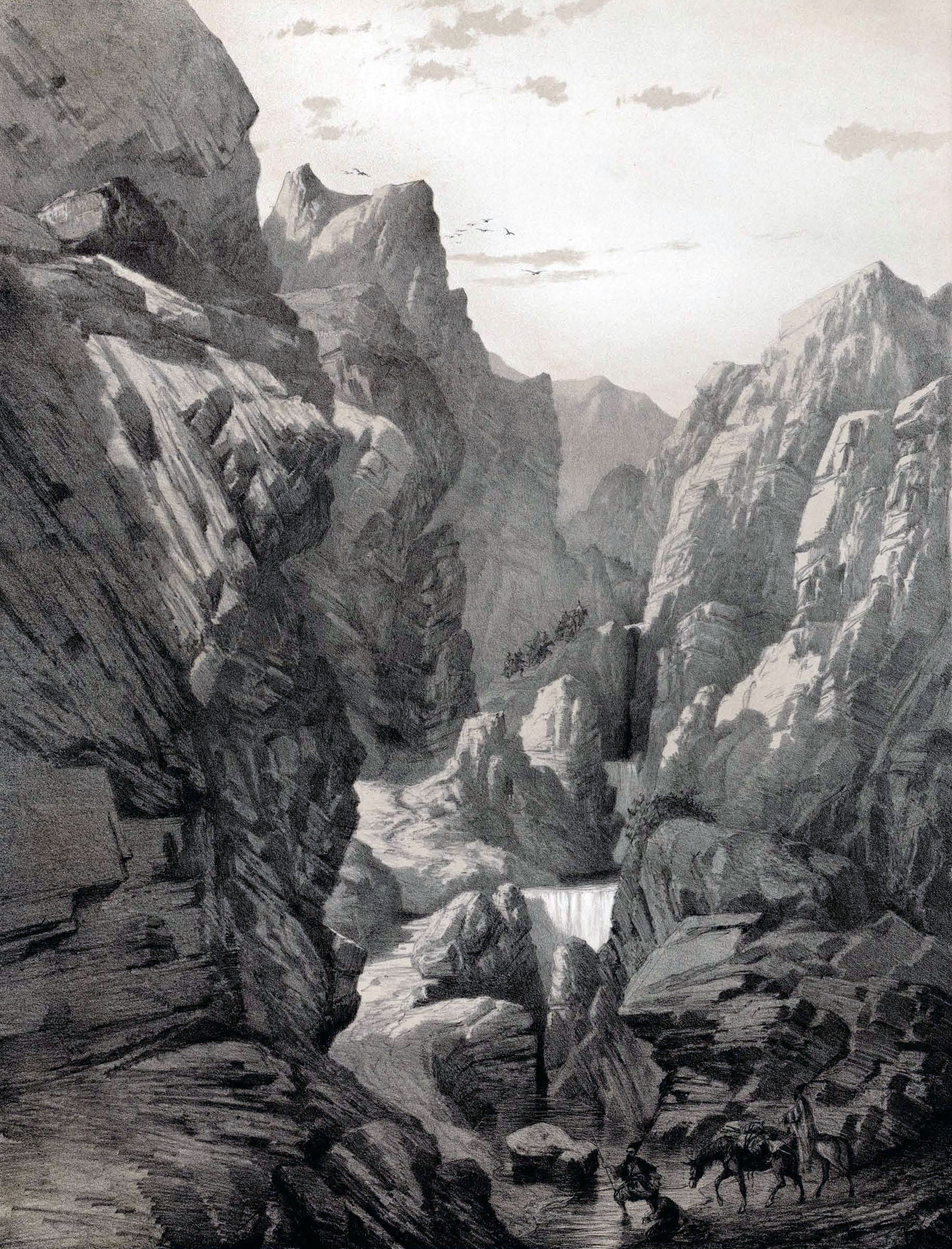
تنگه کوه، جنوب استان فارس
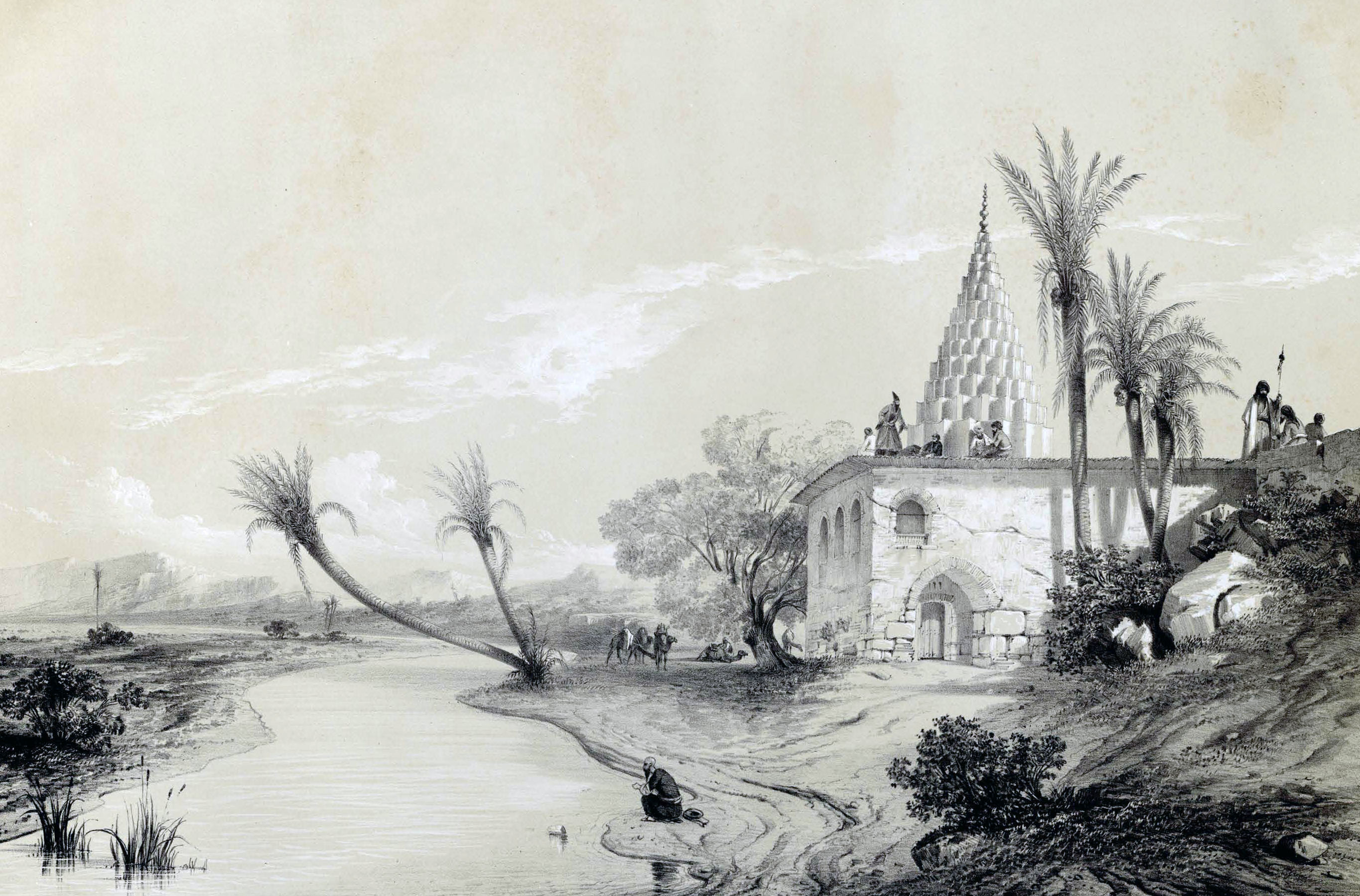
آرامگاه دانیال نبی، شوش